# Lista de consoles de jogos eletrônicos
Esta é uma lista de consoles de jogos eletrônicos.

## Primeira geração(1972–1978)

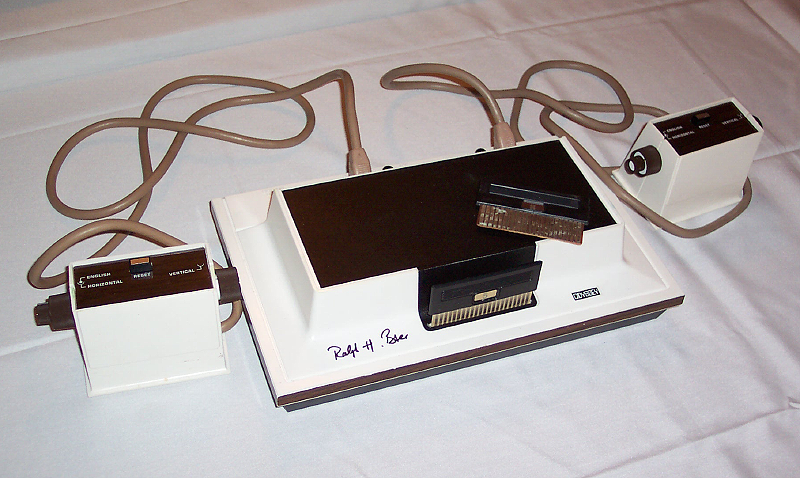
O Magnavox Odyssey 100.

| Console            | Fabricante  | Lançamento |
| ------------------ | ----------- | ---------- |
| Magnavox Odyssey   | Magnavox    | 1972       |
| Pong               | Atari       | 1975       |
| Philips Tele-Spiel | Philips     | 1975       |
| Coleco Telstar     | Coleco      | 1976       |
| Telejogo           | Philco/Ford | 1977       |
| Color TV Game      | Nintendo    | 1977       |
| Telejogo II        | Philco/Ford | 1978       |

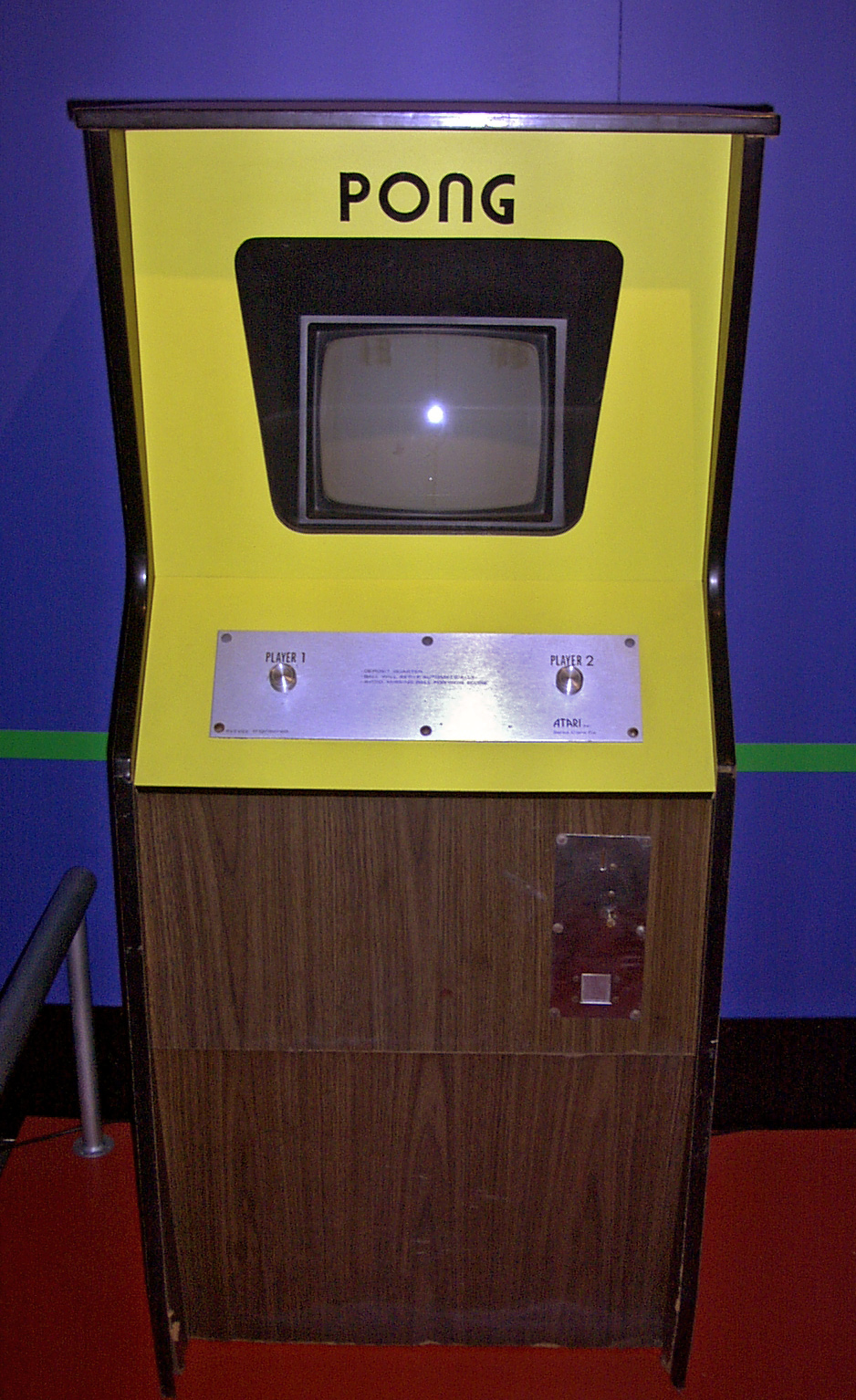
O Pong da Atari Arcade em 1972 (Console em 1975)
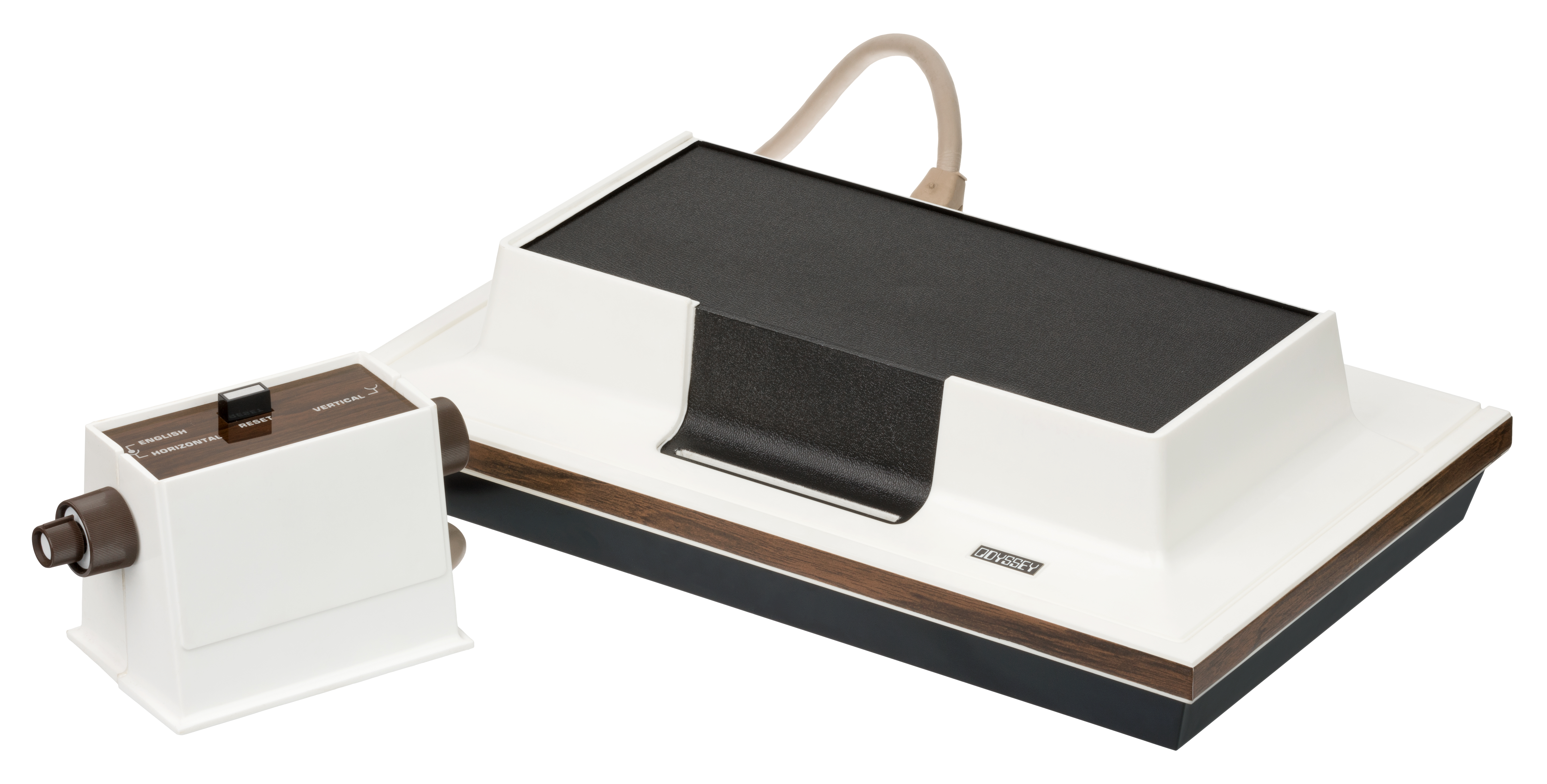
O Magnavox Odyssey da Magnavox de 1972
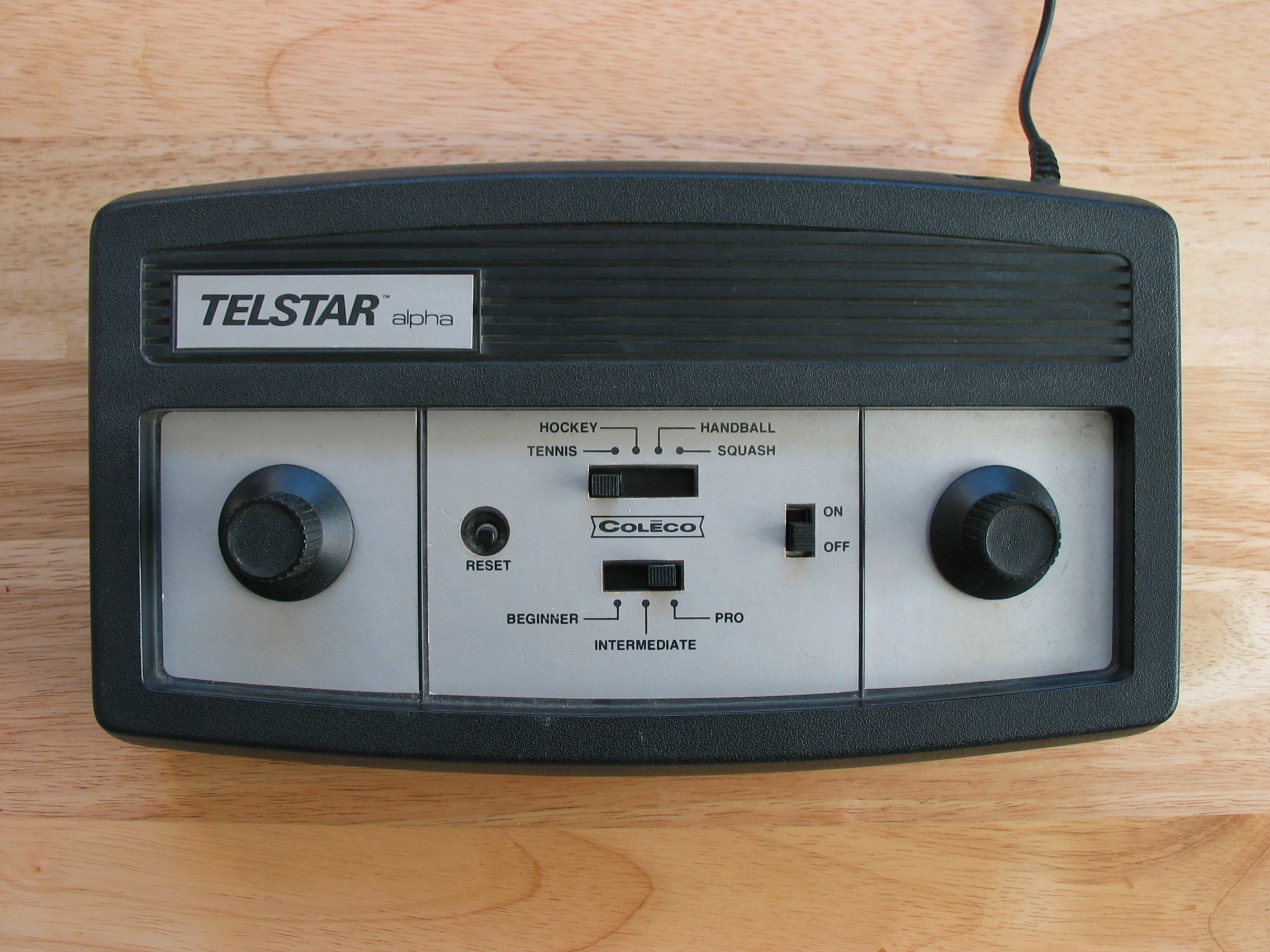
Coleco Telstar Alpha da Coleco de 1976
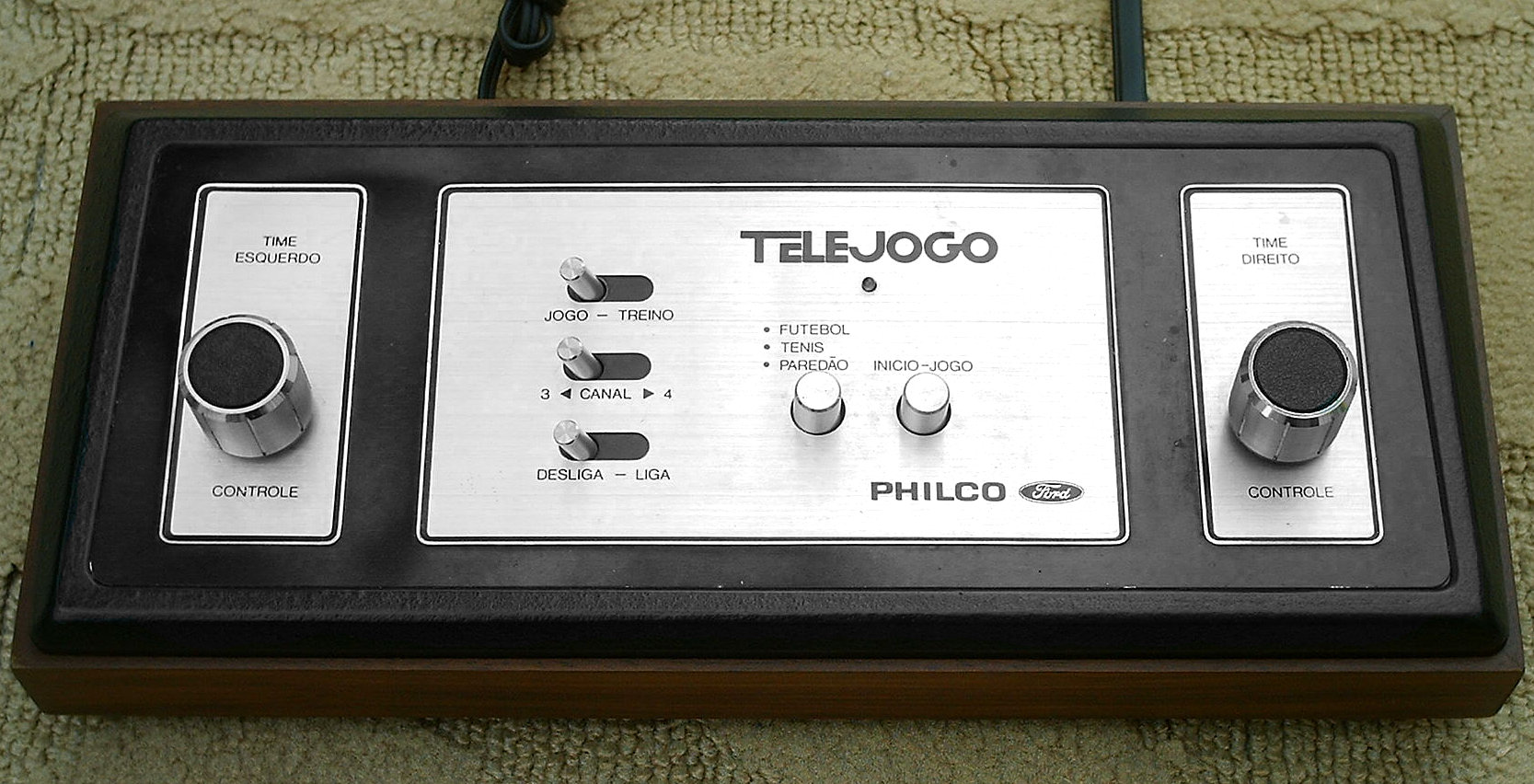
Telejogo da Philco/Ford de 1977
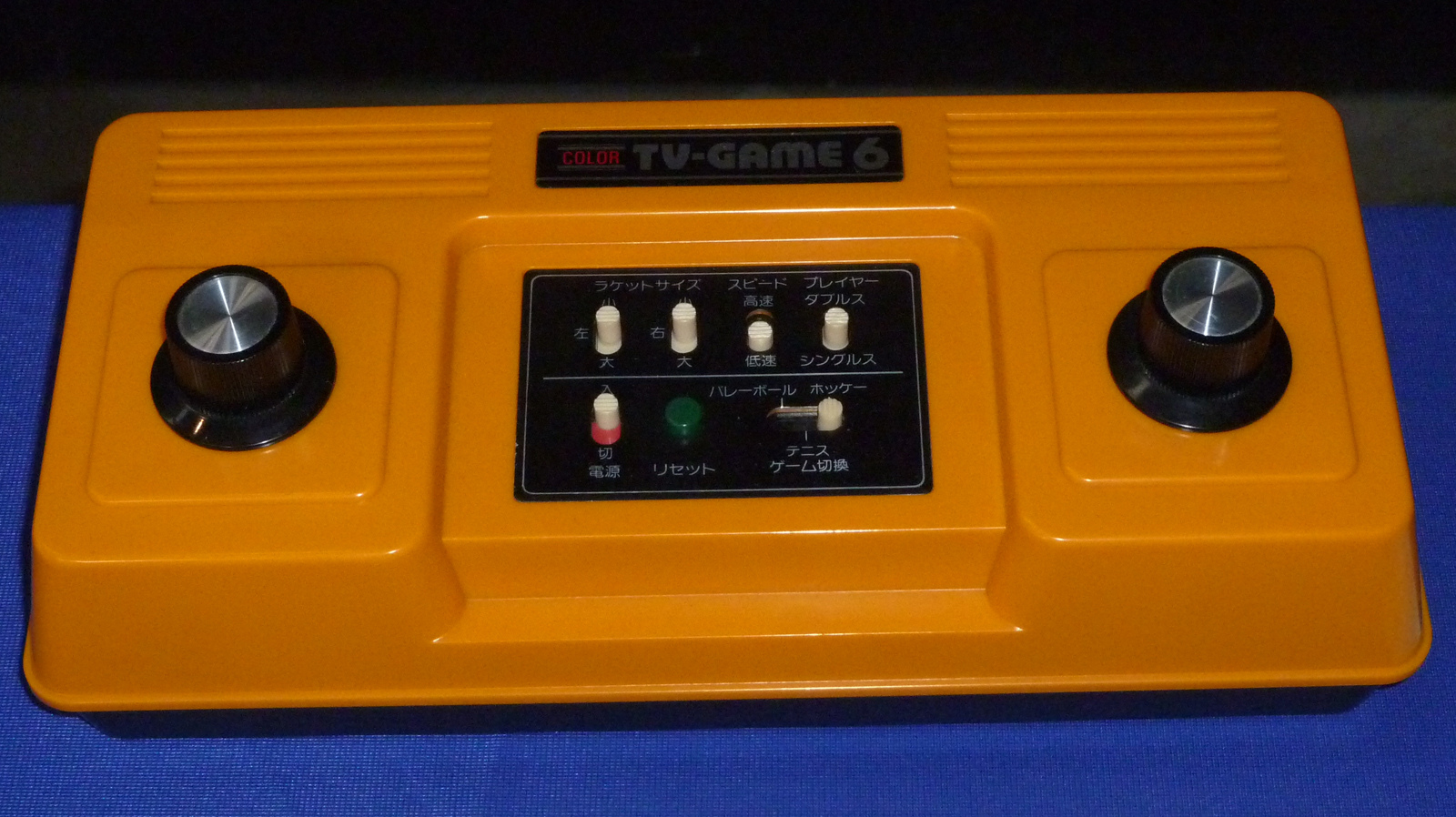
O Color TV Game da Nintendo de 1977
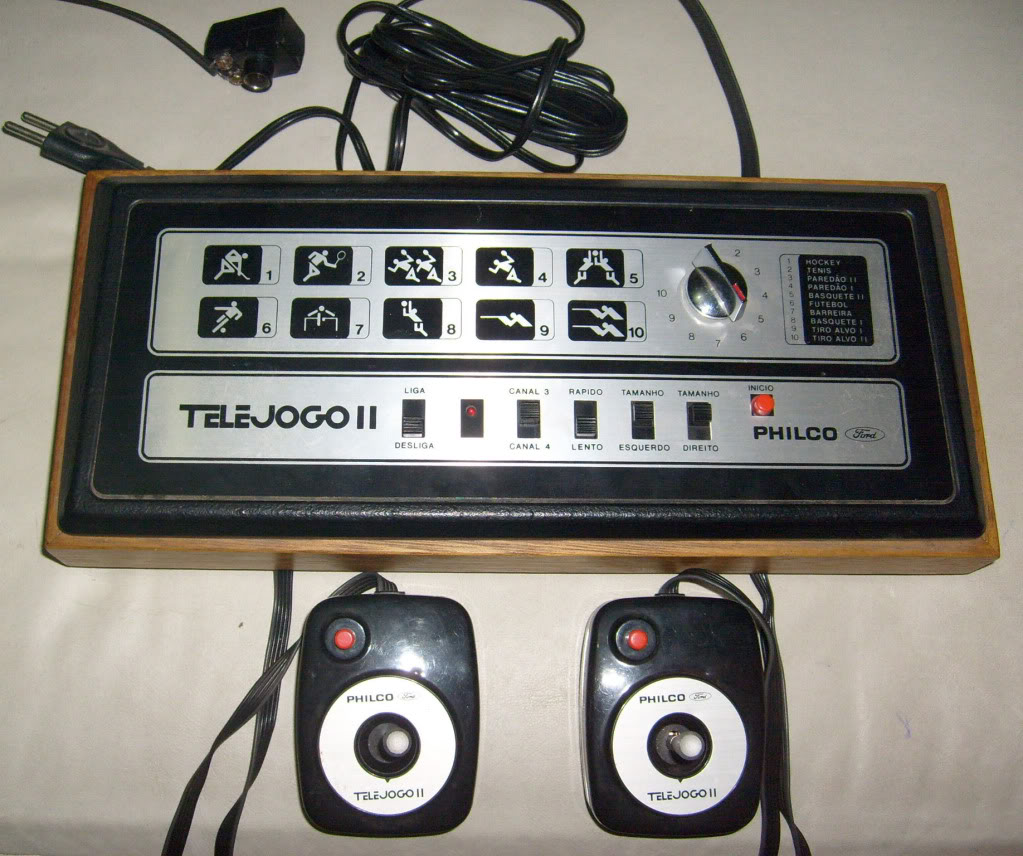
O Telejogo 2 da Philco/Ford de 1978

## Segunda geração(1976–1984)

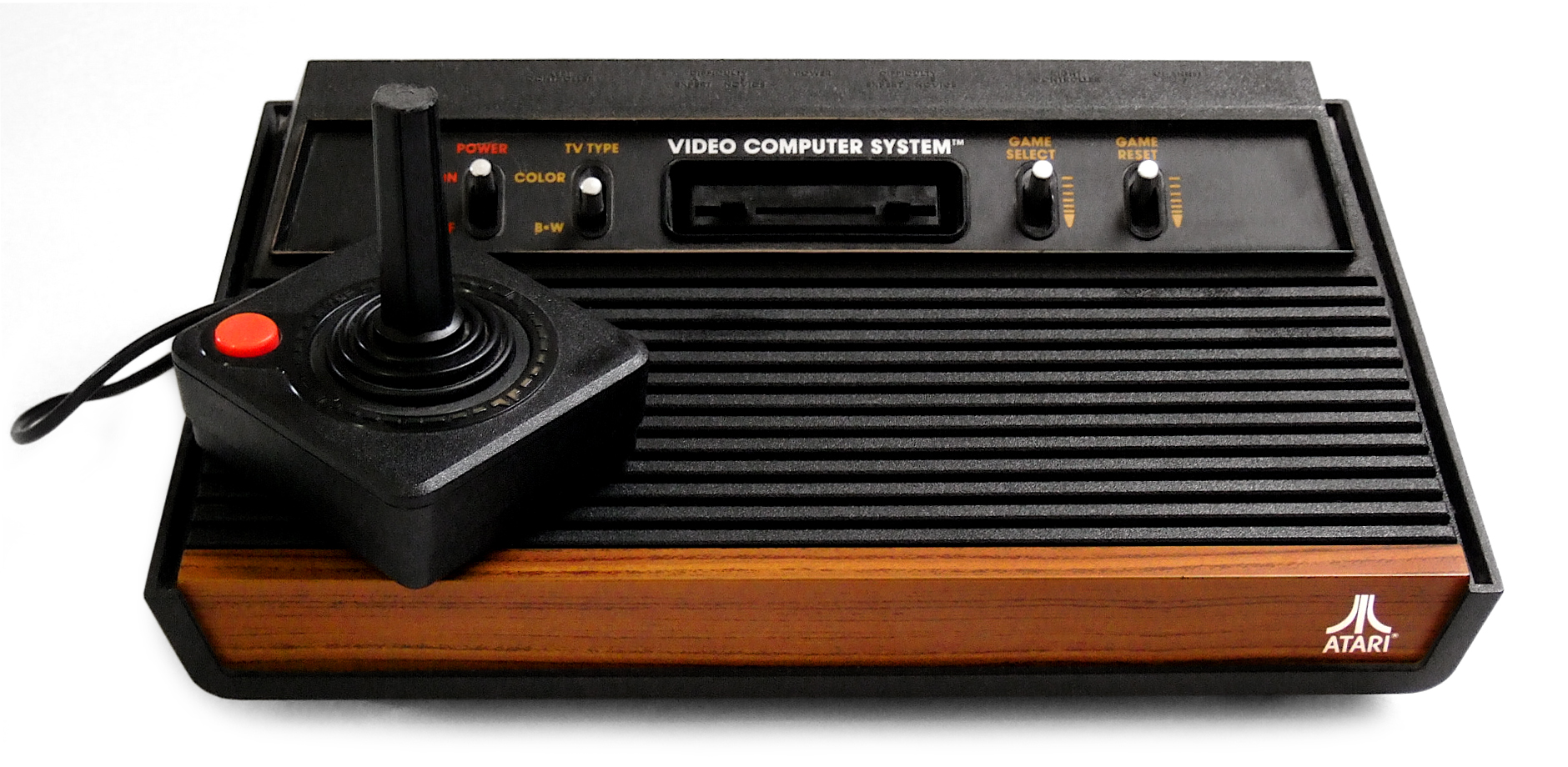
O Atari 2600.

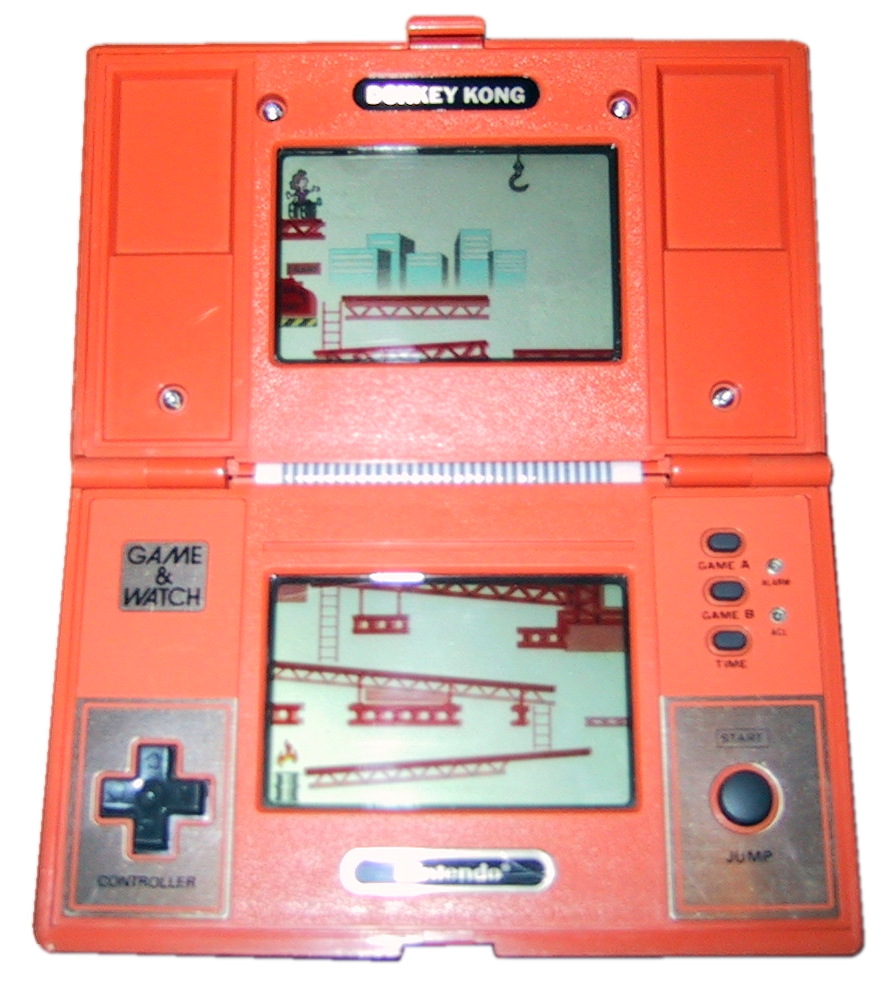
O portátil Game & Watch.

| Console                | Fabricante       | Lançamento |
| ---------------------- | ---------------- | ---------- |
| Fairchild Channel F    | Fairchild        | 1976       |
| RCA Studio II          | RCA              | 1977       |
| Atari 2600             | Atari            | 1977       |
| Bally Astrocade        | Midway           | 1977       |
| Interton VC 4000       | Interton         | 1978       |
| Magnavox Odyssey²      | Magnavox/Philips | 1978       |
| Microvision            | Milton Bradley   | 1979       |
| Game & Watch           | Nintendo         | 1980       |
| Intellivision          | Mattel           | 1980       |
| PlayCable              | Mattel           | 1981       |
| VTech CreatiVision     | VTech            | 1981       |
| Epoch Cassette Vision  | Epoch            | 1981       |
| Coleco Gemini          | Coleco           | 1982       |
| Arcadia 2001           | Emerson Radio    | 1982       |
| Atari 5200             | Atari            | 1982       |
| ColecoVision           | Coleco           | 1982       |
| Commodore MAX Machine  | Commodore        | 1982       |
| Entex Adventure Vision | Entex            | 1982       |
| Vectrex                | Entex            | 1982       |
| Sega SG-1000           | Sega             | 1983       |
| Atari 2800             | Atari            | 1983       |
| Dactar                 | Milmar           | 1983       |
| Dynavision             | Dynacom          | 1983       |

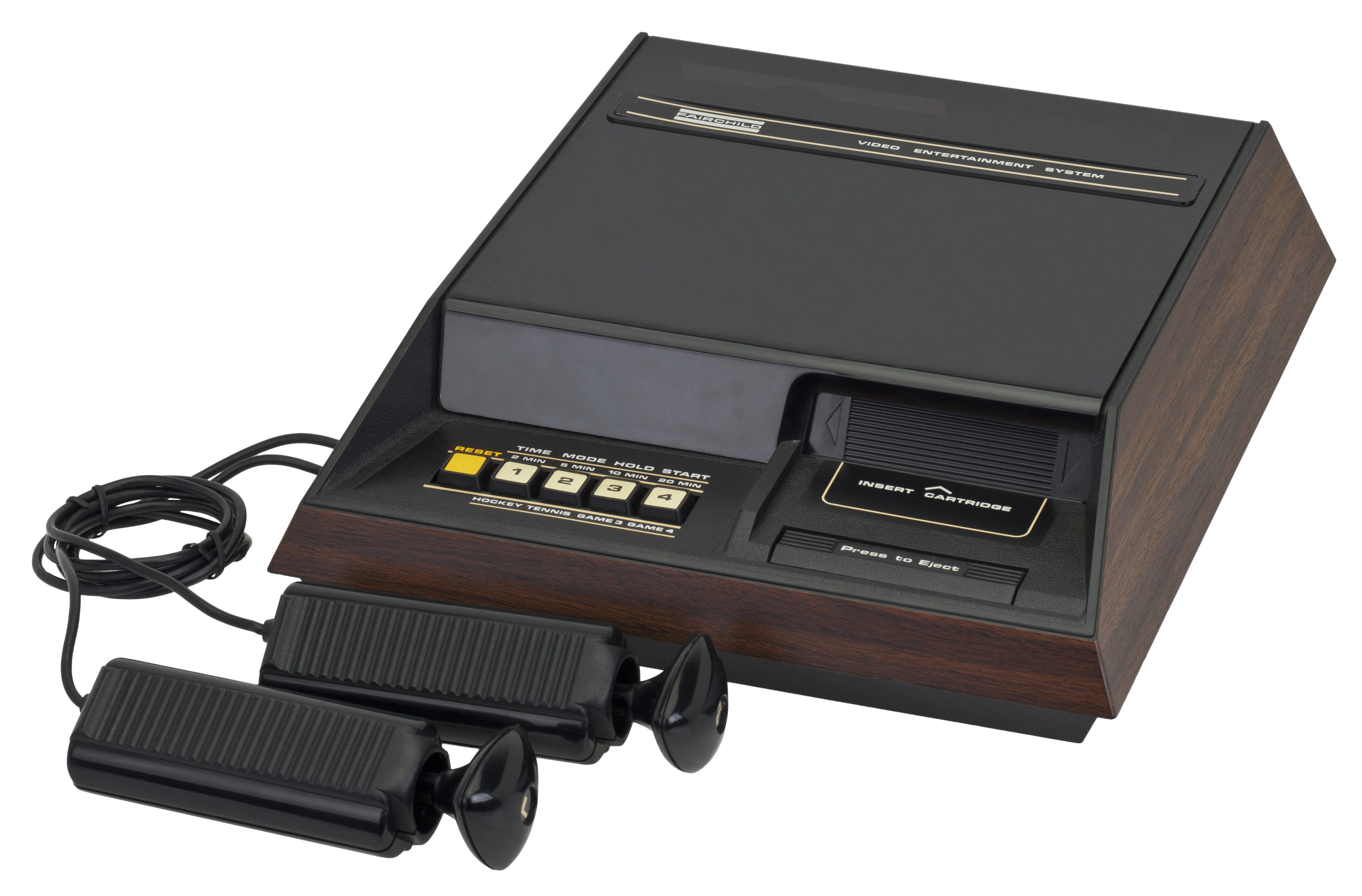
O Fairchild Channel F da Farirchild de 1976
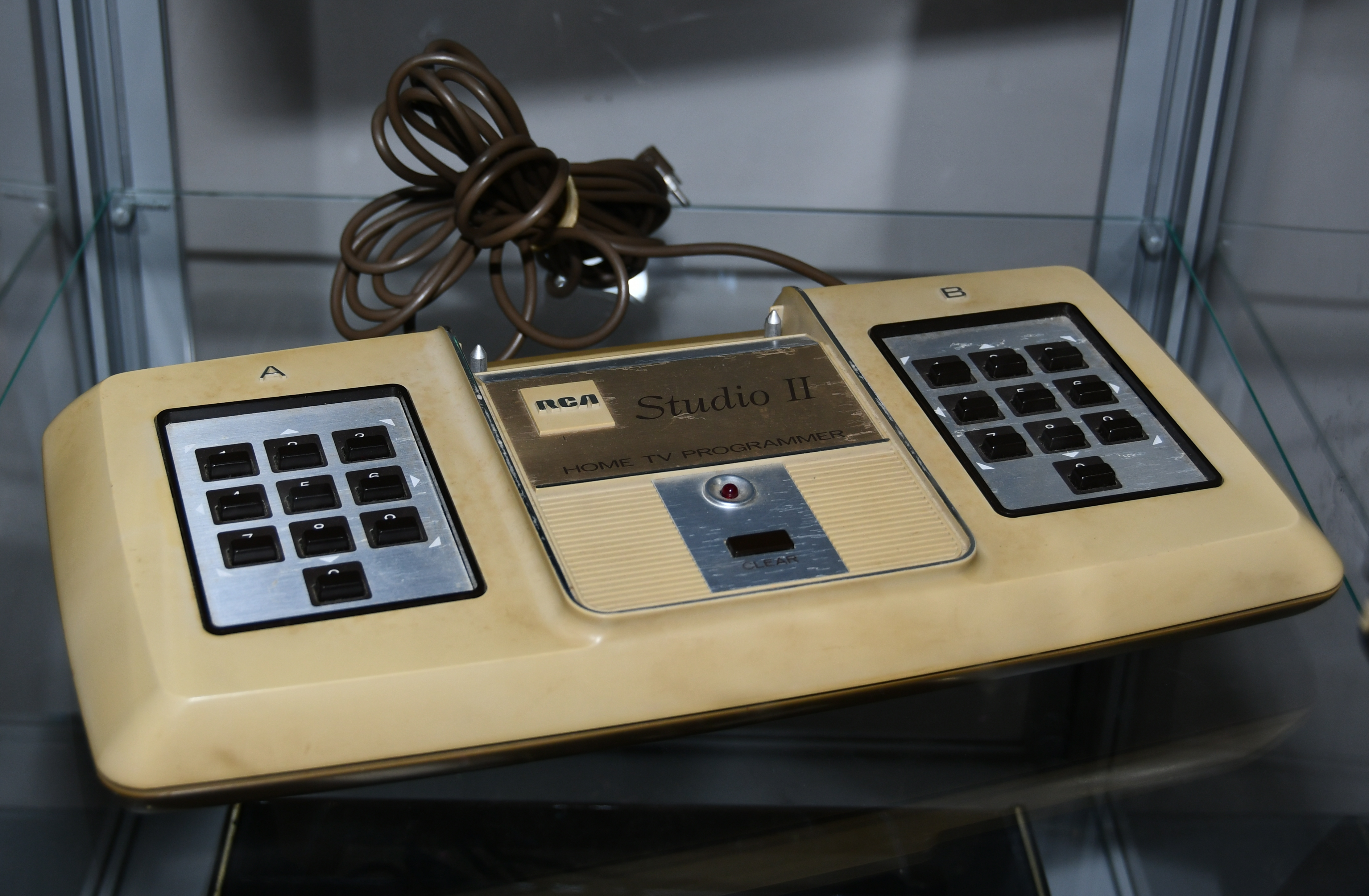
O RCA Studio II da RCA de 1977
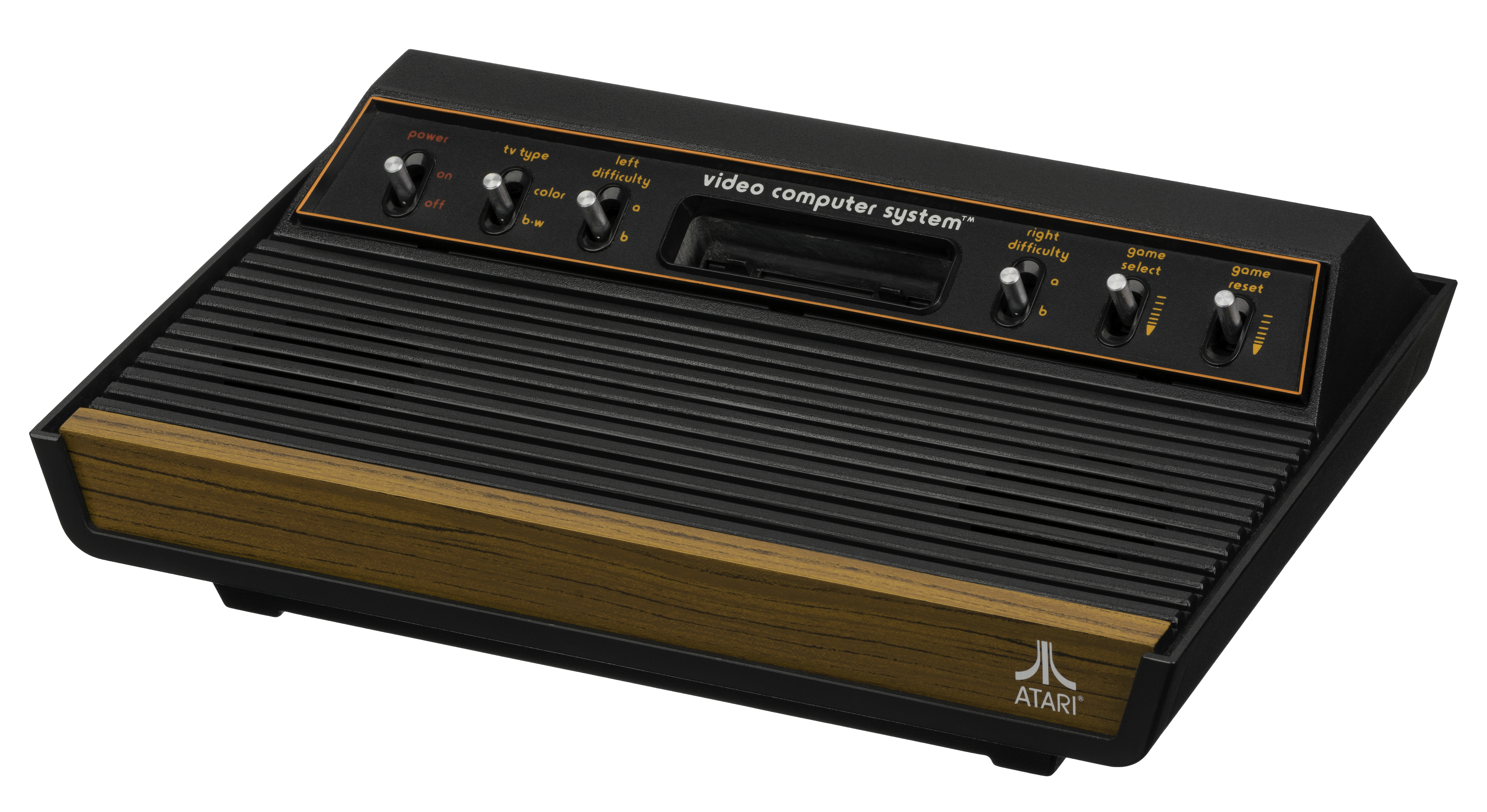
O Atari 2600 da Atari de 1977
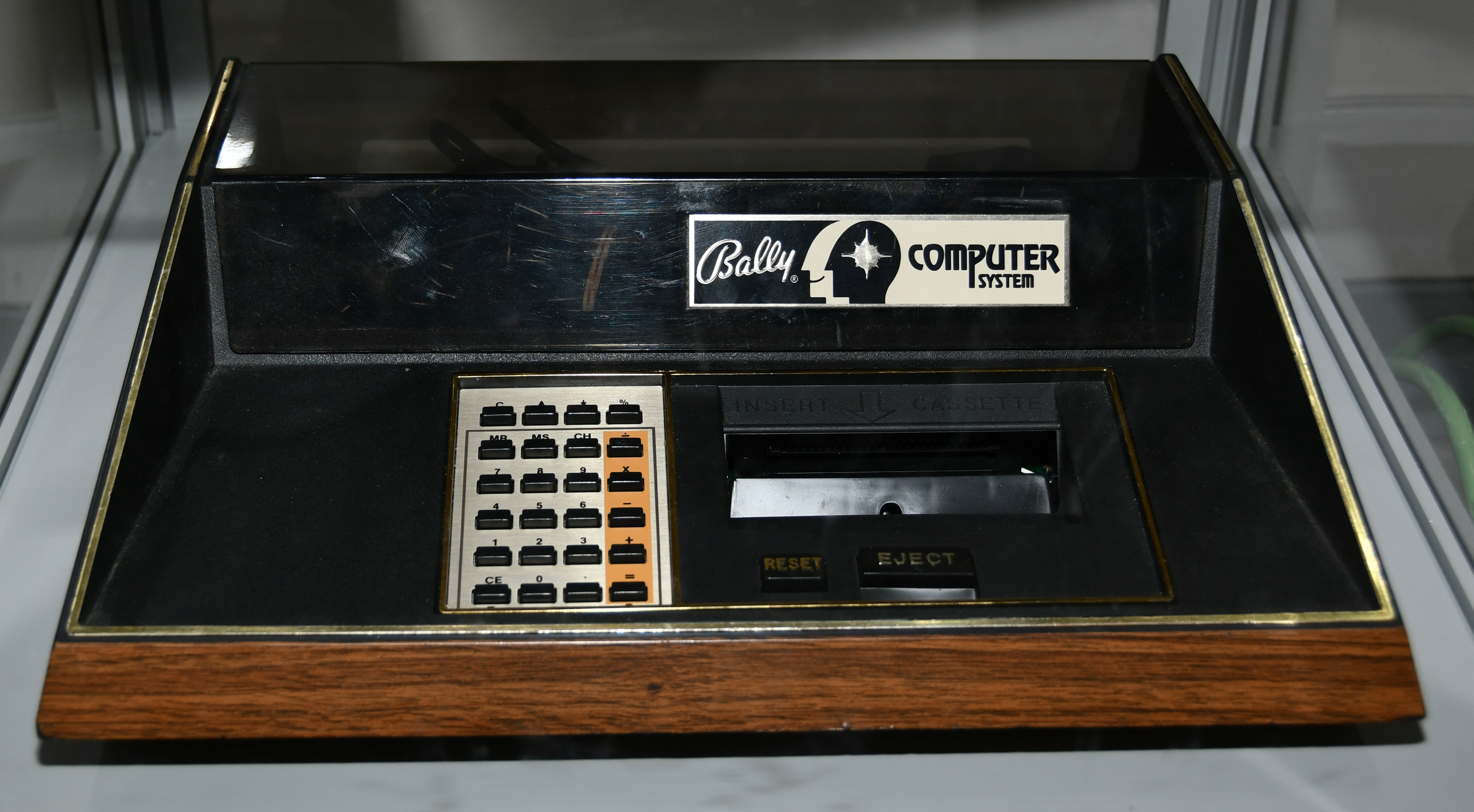
O Bally Astrocade da Midway de 1977
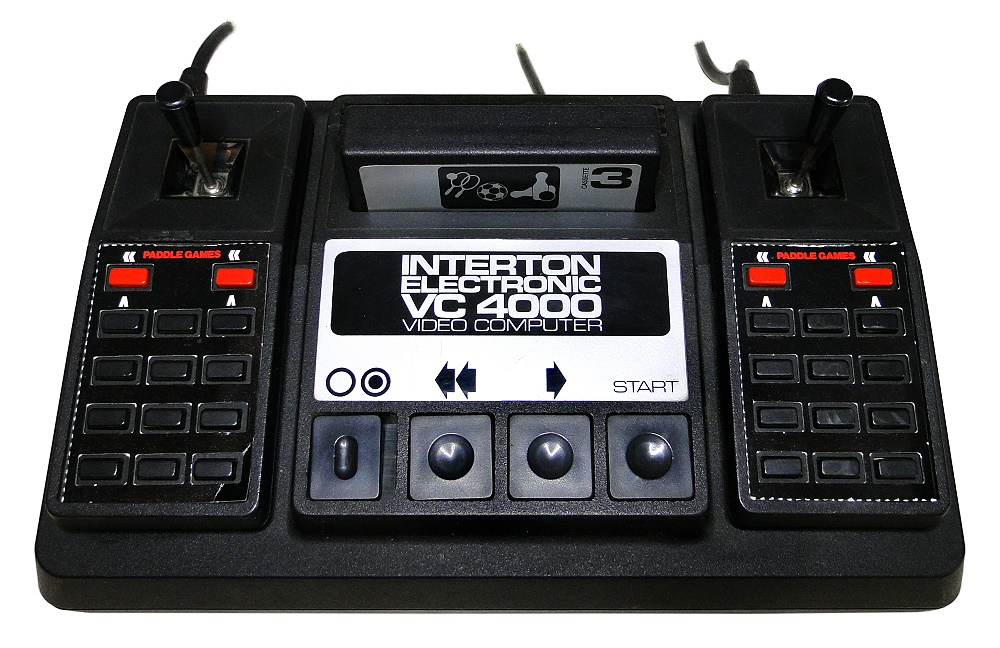
O Interton VC 4000 da Interton de 1978
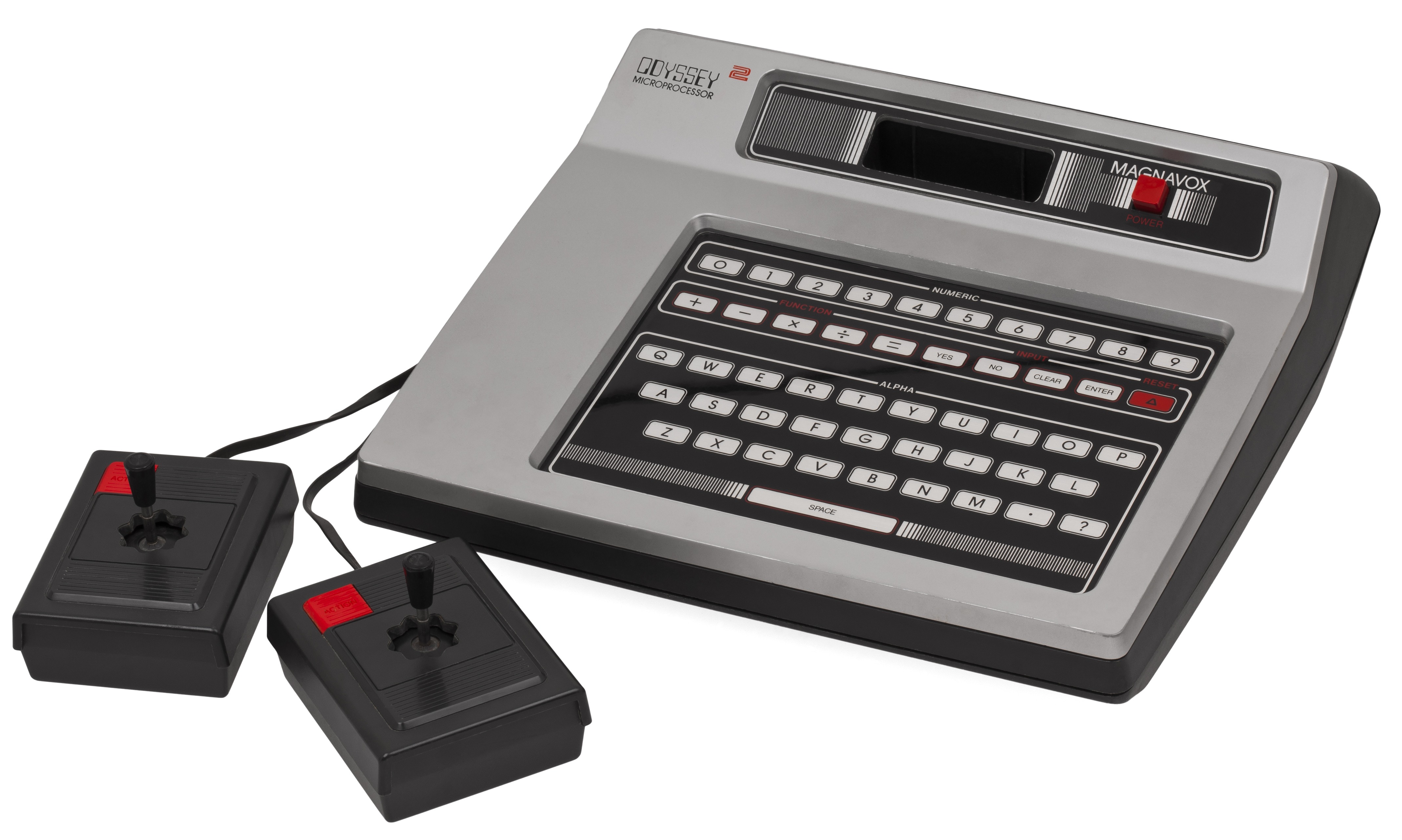
O Magnavox Odyssey 2 (modelo superior) da Magnavox/Phillips de 1978
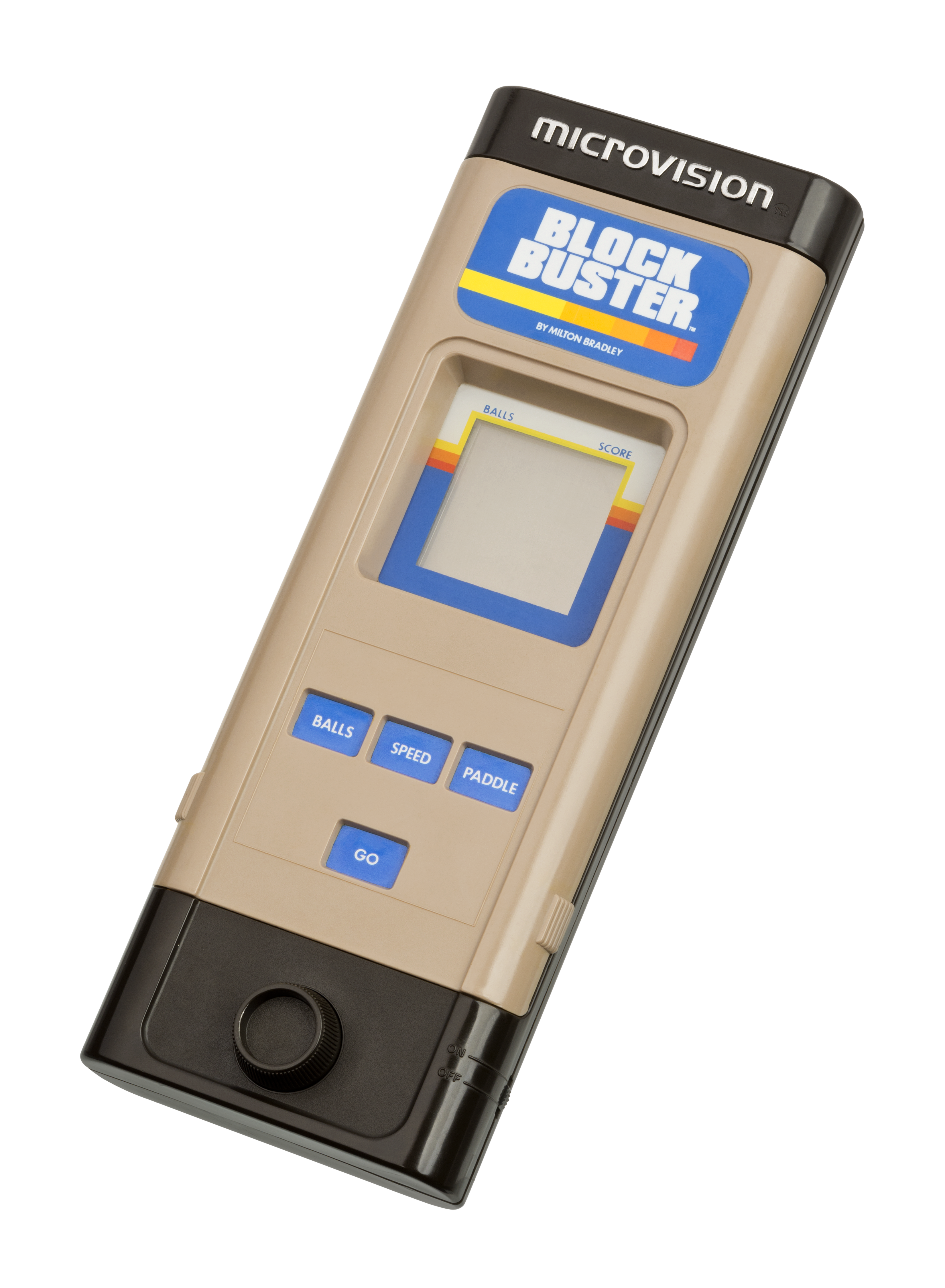
O Microvision  da Milton Bradley de 1979
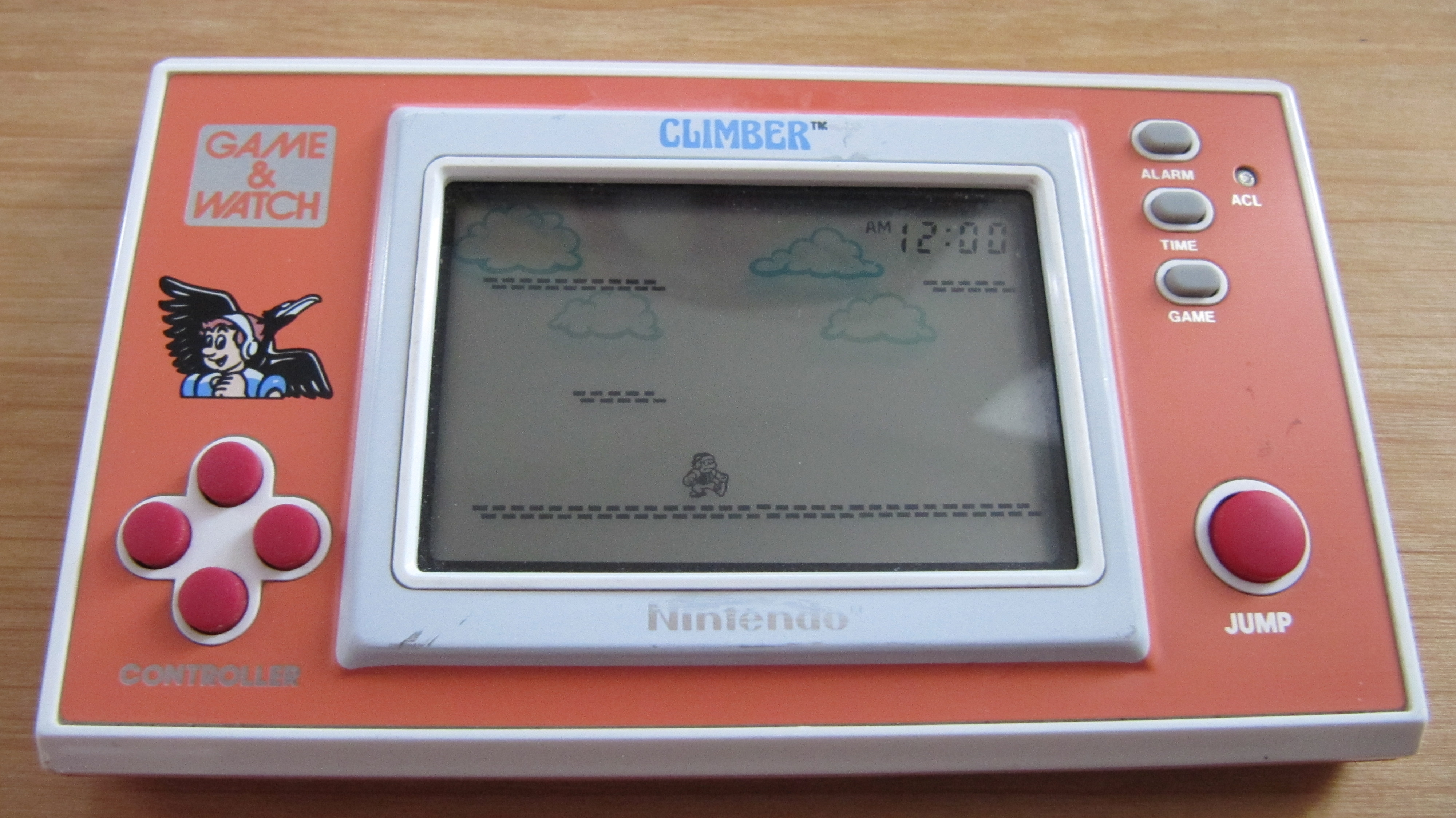
O Game & Watch da Nintendo de 1980
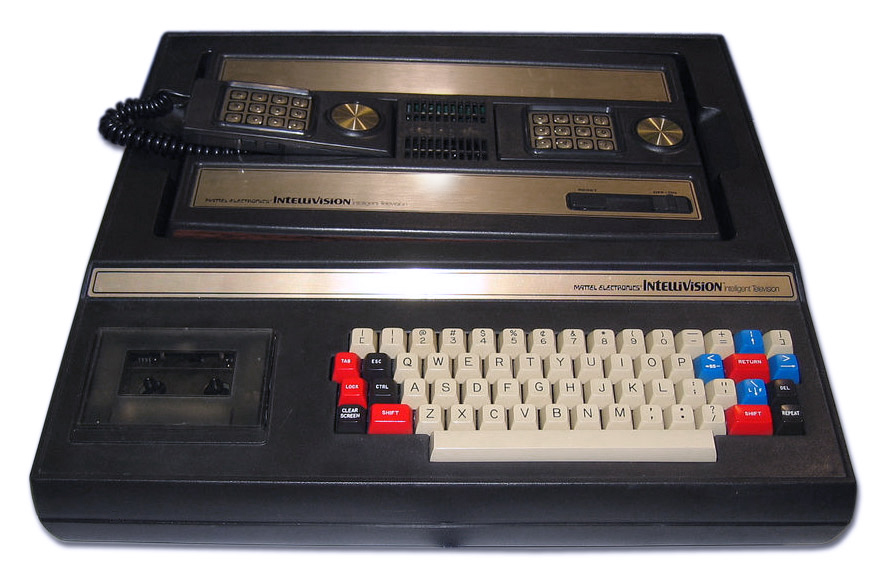
O Intellvision I da Mattel de 1980
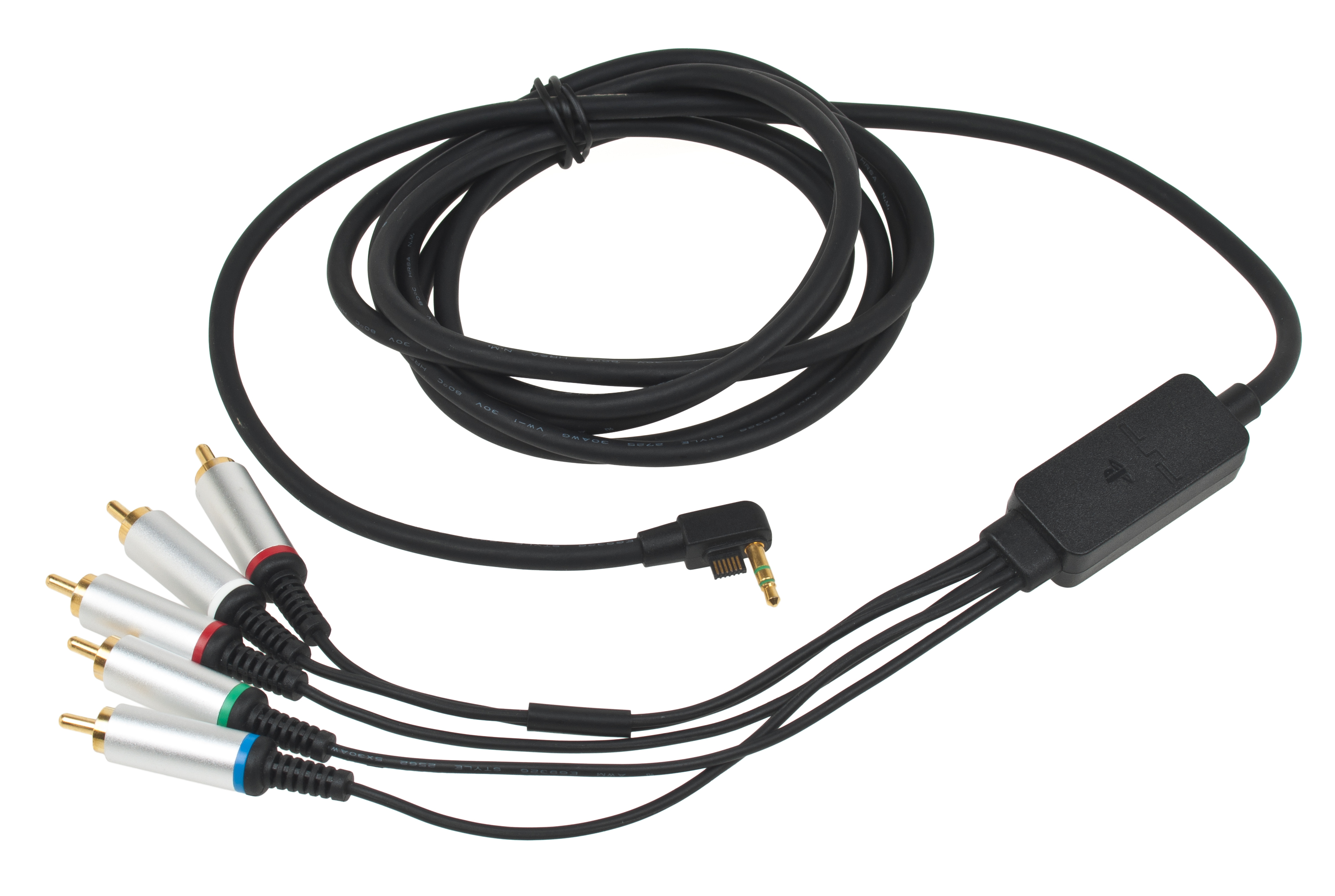
O PlayCable (serviço online) da Mattel de 1981
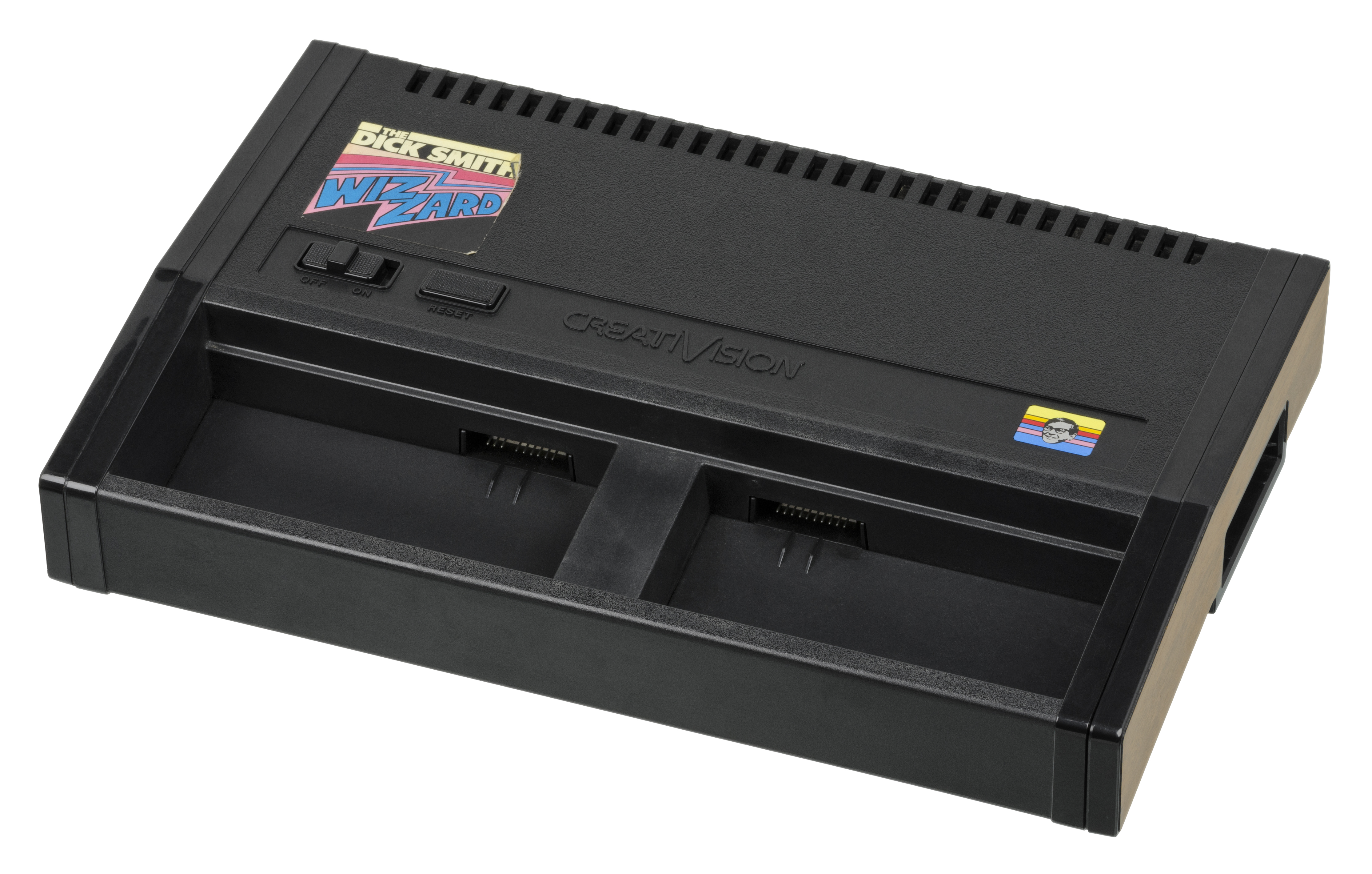
O VTech CreatiVision da VTech de 1981
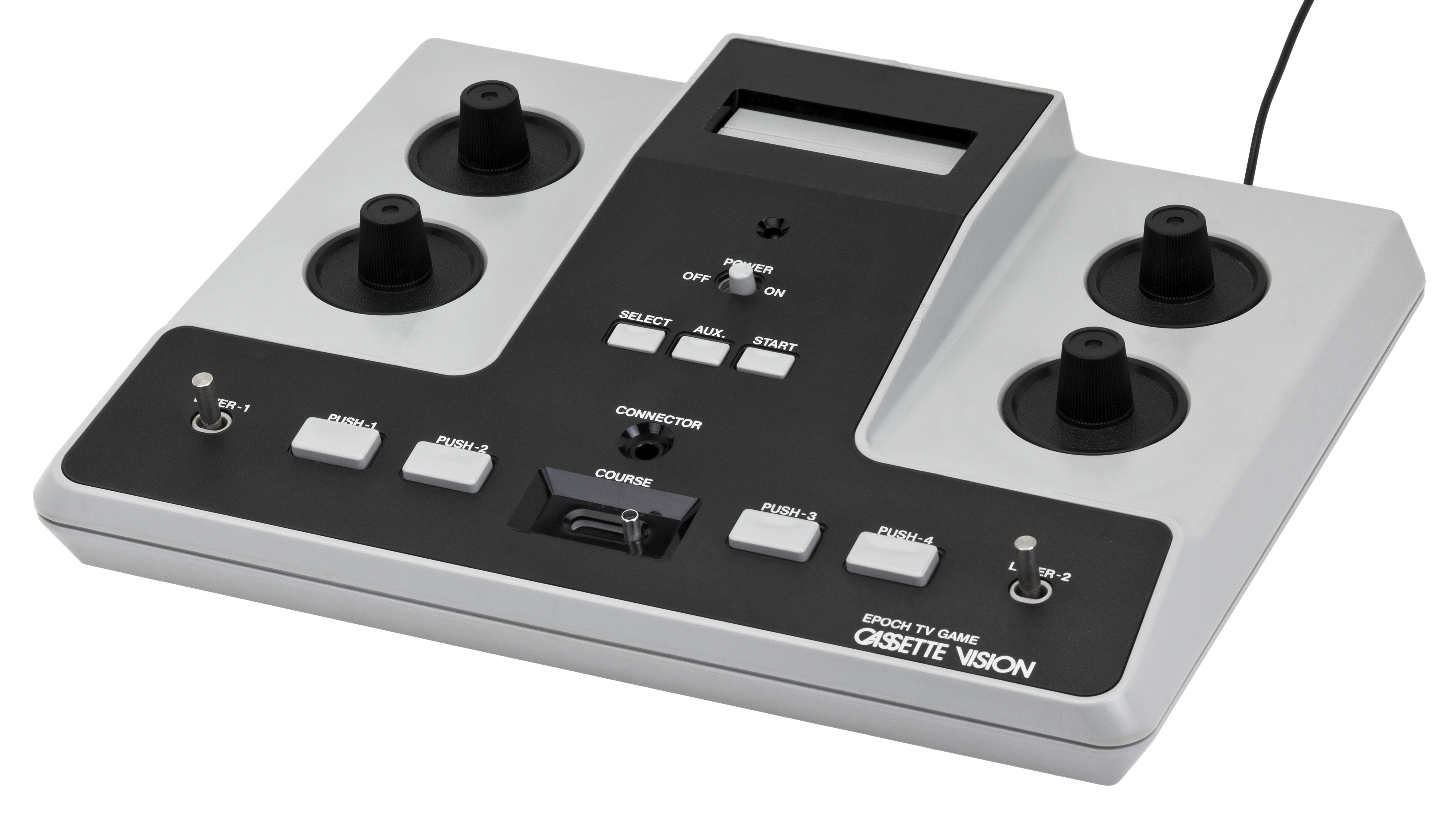
O Epoch Cassette Vision da Epoch de 1981
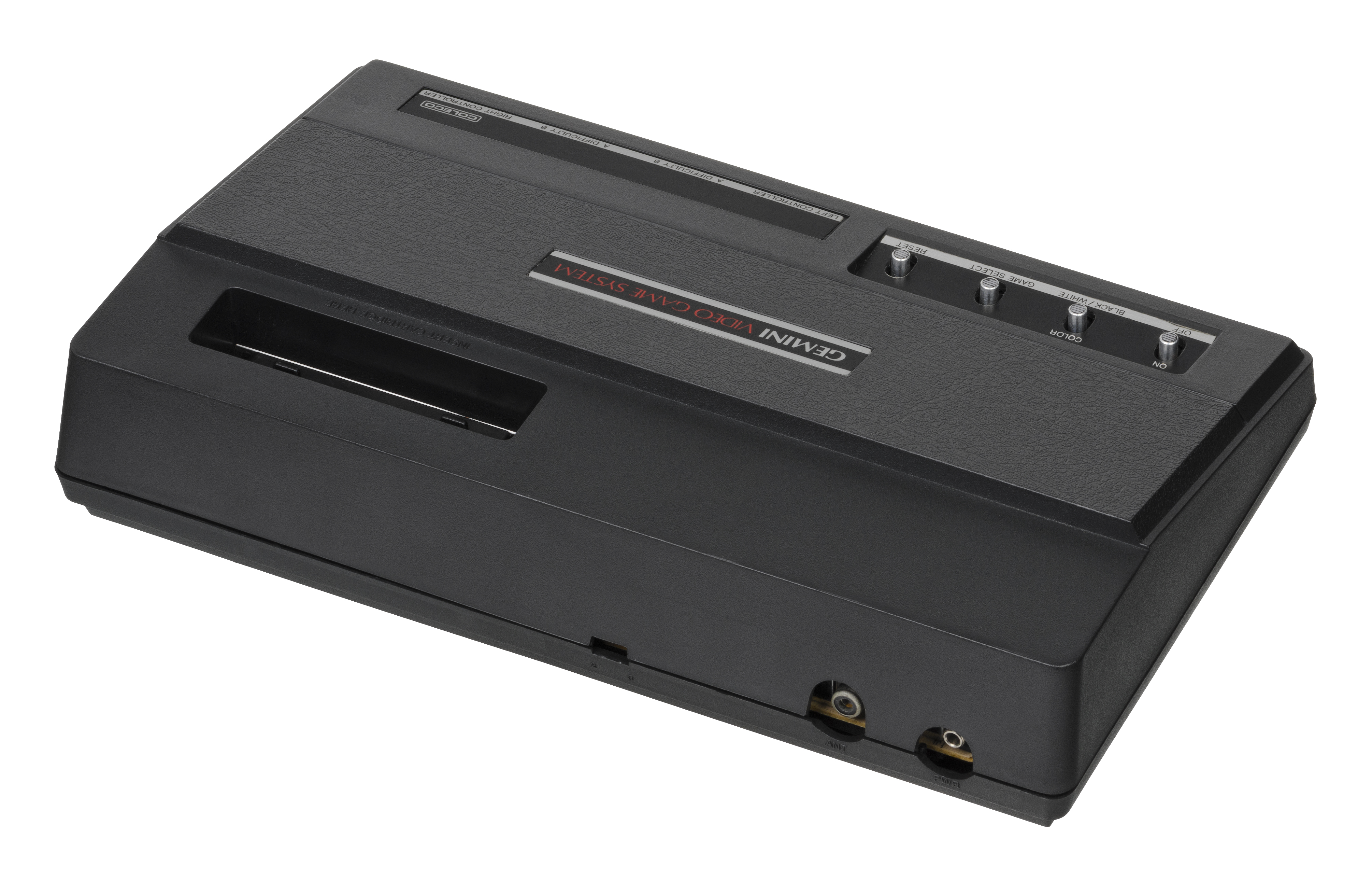
O Coleco Gemini da Coleco de 1982
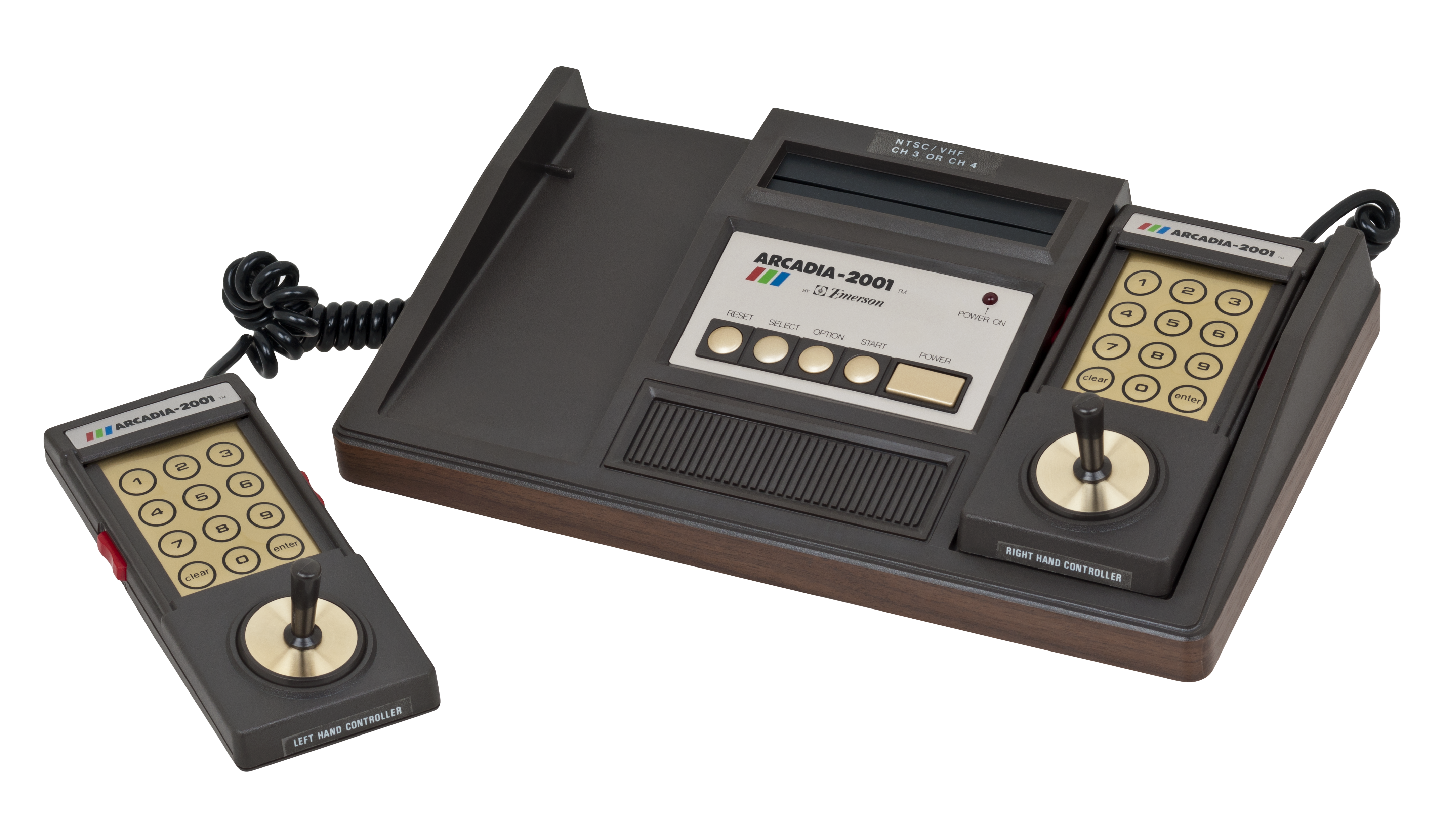
O Arcadia 2001 da Emerson Radio de 1982
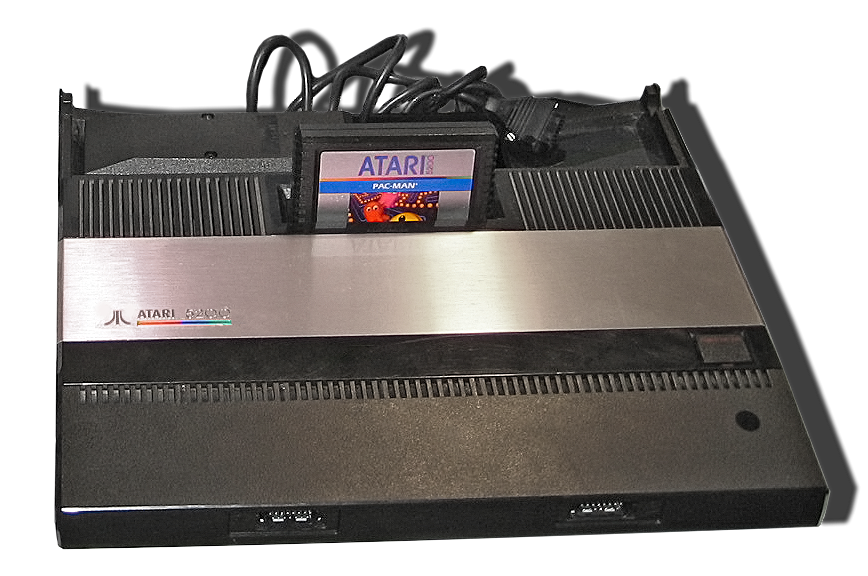
O Atari 5200 da Atari de 1982
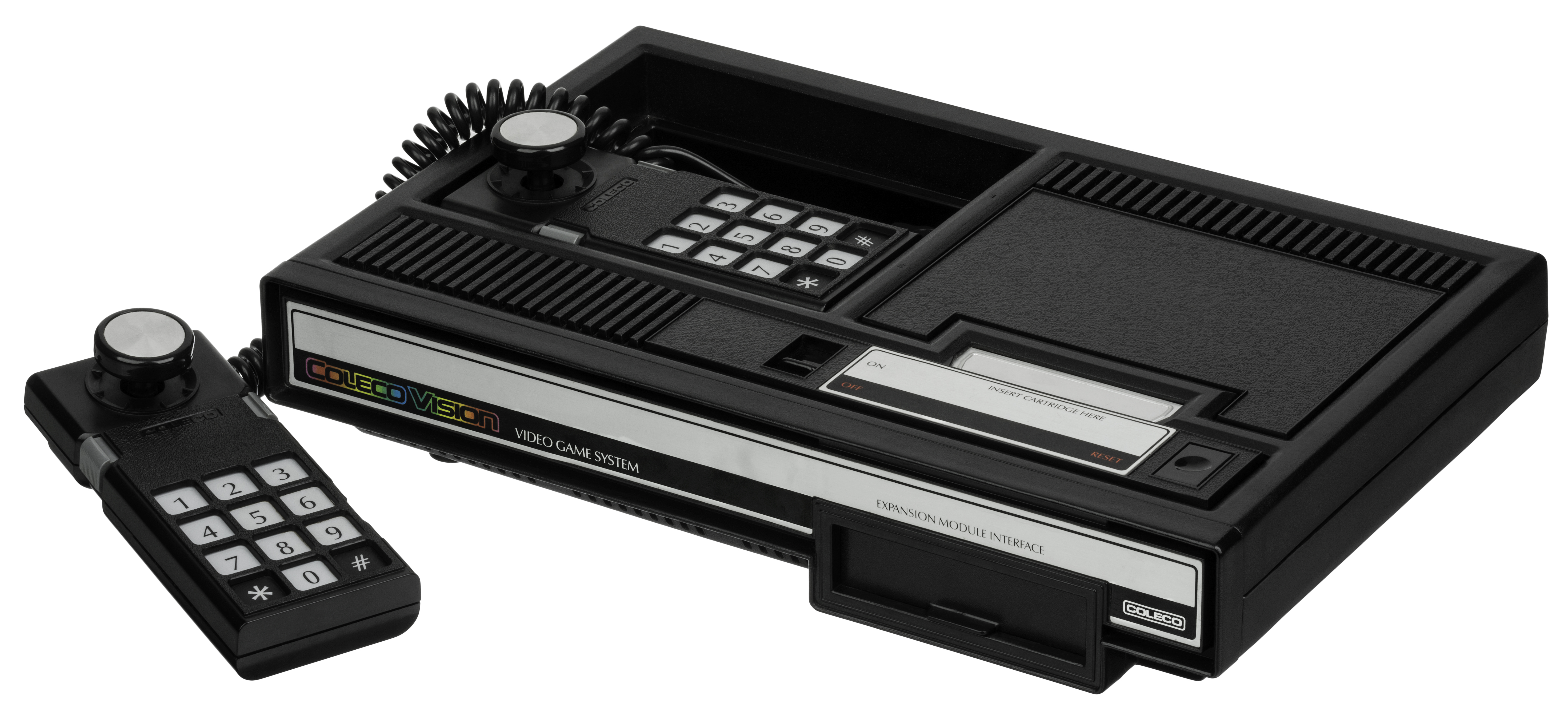
O ColecoVision da Coleco de 1982
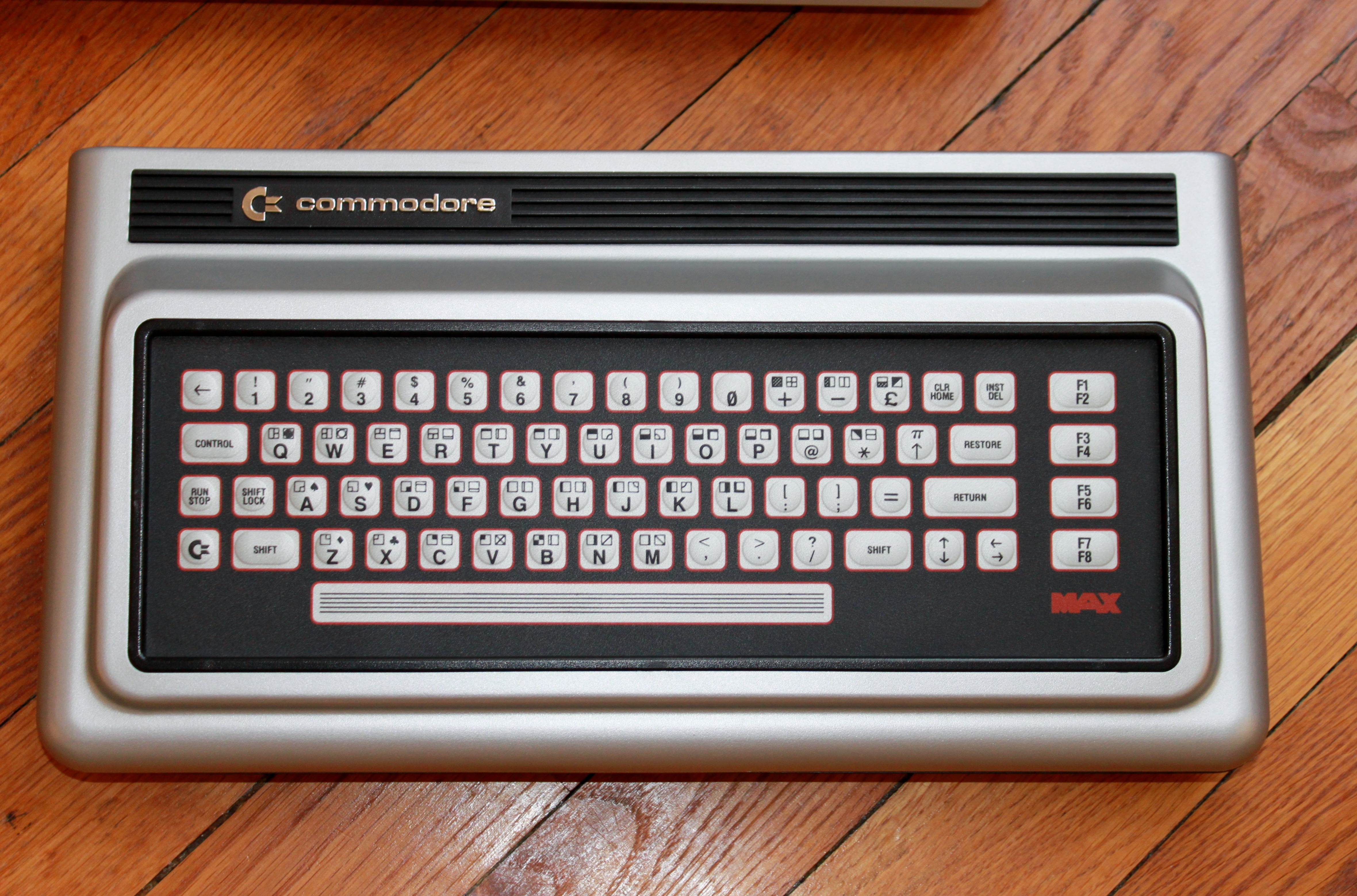
O Commodore Max Machine da Commodore de 1982
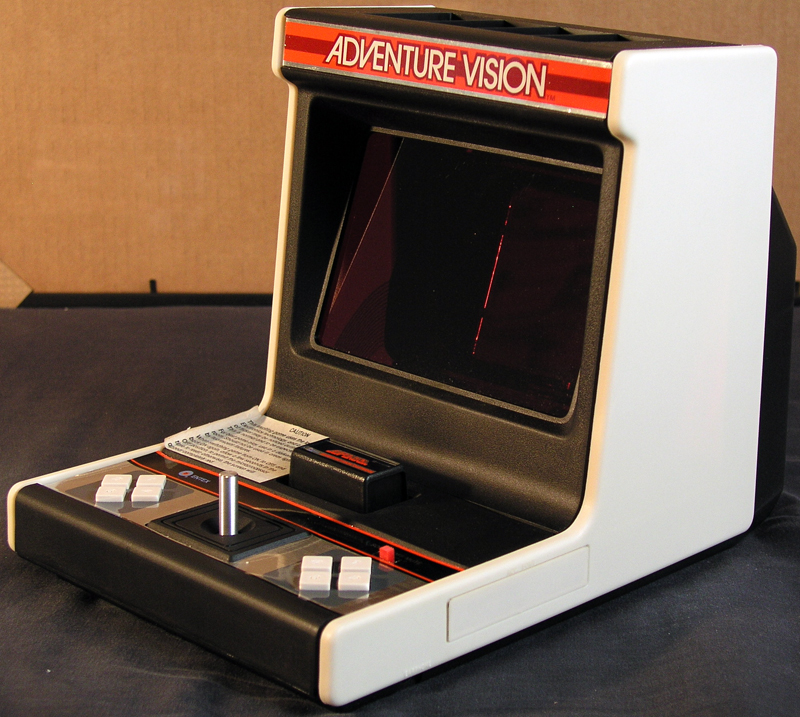
O Entex Adventure Vision da Entex de 1982
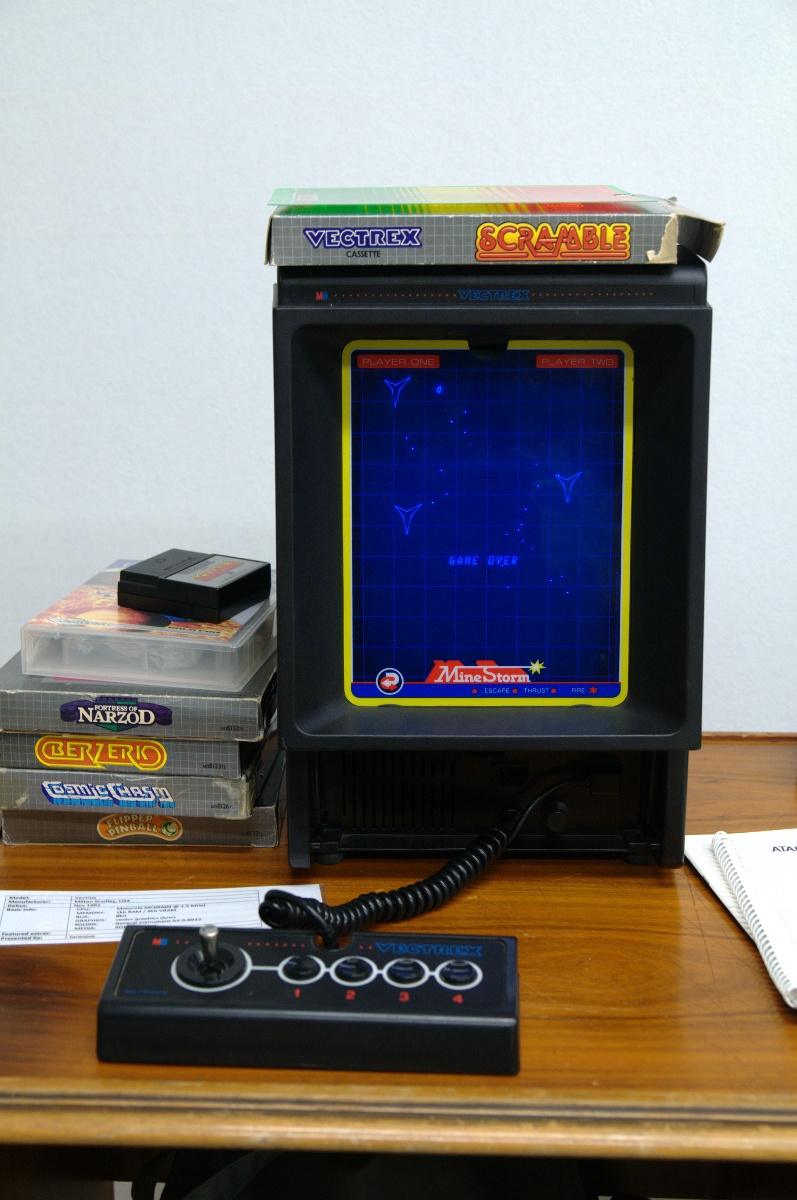
O Vectrex da Entex de 1982
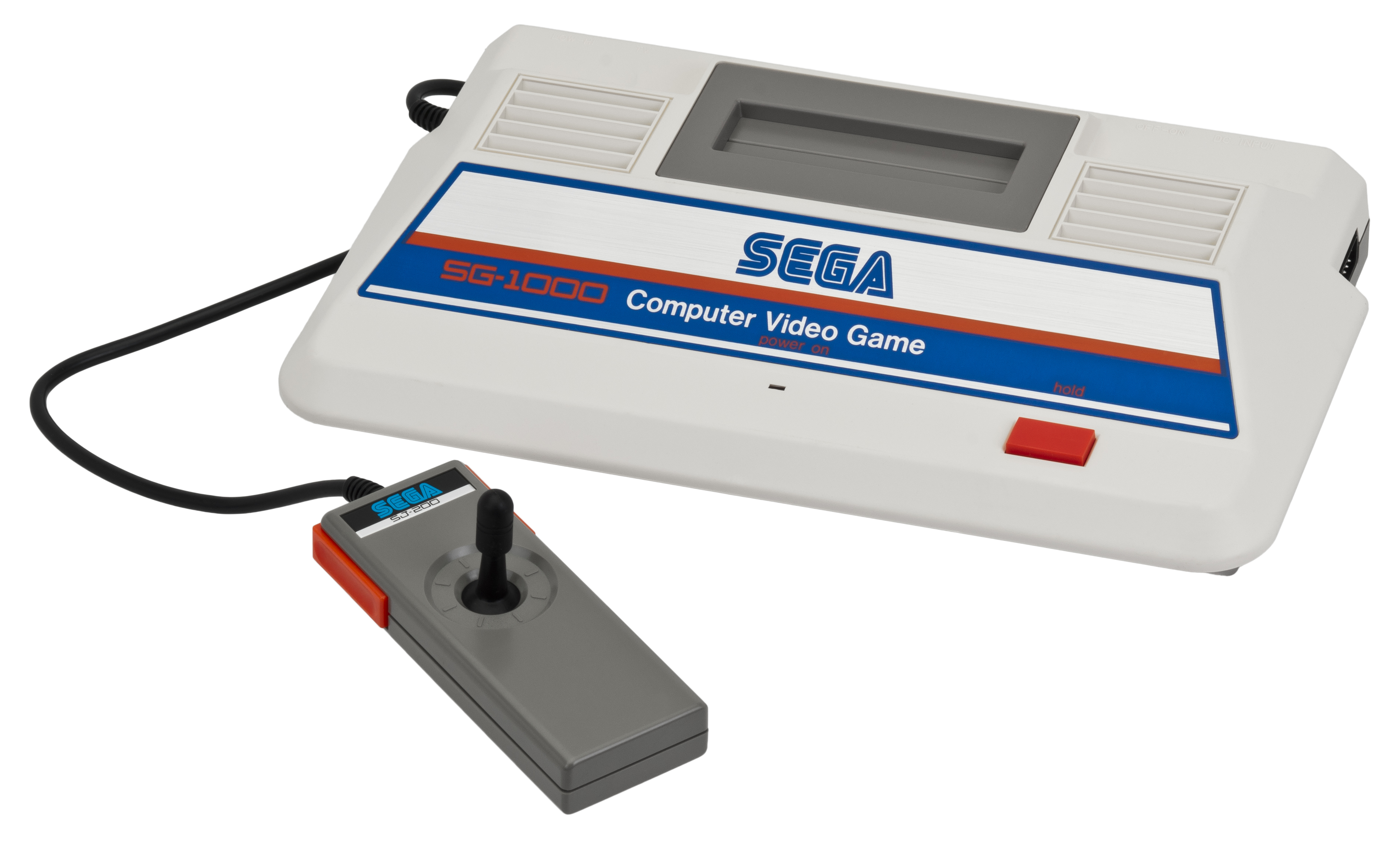
O Sega SG 1000 da Sega de 1983
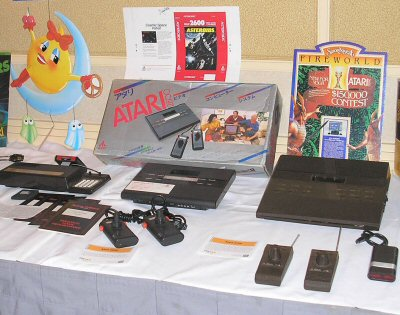
O Atari 2800 da Atari de 1983

## Terceira geração(1983–1990)

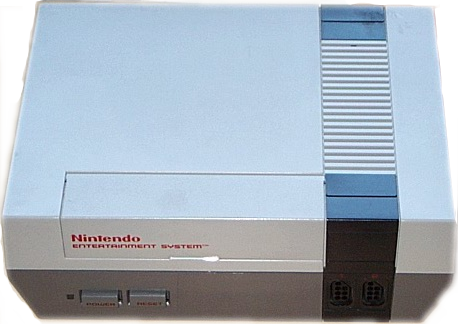
O NES.

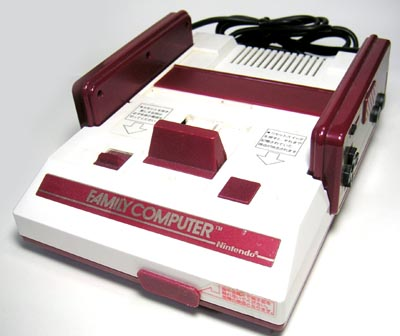
O Famicom.

| Console                 | Fabricante       | Lançamento |
| ----------------------- | ---------------- | ---------- |
| NES/Famicom             | Nintendo         | 1983       |
| Philips Videopac+ G7400 | Philips          | 1983       |
| MSX                     | Microsoft Japan  | 1983       |
| Casio PV-1000           | Casio            | 1983       |
| Atari 7800              | Atari            | 1986       |
| Action Max              | Worlds of Wonder | 1987       |
| Master System           | Sega             | 1987       |
| Game Boy                | Nintendo         | 1989       |
| Phantom System          | Gradiente        | 1989       |
| Top Game/Turbo Game     | CCE              | 1989       |
| Dynavision 2            | Dynacom          | 1989       |
| Hi-Top Game             | Milmar           | 1990       |
| Game Gear               | Sega             | 1990       |
| Commodore 64GS          | Commodore        | 1990       |
| Prosystem-8             | Chips do Brasil  | 1994       |

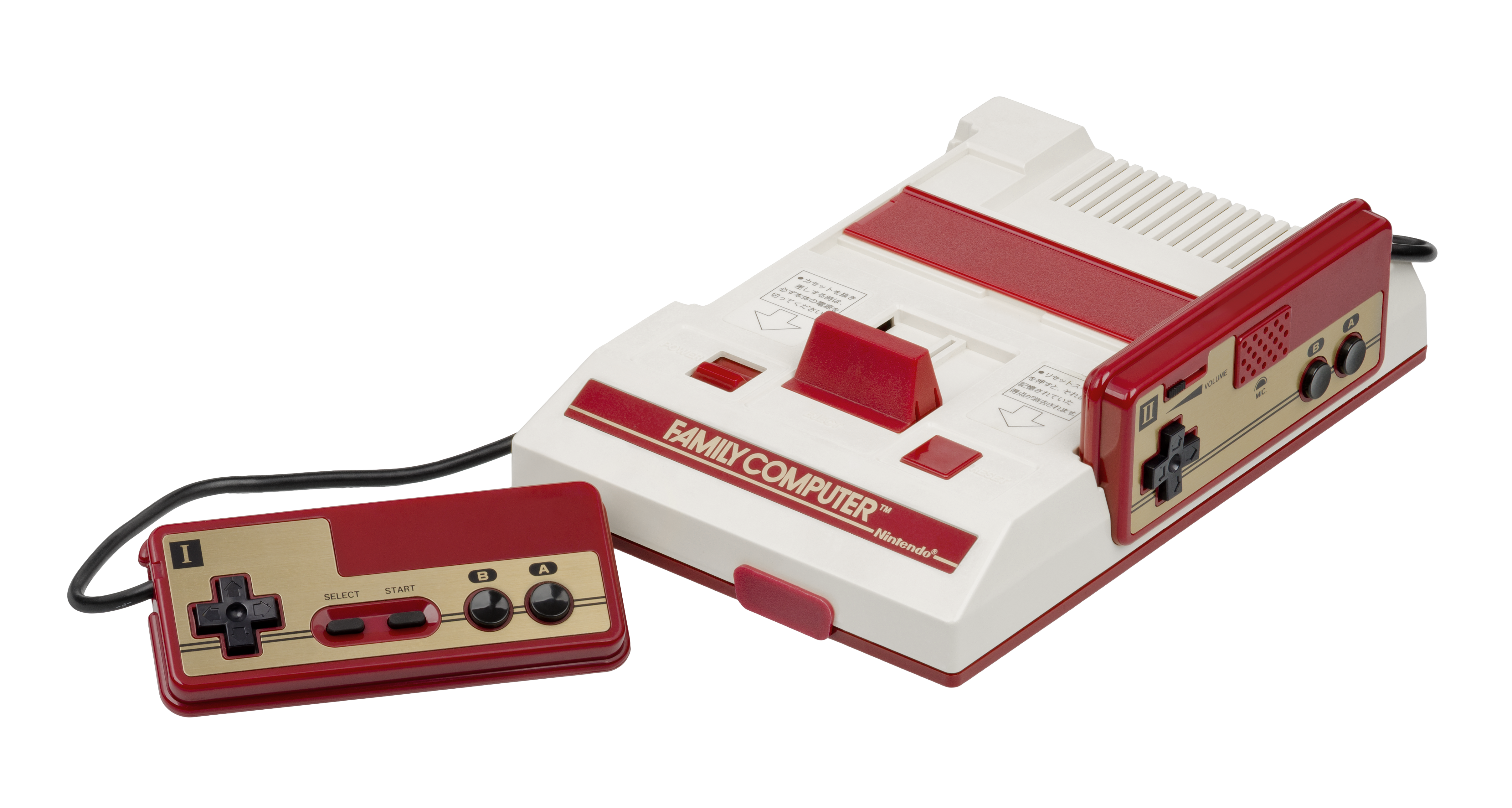
Famicom da Nintendo de 1983
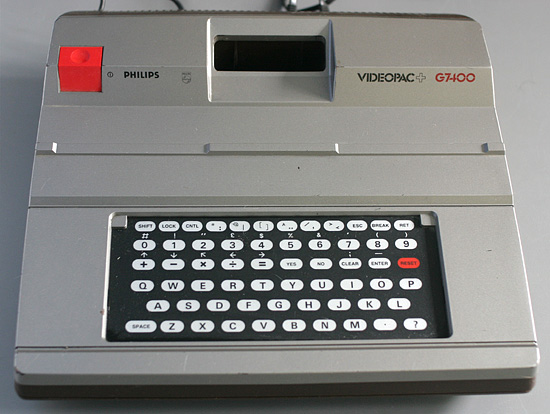
O Philips Videopac+ G7400 da Philips de 1983
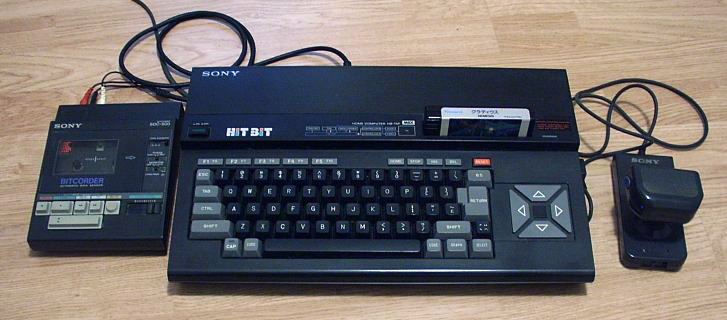
O MSX da Microsoft Japan de 1983
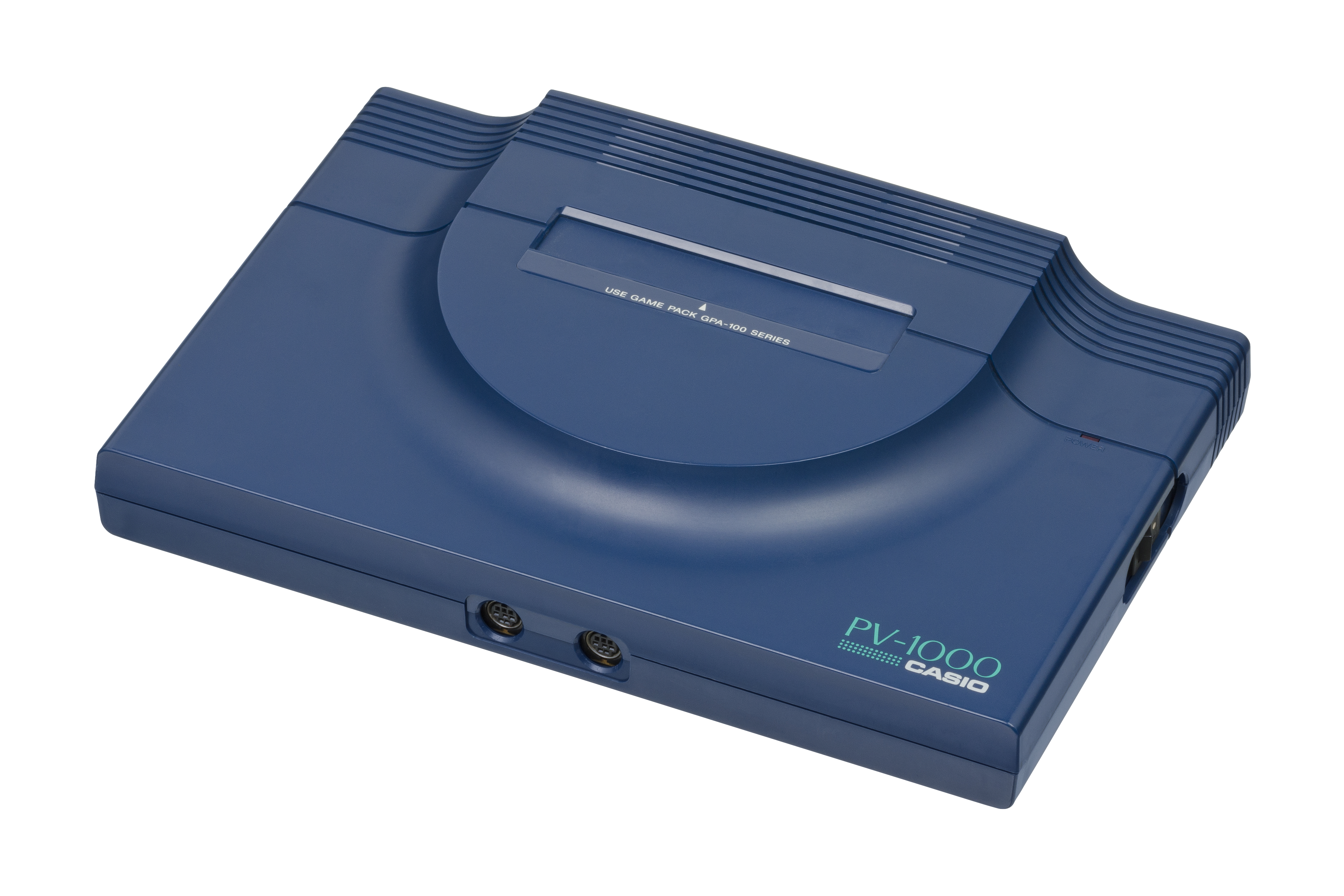
Casio PV 1000 da Casio de 1983
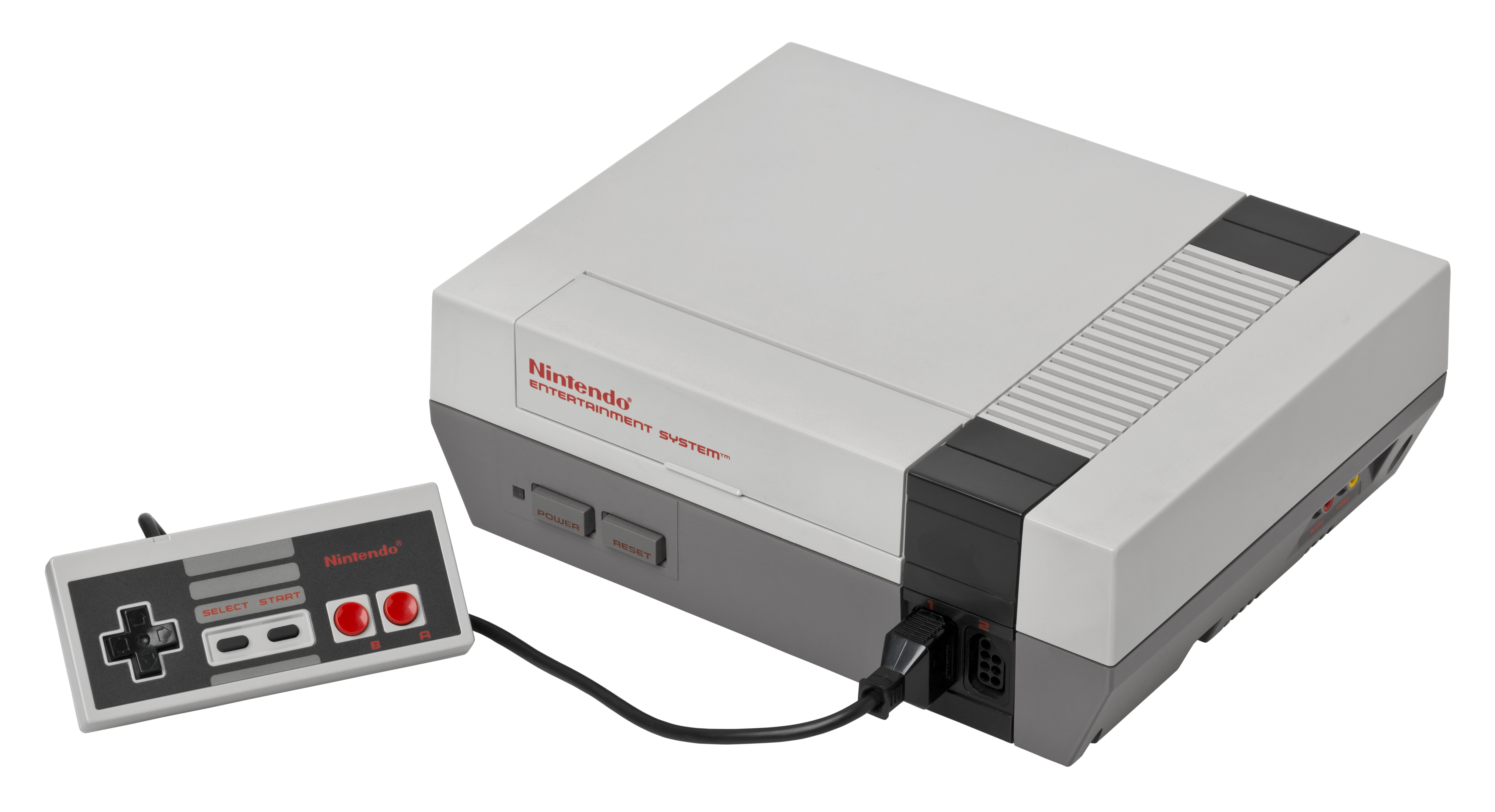
Nintendo Entertainment System da Nintendo de 1985
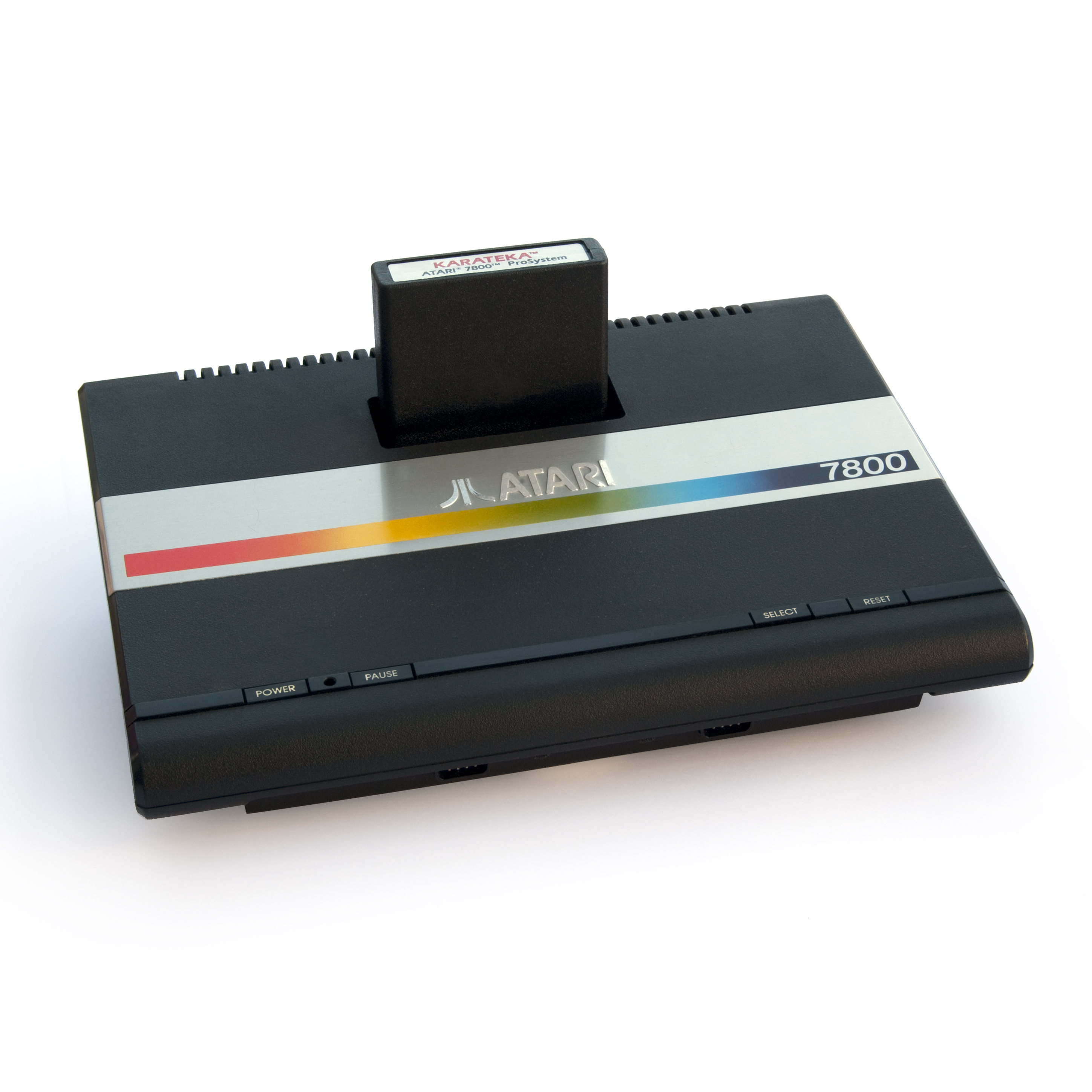
Atari 7800 de Atari
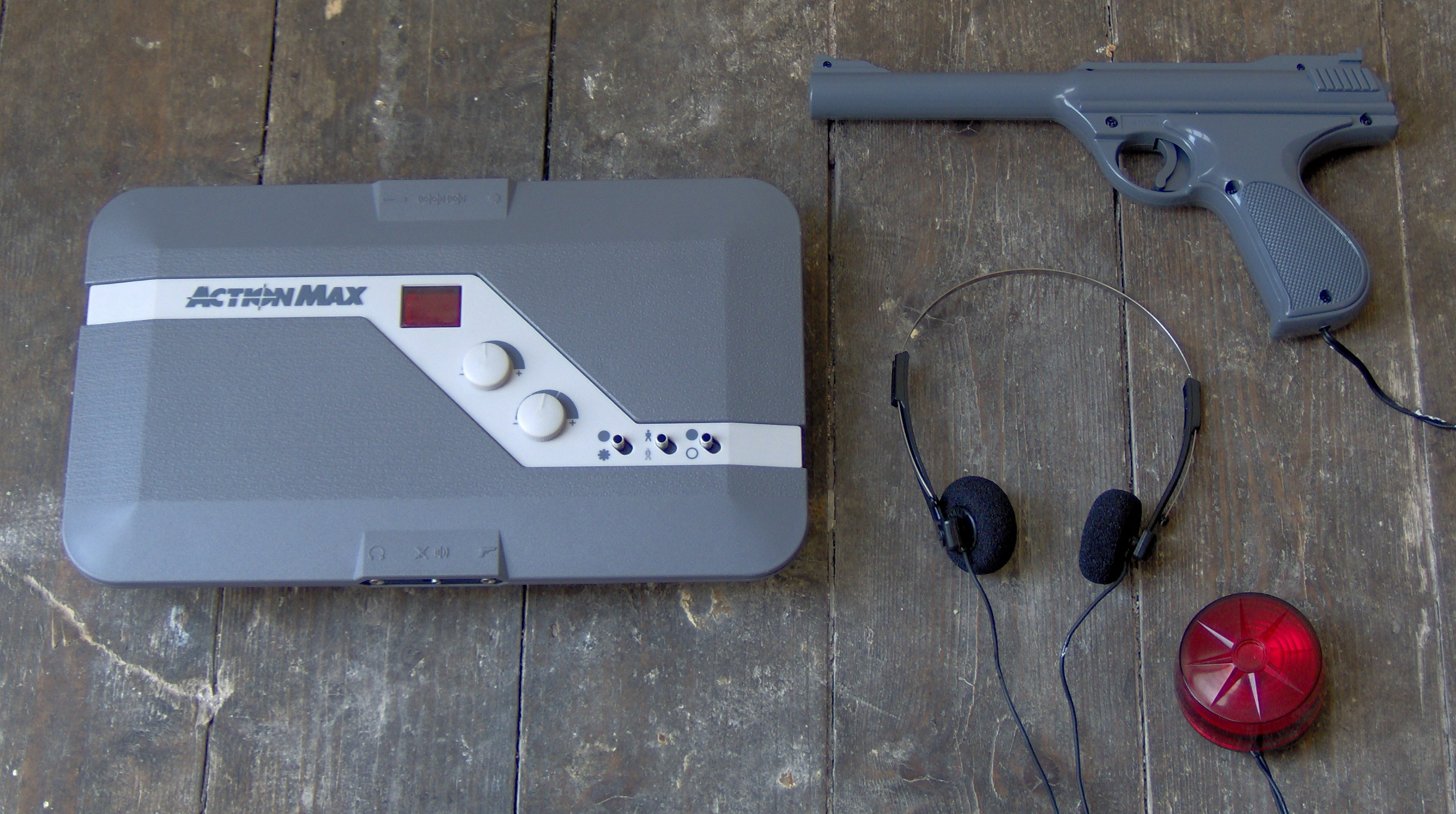
Action Max da Worlds of Wonder de 1987
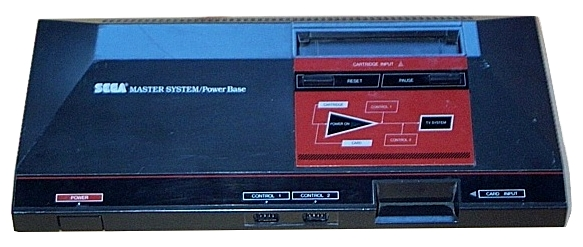
Master System da Sega de 1987
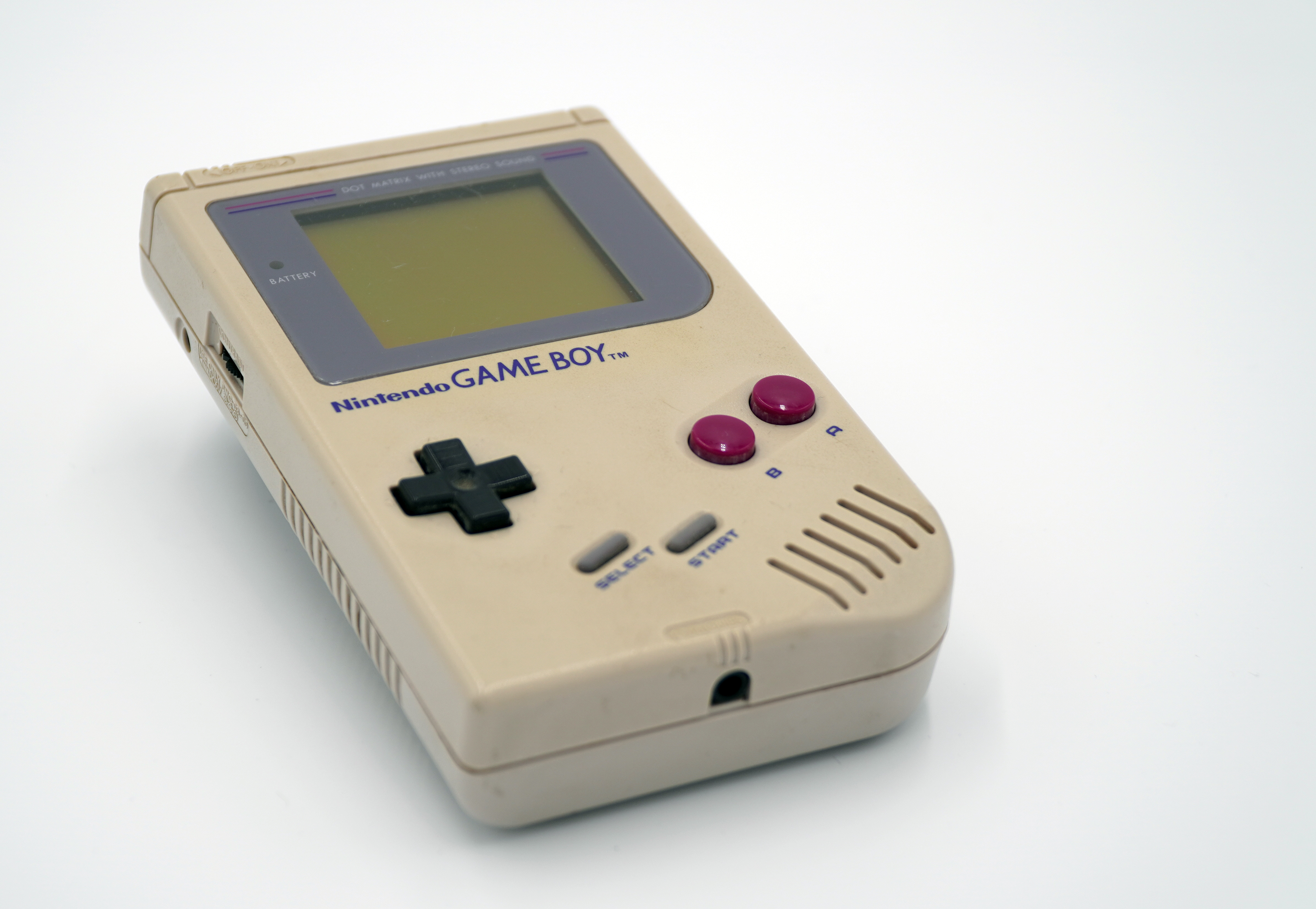
Game Boy da Nintendo de 1989
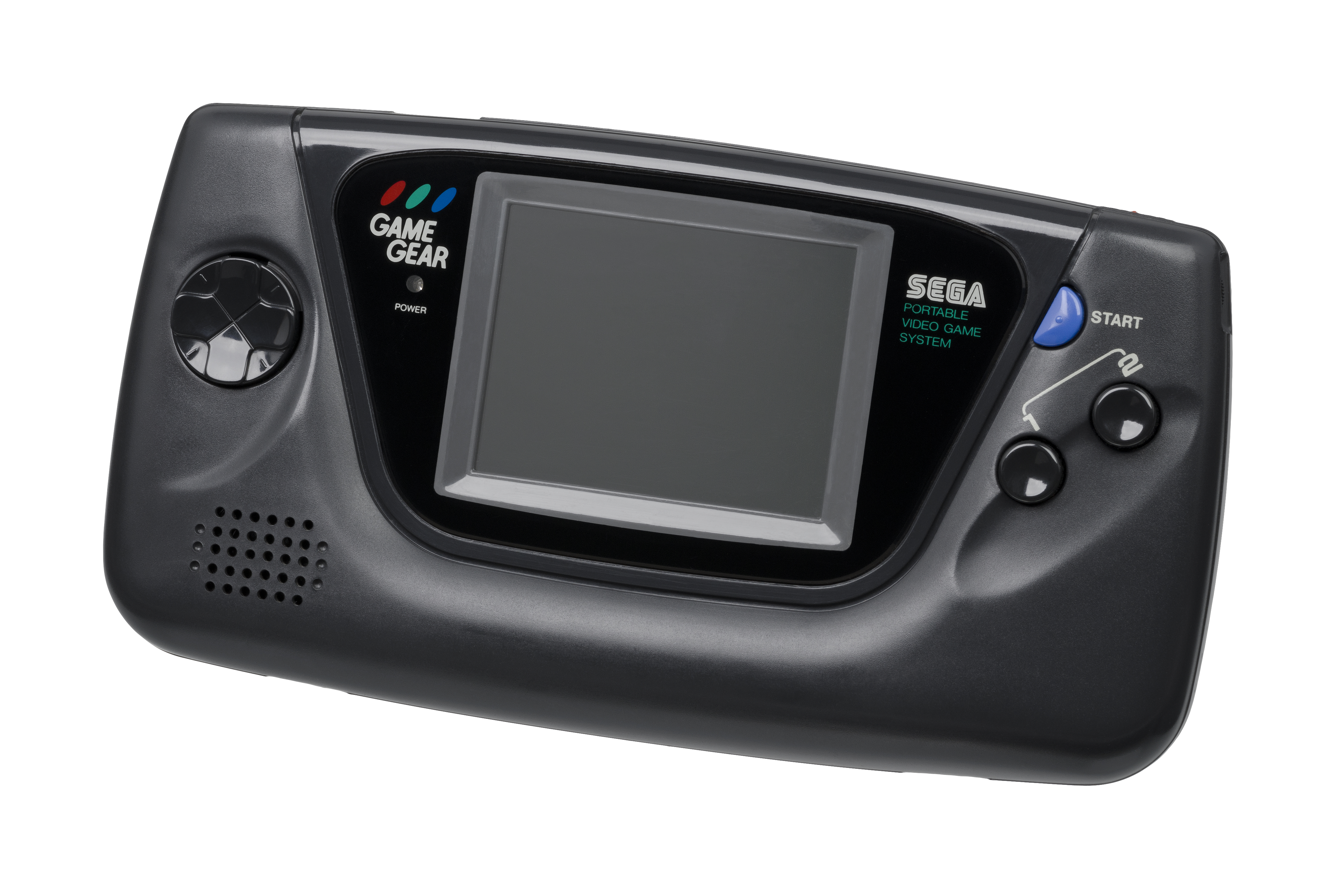
Game Gear da Sega de 1990
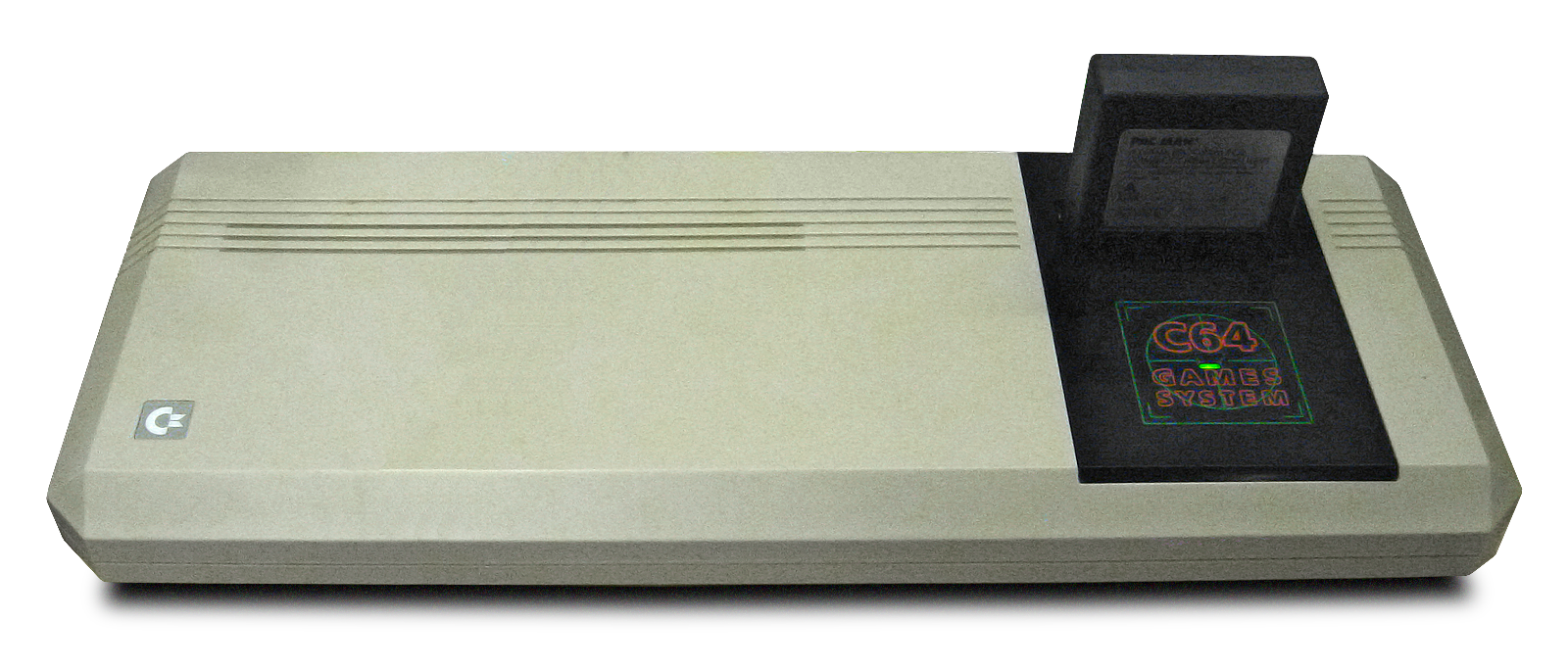
Commodore 64GS da Commodore de 1990
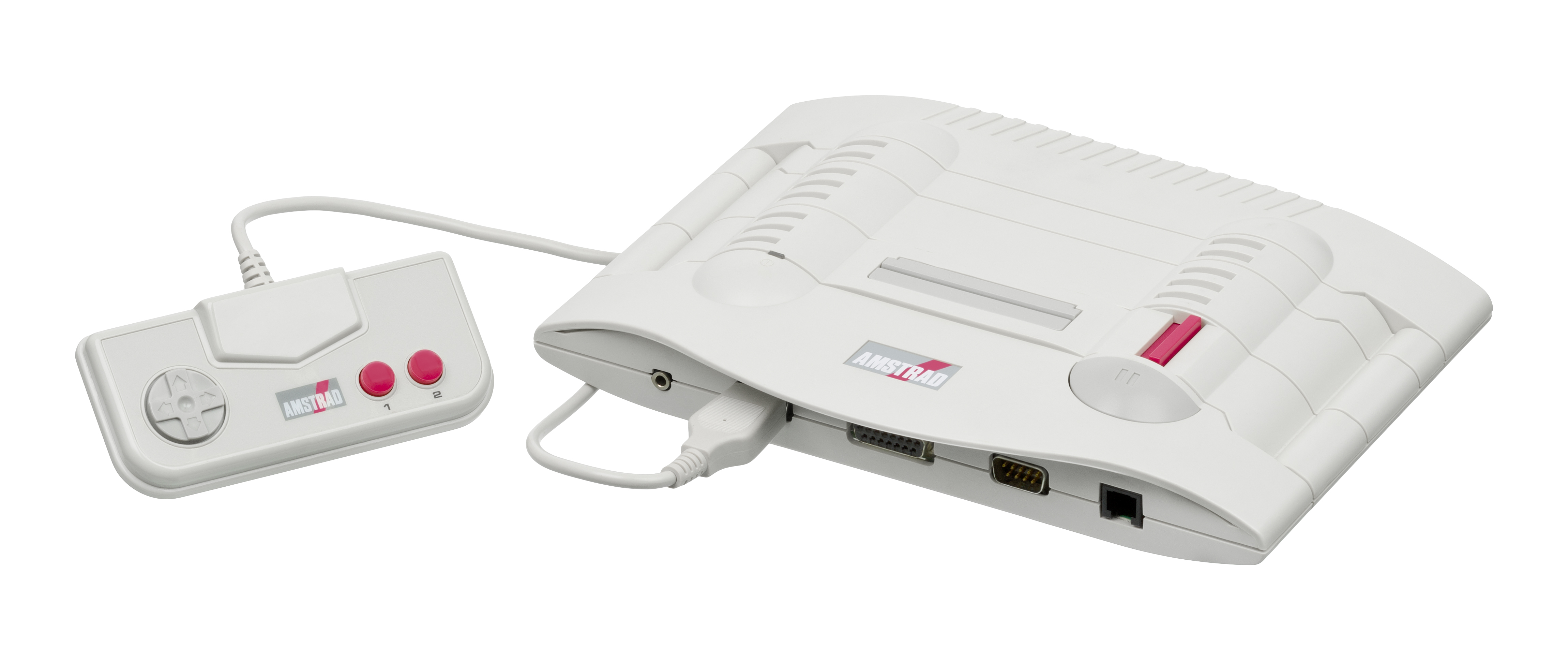
Amstrad GX4000 da Amstrad de 1990

## Quarta geração(1987–1996)
| Console                        | Fabricante                | Lançamento |
| ------------------------------ | ------------------------- | ---------- |
| PC Engine/TurboGrafx-16        | NEC                       | 1987       |
| Mega Drive/Genesis             | Sega                      | 1988       |
| Atari Lynx                     | Atari                     | 1989       |
| TurboExpress                   | NEC                       | 1990       |
| Neo-Geo                        | SNK                       | 1990       |
| Super Nintendo/Super Famicom   | Nintendo                  | 1990       |
| Commodore CDTV                 | Commodore                 | 1991       |
| CD-i                           | Philips/Sony              | 1991       |
| Tera Drive                     | Sega                      | 1991       |
| Supervision                    | Watara                    | 1992       |
| Wonder Mega                    | Sega/JVC                  | 1992       |
| Mega Duck/Cougar Boy           | Creatonic/Timlex/Videojet | 1993       |
| MegaVision                     | Dynacom                   | 1994       |
| Genesis CDX/Multi-Mega CD      | Sega                      | 1994       |
| Neo-Geo CD                     | SNK                       | 1994       |
| Super A'Can                    | Funtech                   | 1995       |
| Super Prosystem-16 Competition | Chips do Brasil           | 1995       |

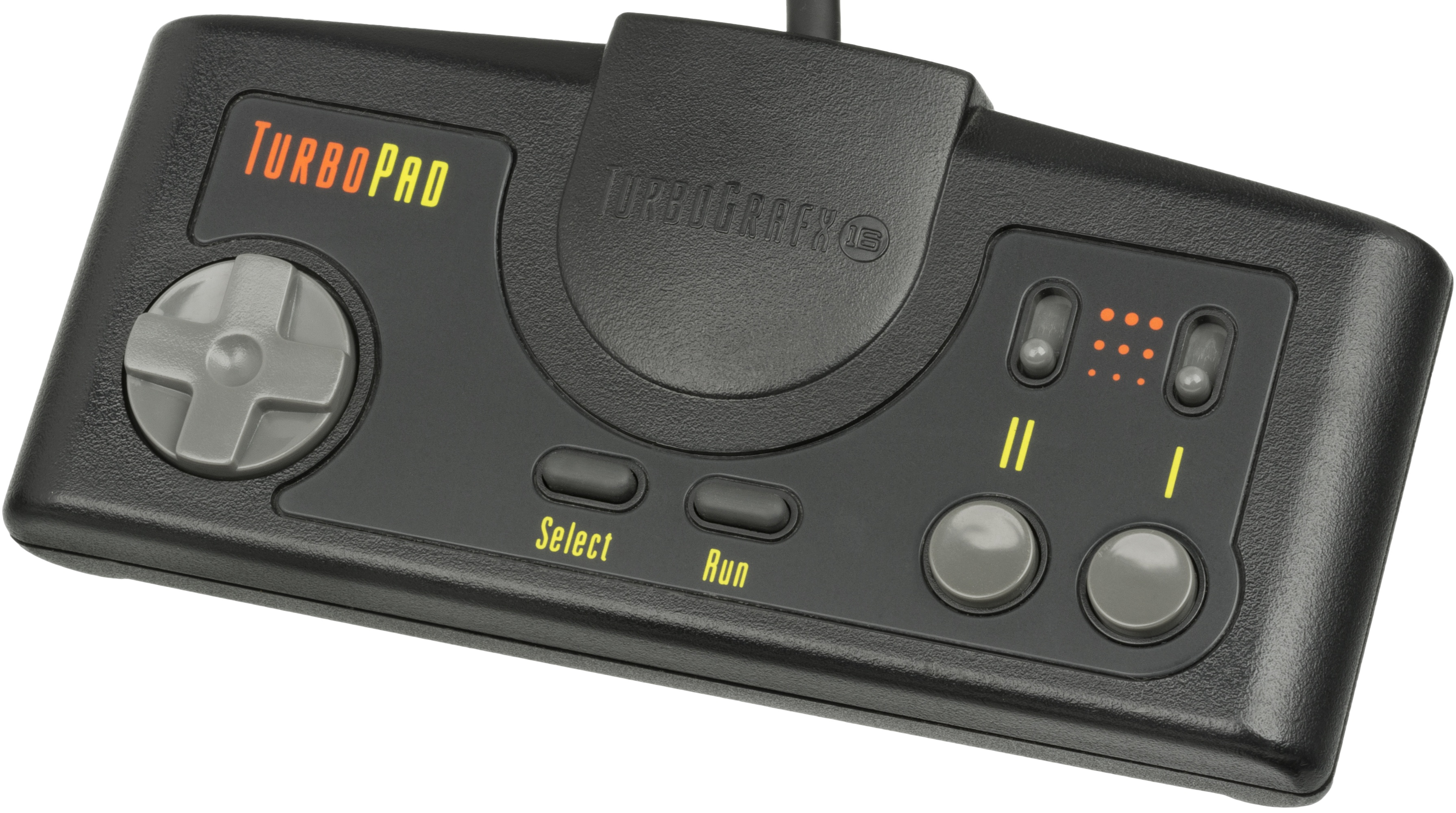
O TurboGrafx-16 da NEC de 1987
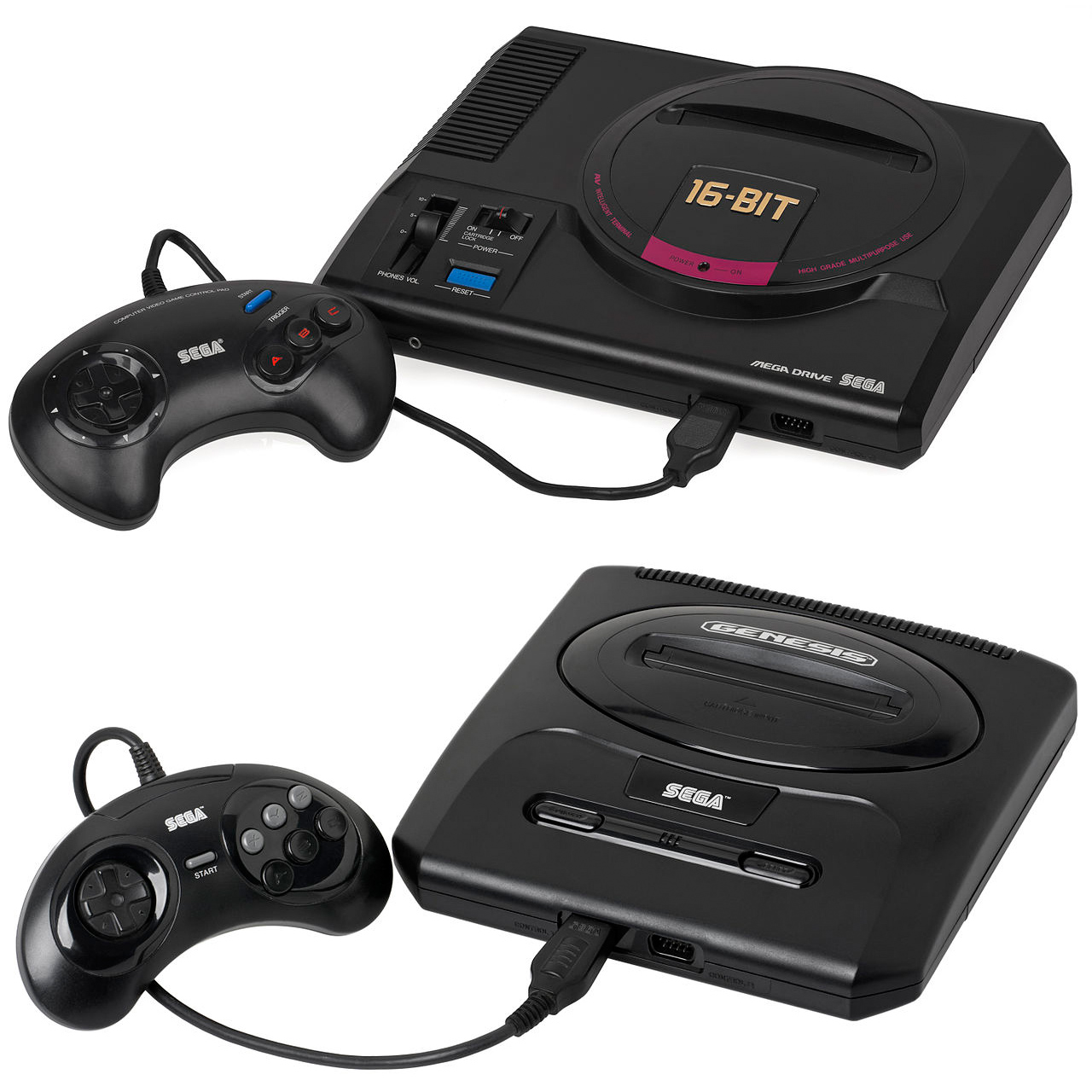
Mega Drive/Genesis da SEGA de 1988
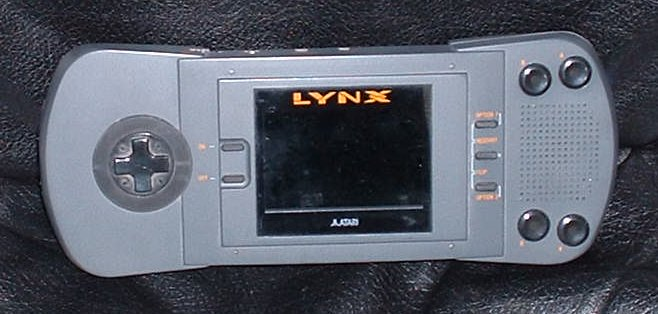
O Atari Lynx da Atri de 1989
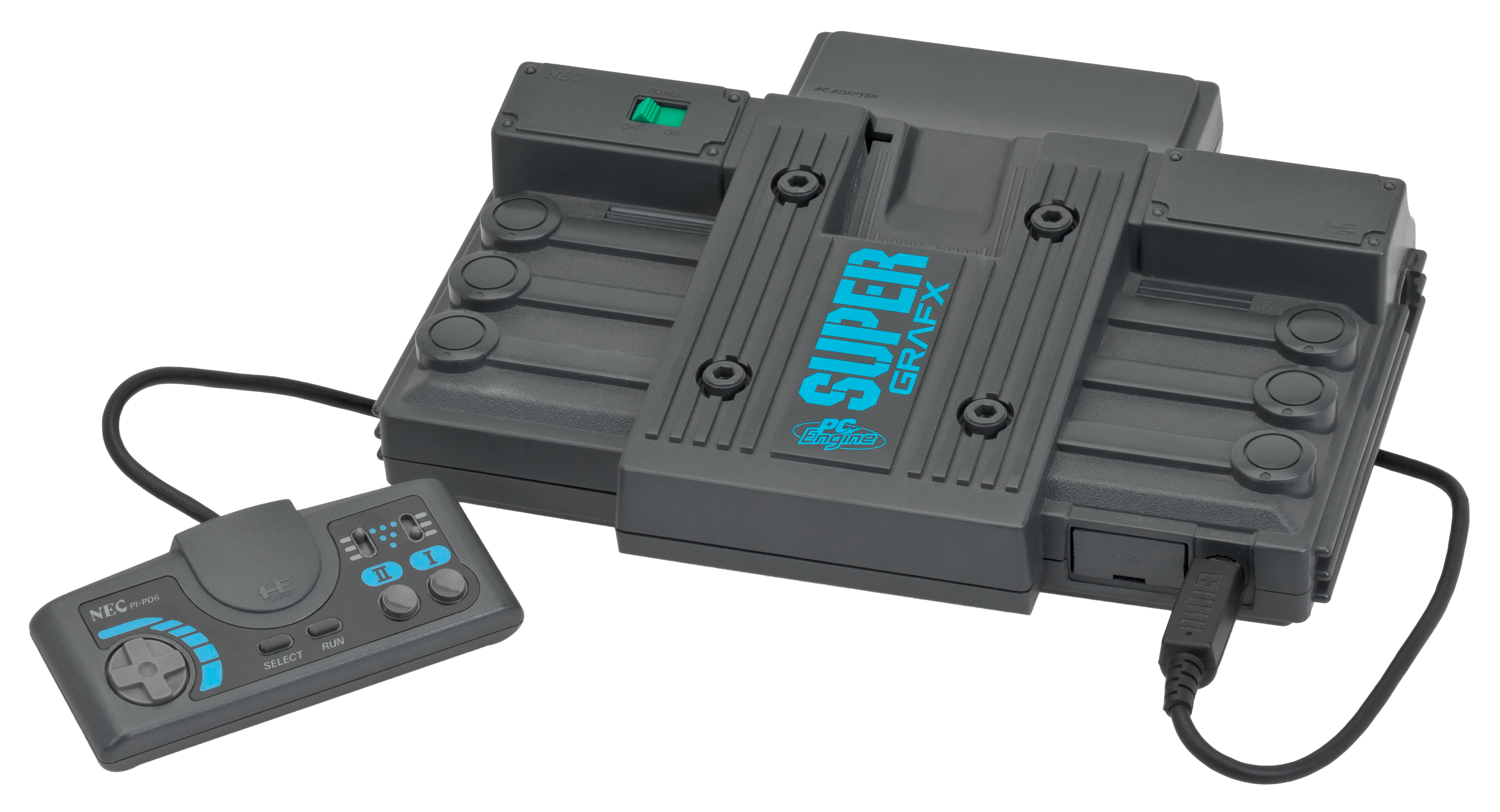
O SuperGrafx da NEC de 1989
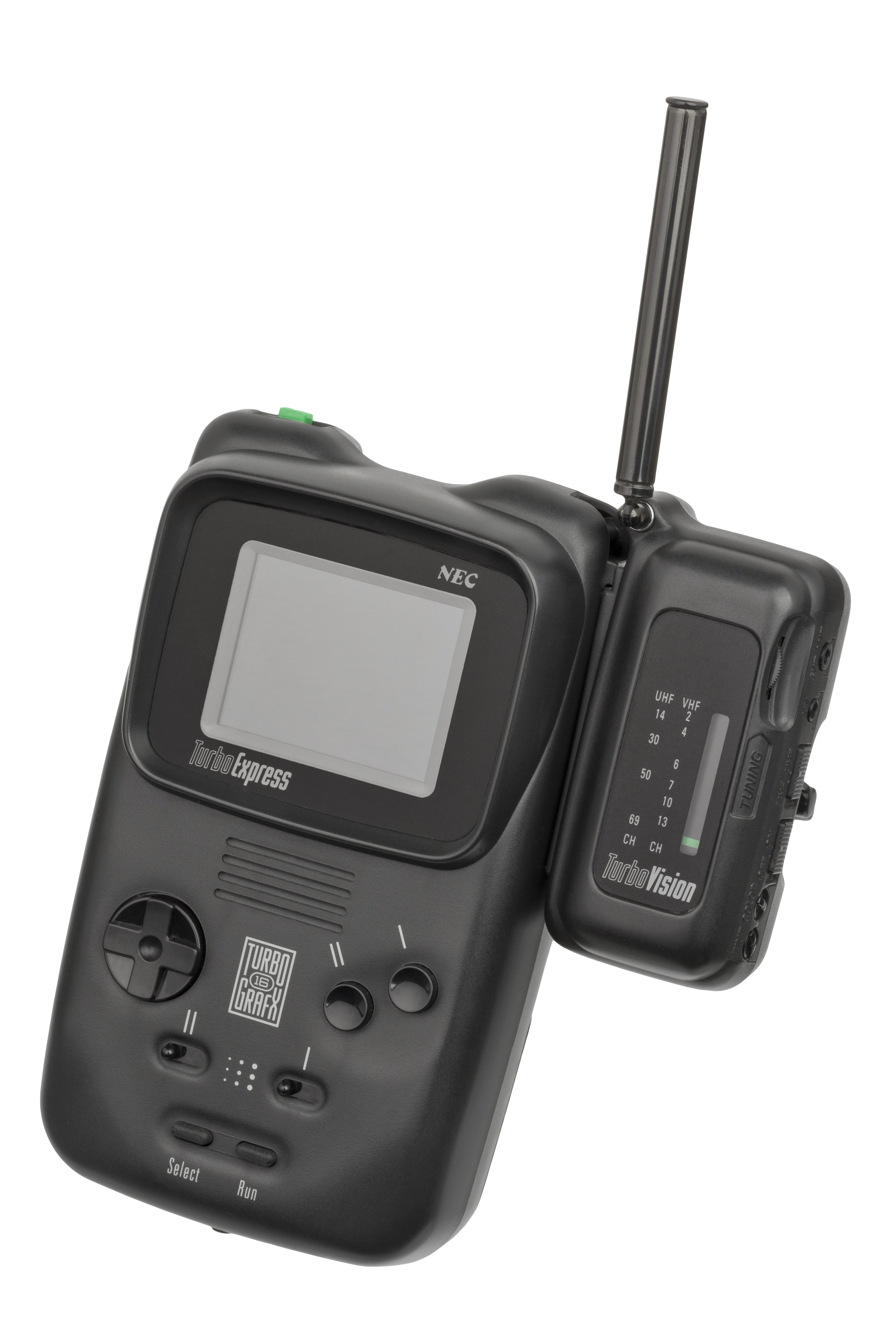
O TurboExpress da NEC de 1990
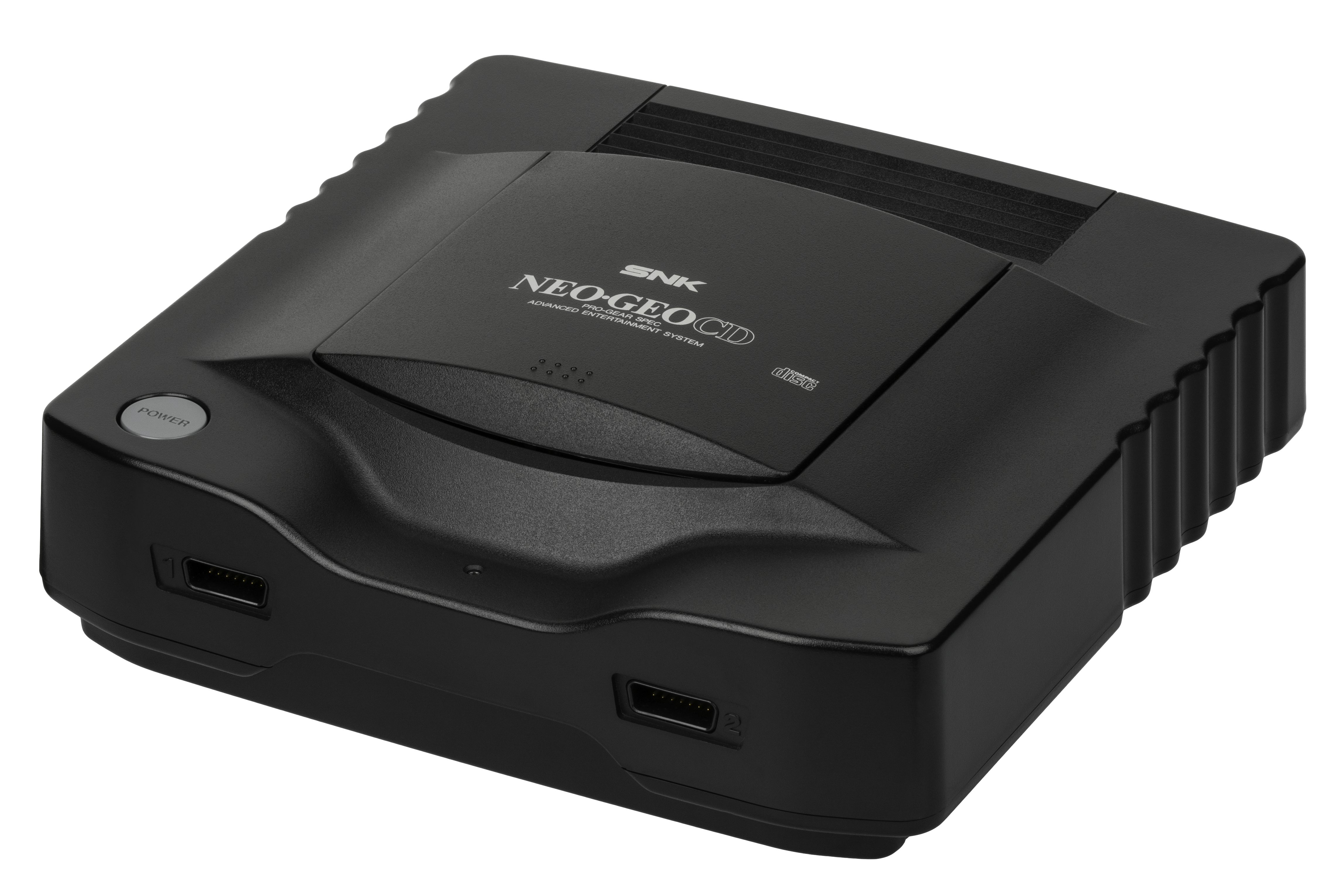
O Neo Geo da SMK de 1990
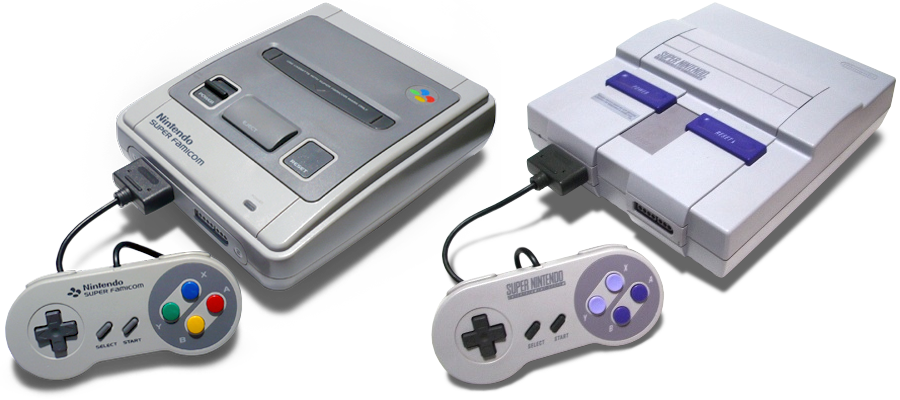
O Super Nintendo/Super Famicom da Nintendo de 1990
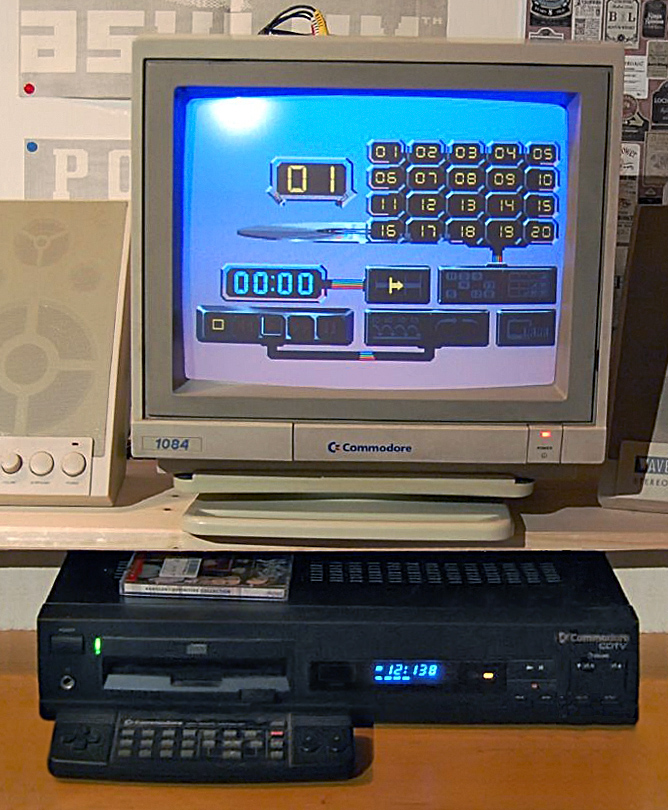
O Commodore CDTV da Commodore de 1991
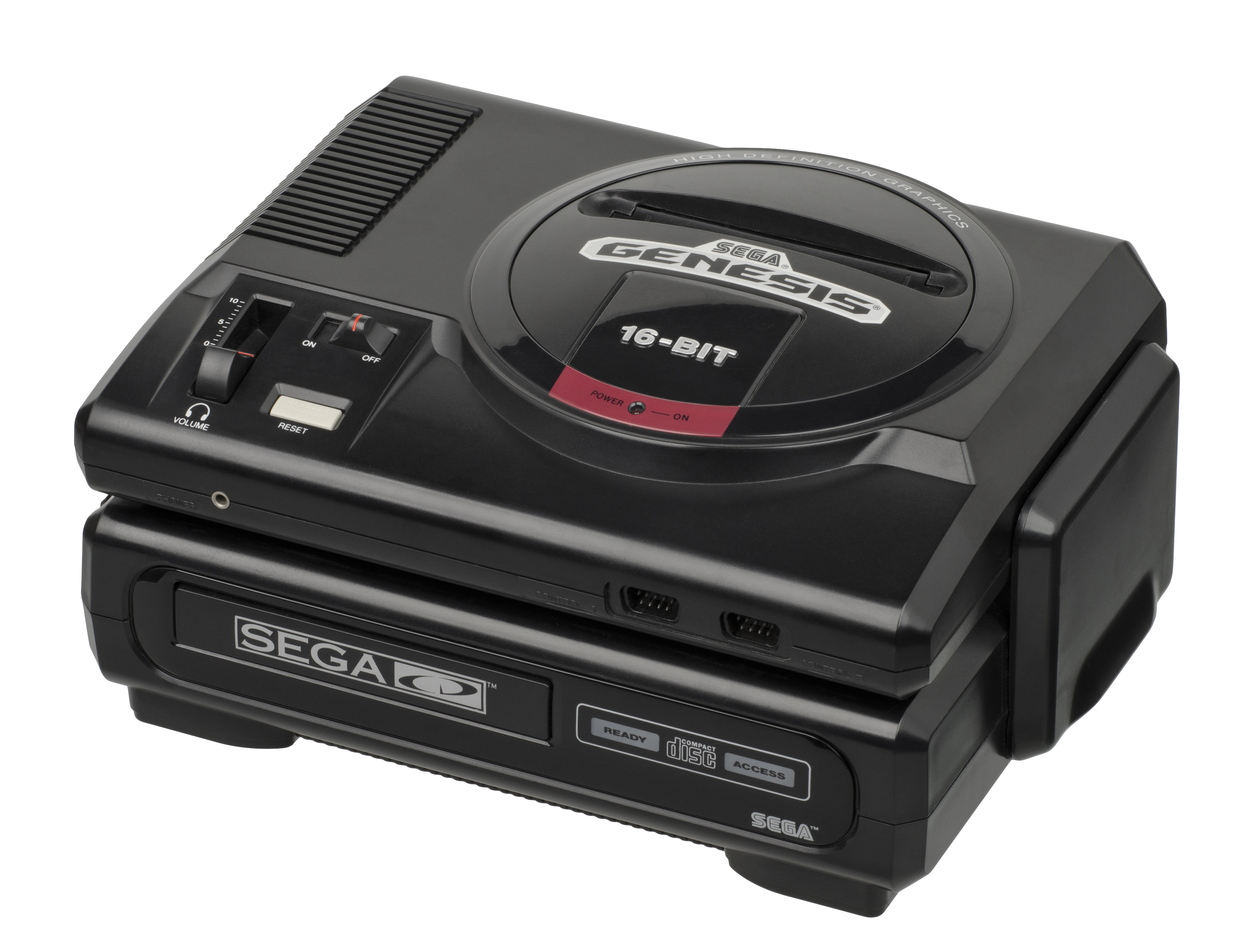
O Sega CD da Sega de 1991
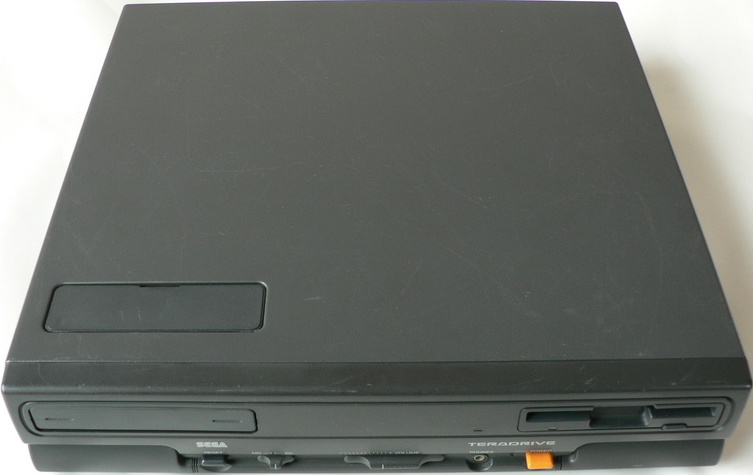
O Tera Drive da Sega de 1991
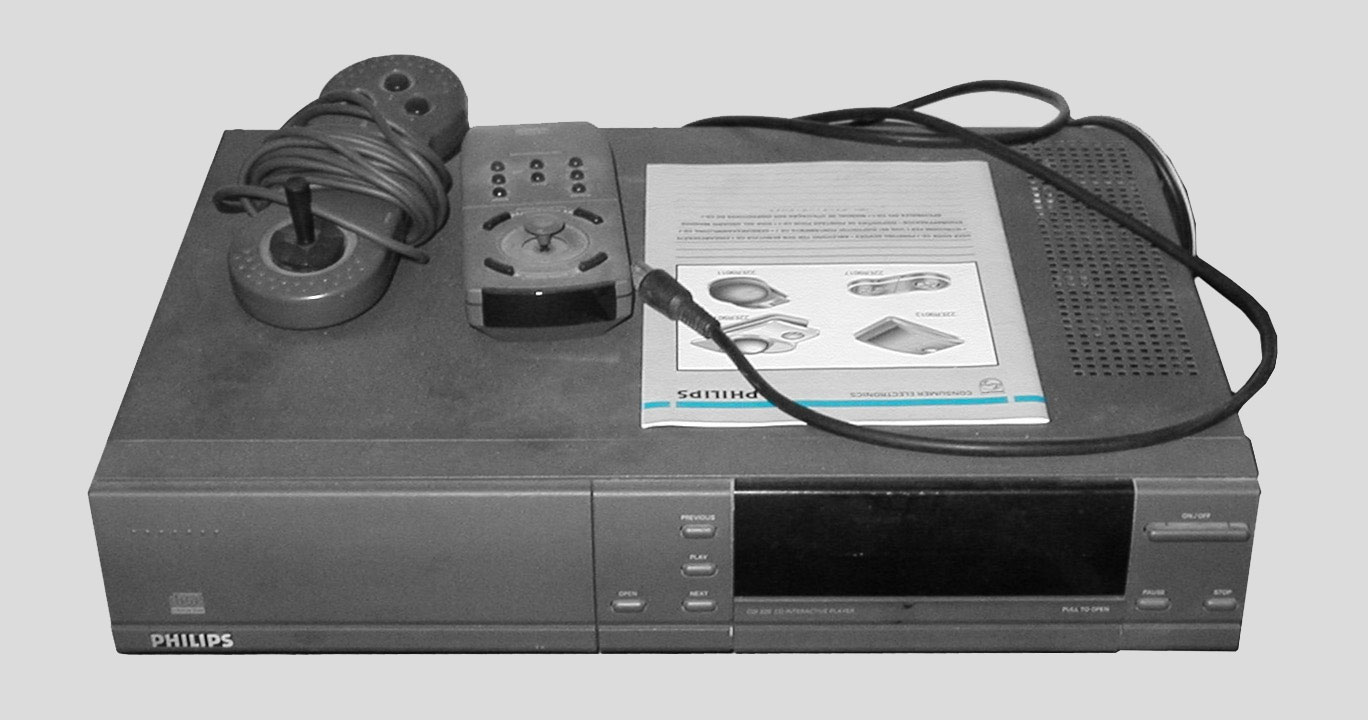
O CD-i da Phillips/Sony de 1991
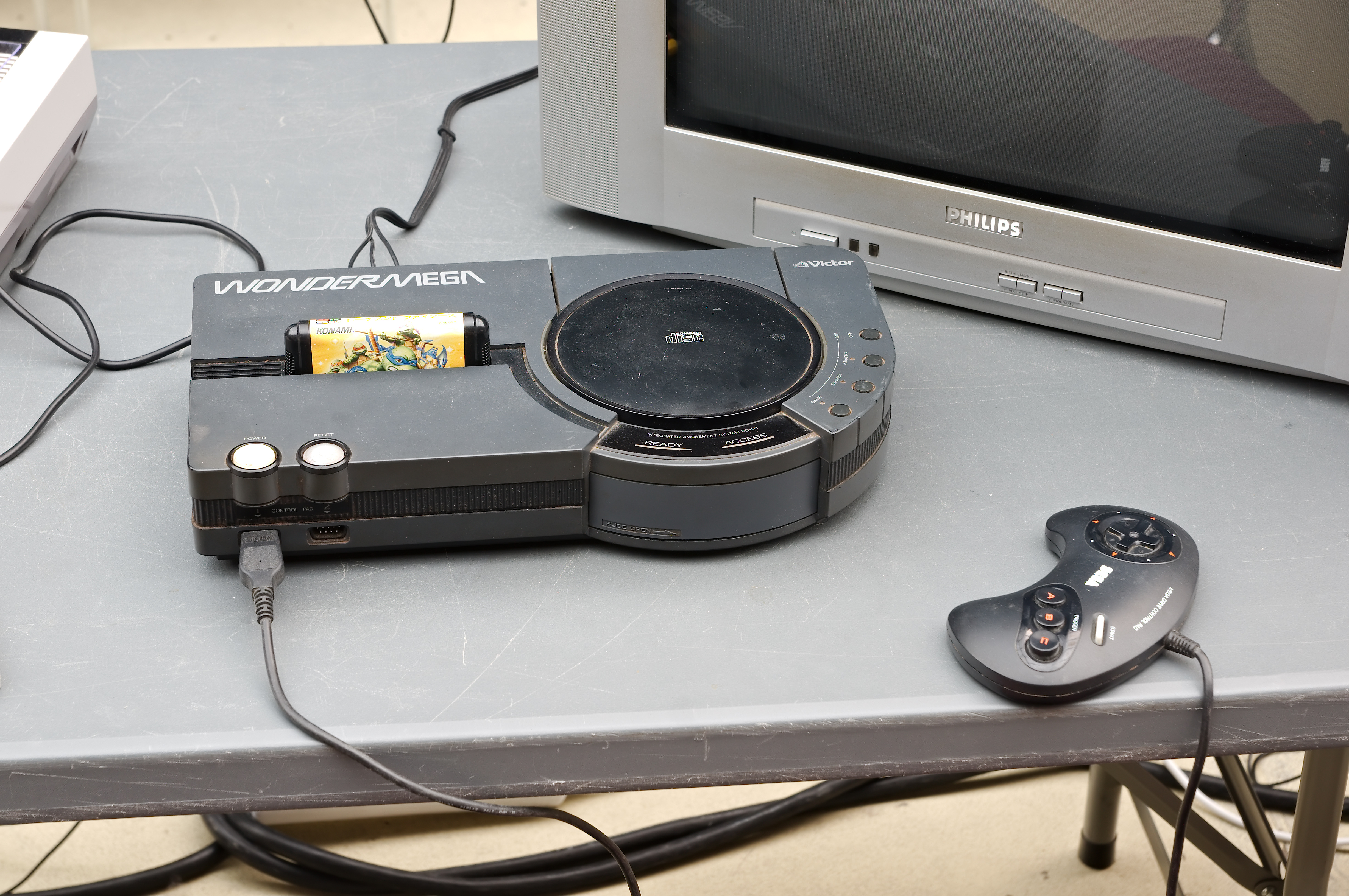
O WonderMega da JVC e Sega de 1992
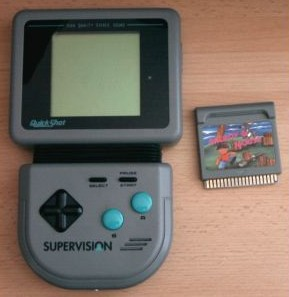
O Supervision da Watara de 1992
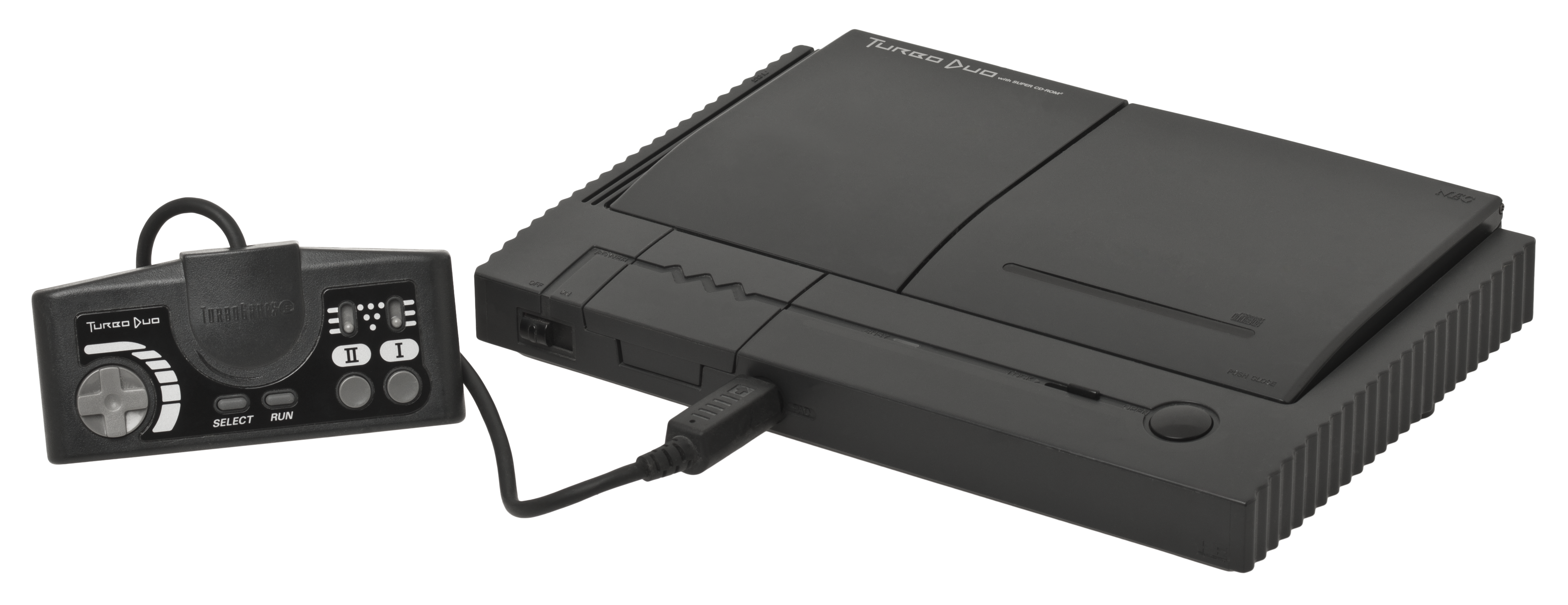
O TurboDuo da NEC de 1992
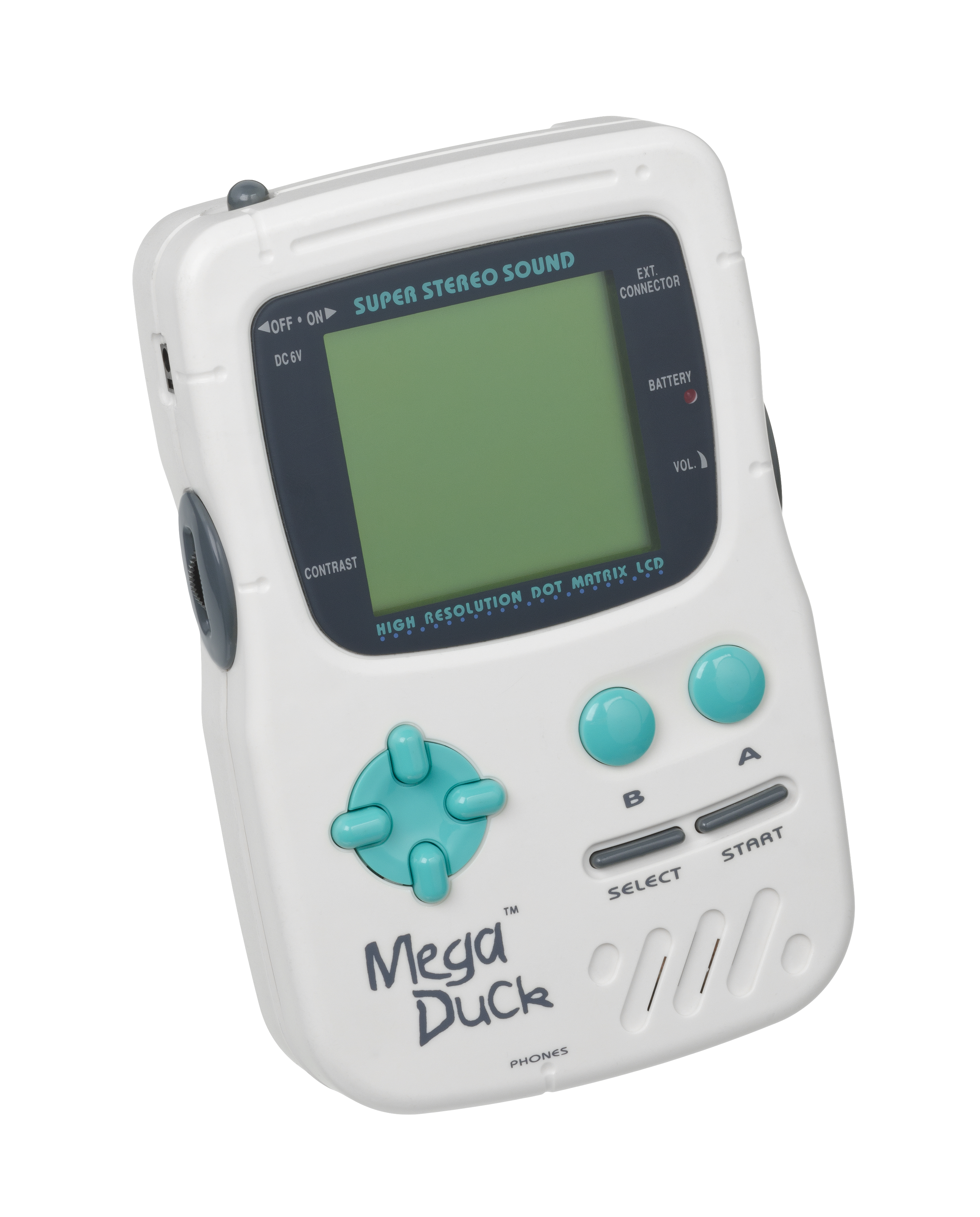
O Mega Duck da Creatonic/Timlex/Videojet de 1993
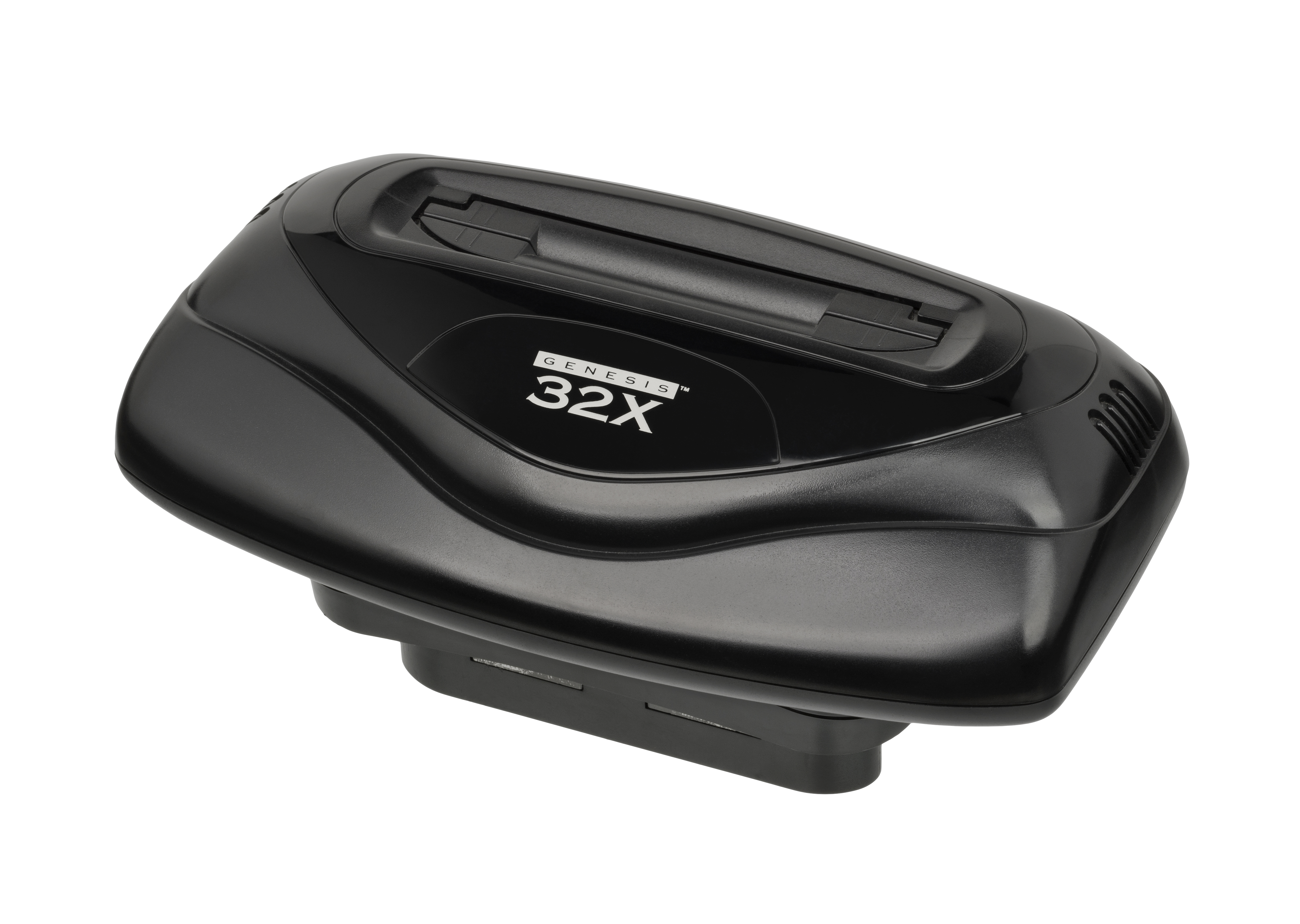
Sega 32X da Sega de 1994
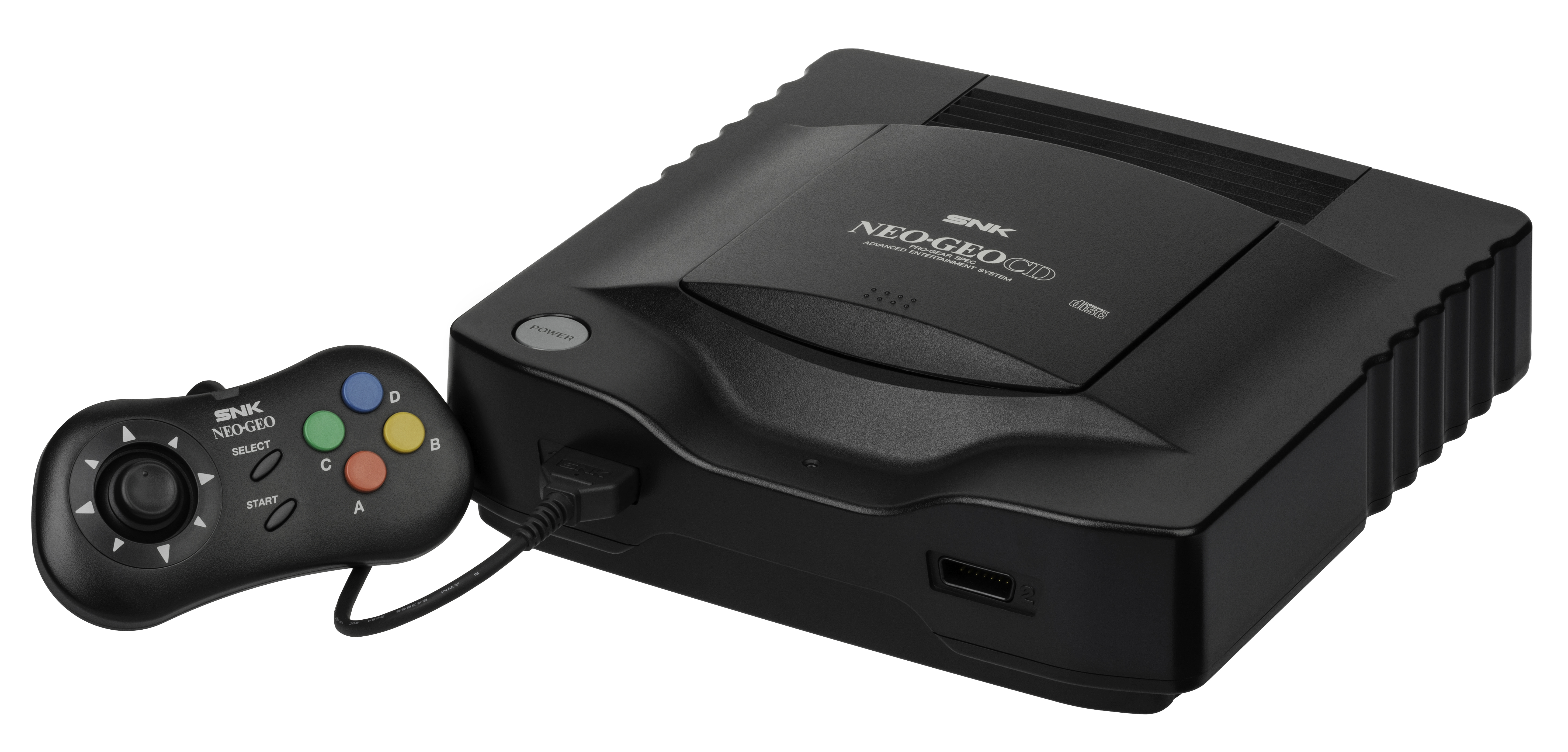
O Neo-Geo CD da SNK de 1994
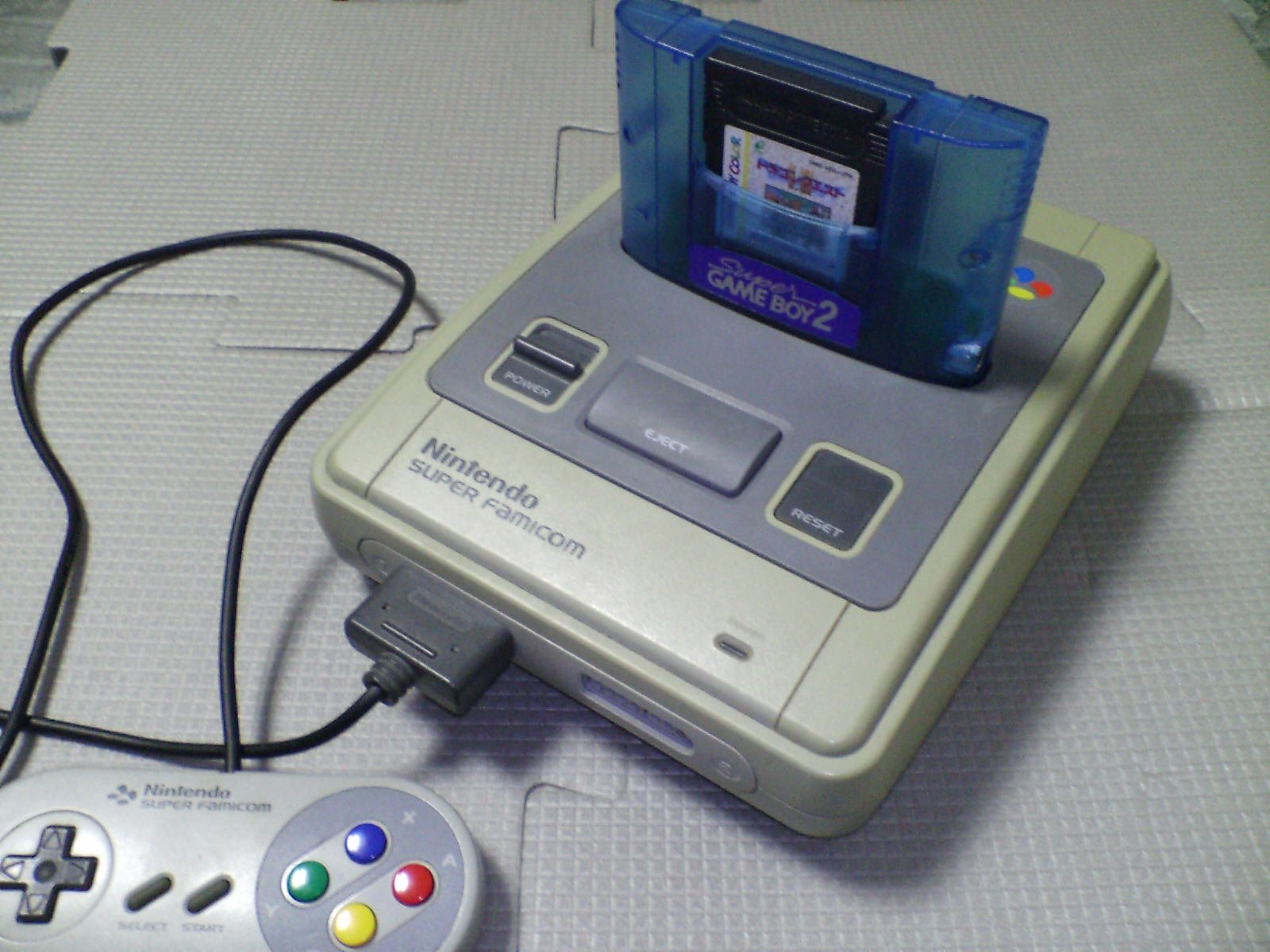
O Super Game Boy da Nintendo de 1994
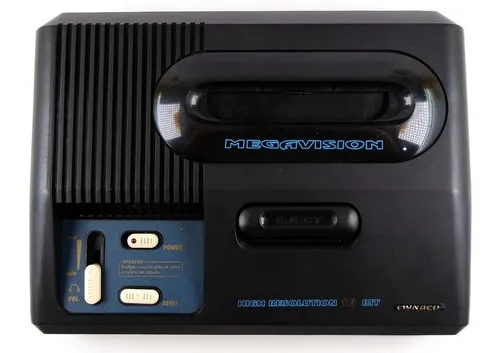
O MegaVision da Dynacom de 1994
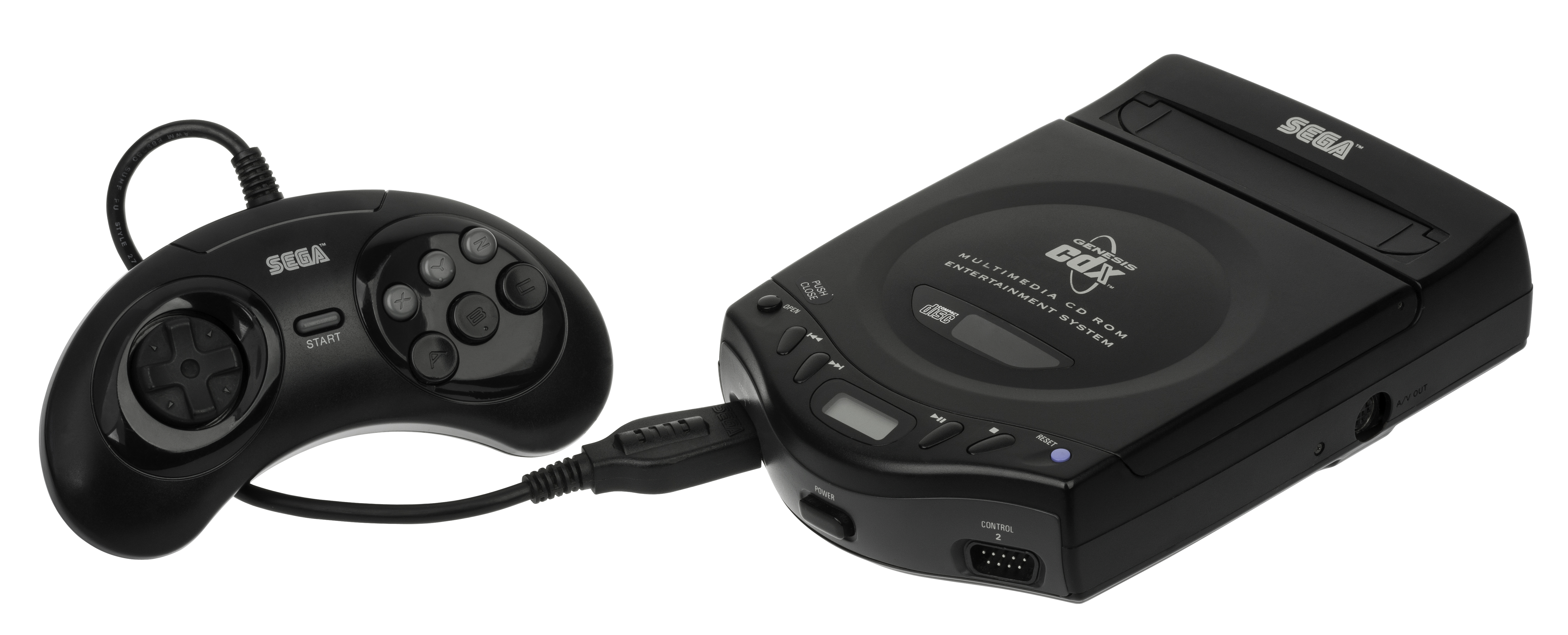
O Sega Genesis CDX da Sega de 1994
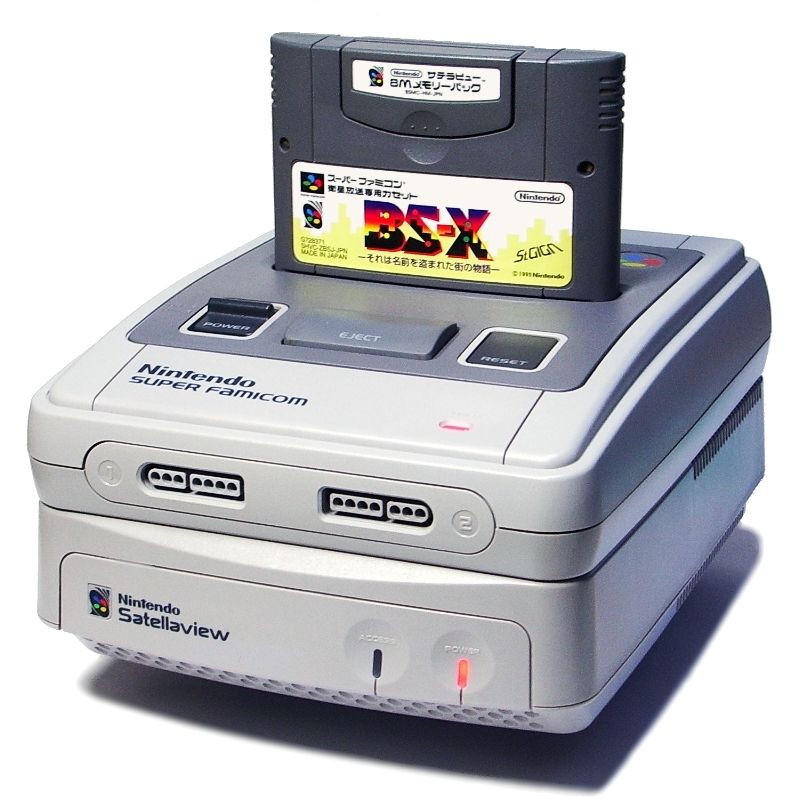
O Satellaview da Nintendo de 1995
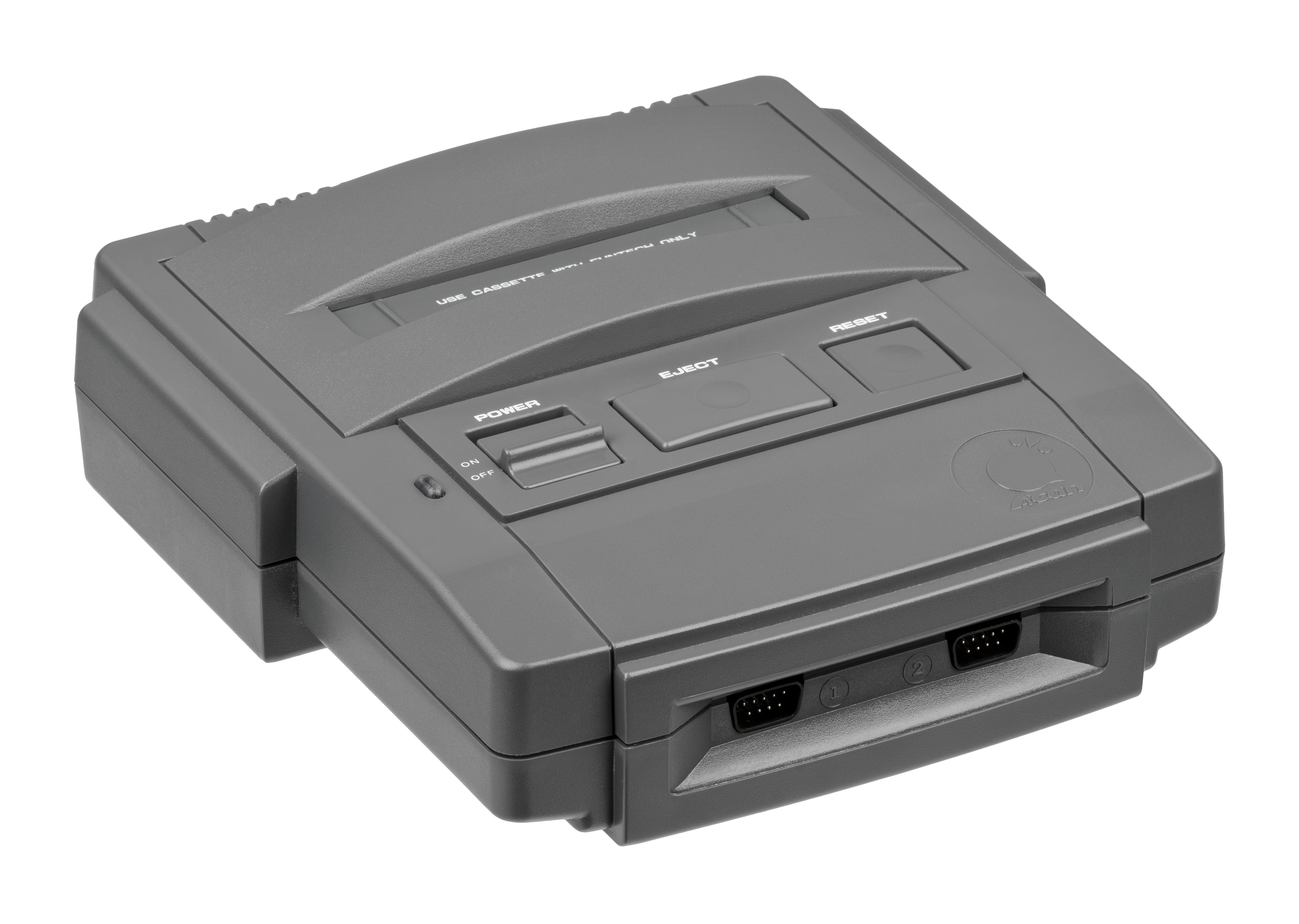
O Super A'Can da Funtech de 1995

## Quinta geração(1993–1999)

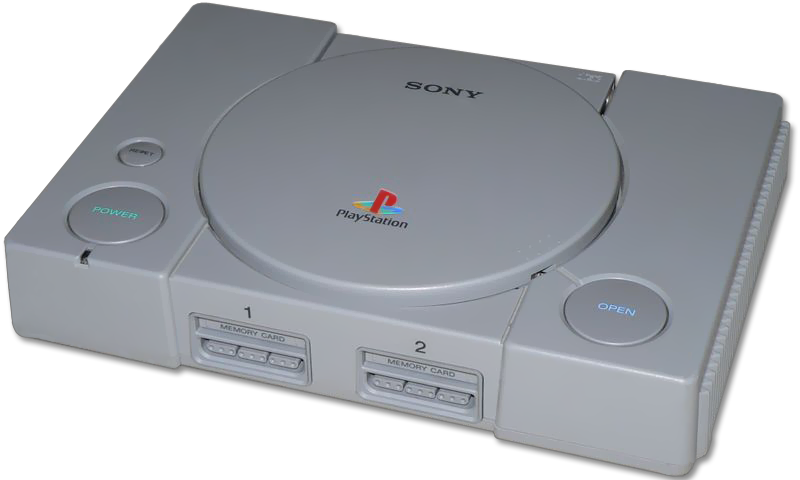
O PlayStation, da Sony.

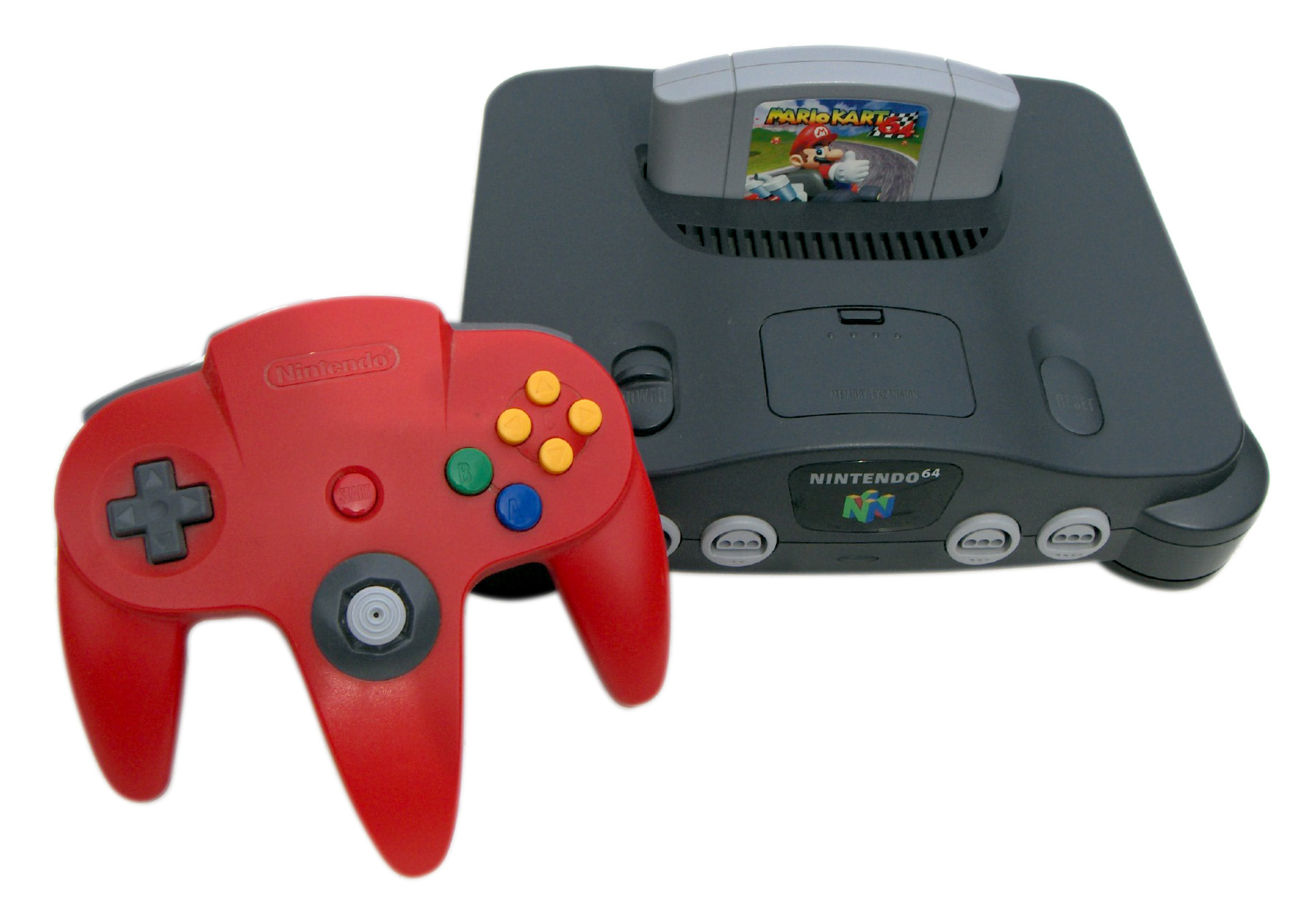
O Nintendo 64.

| Console             | Fabricante               | Lançamento |
| ------------------- | ------------------------ | ---------- |
| 3DO                 | Panasonic/Sanyo/GoldStar | 1993       |
| Amiga CD32          | Commodore                | 1993       |
| FM Towns Marty      | Fujitsu                  | 1993       |
| Pioneer LaserActive | Pioneer                  | 1993       |
| Atari Jaguar        | Atari                    | 1993       |
| PC-FX               | NEC                      | 1994       |
| Playdia             | Bandai                   | 1994       |
| Sega Saturn         | Sega                     | 1994       |
| PlayStation         | Sony                     | 1994       |
| Virtual Boy         | Nintendo                 | 1995       |
| Casio Loopy         | Casio                    | 1995       |
| R-Zone              | Tiger Electronics        | 1995       |
| Atari Jaguar CD Pro | Atari                    | 1995       |
| Apple Pippin        | Bandai/Apple             | 1995       |
| Nintendo 64         | Nintendo                 | 1996       |
| Game.com            | Tiger Electronics        | 1997       |
| Neo Geo Pocket      | SNK                      | 1998       |
| Game Boy Color      | Nintendo                 | 1998       |
| PocketStation       | Sony                     | 1999       |

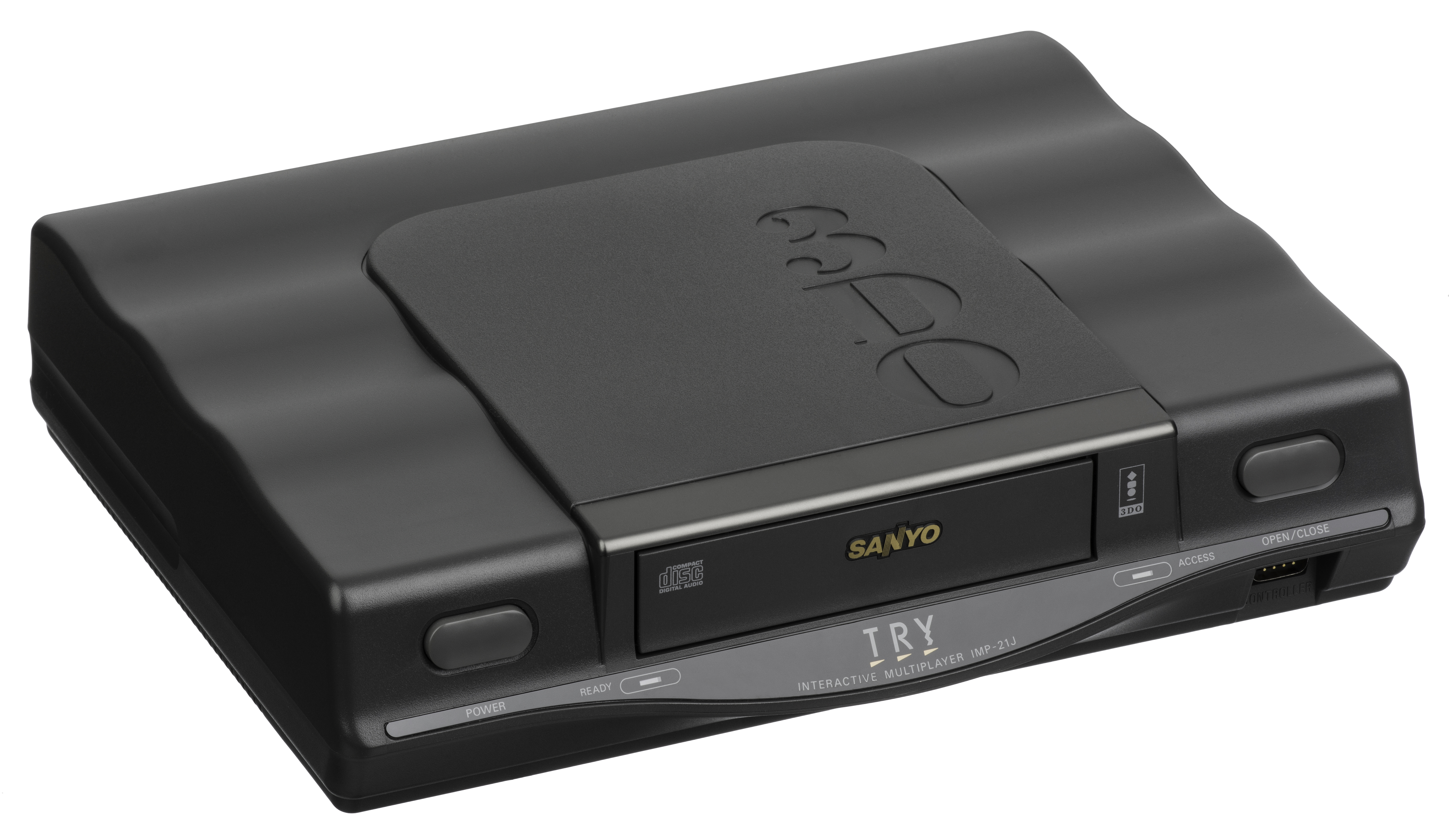
3DO da Panasonic/Sanyo/GoldStar de 1993
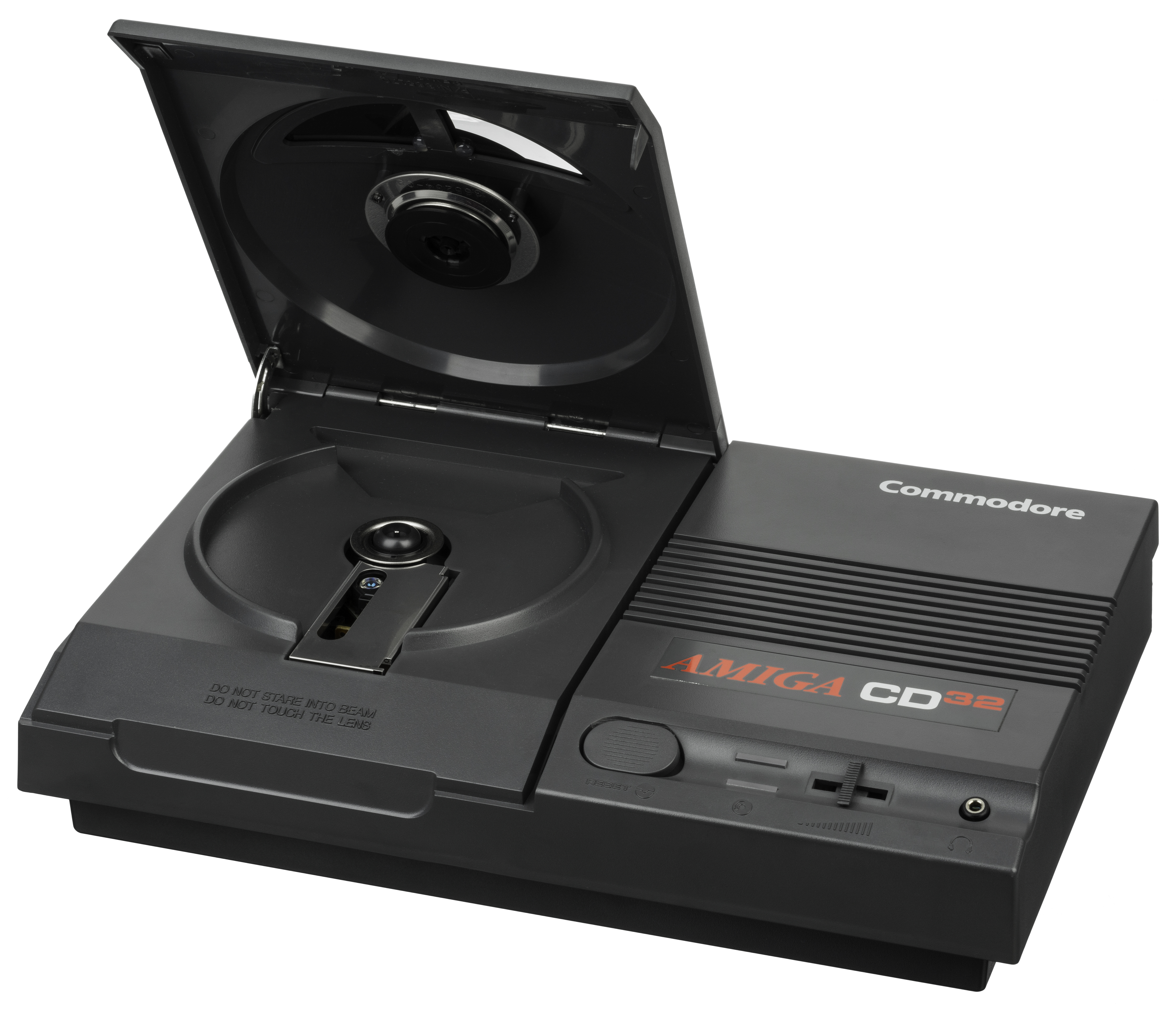
Amiga CD32 da Commodore de 1993
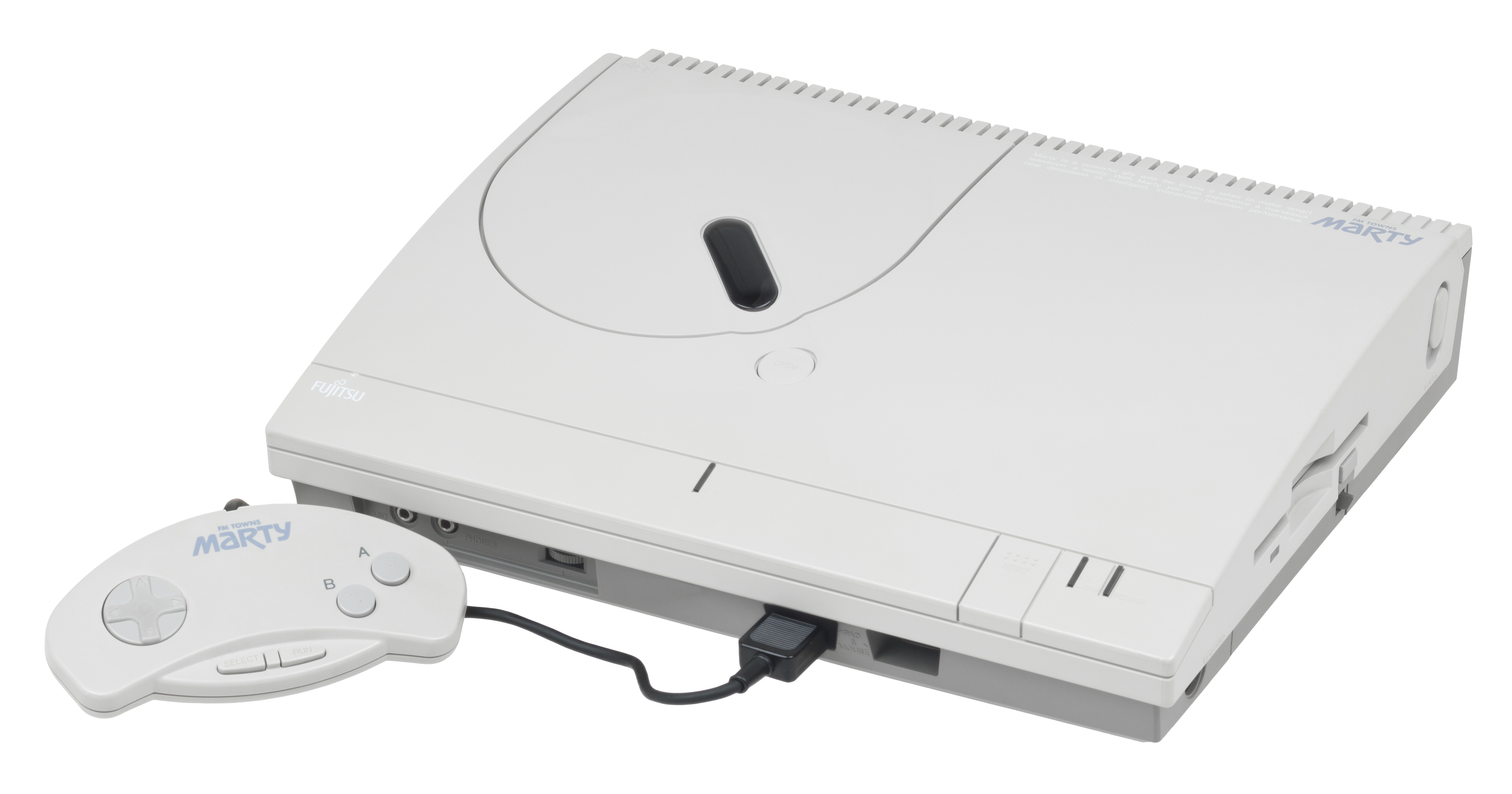
FM Towns Marty da Fujitsu de 1993
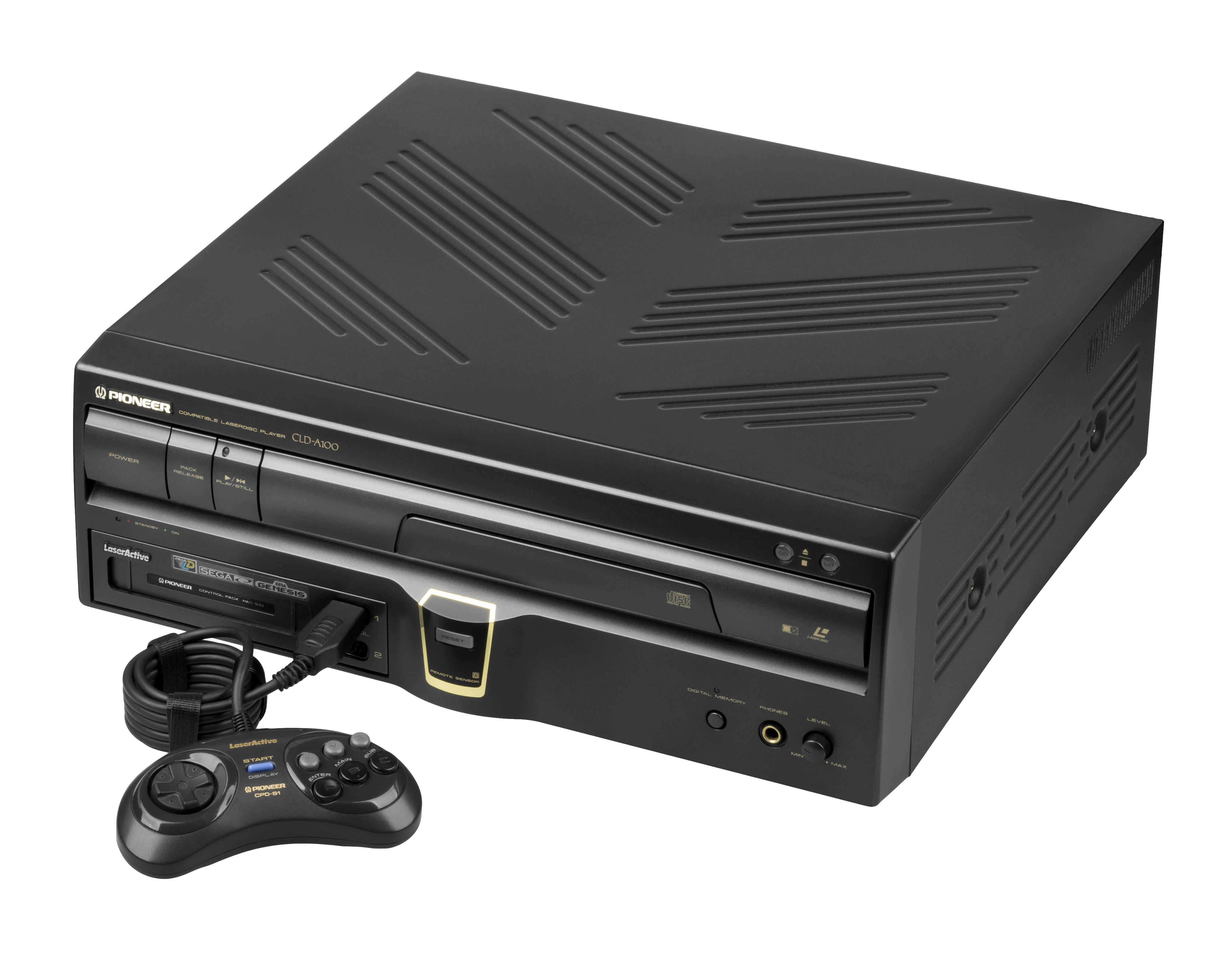
Pionner LaserActive da Pionner de 1993
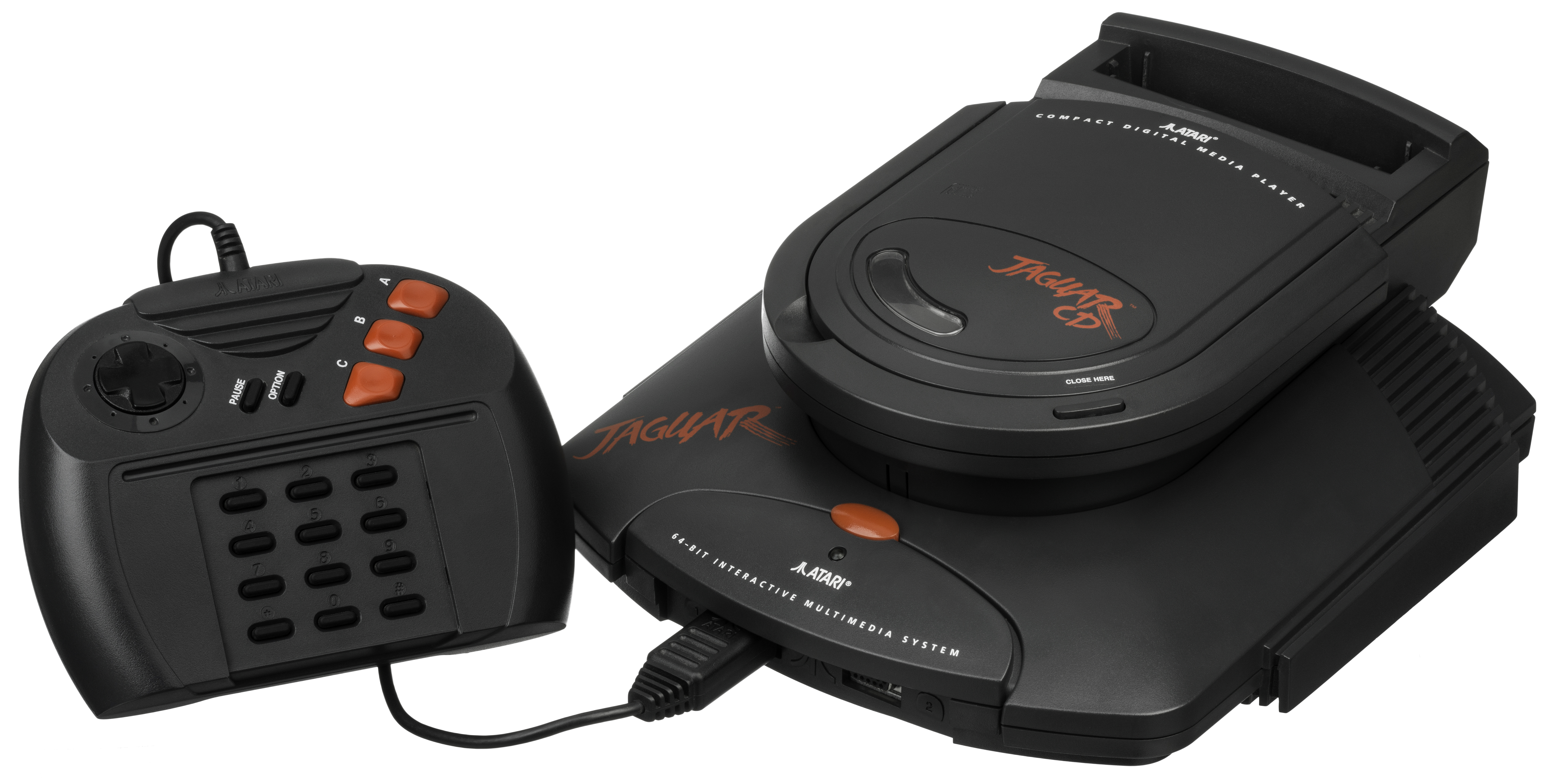
Atari Jaguar da Atari de 1993
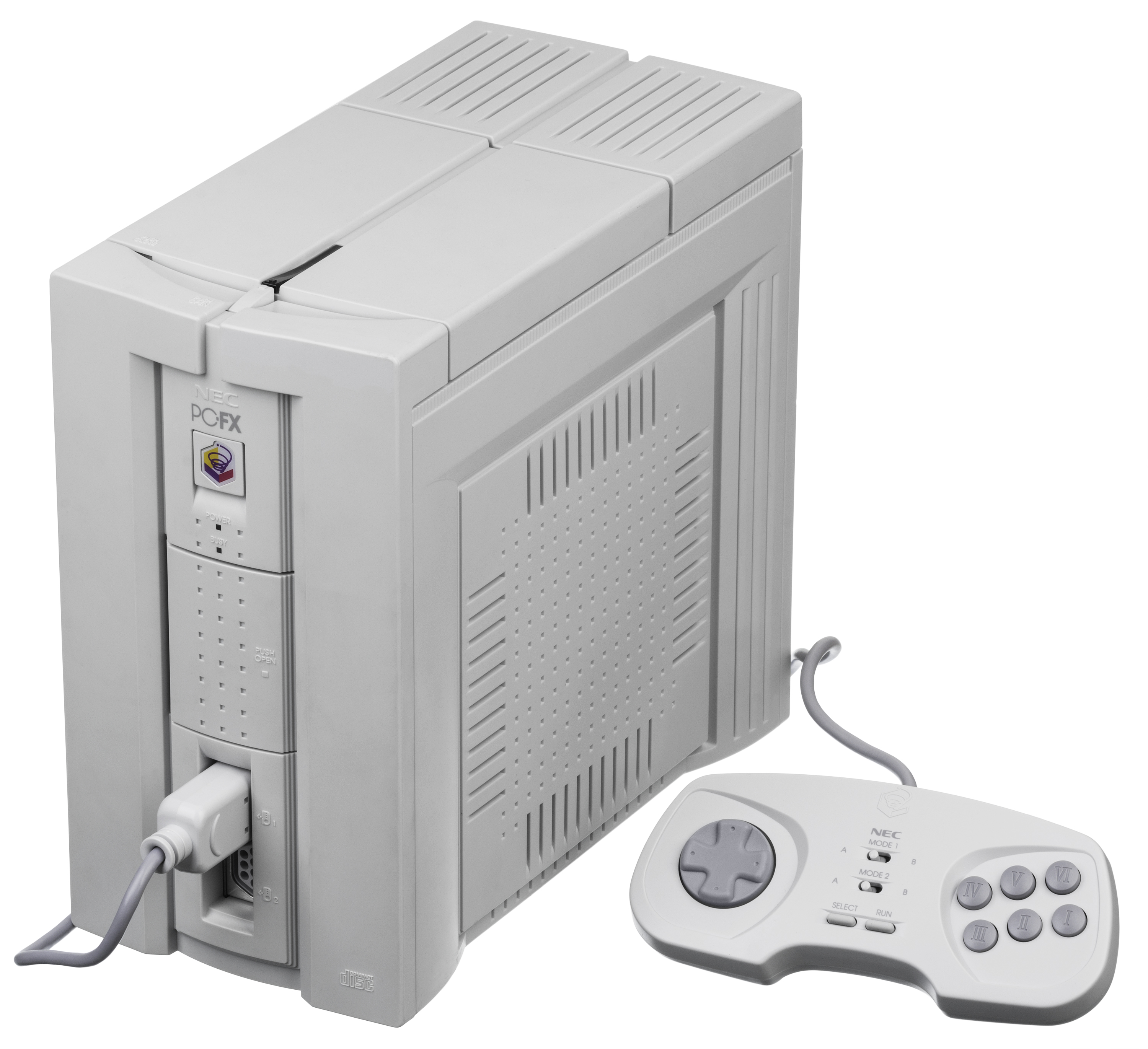
PC-FX da NEC de 1994
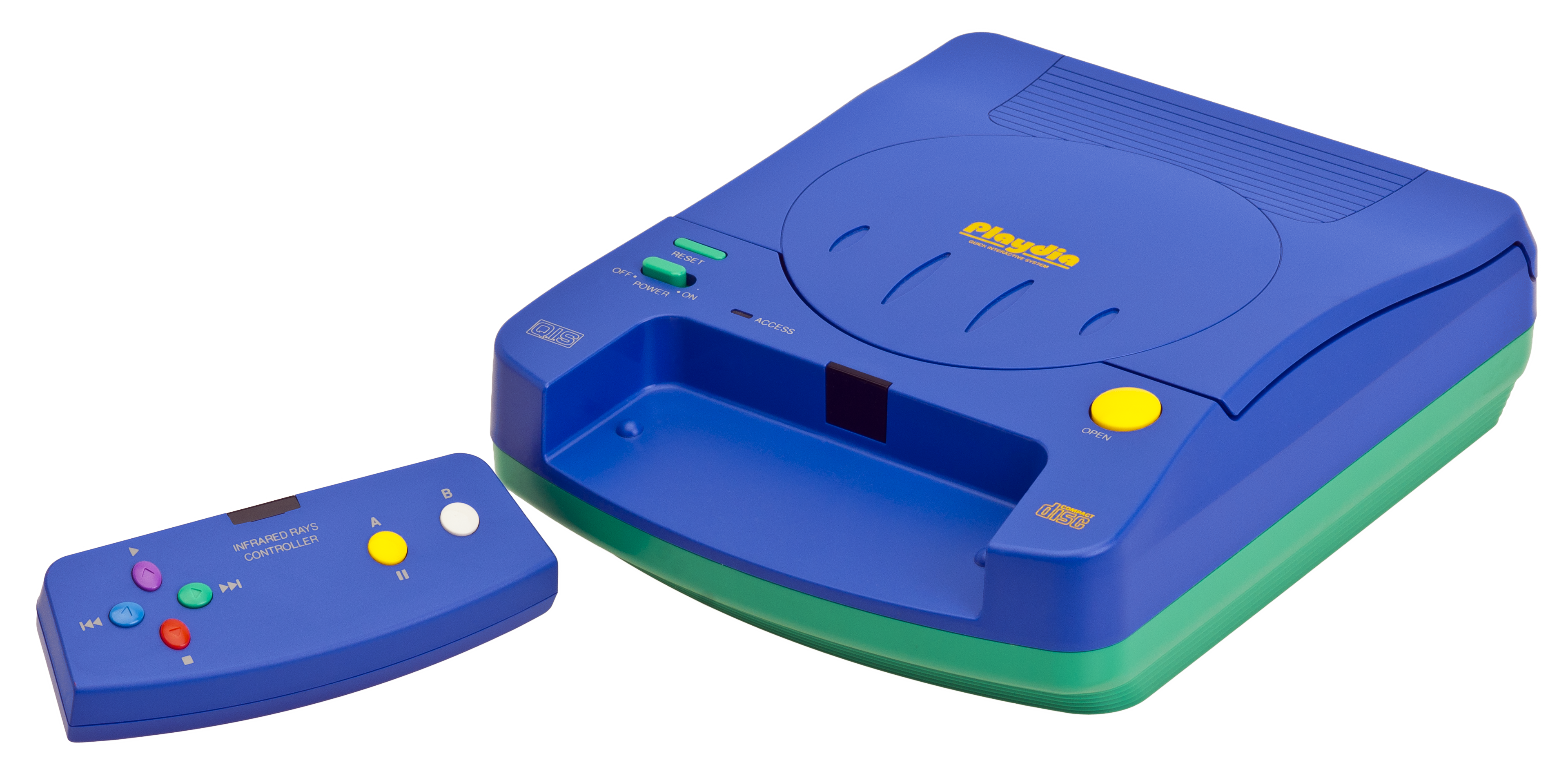
Playdia da Bandai de 1994
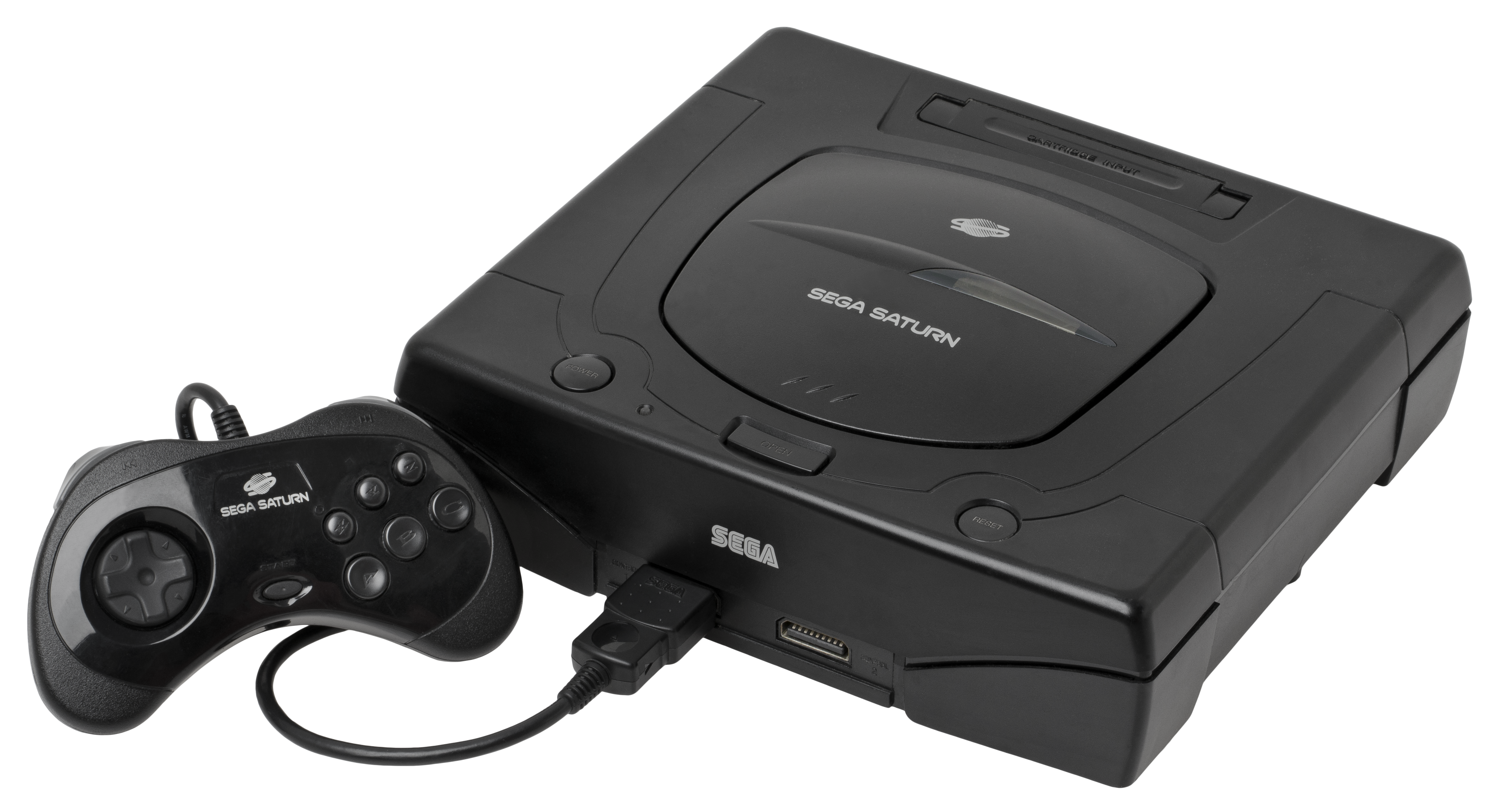
Sega Saturn da Sega de 1994
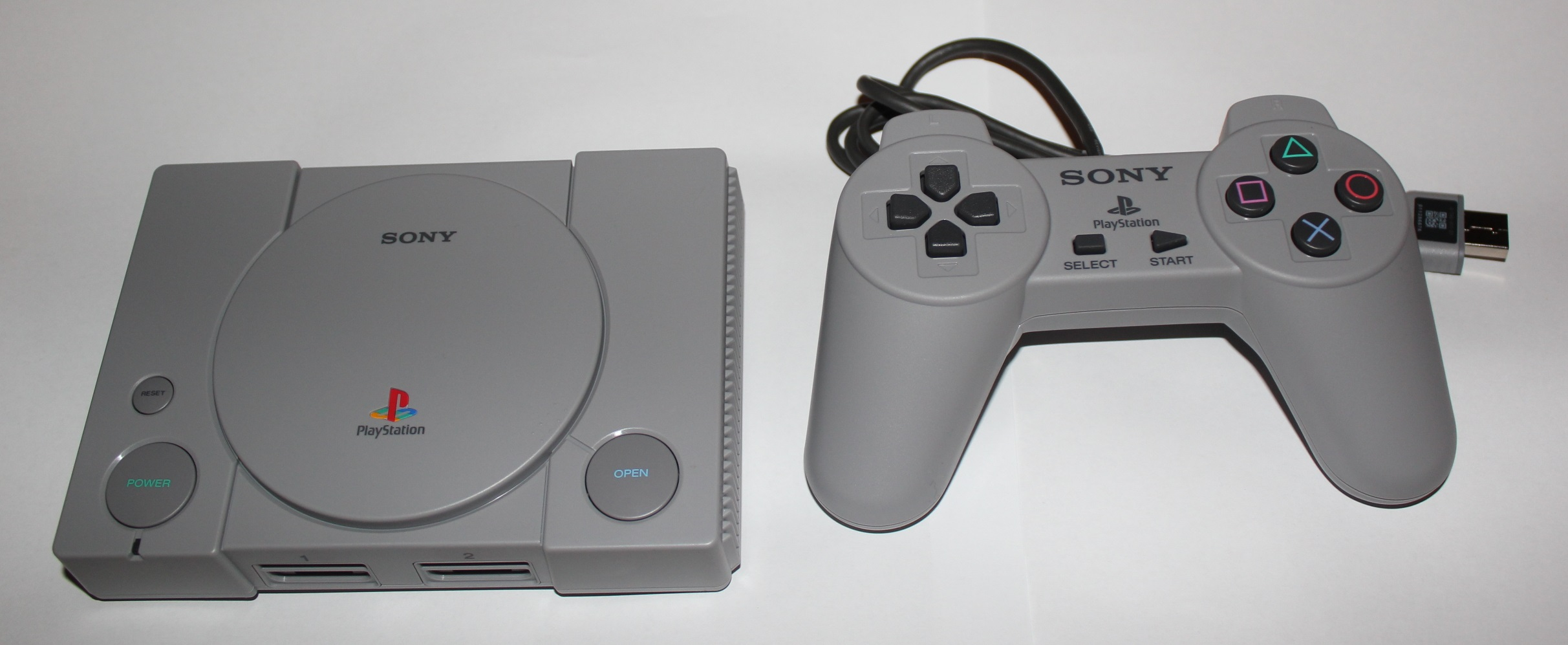
PlayStation da Sony de 1994
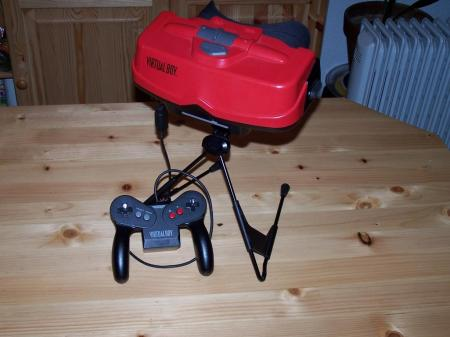
Virtual Boy da Nintendo de 1995
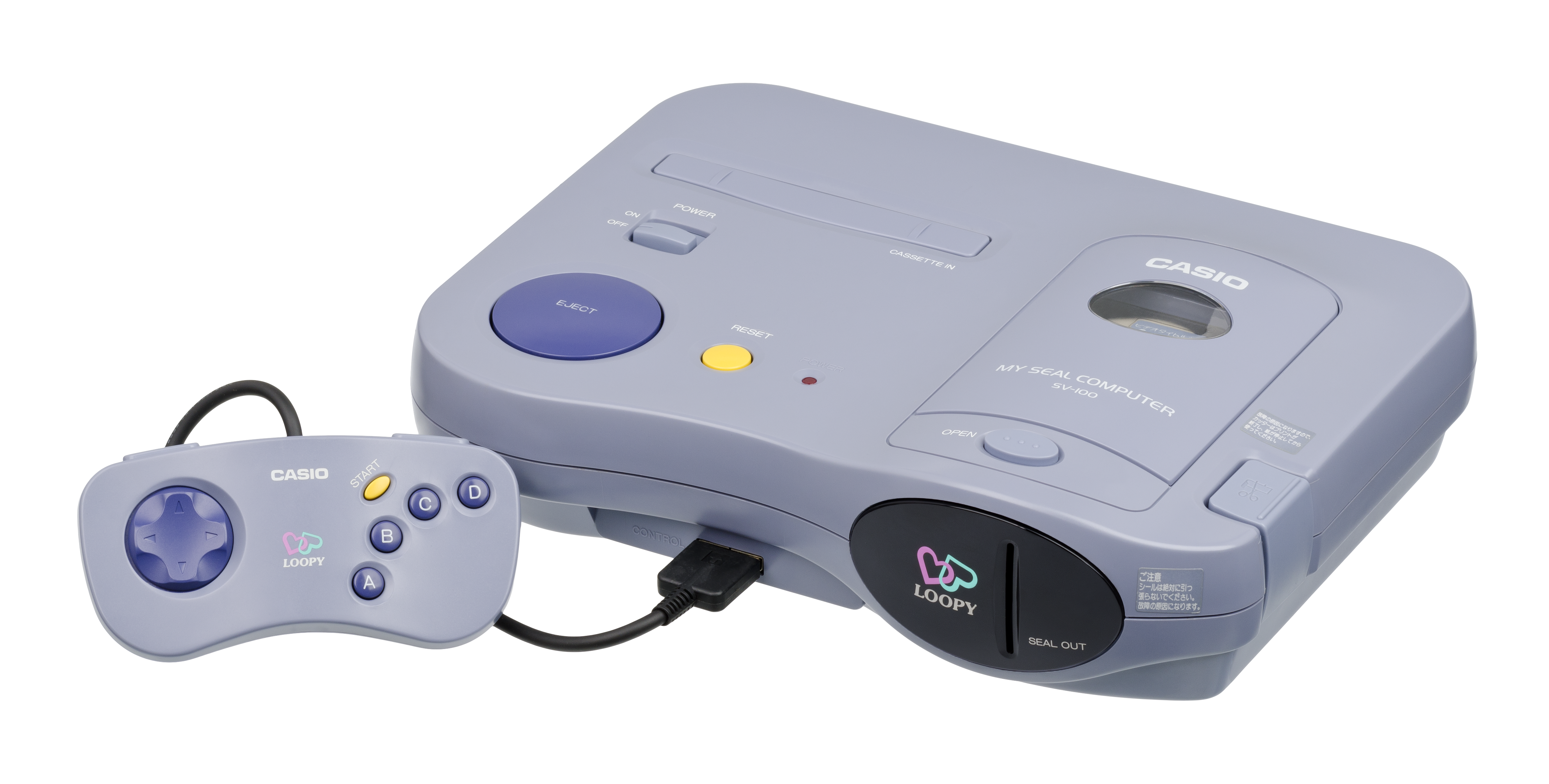
Casio Loopy da Casio de 1995
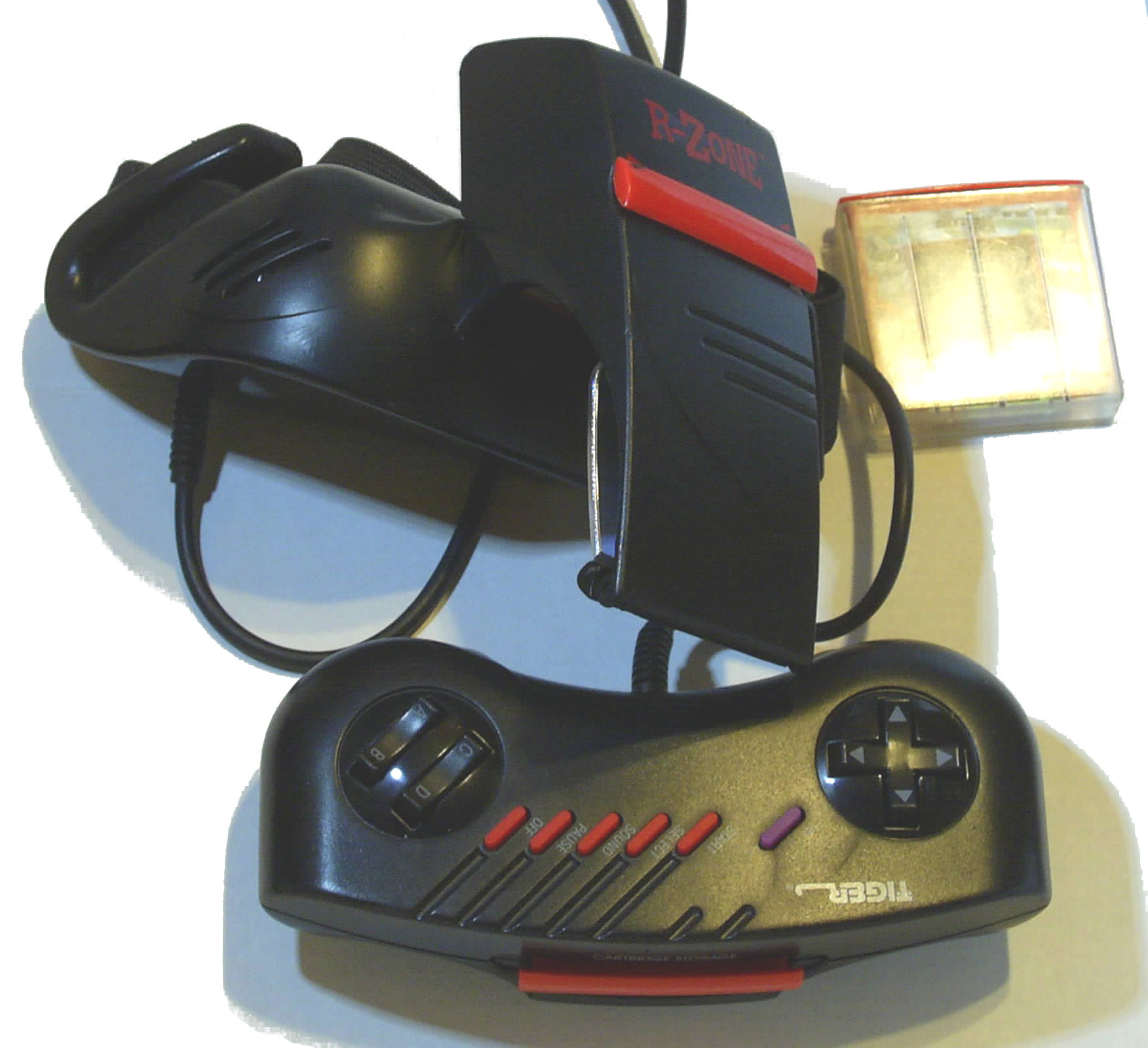
R-Zone da Tiger Eletronics de 1995
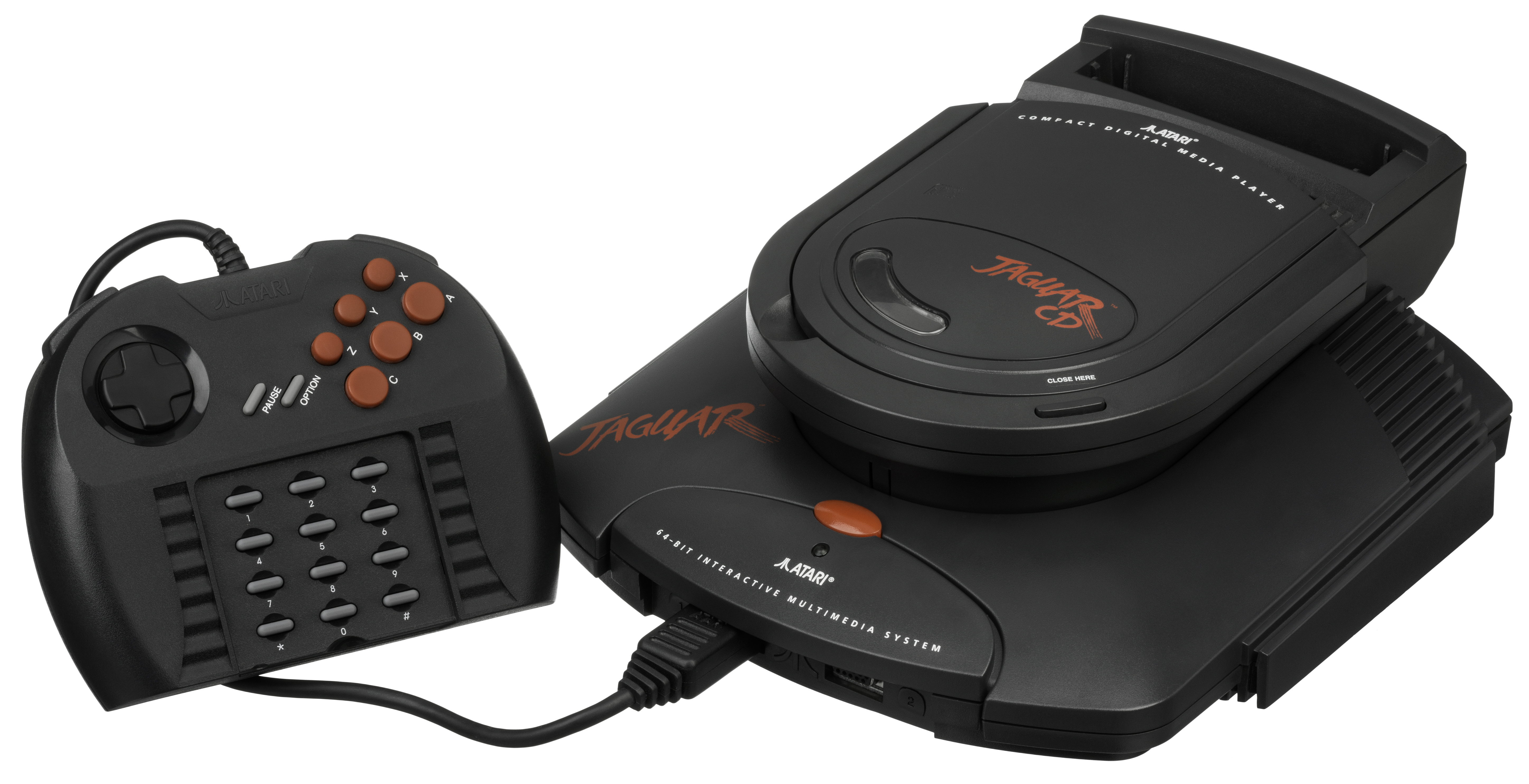
Atari Jaguar CD Pro da Atari de 1995
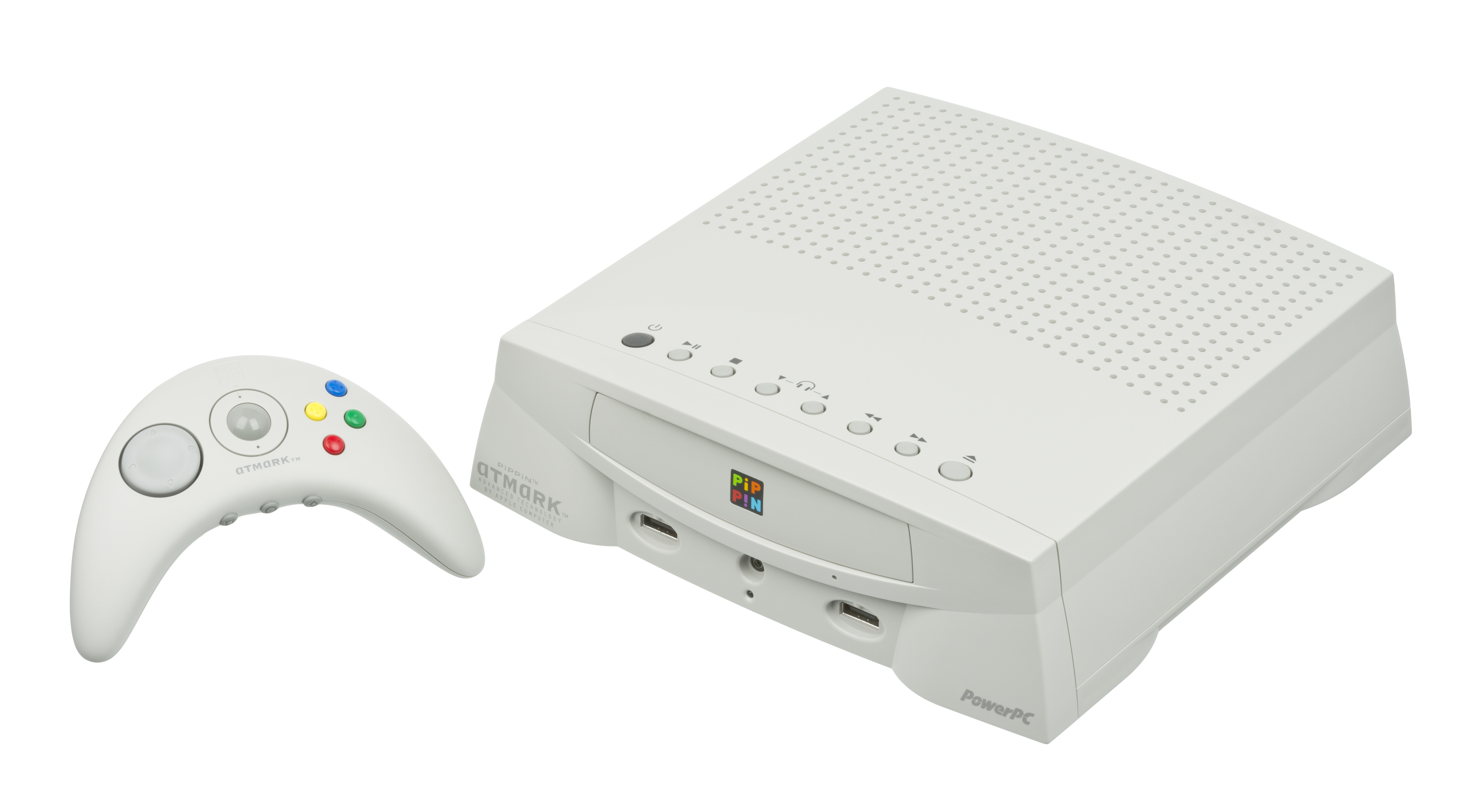
Apple Pippin da Bandai/Apple de 1995
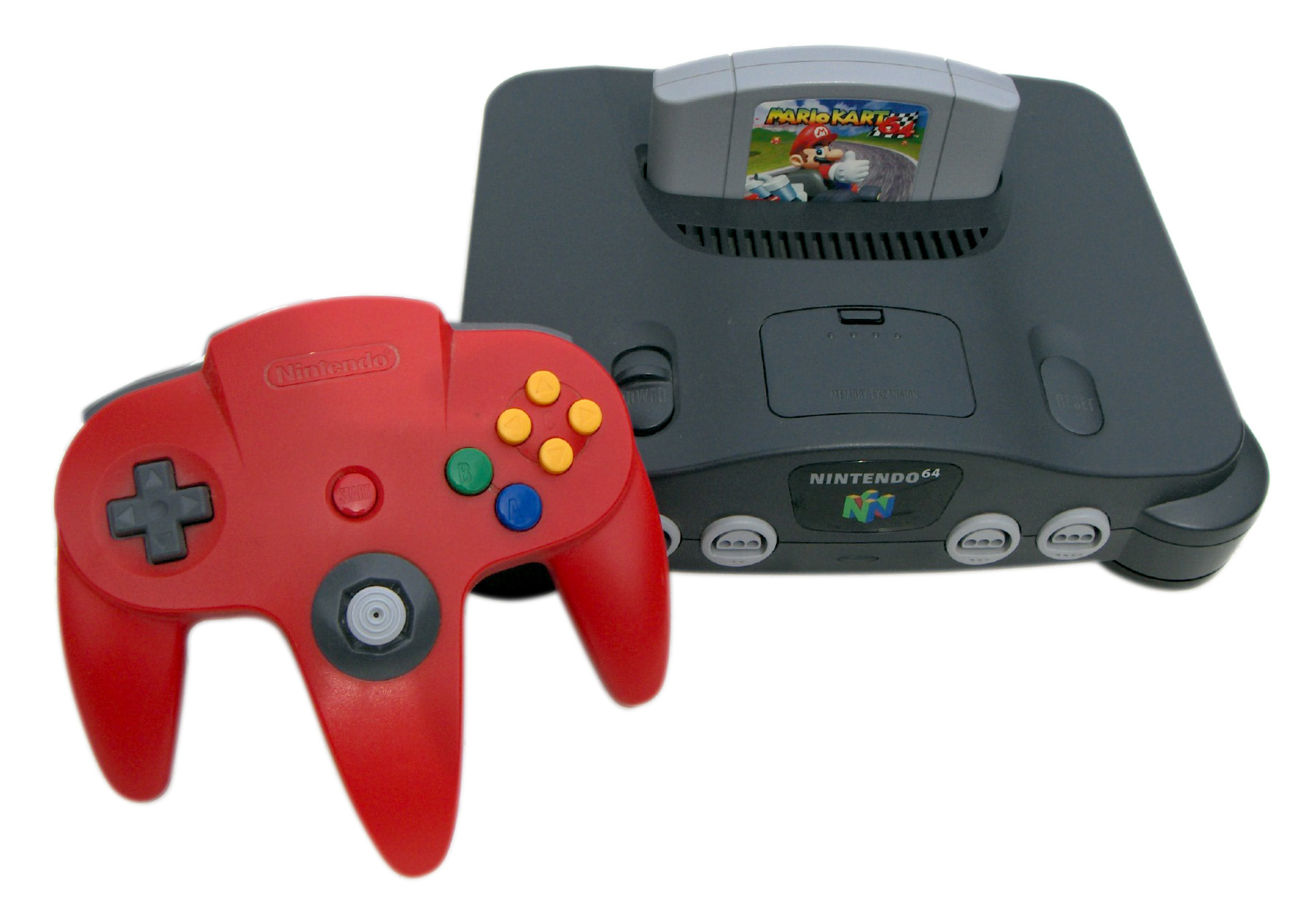
Nintendo 64 da Nintendo de 1996
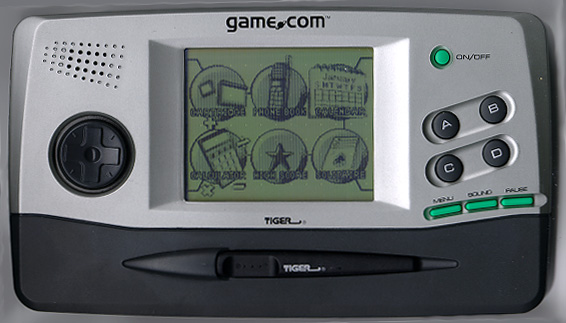
Game.com da Tiger Eletronics de 1997
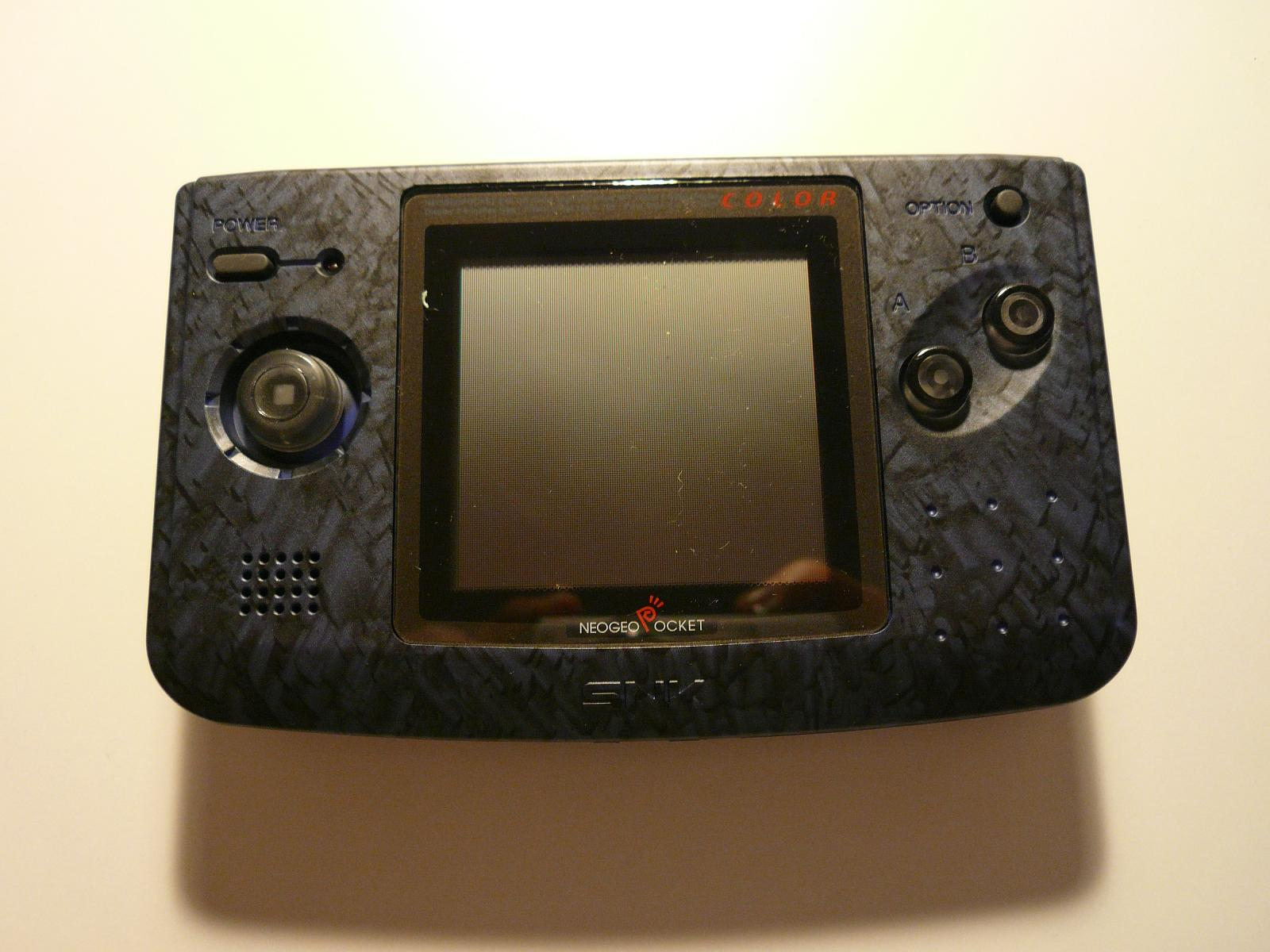
Neo Geo Pocket da SNK de 1998
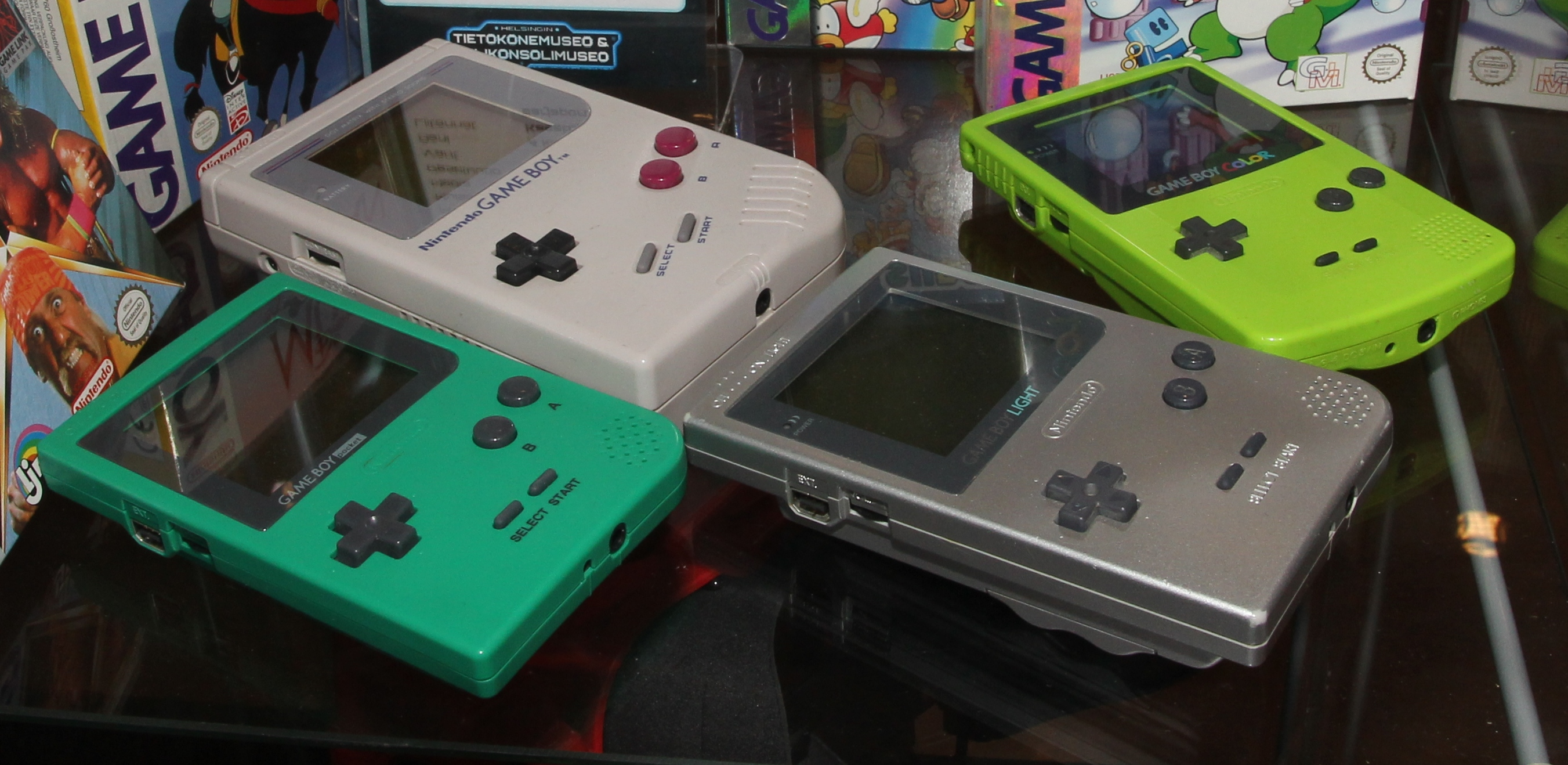
Nintendo Game Boy, Game Boy Pocket, Game Boy Light e Game Boy Color
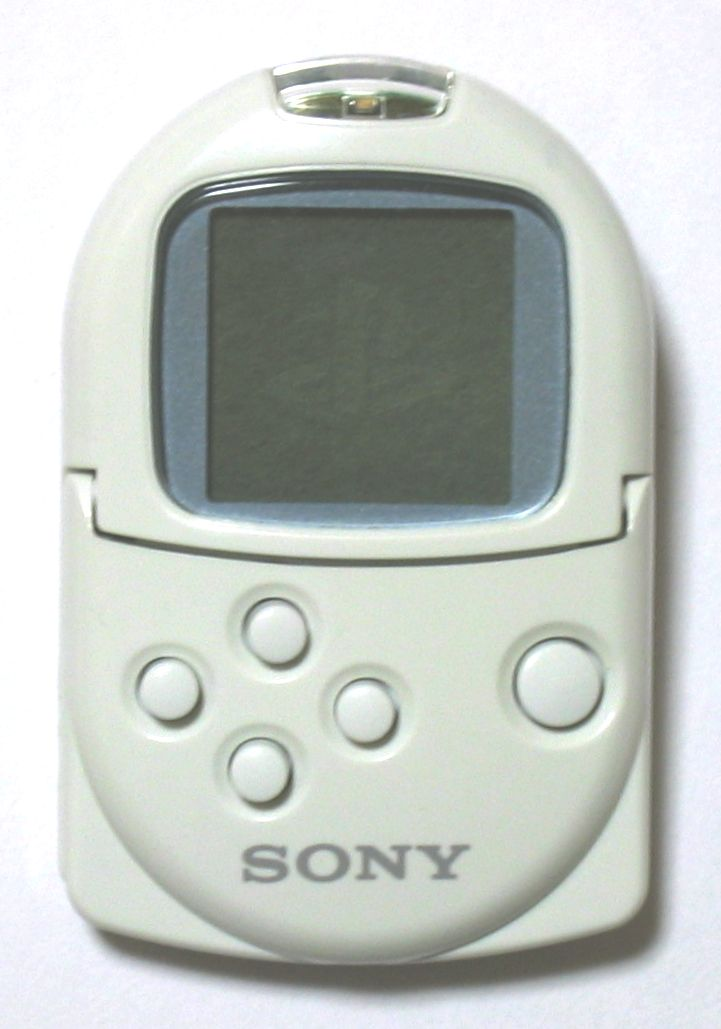
PocketStation da Sony de 1999
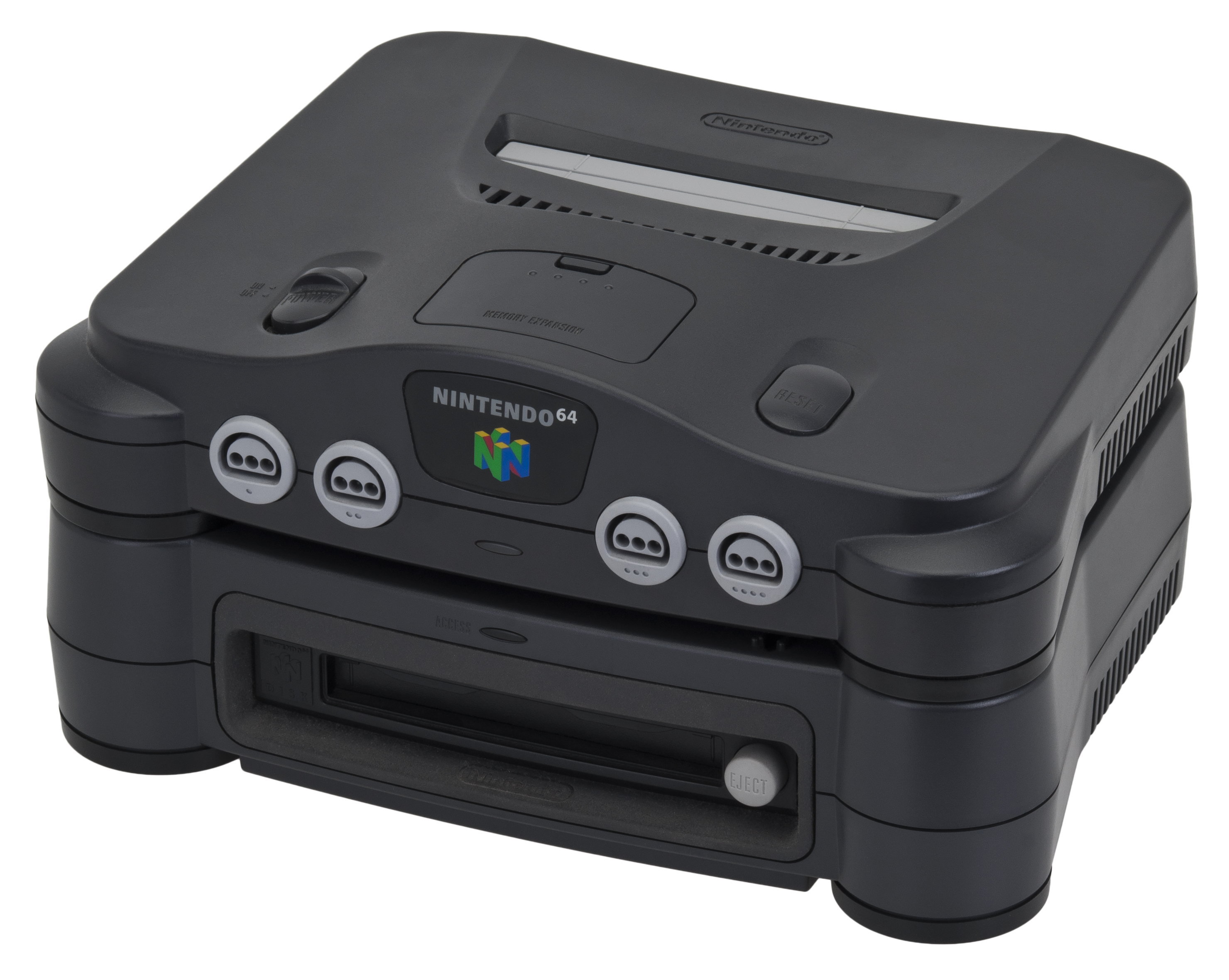
Nintendo 64DD da Nintendo 1999

## Sexta geração(1998–2006)

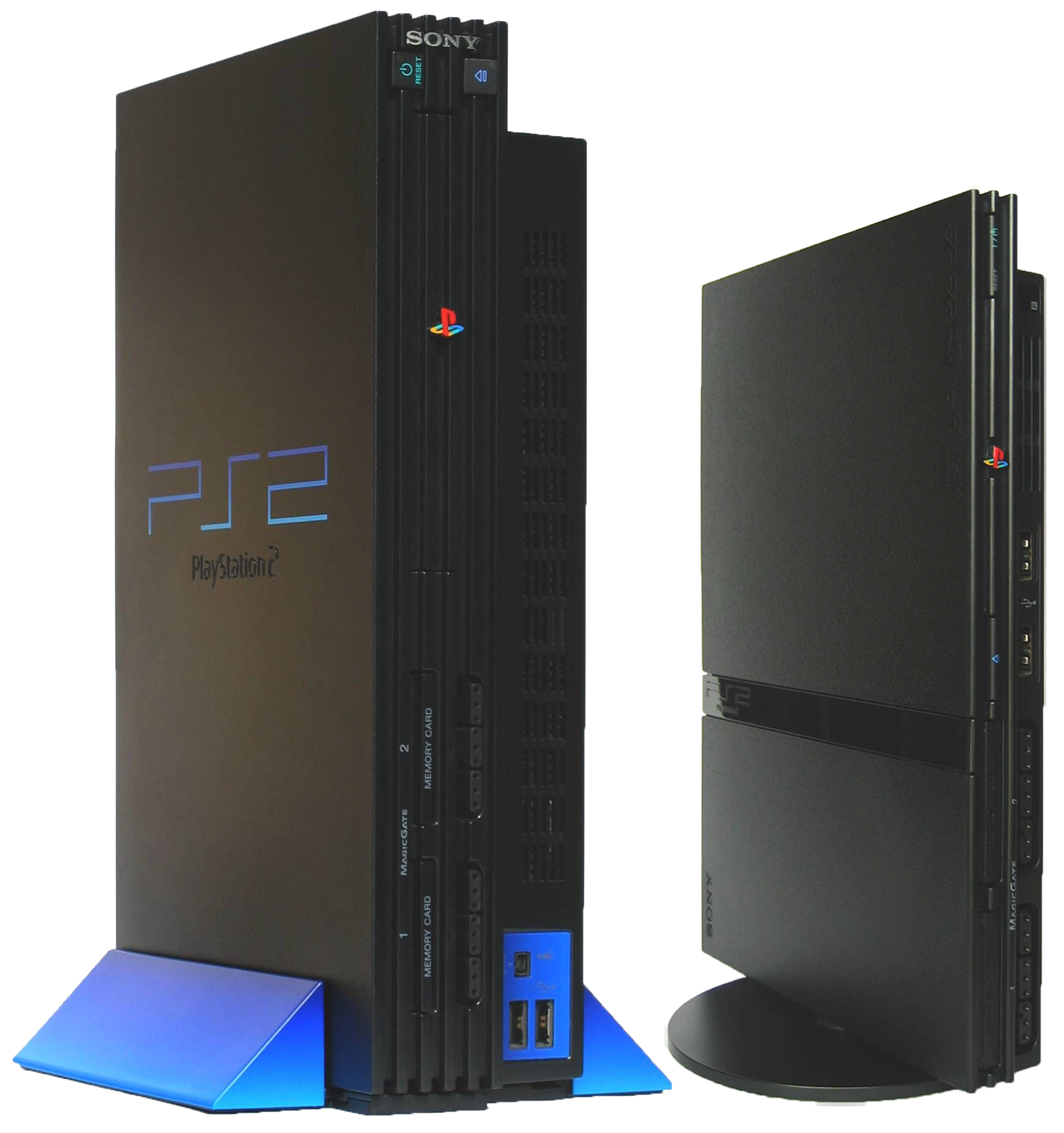
O PlayStation 2, em suas duas versões.

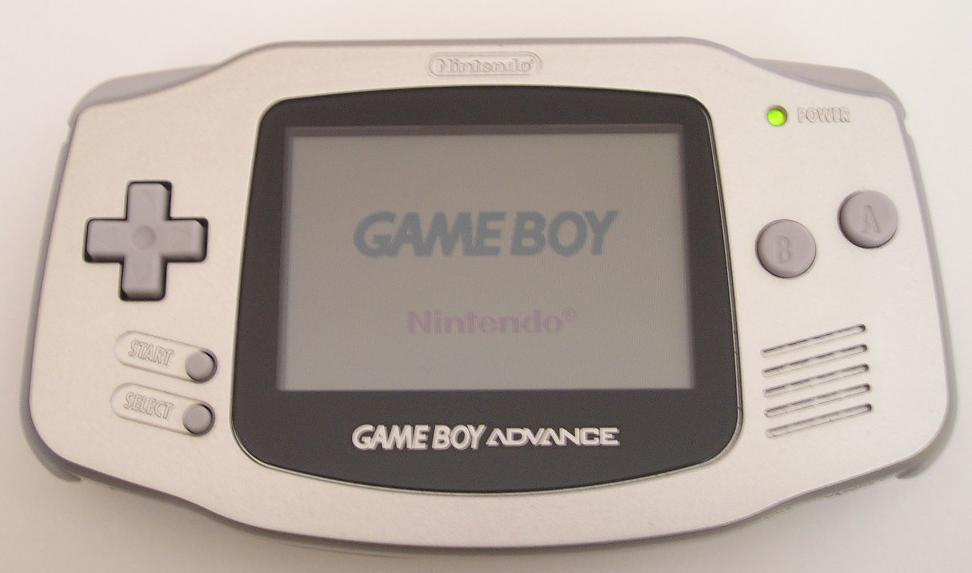
O portátil Game Boy Advance.

| Console                     | Fabricante         | Lançamento |
| --------------------------- | ------------------ | ---------- |
| Dreamcast                   | Sega               | 1998       |
| Neo Geo Pocket Color        | SNK                | 1999       |
| WonderSwan/WonderSwan Color | Bandai             | 1999       |
| PlayStation 2               | Sony               | 2000       |
| Game Boy Advance            | Nintendo           | 2001       |
| Nintendo GameCube           | Nintendo           | 2001       |
| Xbox                        | Microsoft          | 2001       |
| Pokémon mini                | Nintendo           | 2001       |
| GP32                        | GamePark           | 2001       |
| Panasonic Q                 | Panasonic/Nintendo | 2001       |
| SwanCrystal                 | Bandai             | 2002       |
| GameKing                    | TimeTop            | 2003       |
| N-Gage                      | Nokia              | 2003       |
| PSX                         | Sony               | 2003       |
| iQue Player                 | Nintendo           | 2003       |
| Tapwave Zodiac              | Tapwave            | 2003       |
| Atari Flashback             | Atari              | 2004       |
| OneStation                  | Estrela            | 2006       |

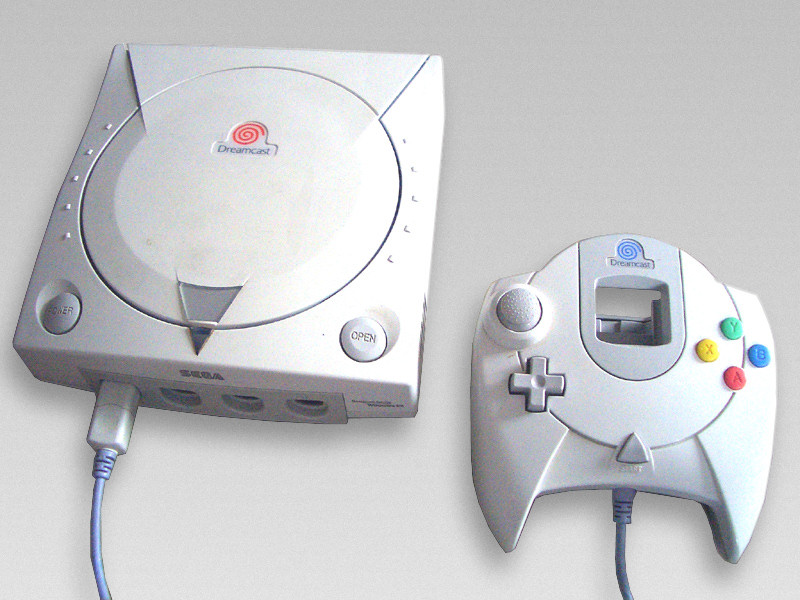
Dreamcast da Sega 1998
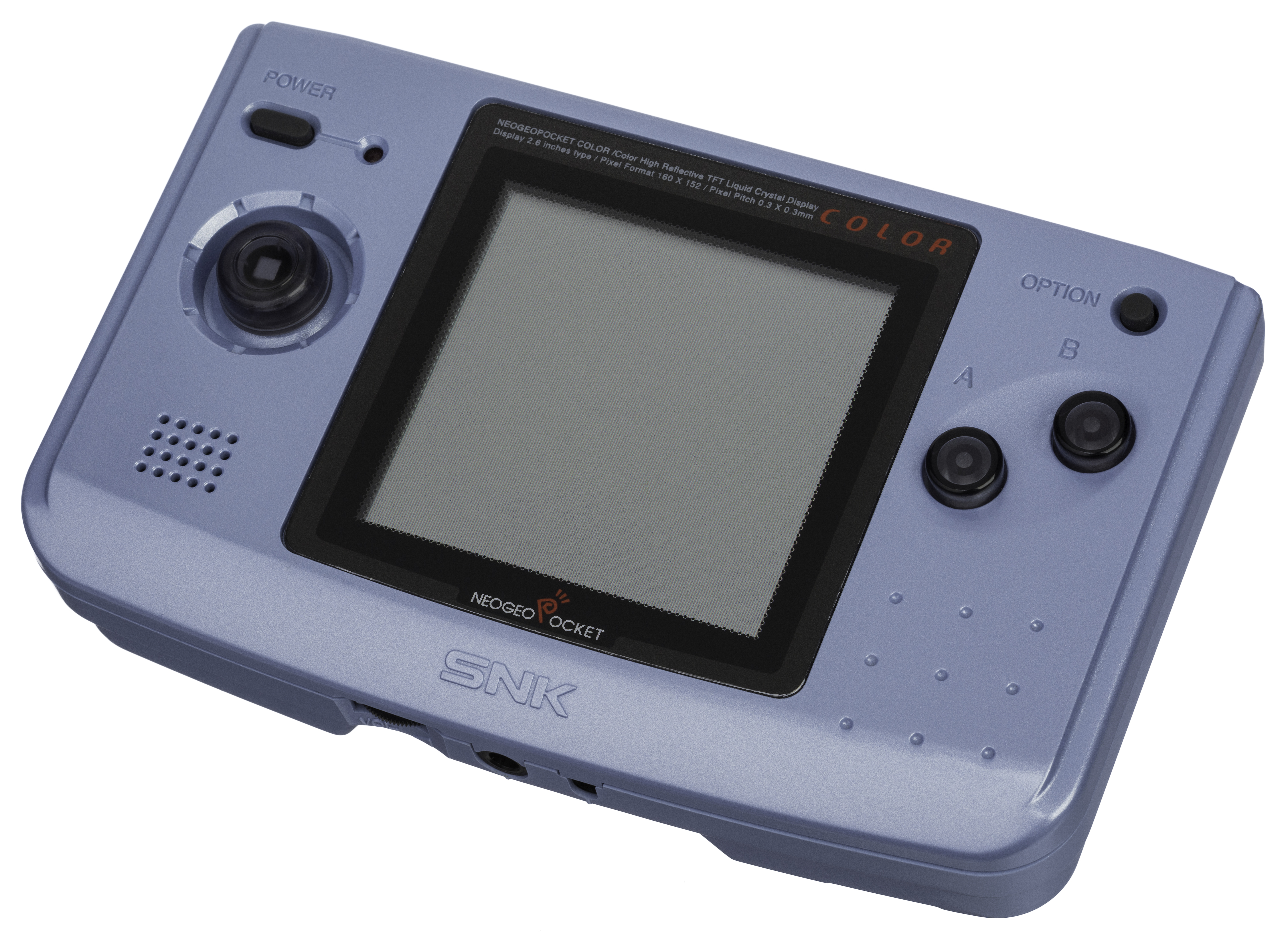
Neo Geo Pocket Color da SNK de 1999
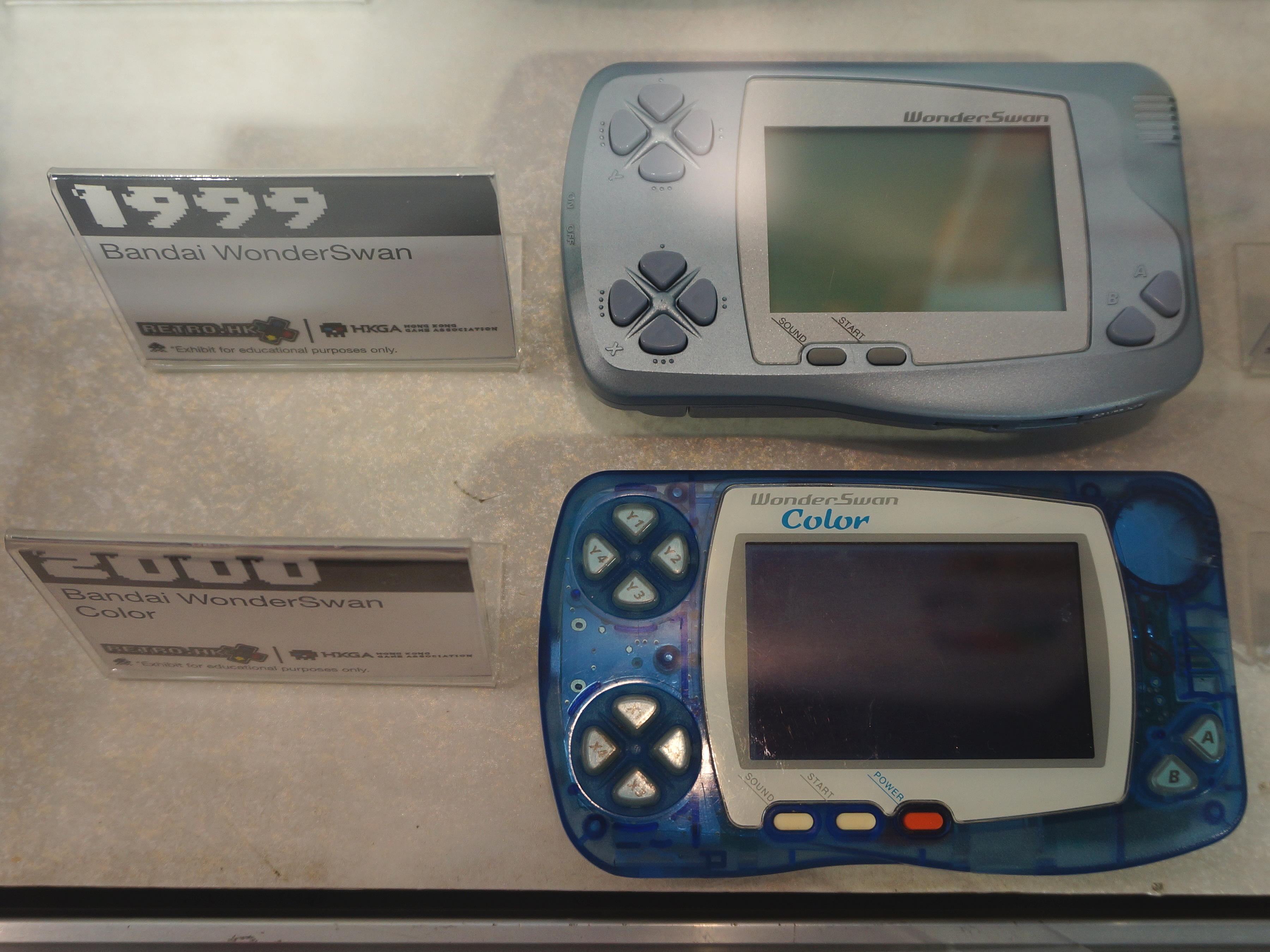
WonderSwan/ WonderSwan Color da Bandai de 1999
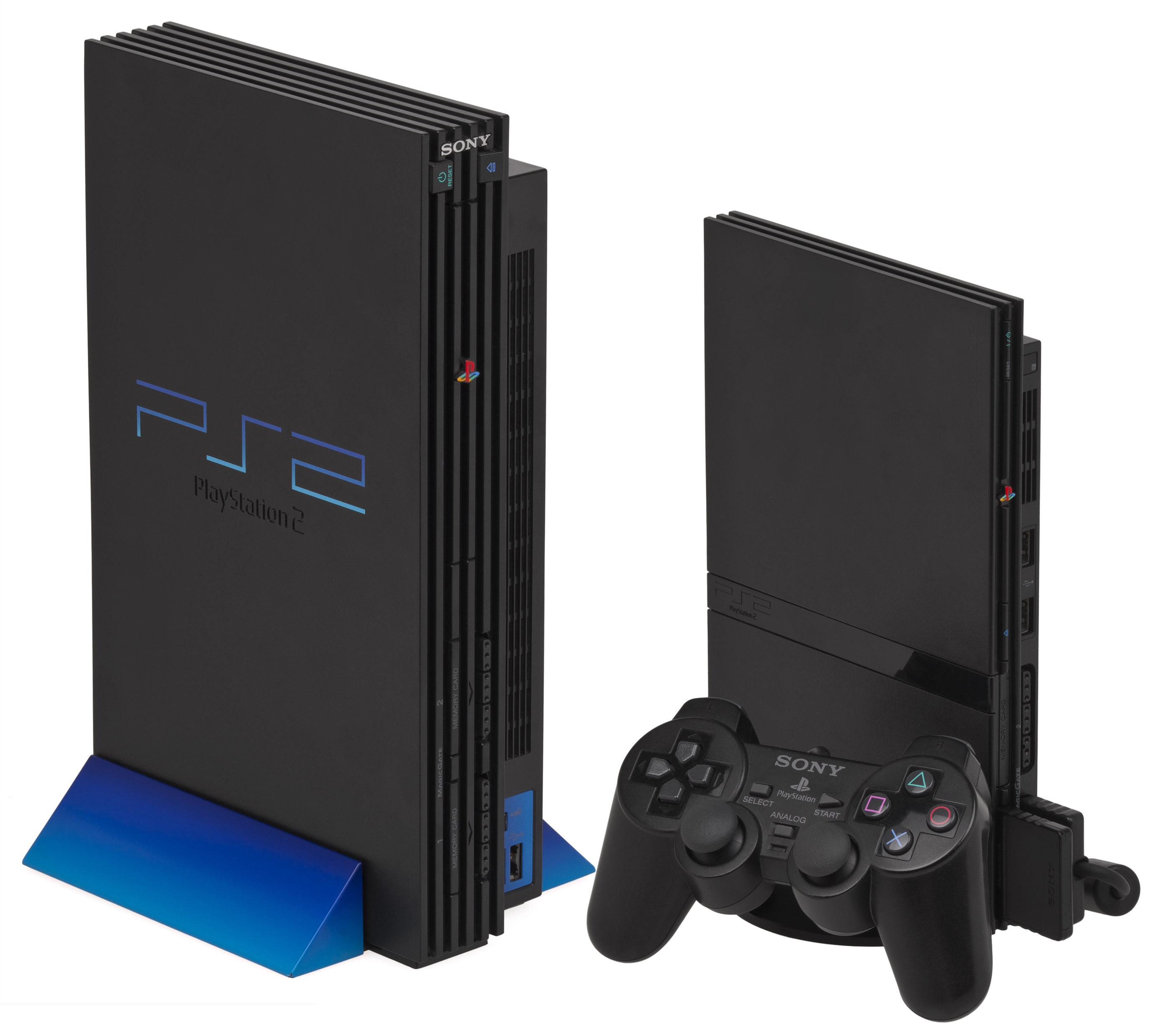
PlayStation 2 (PS2) da Sony de 2000
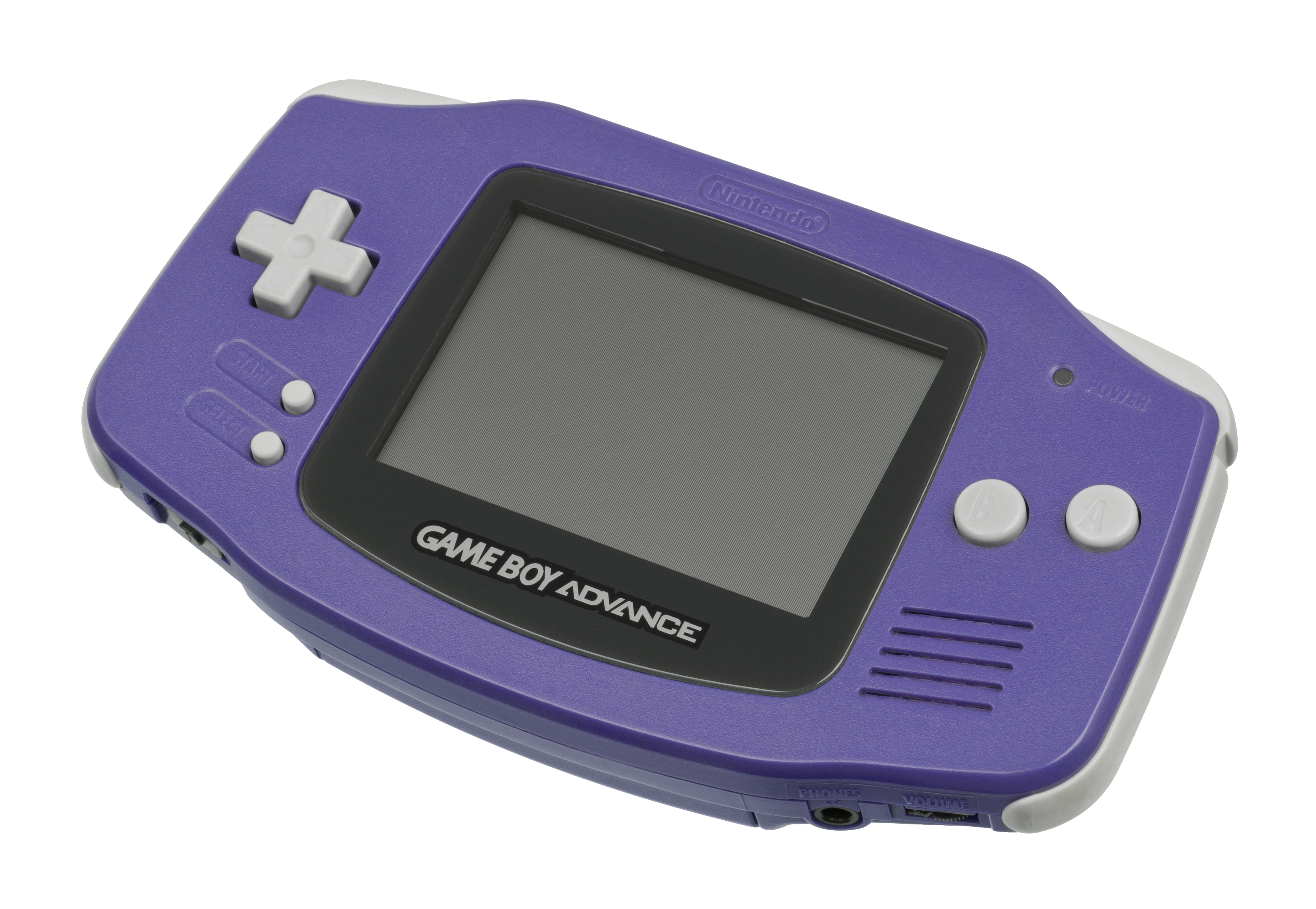
O Game Boy Advance da Nintendo de 2001
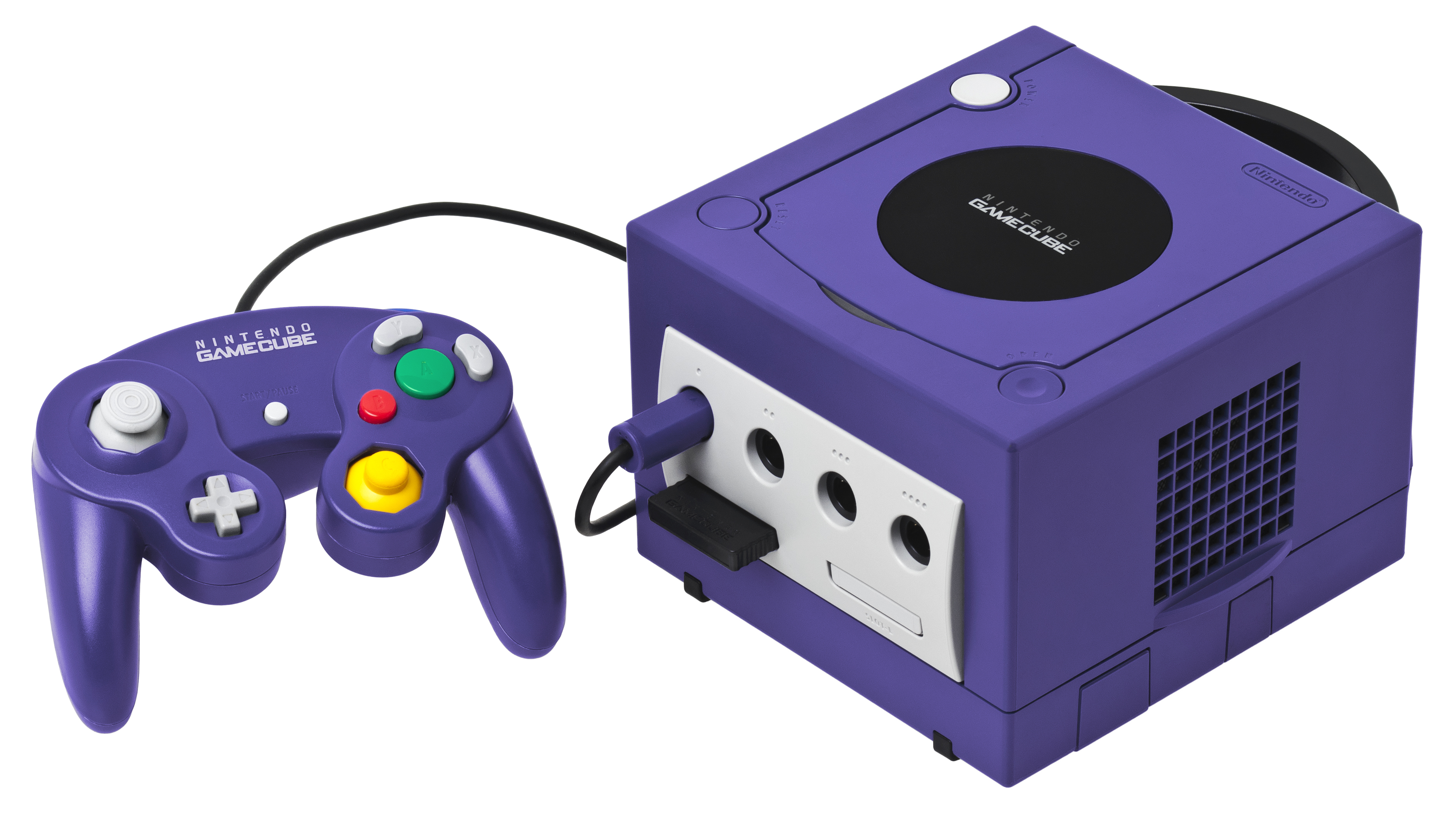
Nintendo GameCube da Nintendo de 2001
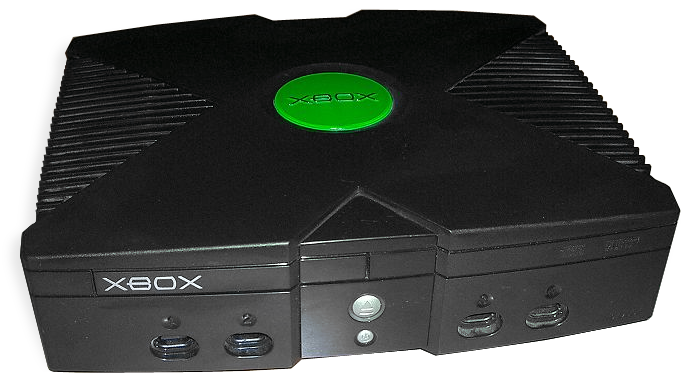
Xbox da Microsoft de 2001
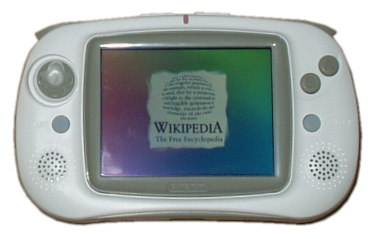
GP32 da GamePark de 2001
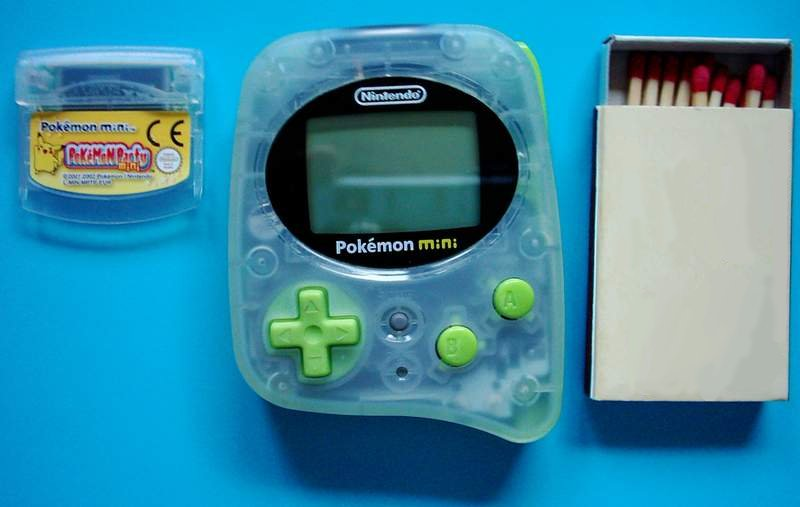
O Pokémon Mini da Nintendo de 2001
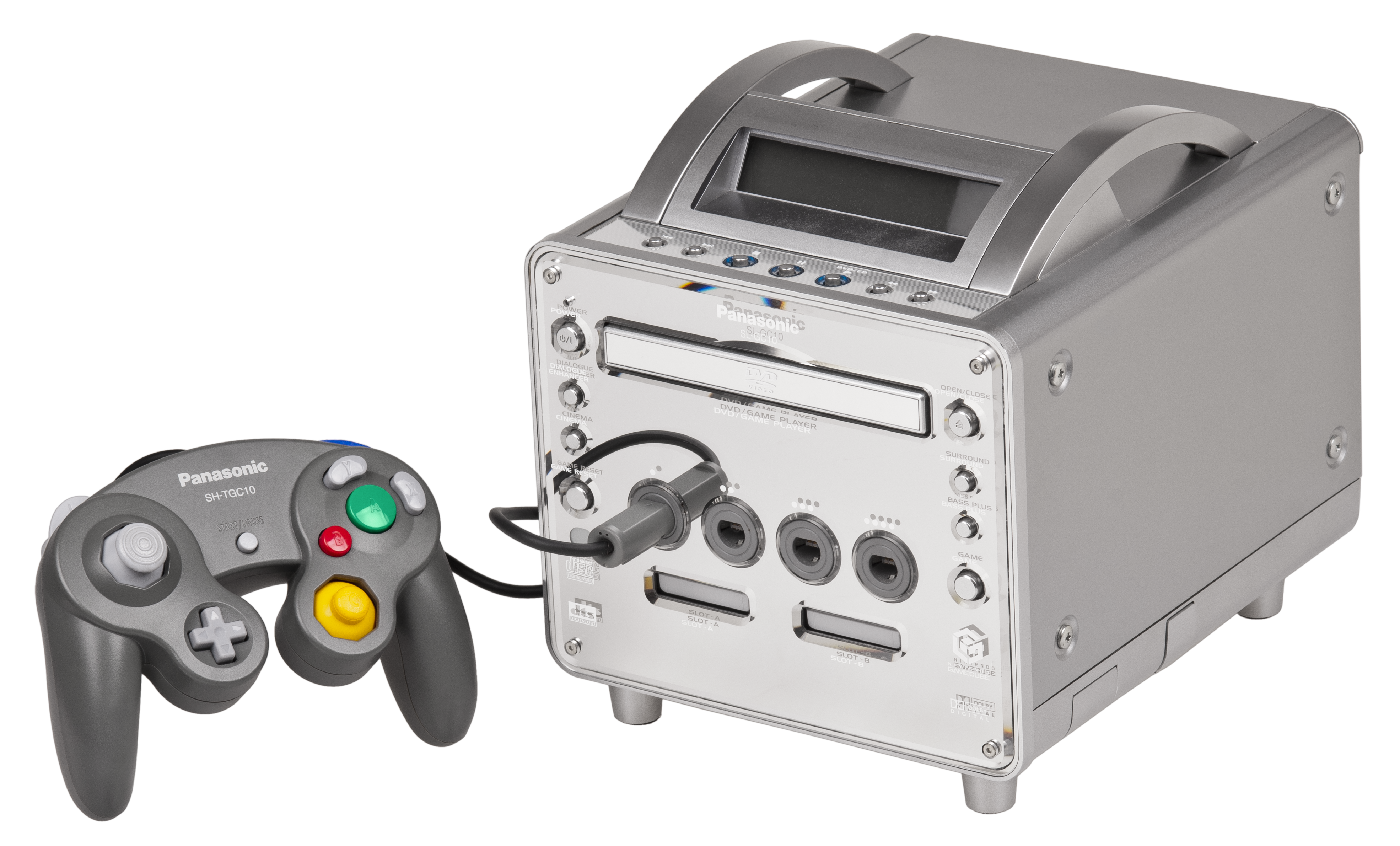
Panasonic Q da Panasonic/Nintendo de 2001
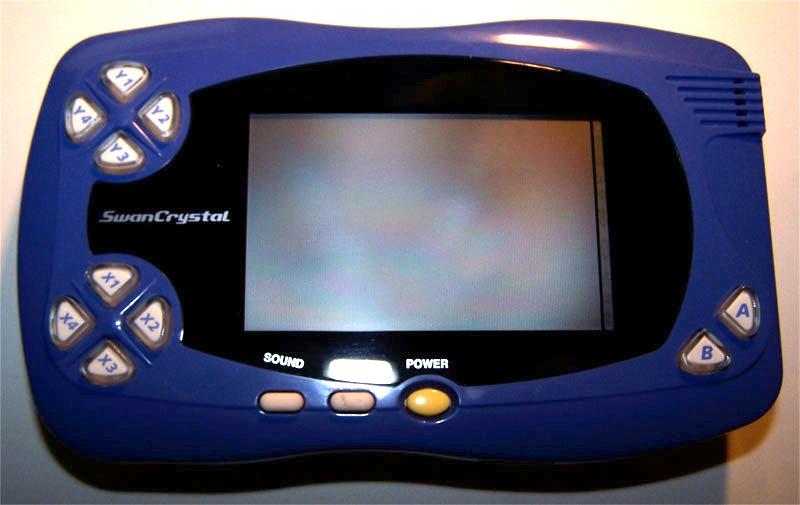
SwanCrystal da Bandai de 2002
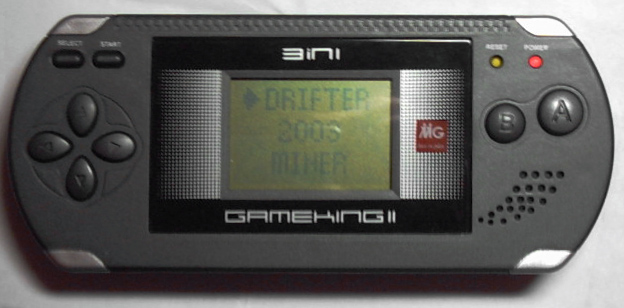
O GameKing da TimeTop de 2003
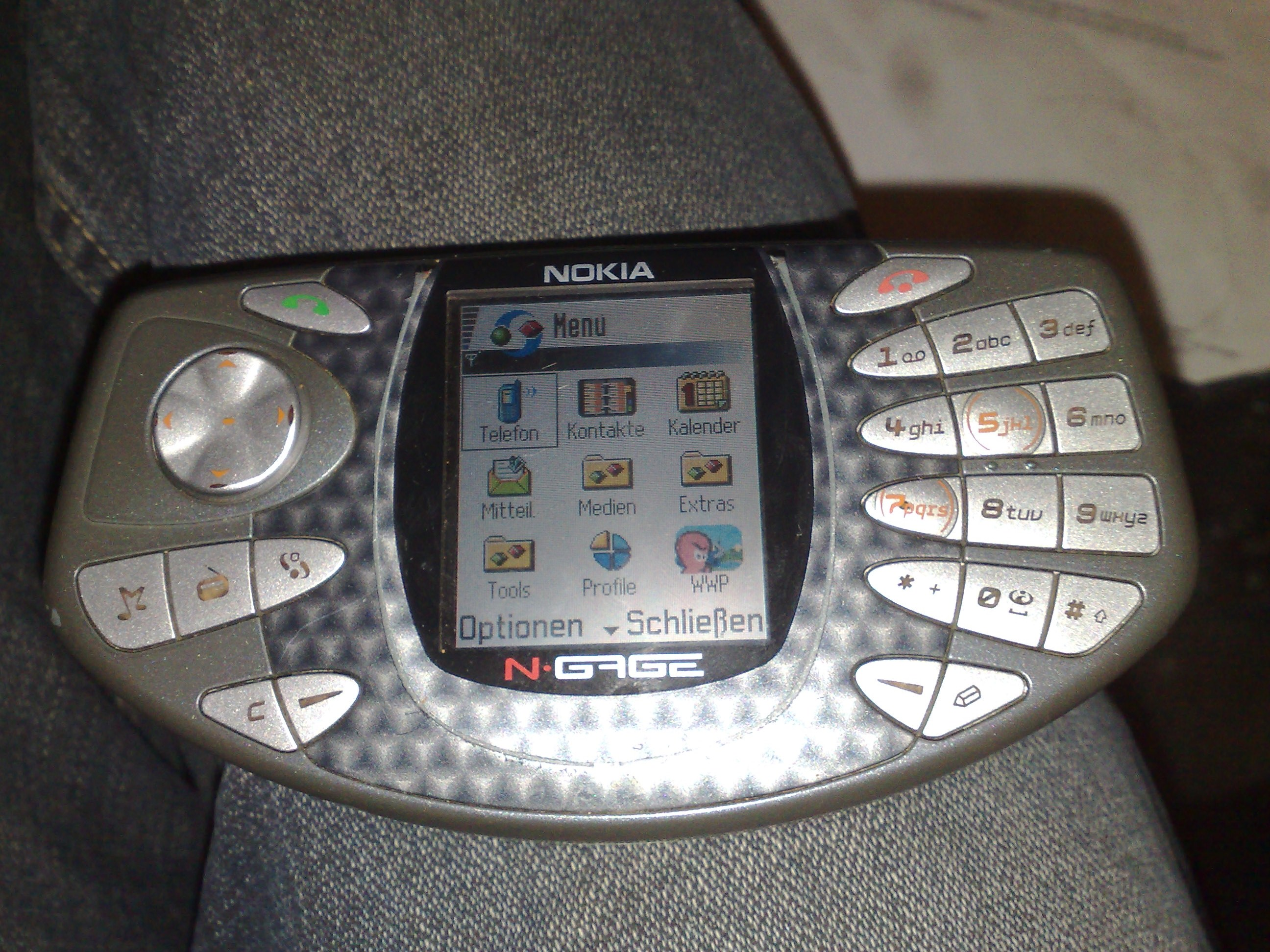
N-Gage da Nokia de 2003
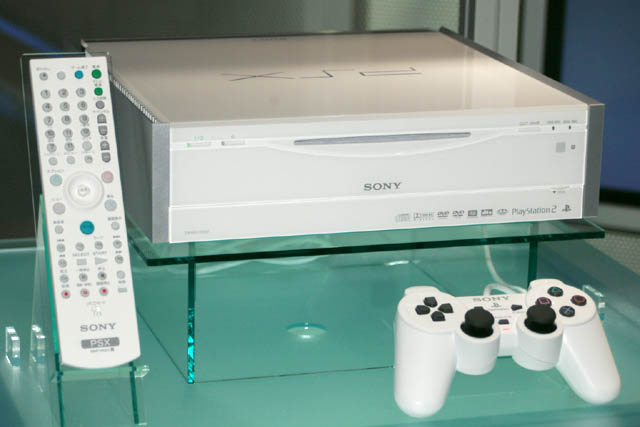
PSX da Sony de 2003
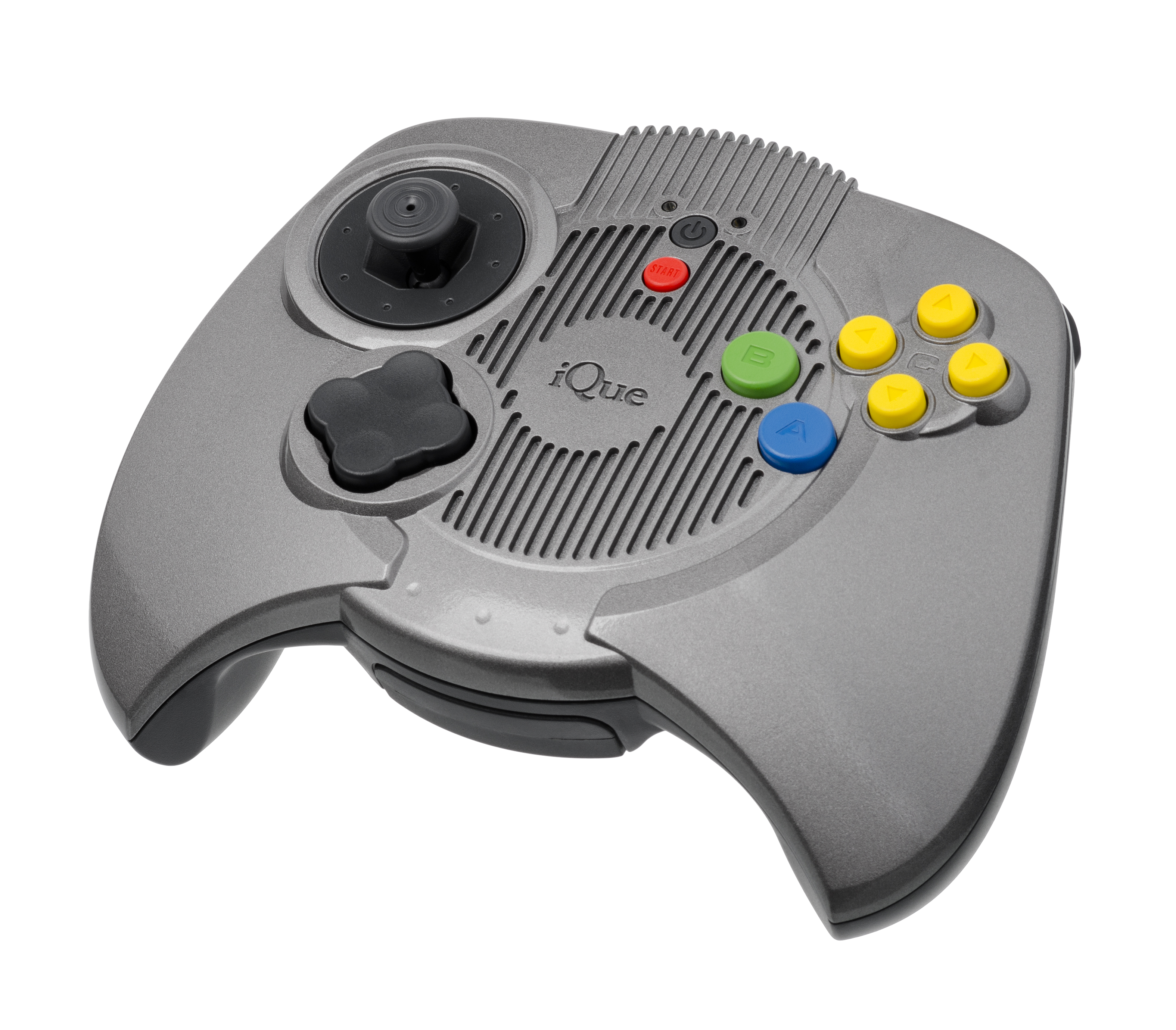
iQue Player da Nintendo de 2003
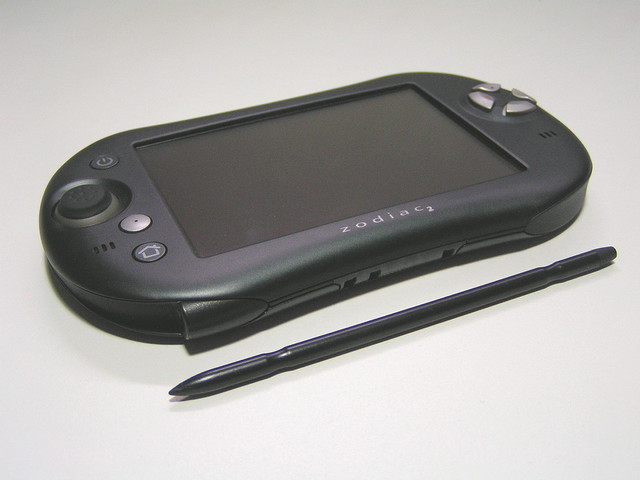
Tapware Zodiac da Tapware de 2003
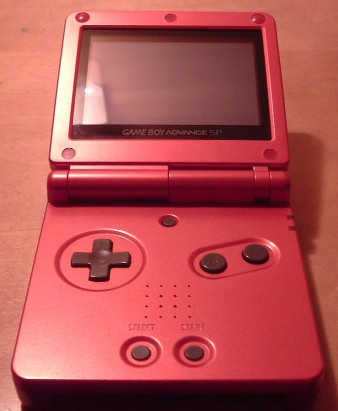
Game Boy Advence SP da Nintendo de 2003
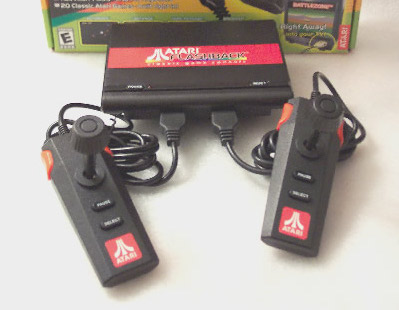
Atari Flashback da Atari de 2004
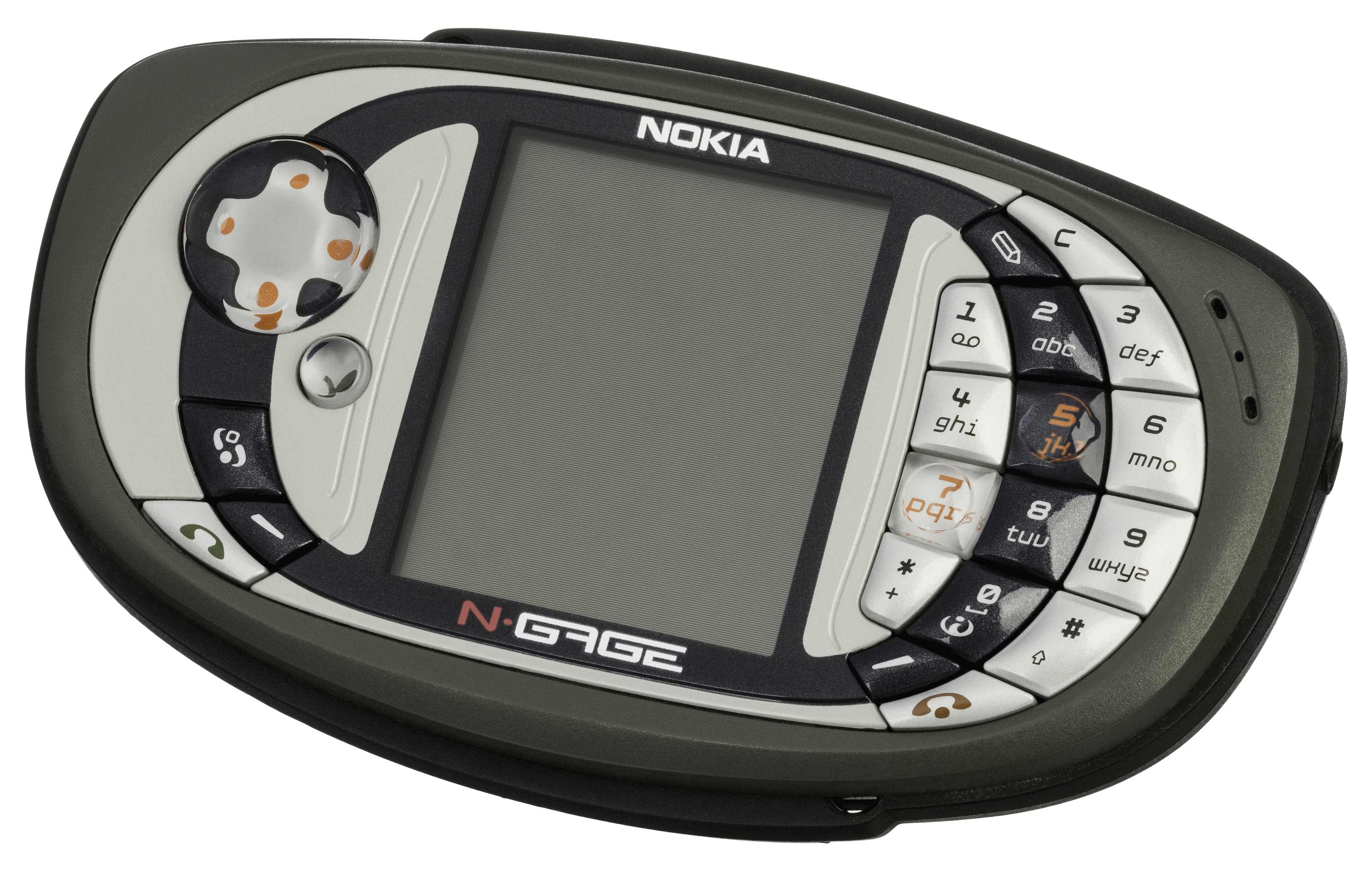
Nokia N-Gage da Nokia de 2004
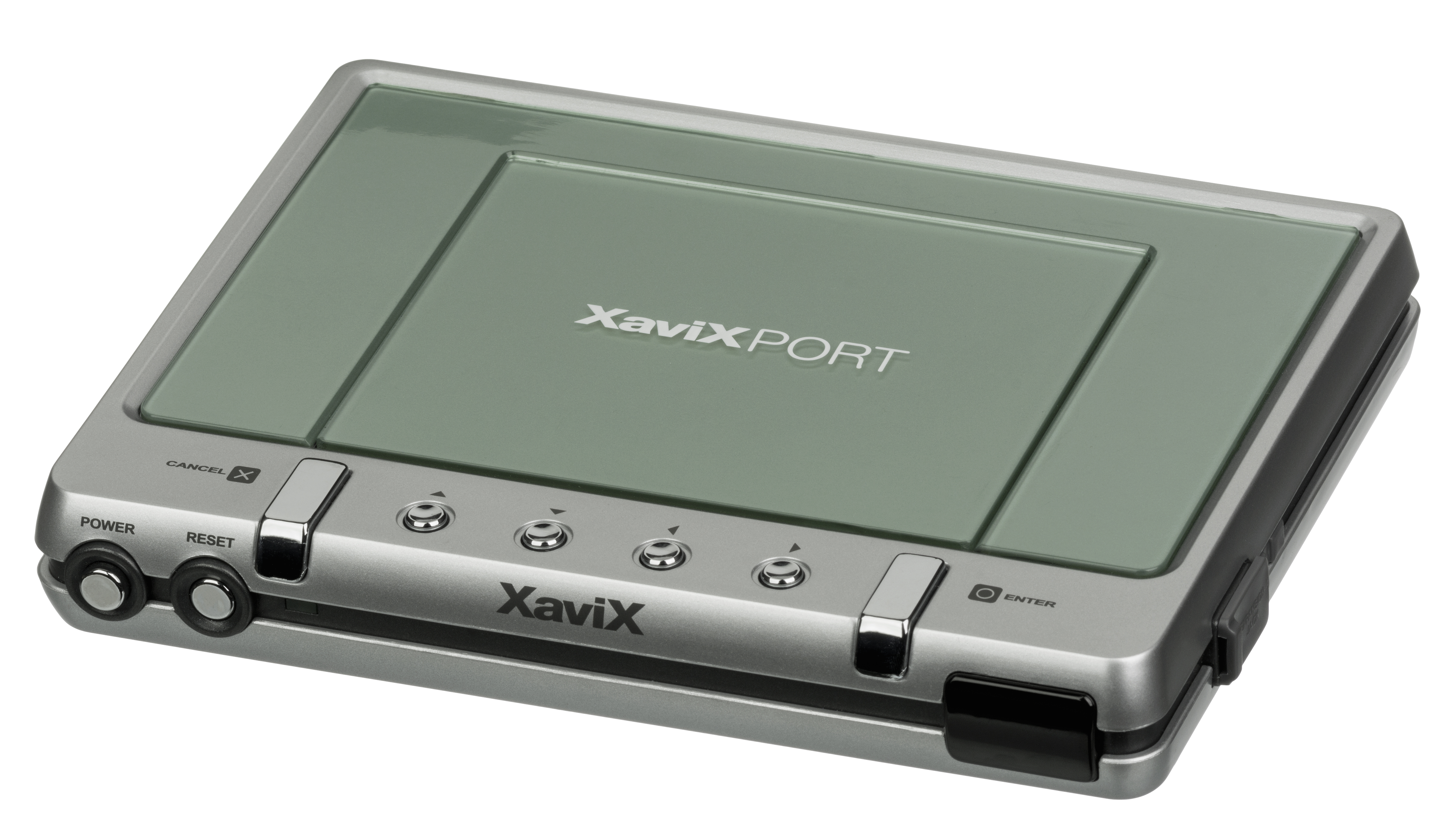
XaviXPort da XaviX de 2004
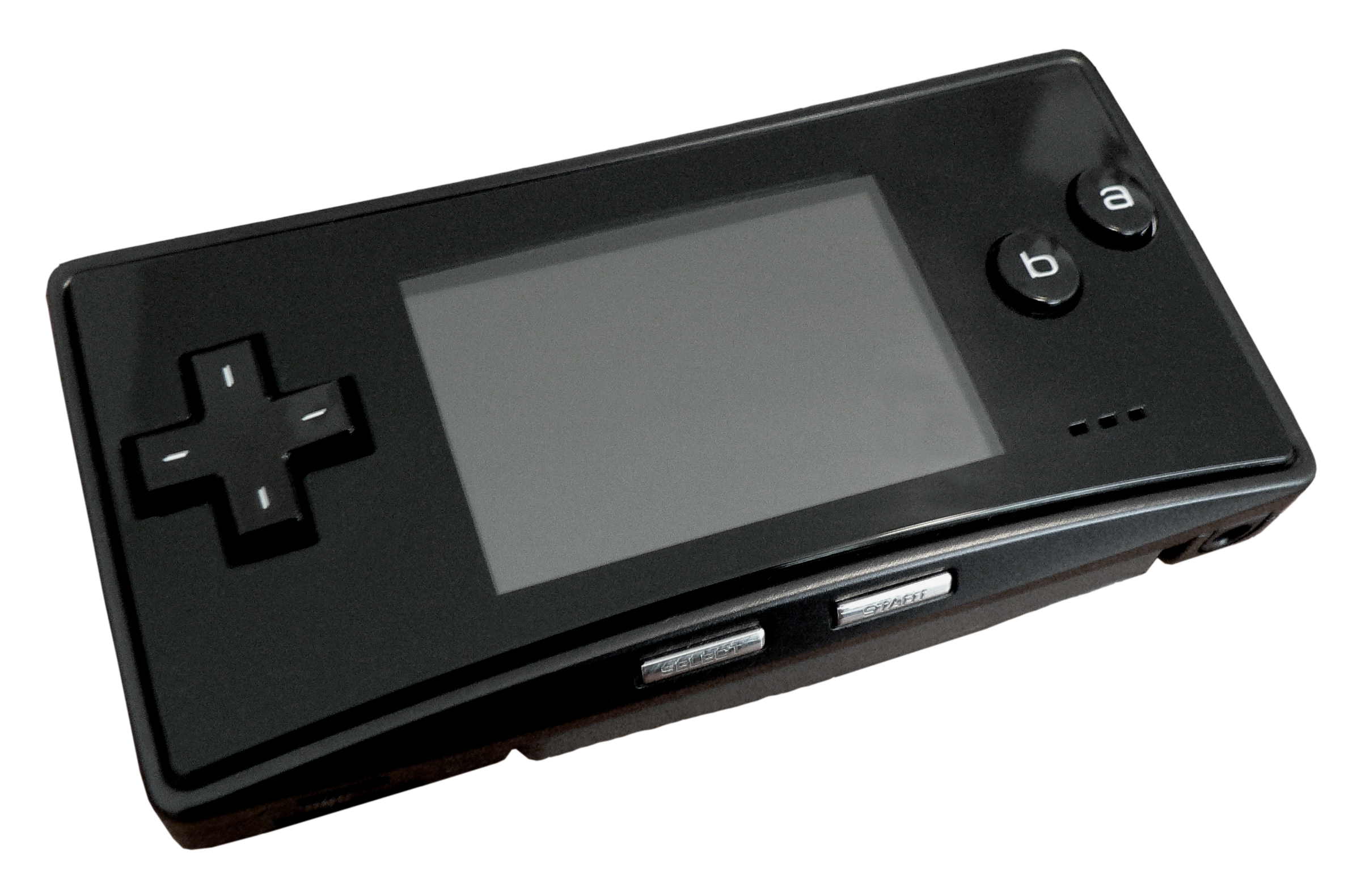
Game Boy Micro da Nintendo 2004

## Sétima geração(2004–2013)

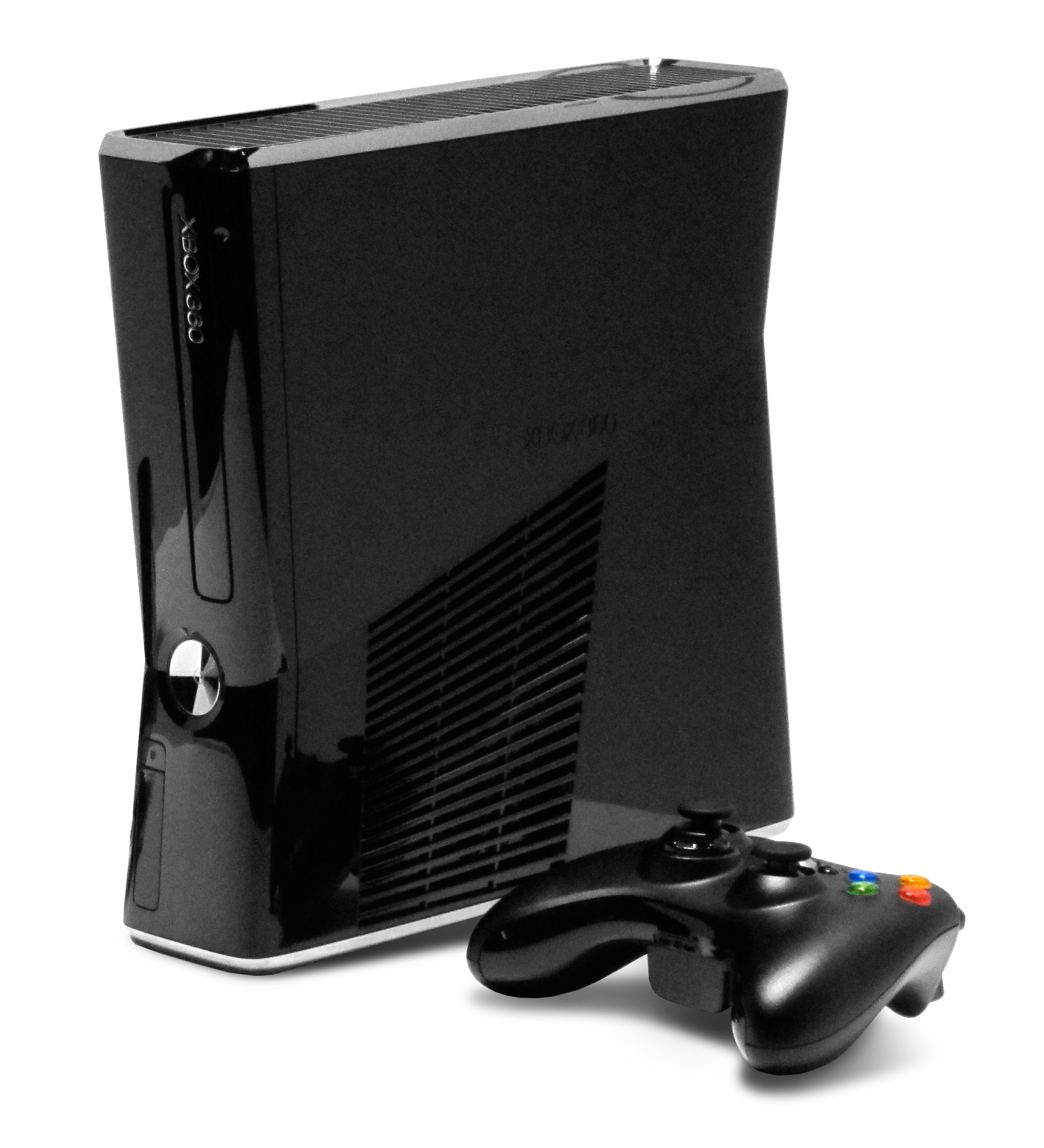
Xbox 360 em três versões

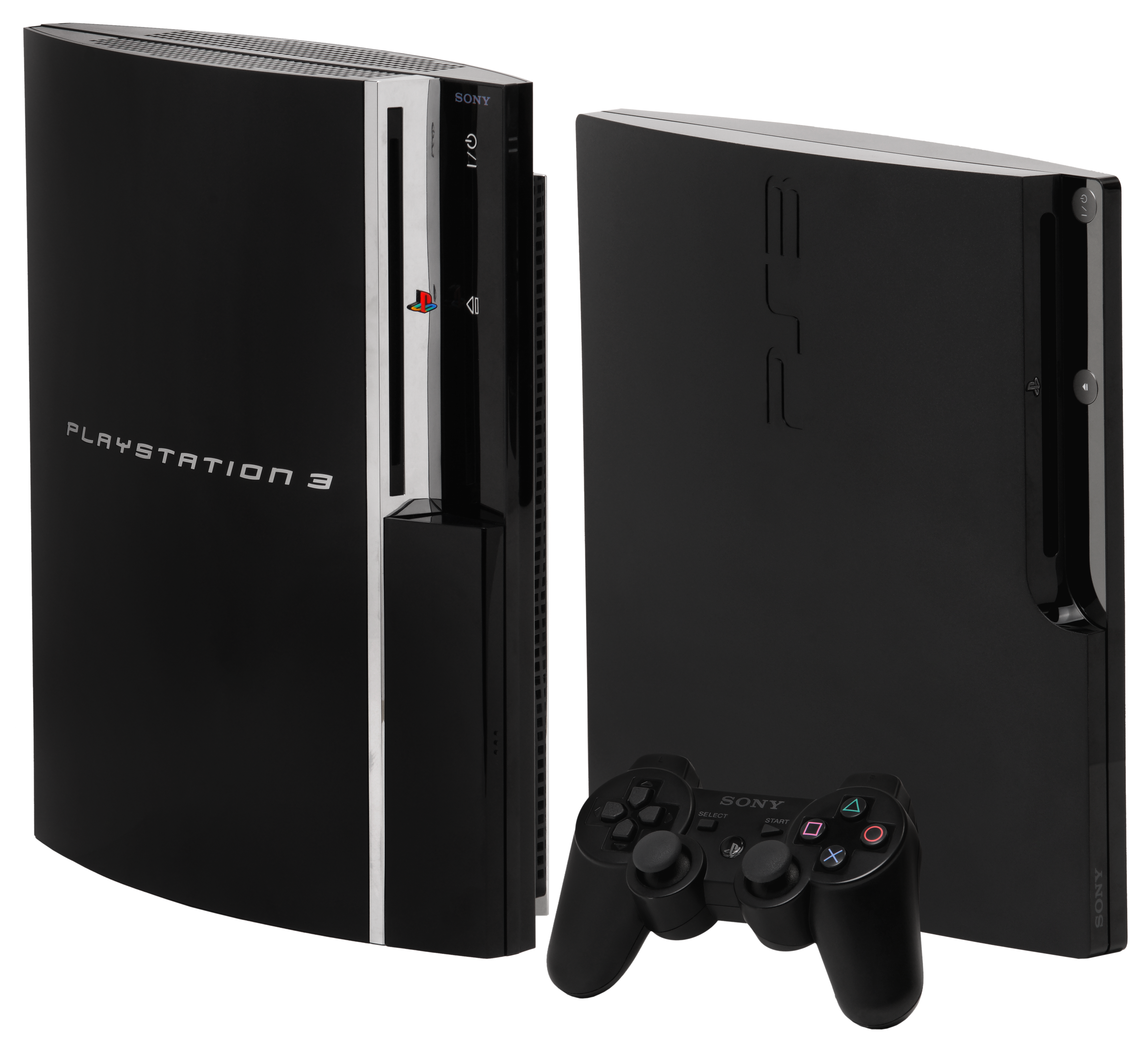
O PlayStation 3 em três versões.

| Console           | Fabricante              | Lançamento |
| ----------------- | ----------------------- | ---------- |
| Nintendo DS       | Nintendo                | 2004       |
| PSP               | Sony                    | 2004       |
| Gizmondo          | Tiger Telematics        | 2005       |
| Xbox 360          | Microsoft               | 2005       |
| Samsung SPH-G1000 | Samsung                 | 2005       |
| GP2X              | GamePark Holdings       | 2005       |
| HyperScan         | Mattel                  | 2006       |
| PlayStation 3     | Sony                    | 2006       |
| Wii               | Nintendo                | 2006       |
| Vii               | Jungle Soft, Chintendo  | 2007       |
| Nintendo DSi      | Nintendo                | 2008       |
| GP2X Wiz          | GamePark Holdings       | 2009       |
| Dingoo            | Shenzhen Dingoo Digital | 2009       |
| Zeebo             | Tectoy/Qualcomm         | 2009       |
| OnLive            | OnLive                  | 2009       |
| Pandora           | OpenPandora             | 2009       |

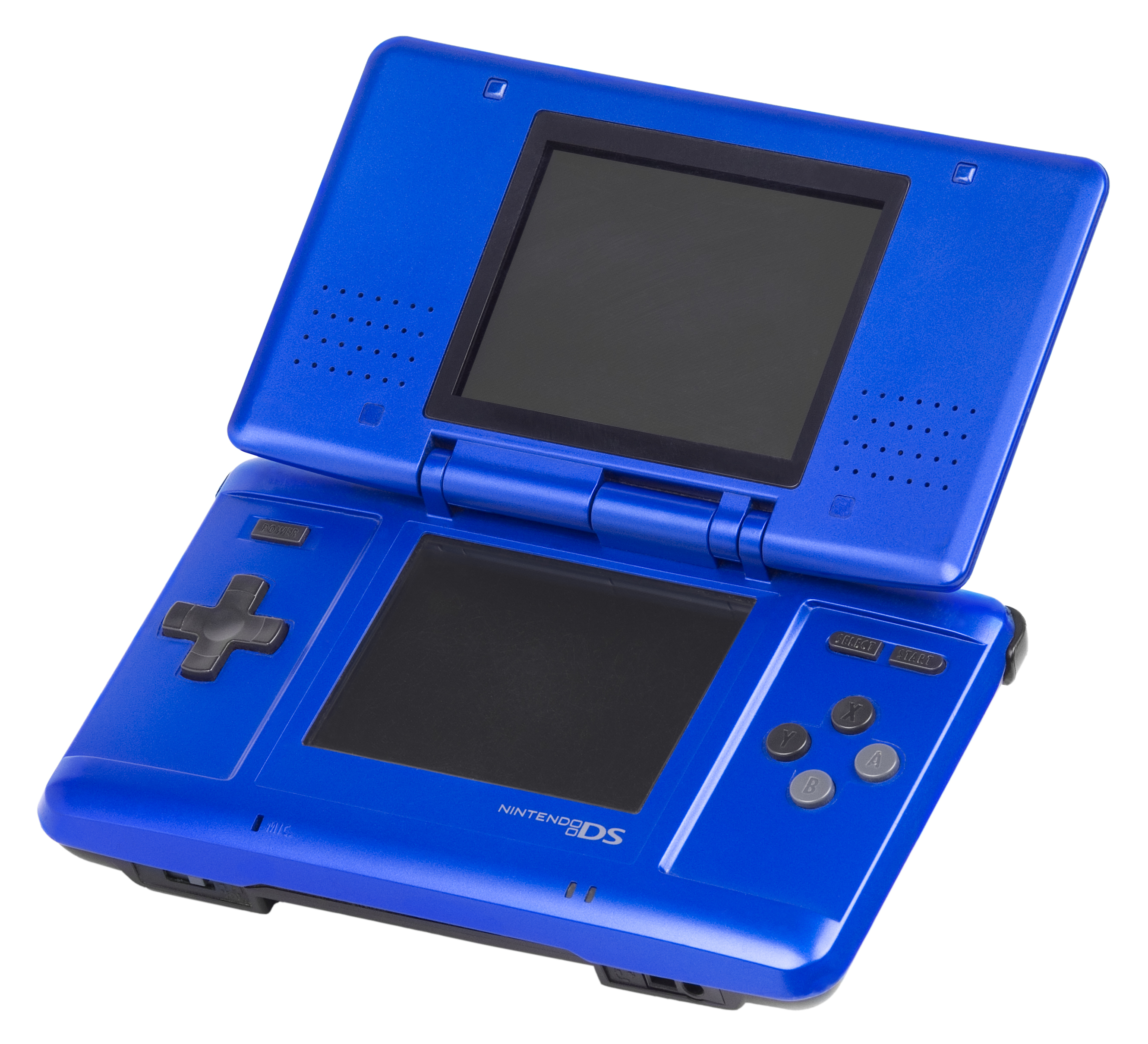
Nintendo DS da Nintendo de 2004
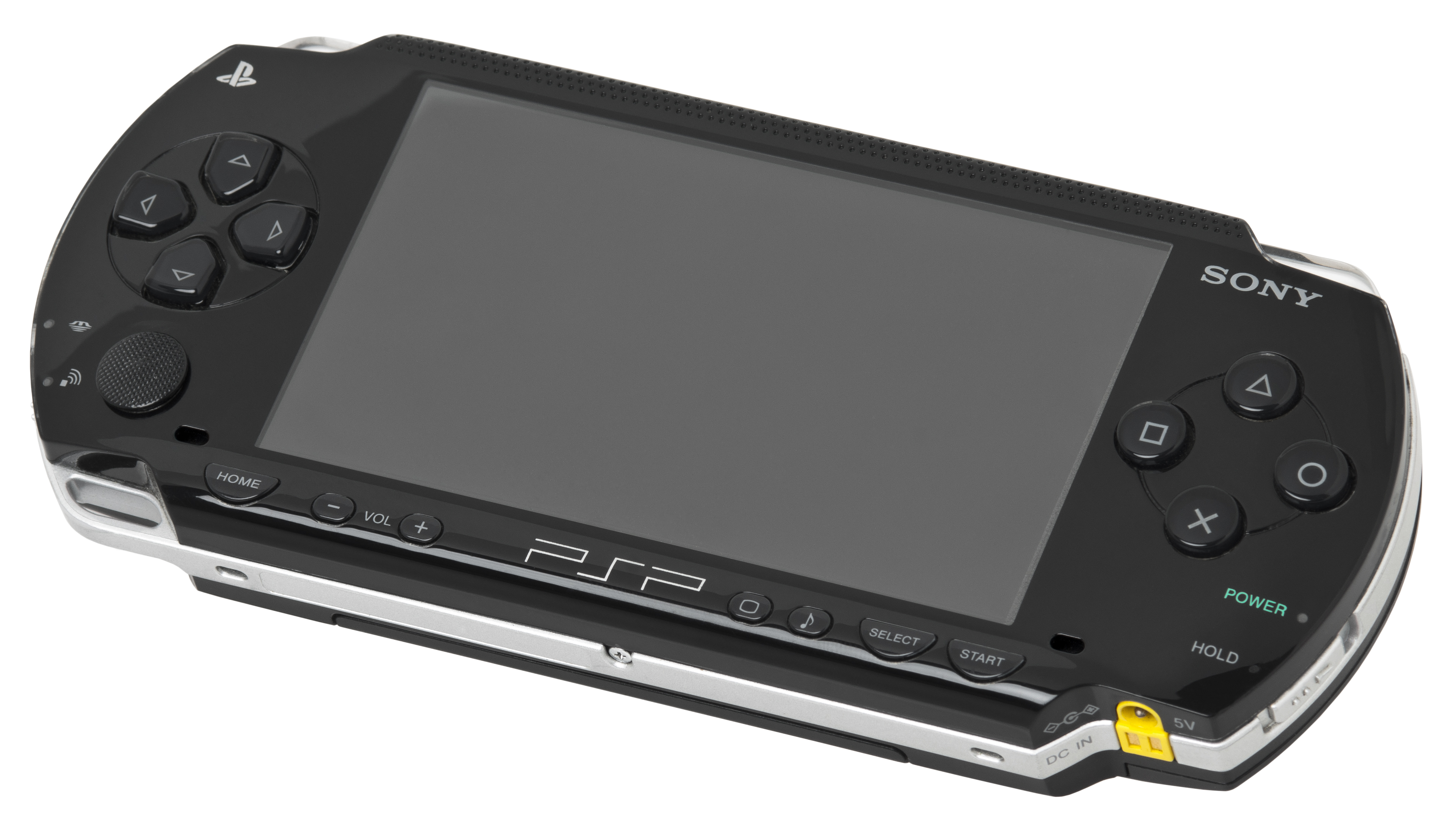
PSP 1000 da Sony de 2004
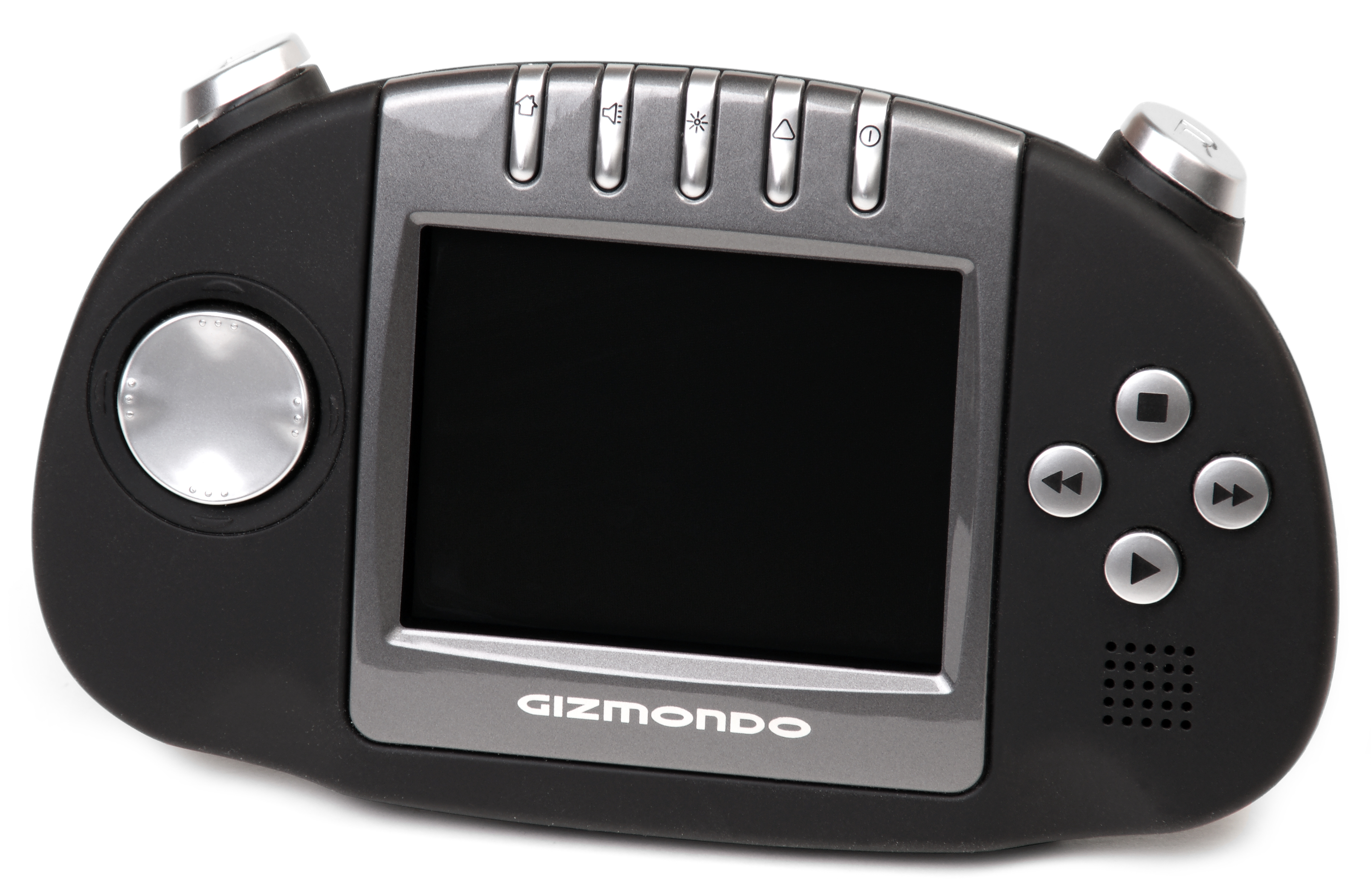
Gizmondo da Tiger Telematics de 2005
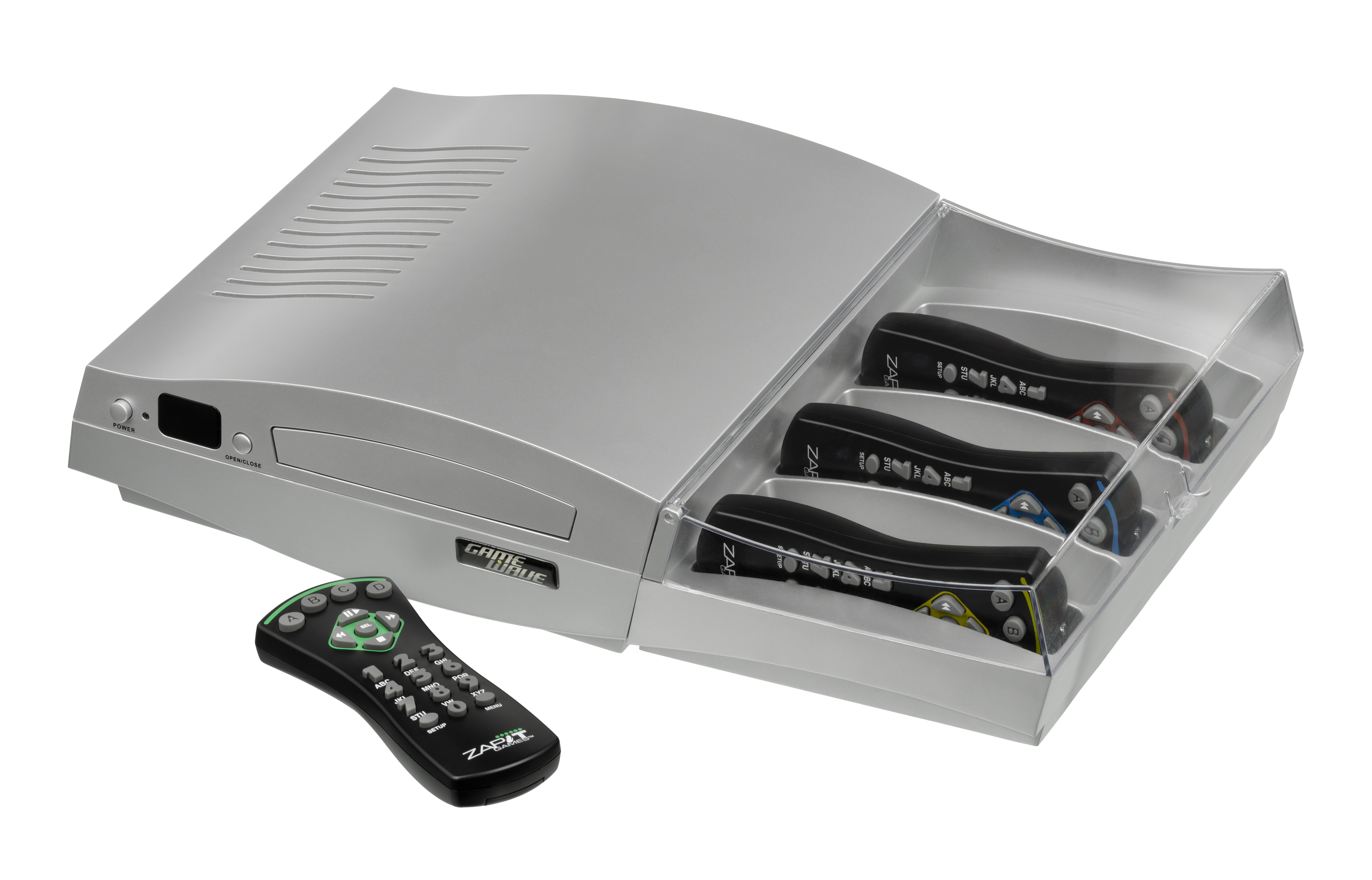
Game Wave da ZAPiT Games de 2005
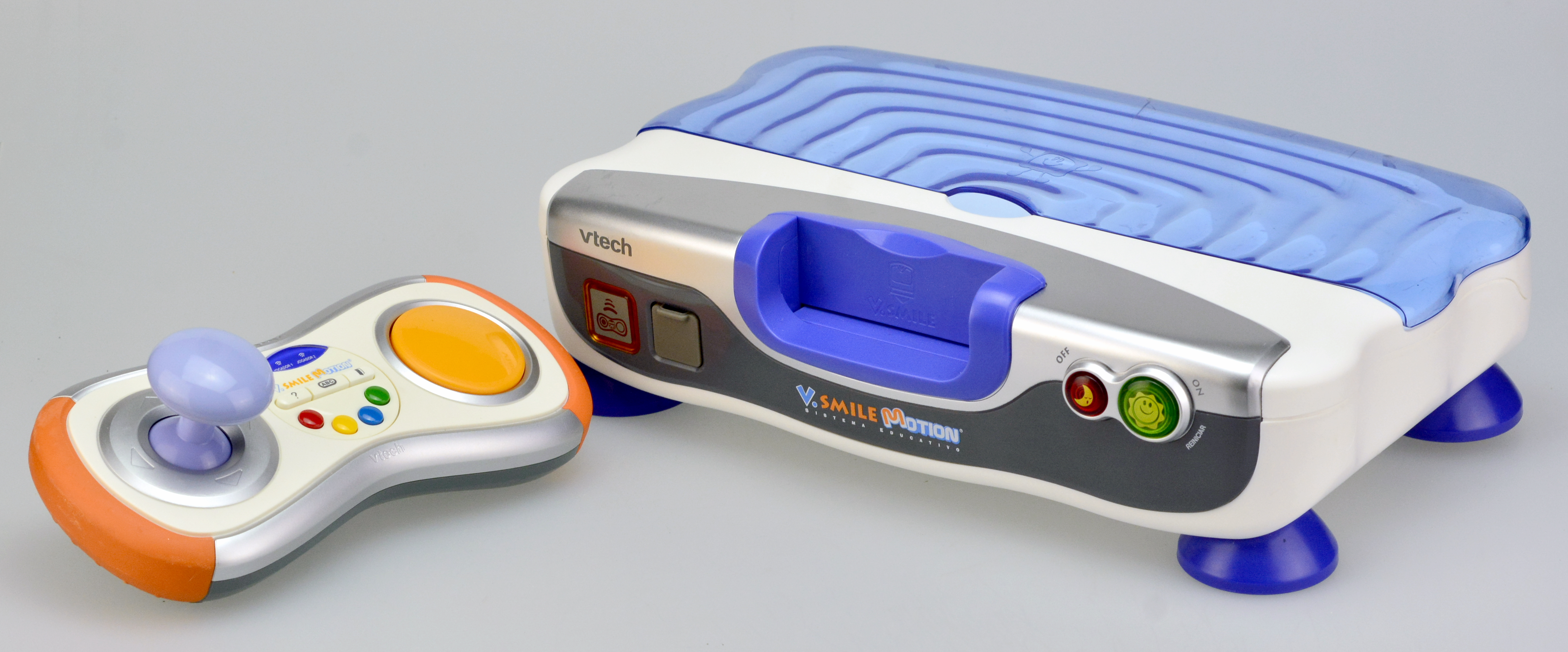
V.Smile da VTech de 2005
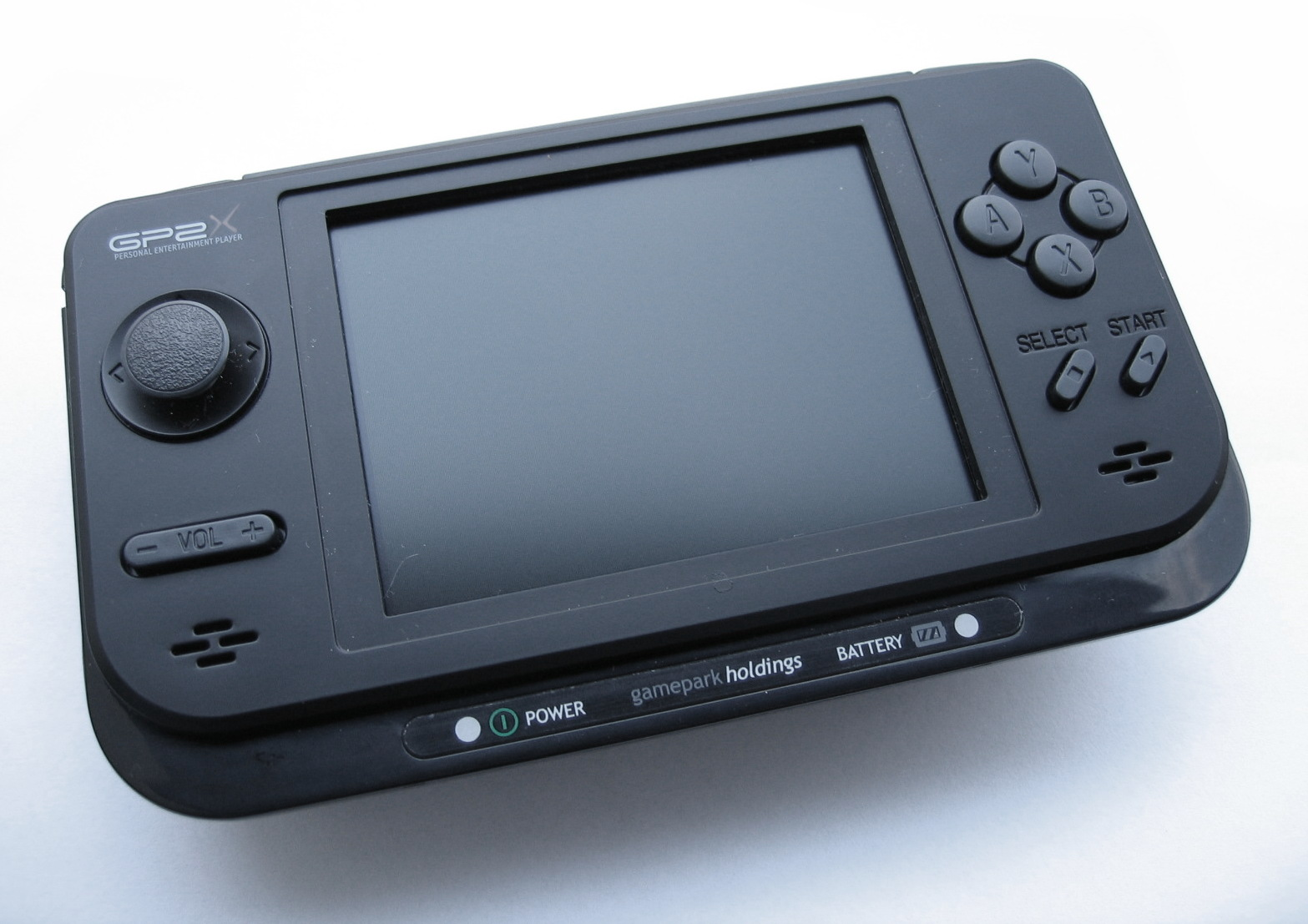
GP2X da GamePark Holdings de 2005
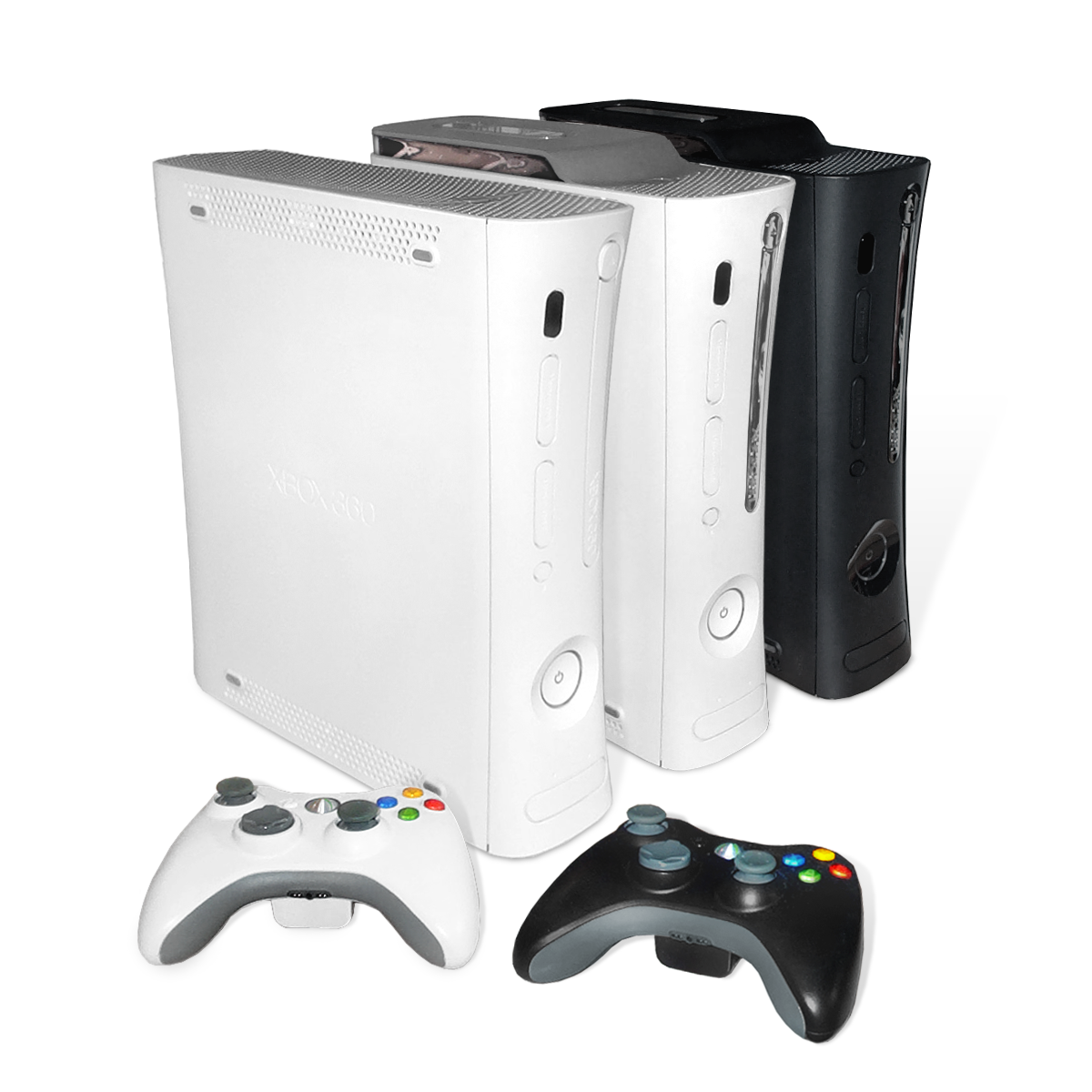
Xbox 360 (Três versões) da Microsft de 2005
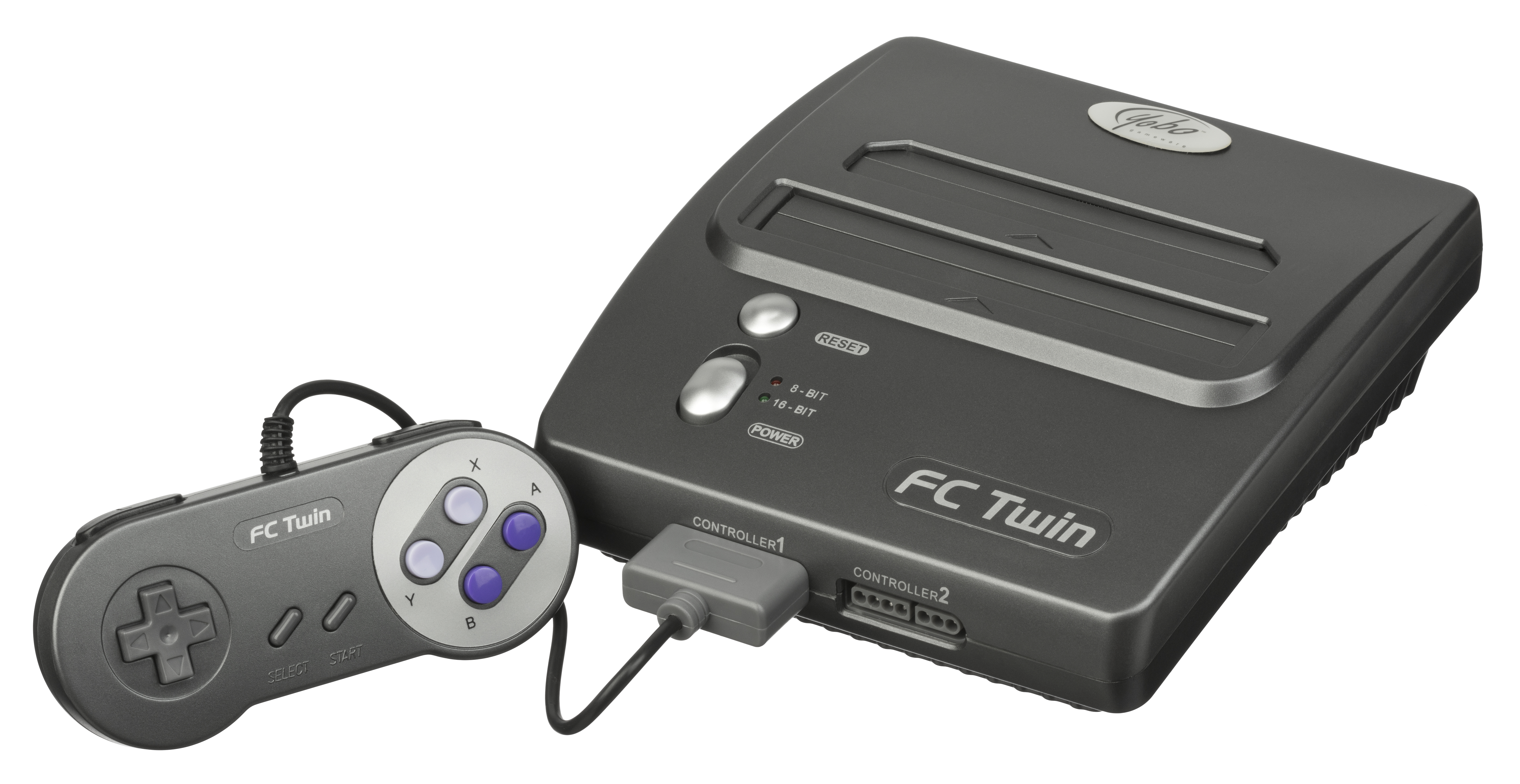
FC Twin da Yobo de 2006
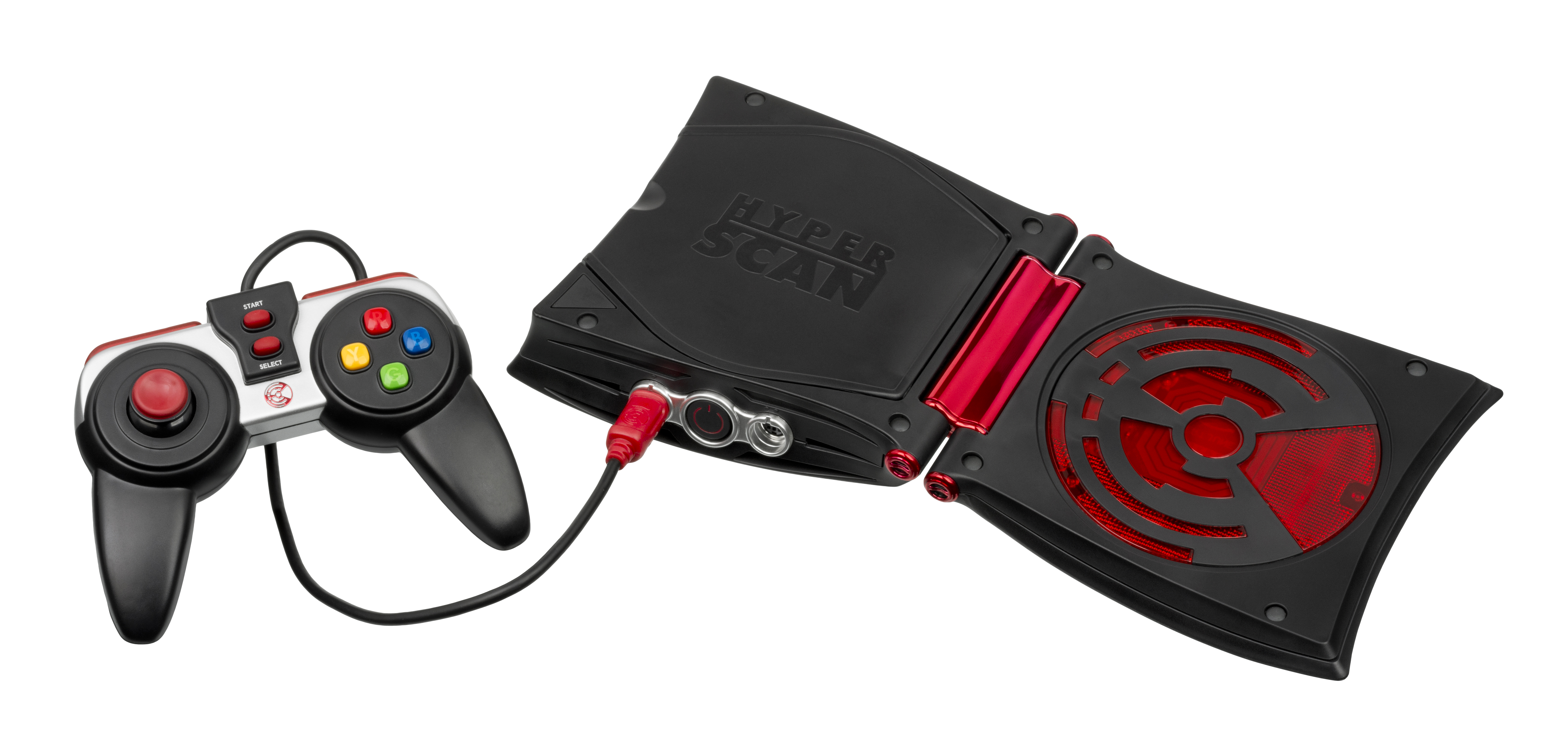
HyperScan da Mattel de 2006
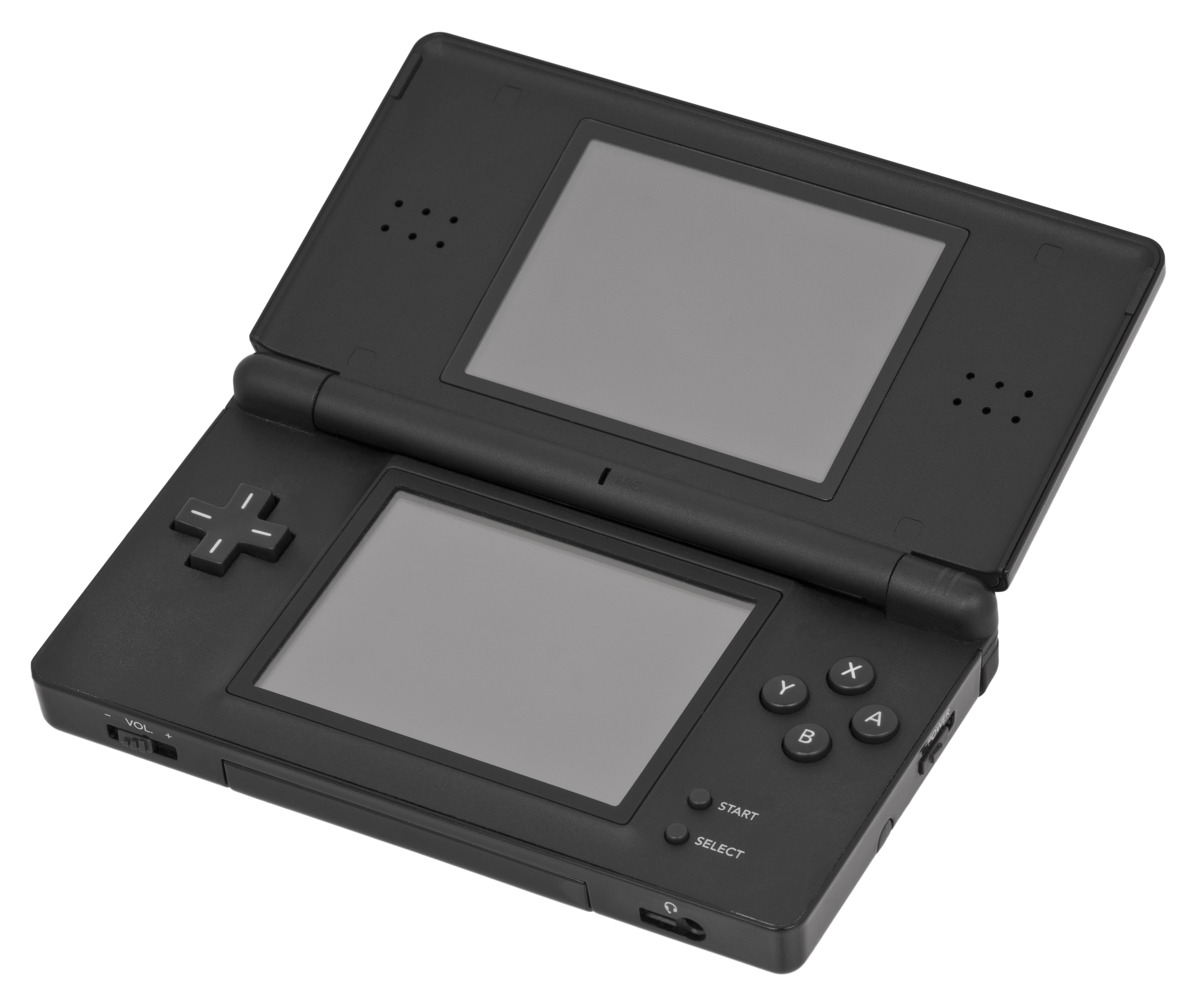
Nintendo DS Lite da Nintendo de 2006
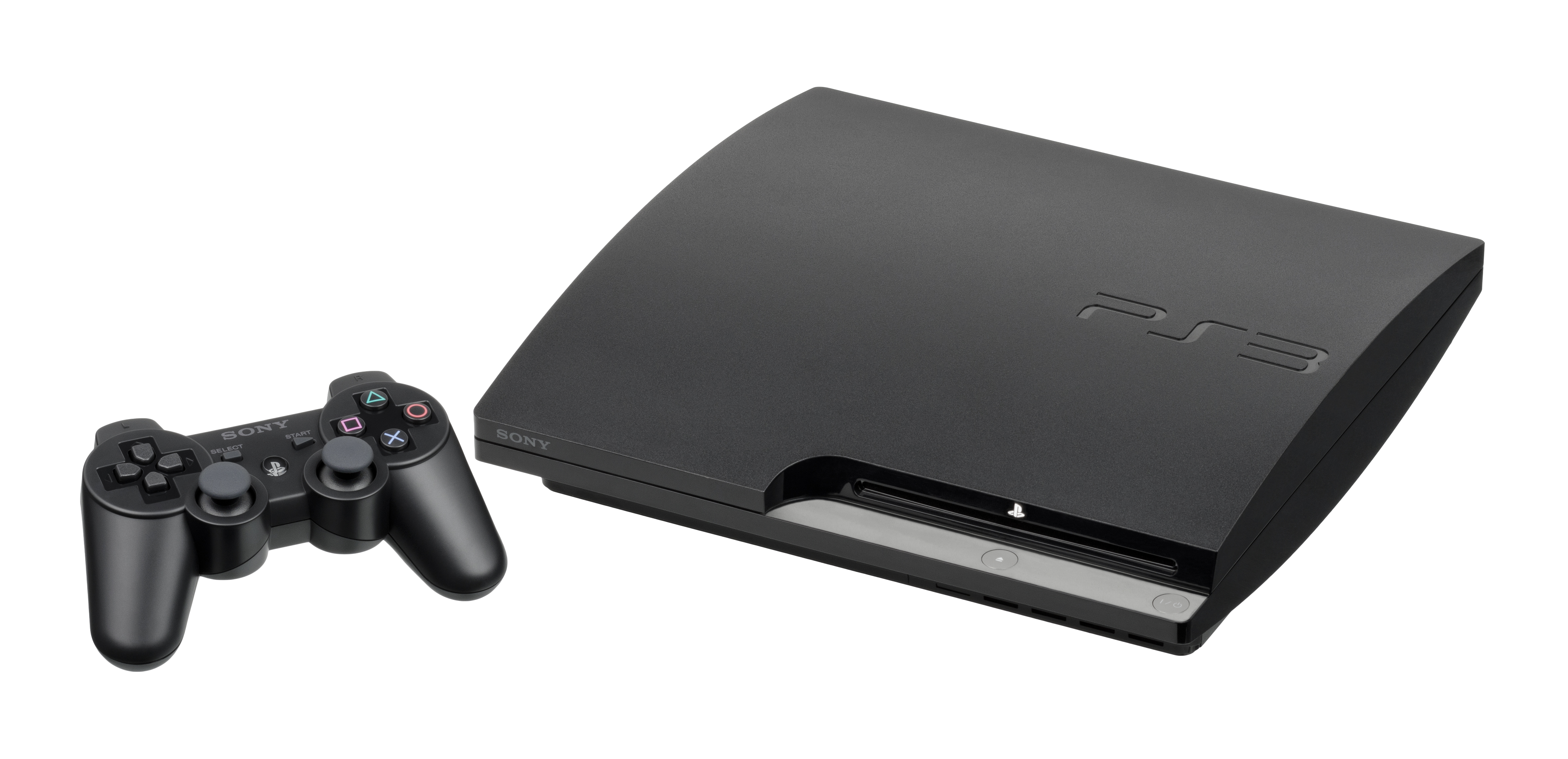
PlayStation 3 (PS3) da Sony de 2006
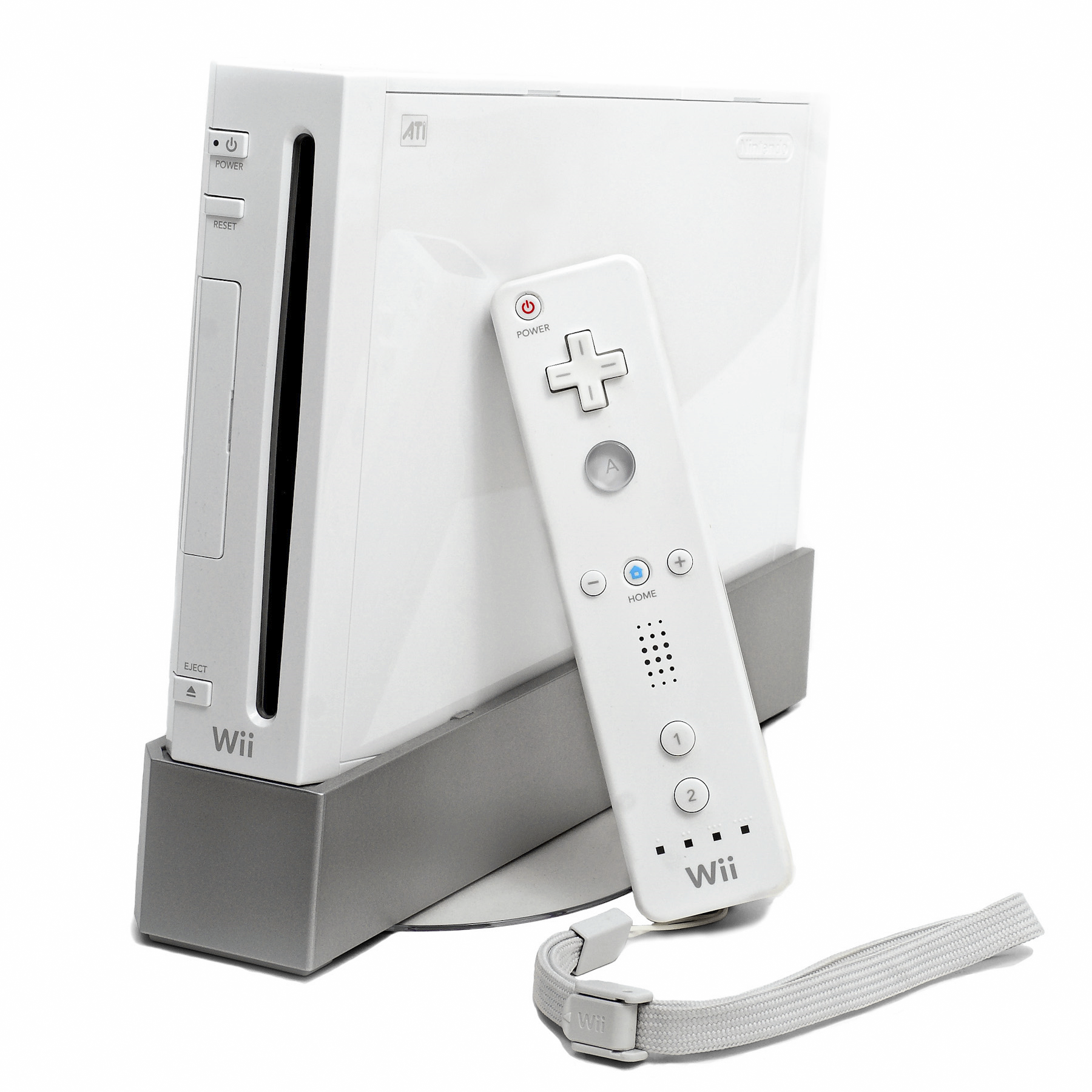
Nintendo Wii da Nintendo de 2006
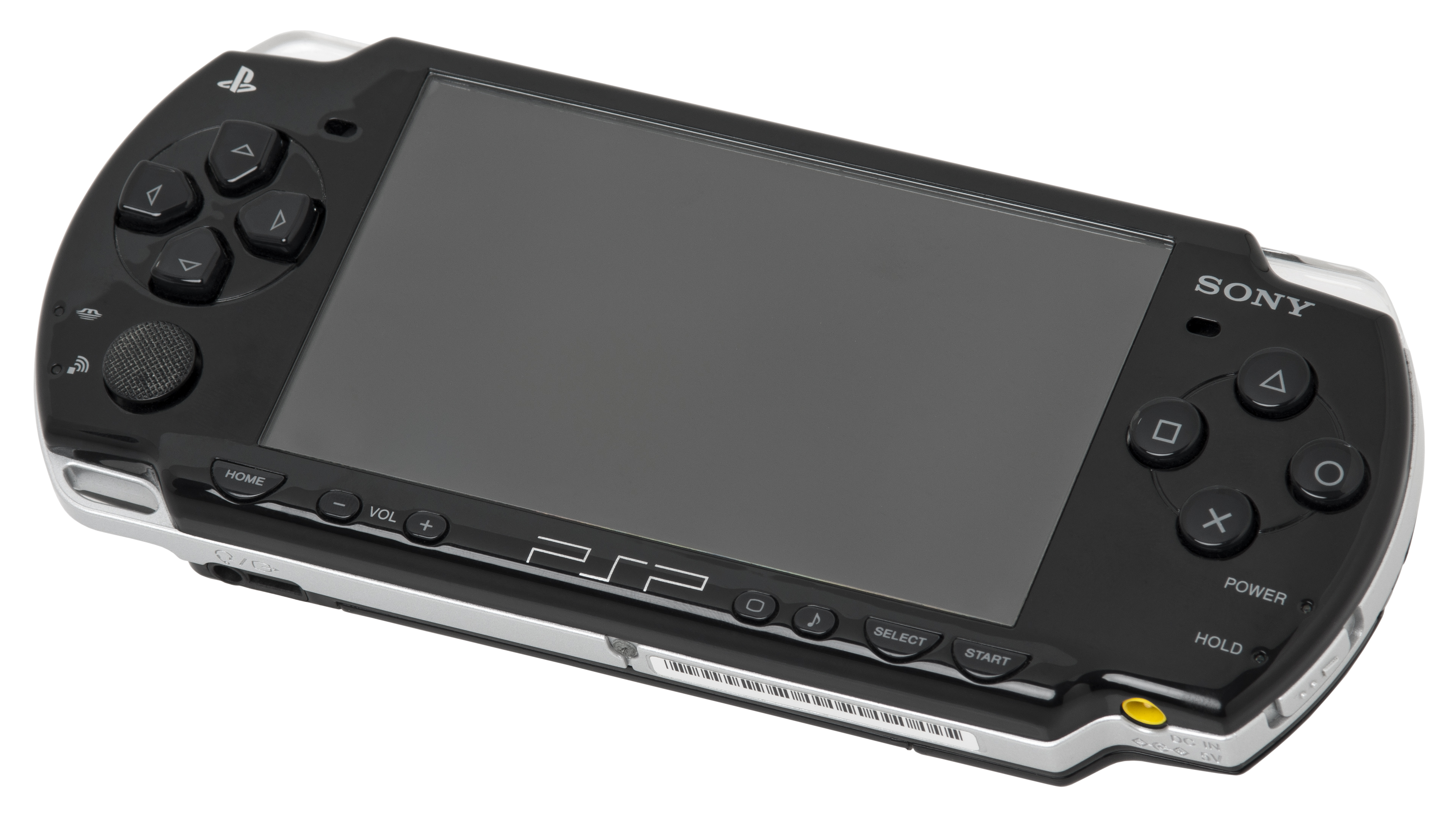
PSP 2000 da Sony de 2007
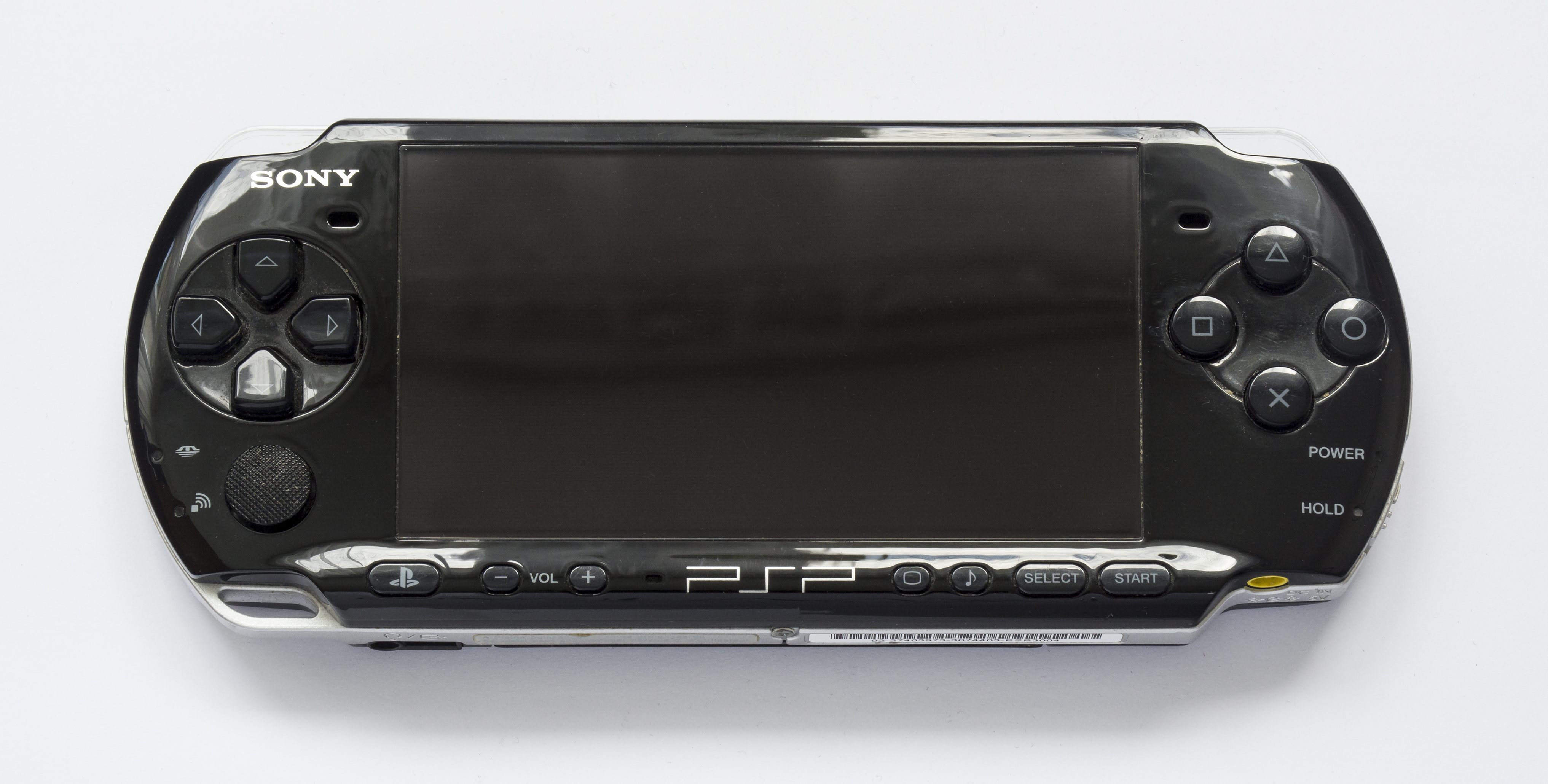
PSP 3000 da Sony de 2007
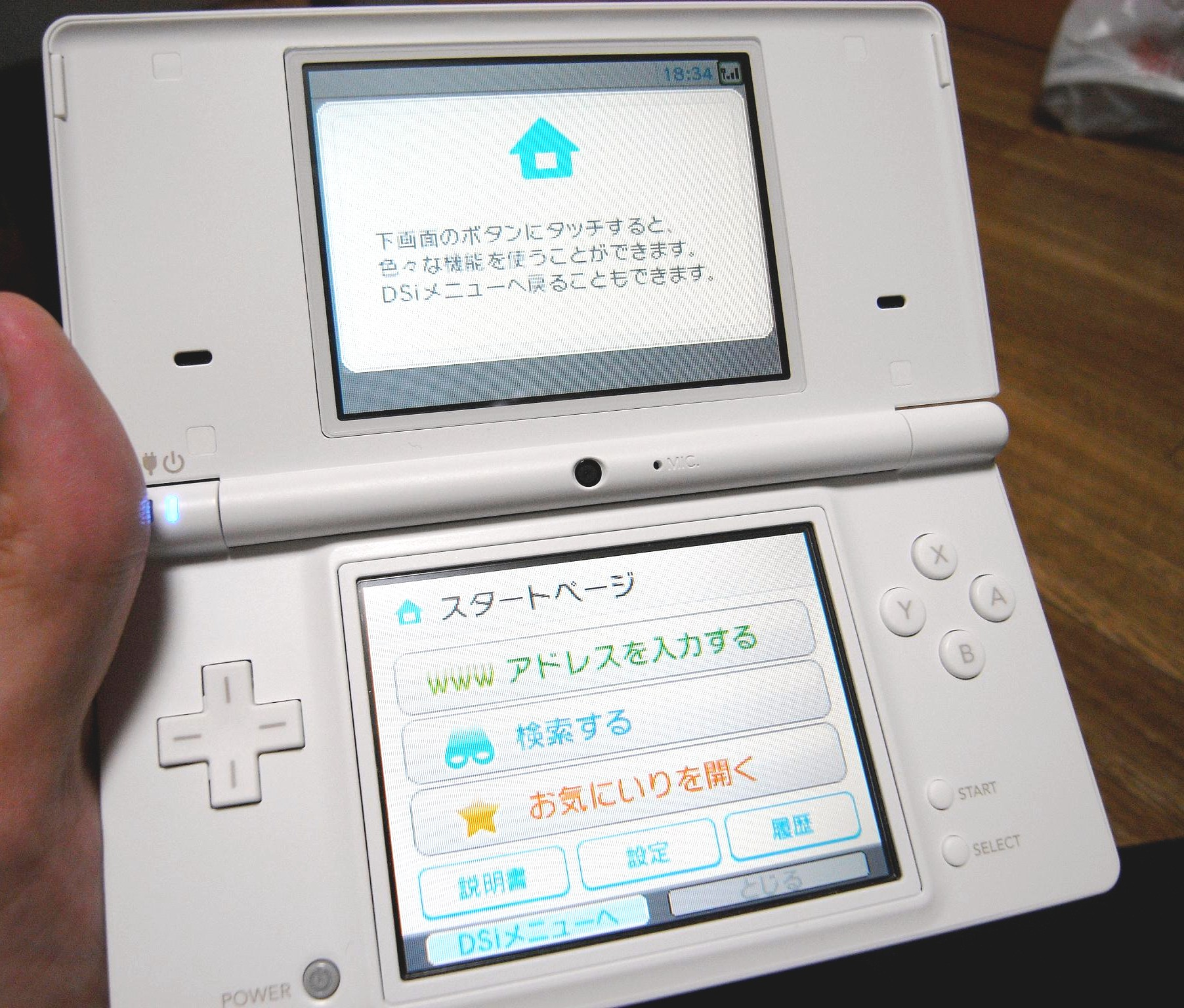
Nintendo DSI da Nintendo de 2008
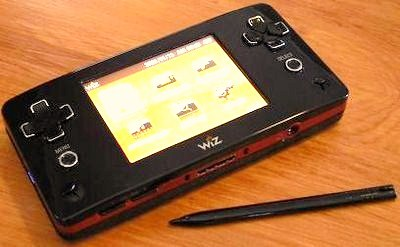
GP2X WIZ da GamePark Holdings de 2009
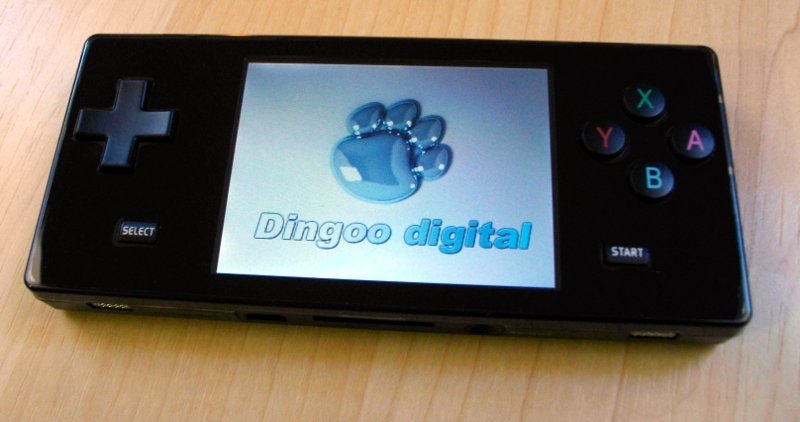
Dingoo da Shenzhen Dingoo Digital de 2009
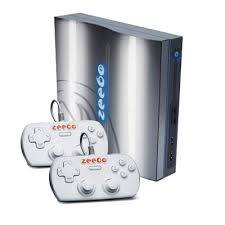
Zeebo da Tectoy/Qualcomm de 2009
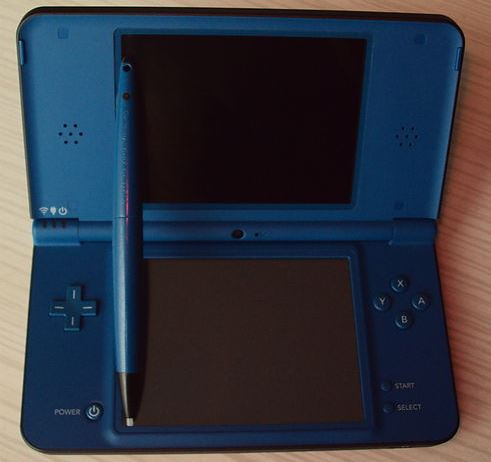
Nintendo DSI XL da Nintendo de 2009
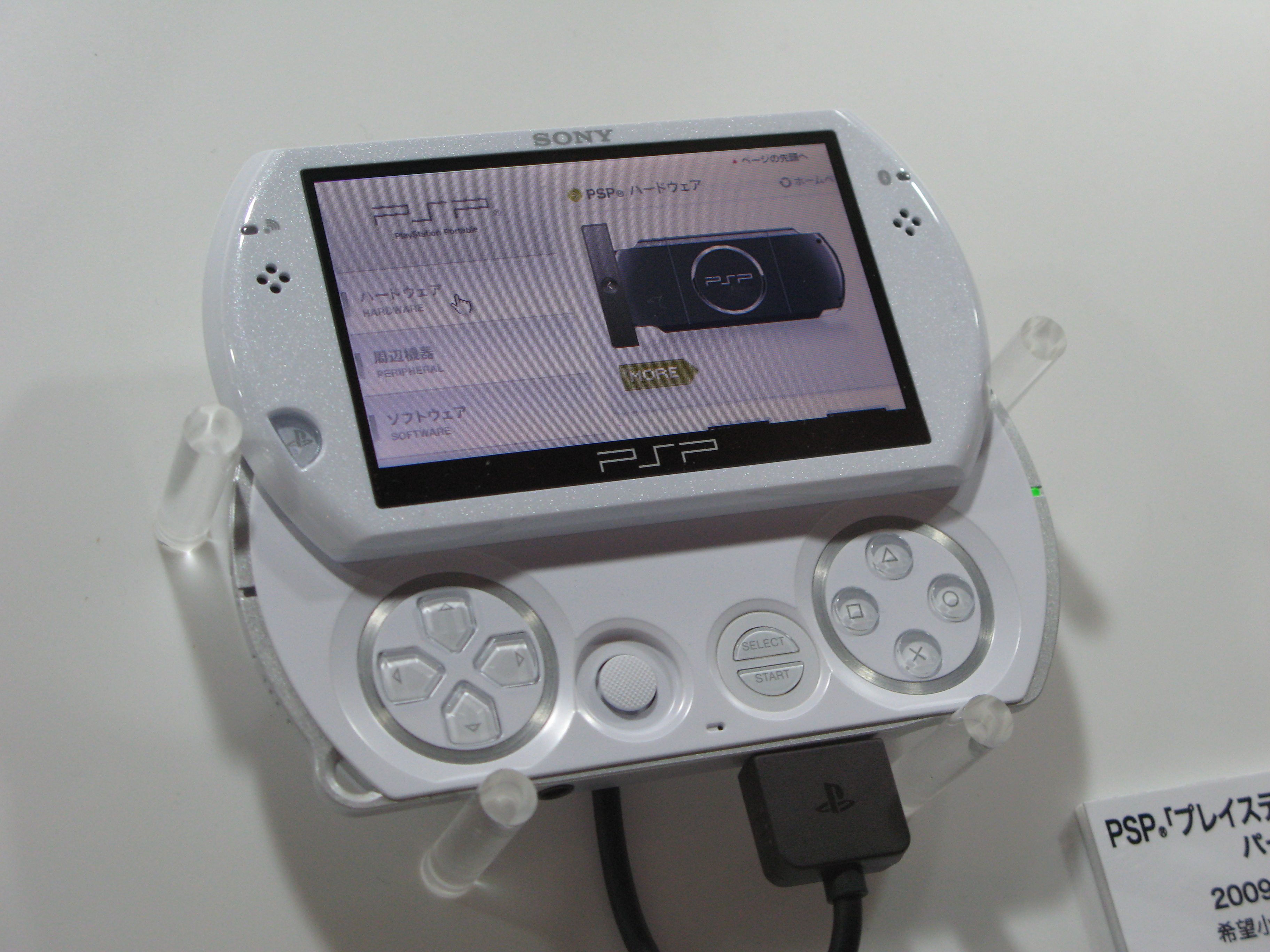
PSP Go da Sony de 2009
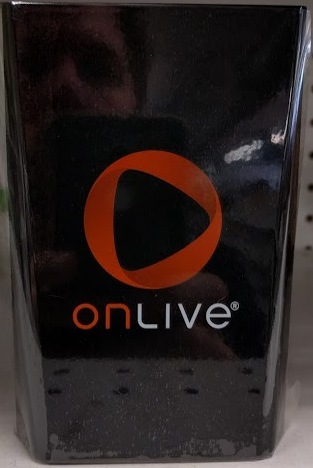
OnLive da OnLive de 2009
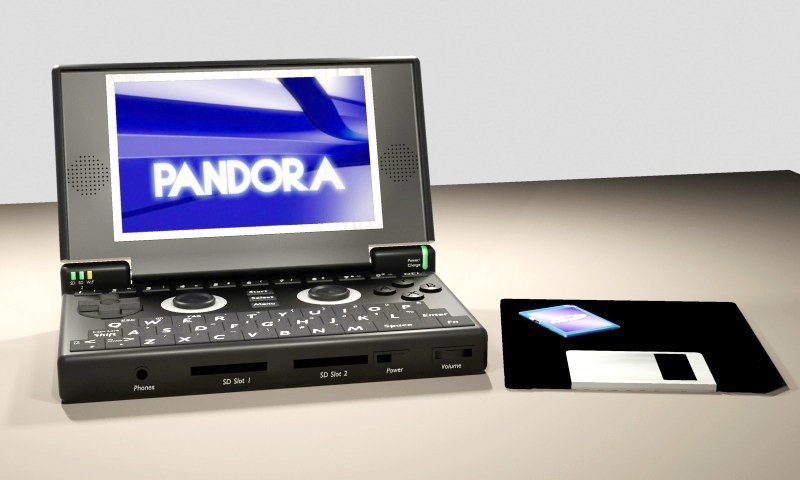
Pandora da OpenPandora de 2009

## Oitava geração(2011–2021)
| Console                | Fabricante      | Lançamento |
| ---------------------- | --------------- | ---------- |
| Nintendo 3DS           | Nintendo        | 2011       |
| Xperia Play            | Sony            | 2011       |
| PlayStation Vita       | Sony            | 2011       |
| Nintendo Wii U         | Nintendo        | 2012       |
| Neo Geo X              | SNK Playmore    | 2012       |
| Ouya                   | Ouya Inc.       | 2013       |
| Nvidia Shield Portable | Nvidia          | 2013       |
| PlayStation 4          | Sony            | 2013       |
| Xbox One               | Microsoft       | 2013       |
| PlayStation TV         | Sony            | 2013       |
| New Nintendo 3DS       | Nintendo        | 2014       |
| Fire TV Gaming Edition | Amazon          | 2015       |
| Nvidia Shield TV       | Nvidia          | 2015       |
| Razer Forge TV         | Razer           | 2015       |
| Steam Machine          | Valve           | 2015       |
| GPD Win                | GPD Corporation | 2016       |
| Nintendo Switch        | Nintendo        | 2017       |
| GPD Win 2              | GPD Corporation | 2018       |
| Nintendo Switch Lite   | Nintendo        | 2019       |
| Nintendo Switch Oled   | Nintendo        | 2021       |

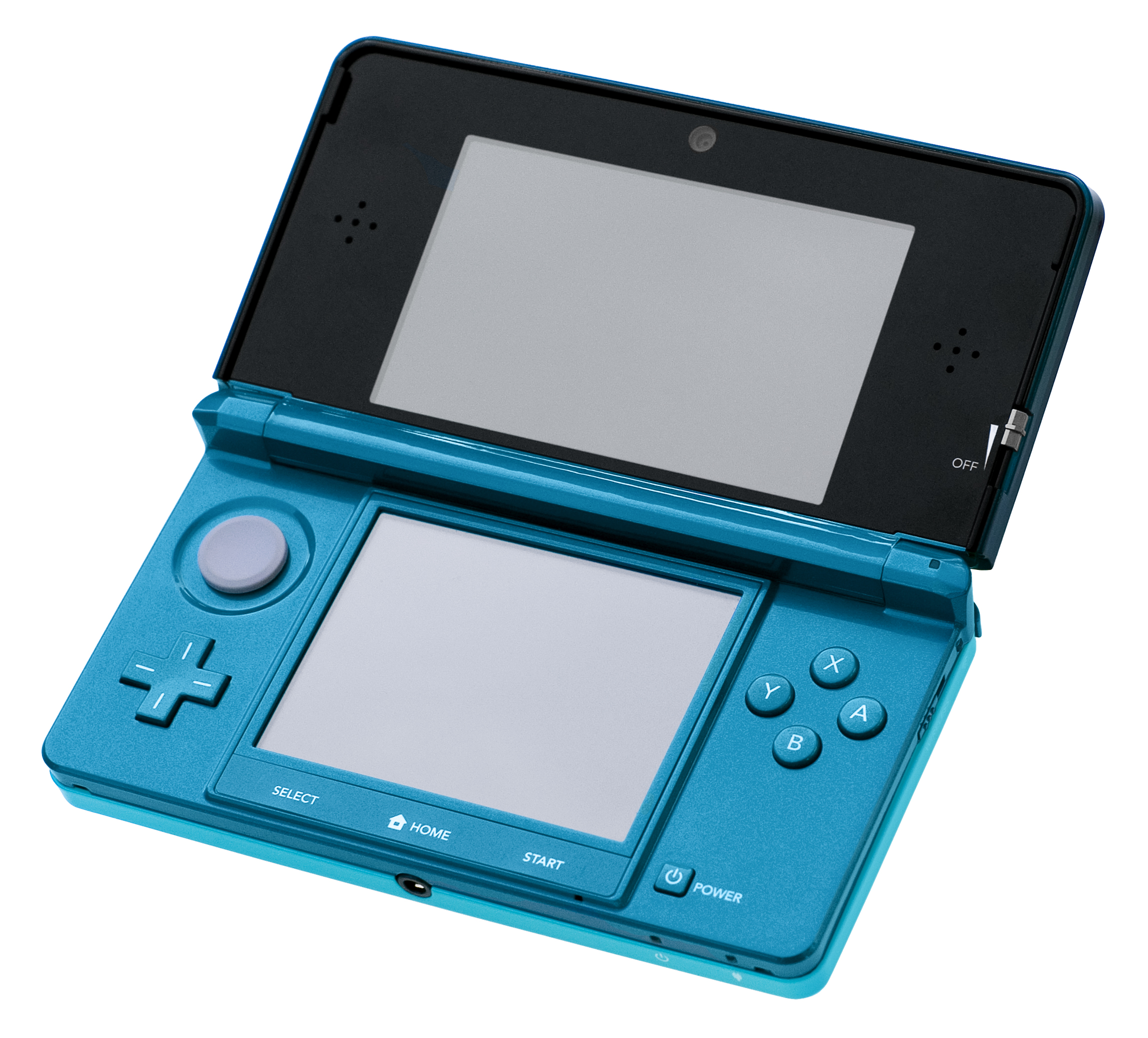
Nintendo 3DS da Nintendo de 2011
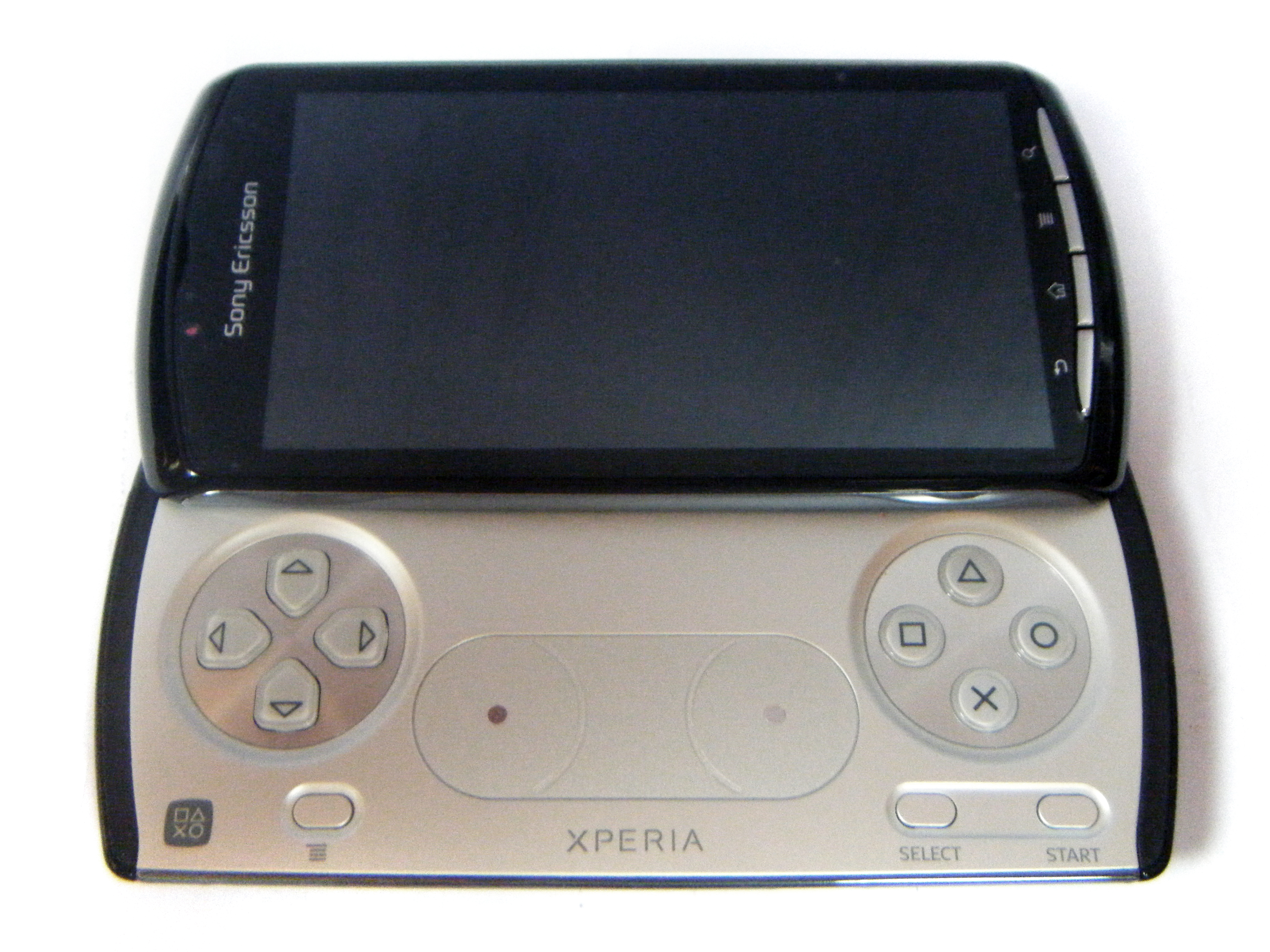
Xperia Play da Sony de 2011
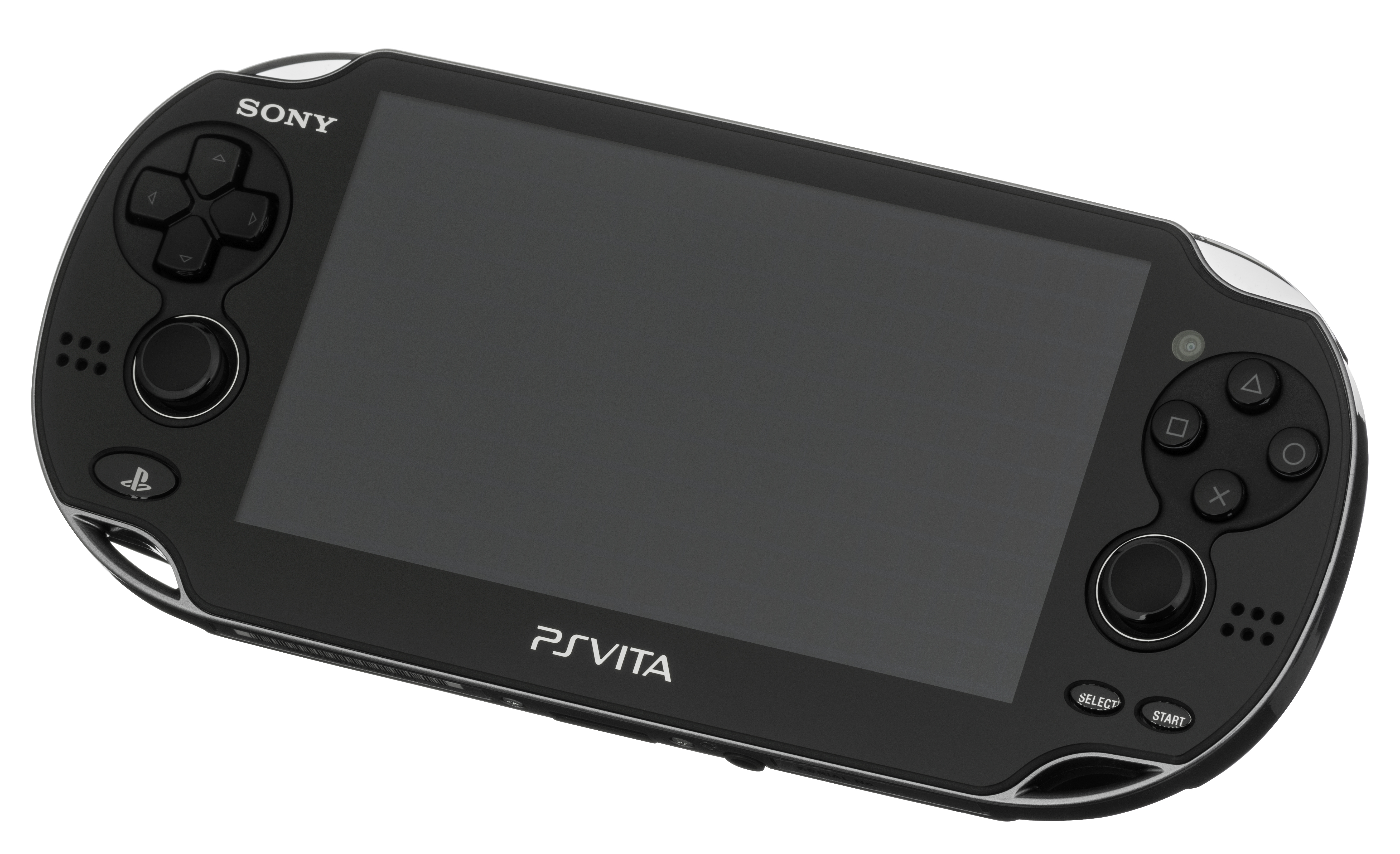
PlayStation Vita da Sony de 2011
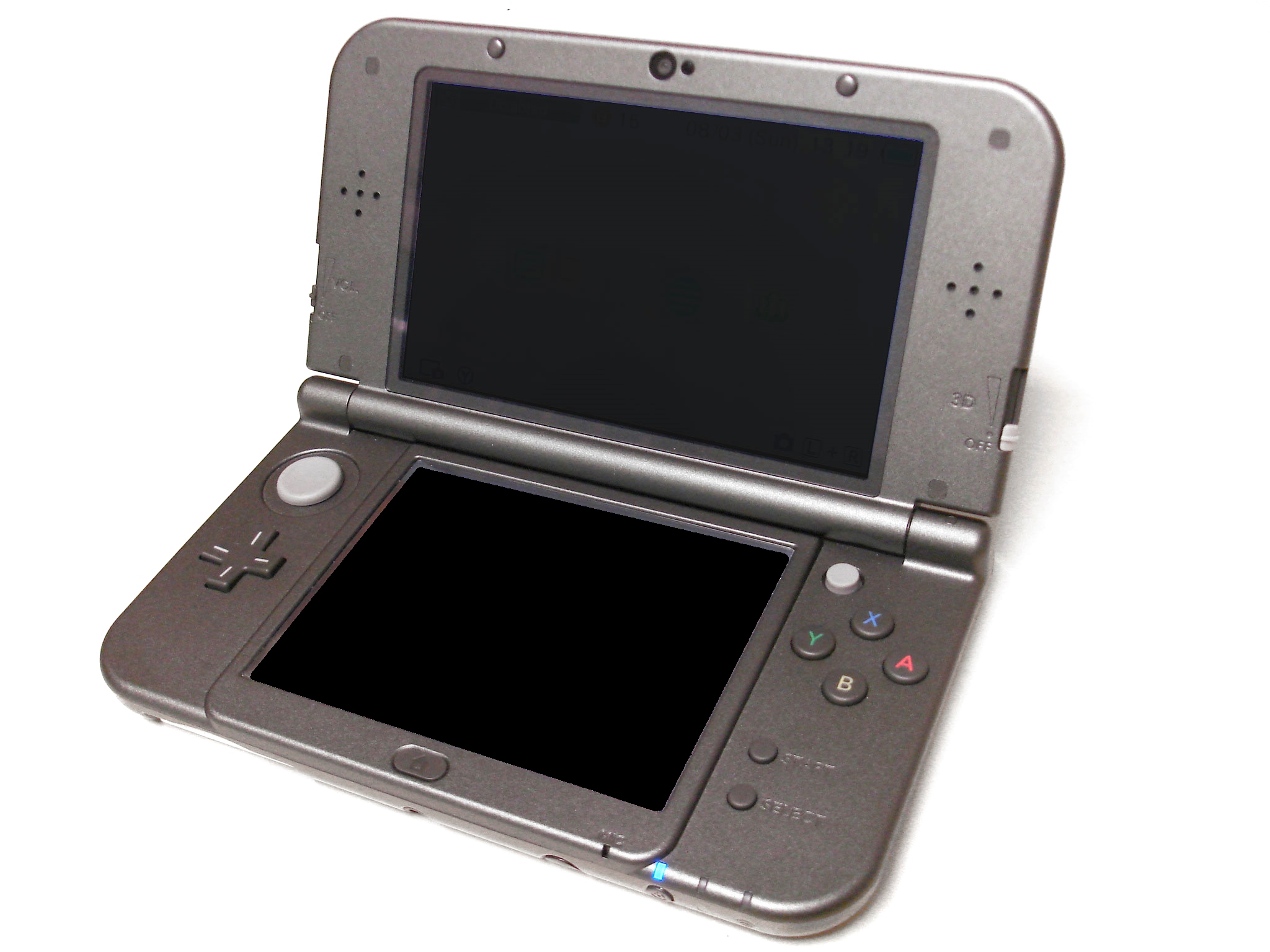
Nintendo 3DS XL da Nintendo de 2012
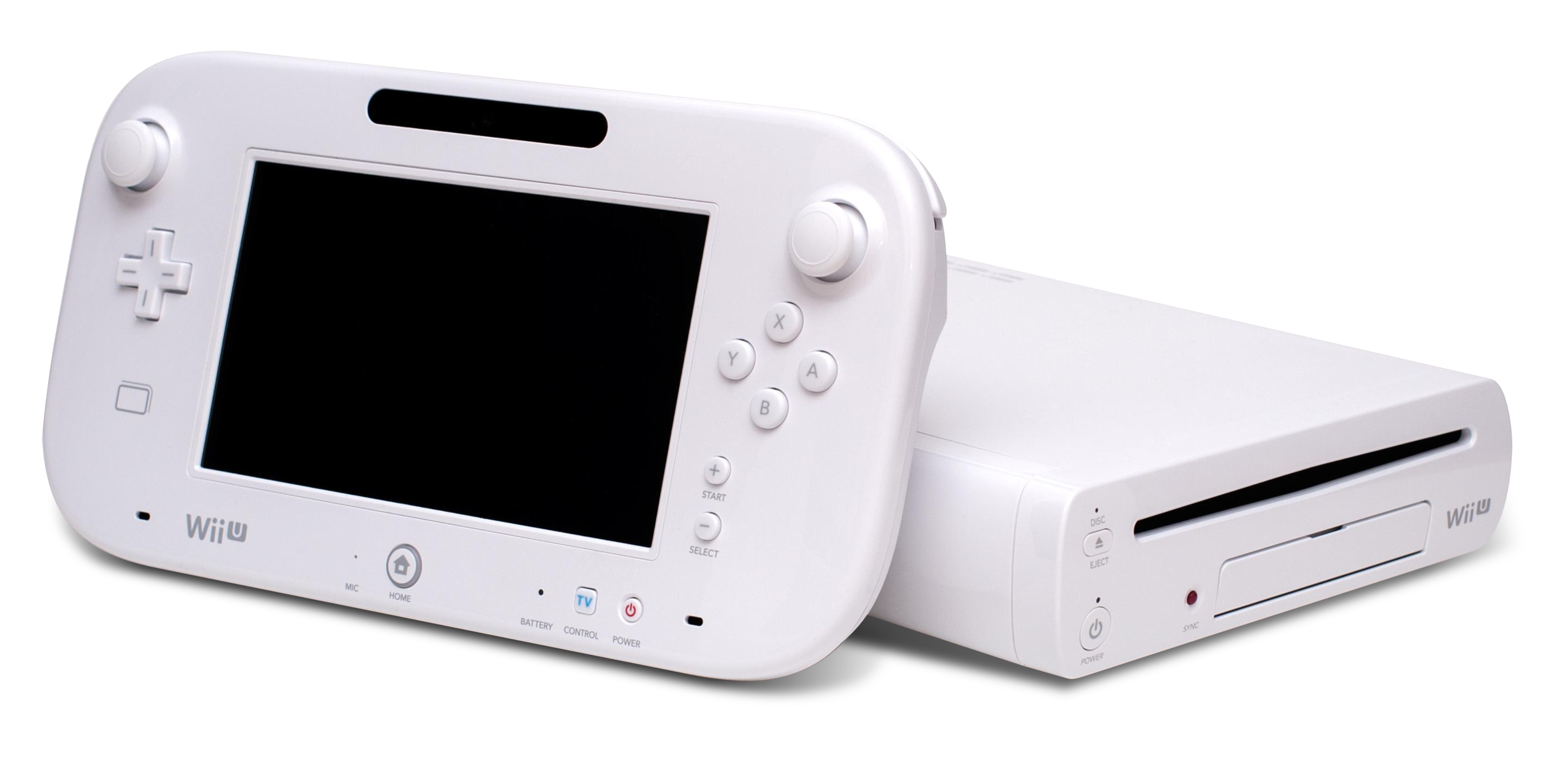
Nintendo Wii U da Nintendo de 2012
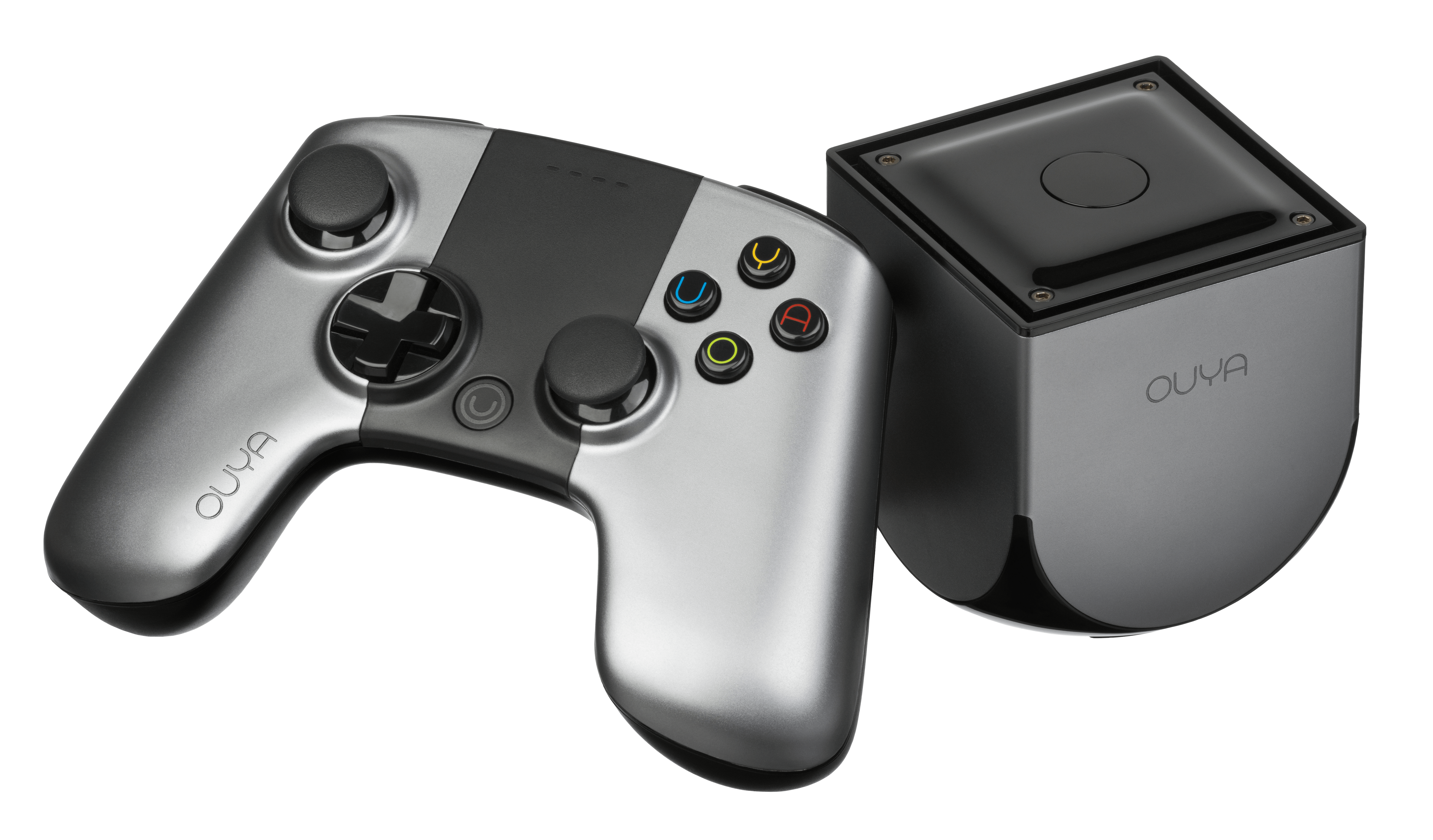
Ouya da Ouya Inc. de 2013
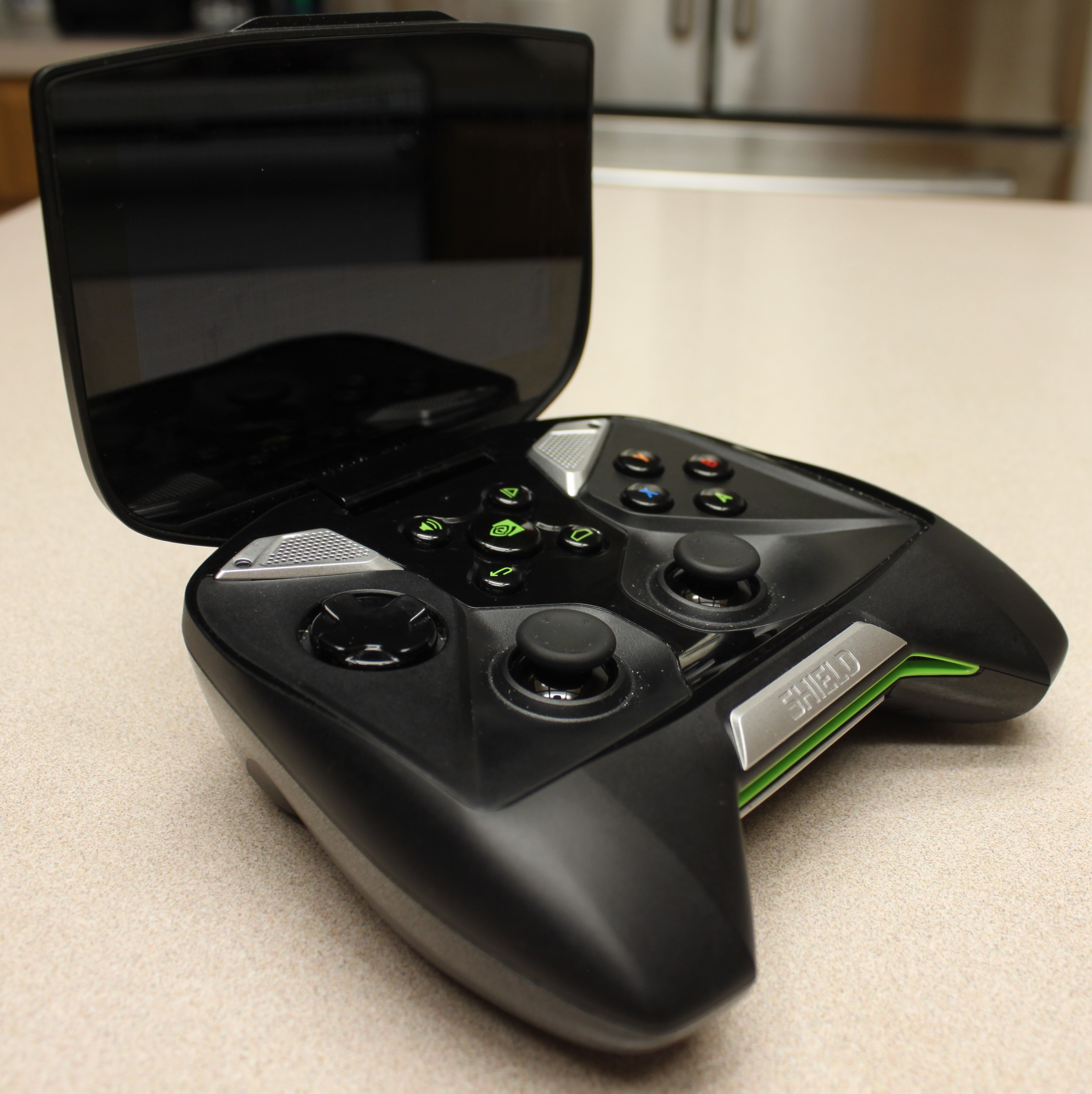
Nvidia Shield Portable da Nvidia de 2013
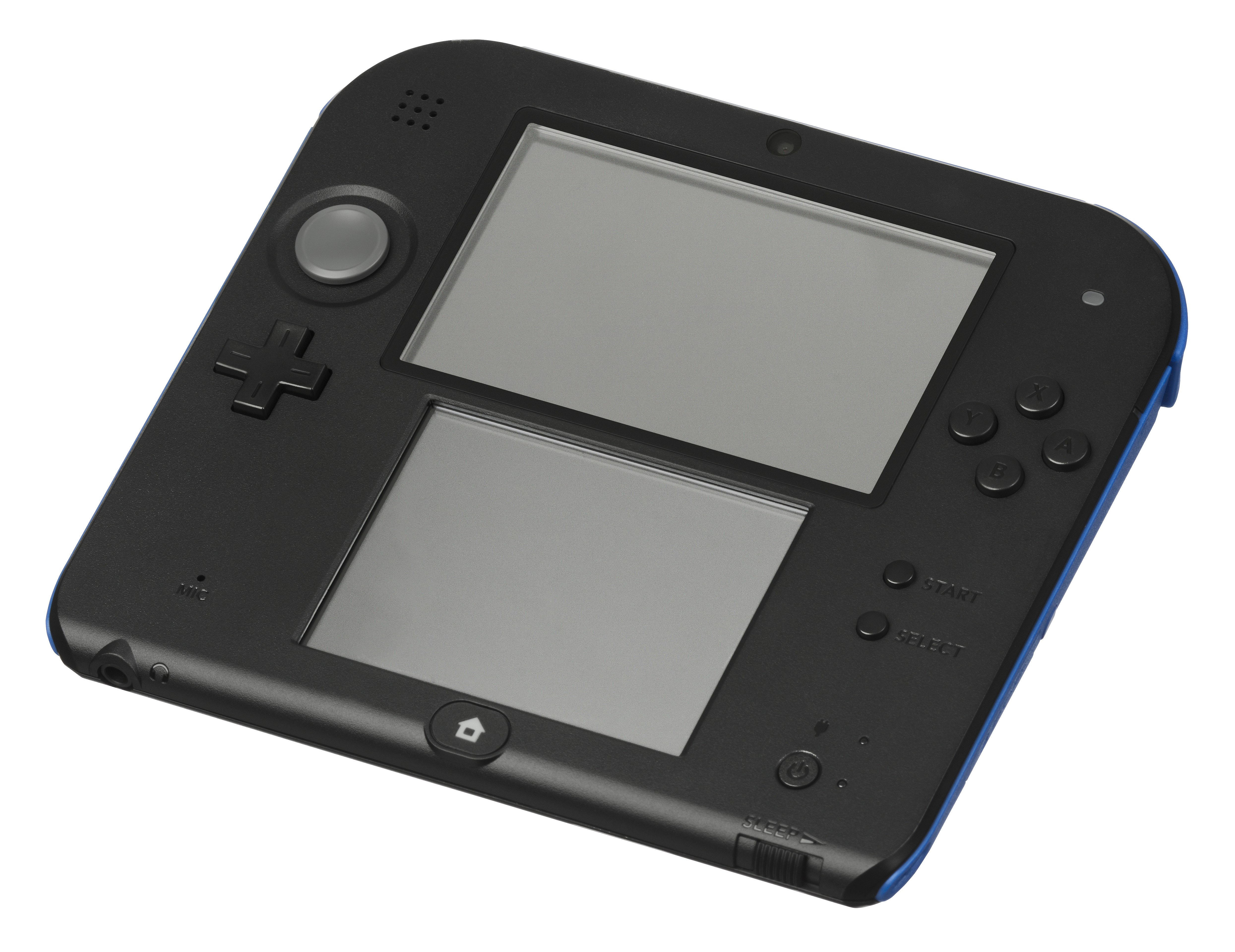
Nintendo 2DS da Nintendo de 2013
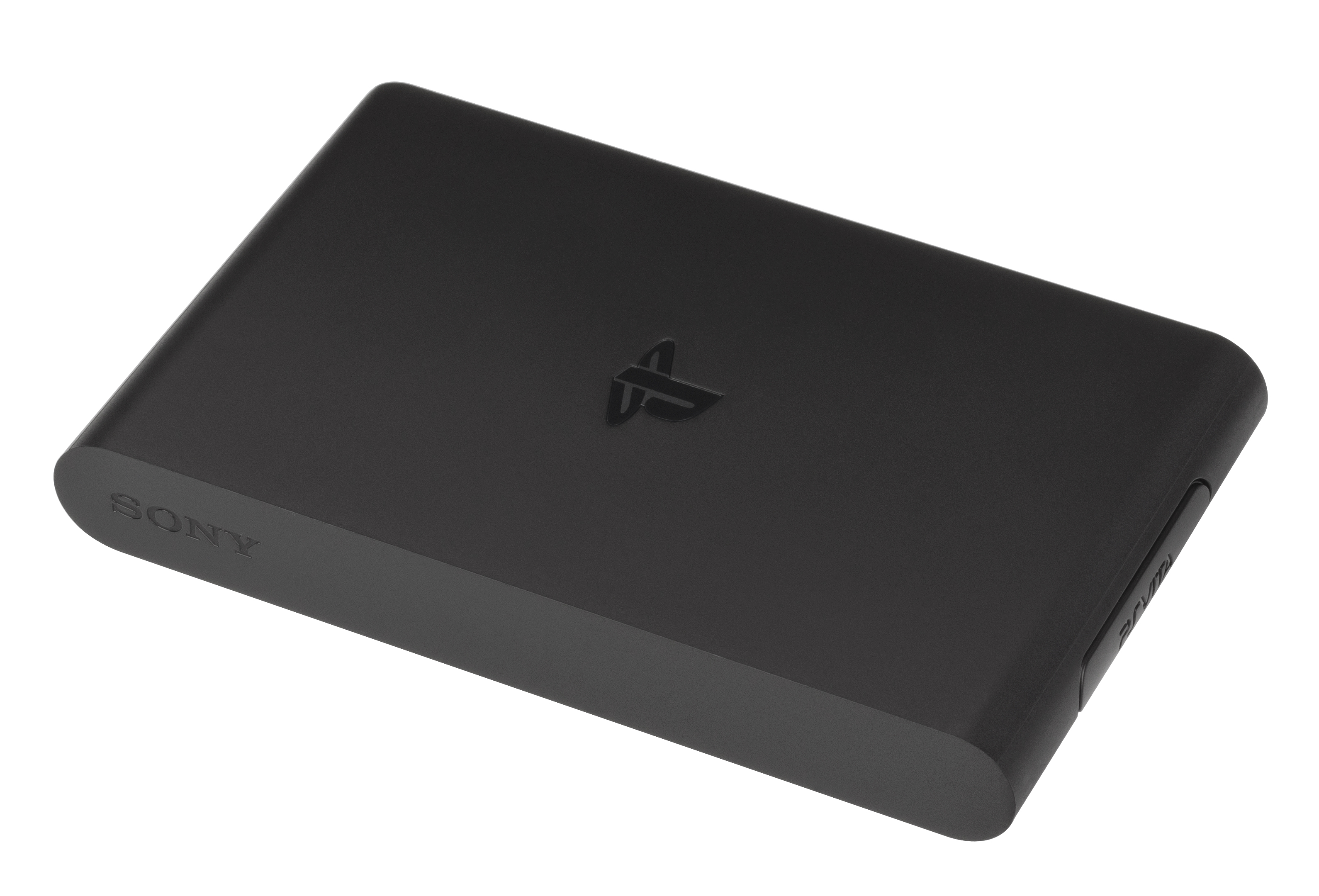
PlayStation TV da Sony de 2013
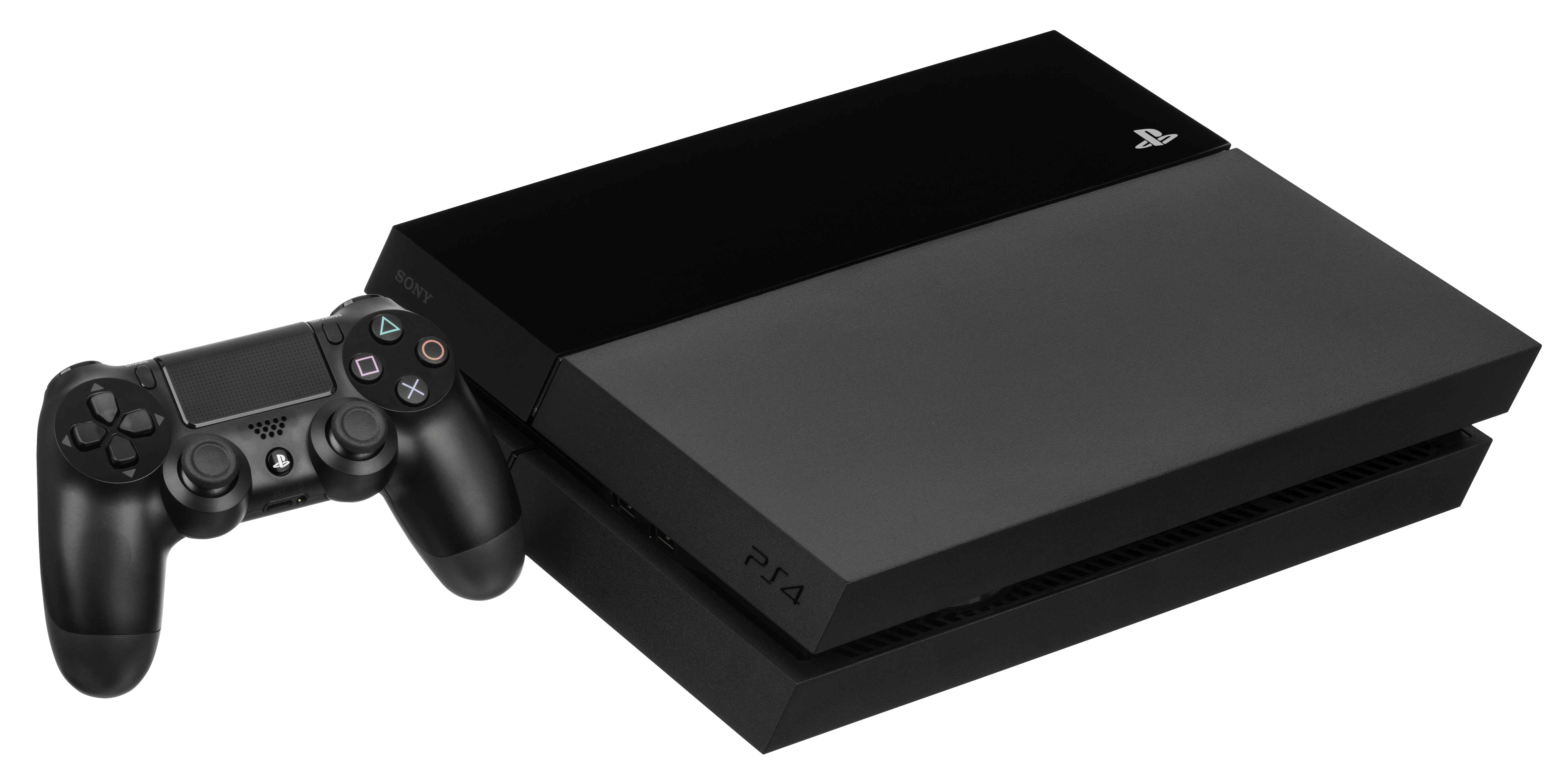
PlayStation 4 (PS4) da Sony de 2013
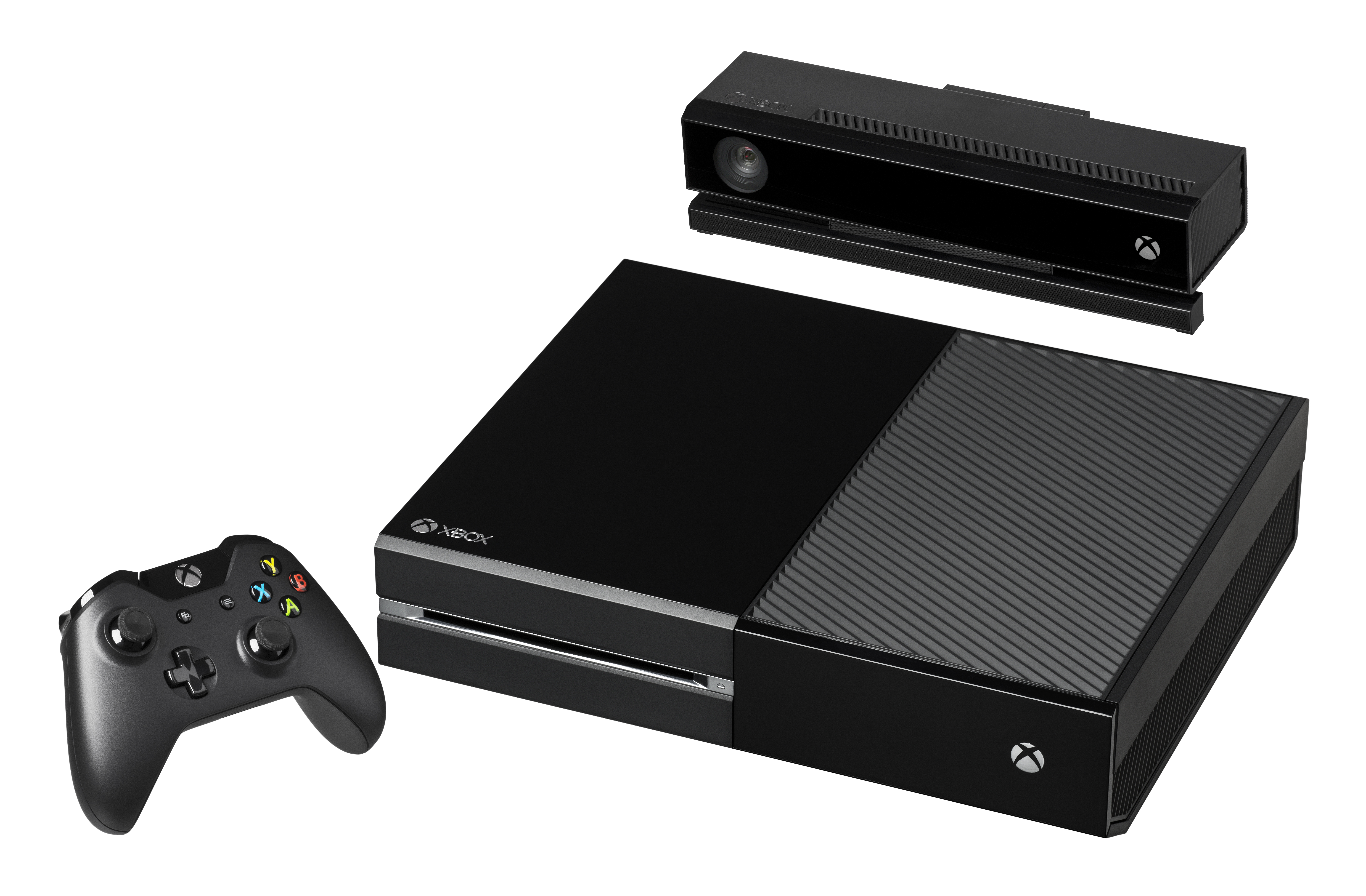
Xbox One da Microsoft de 2013
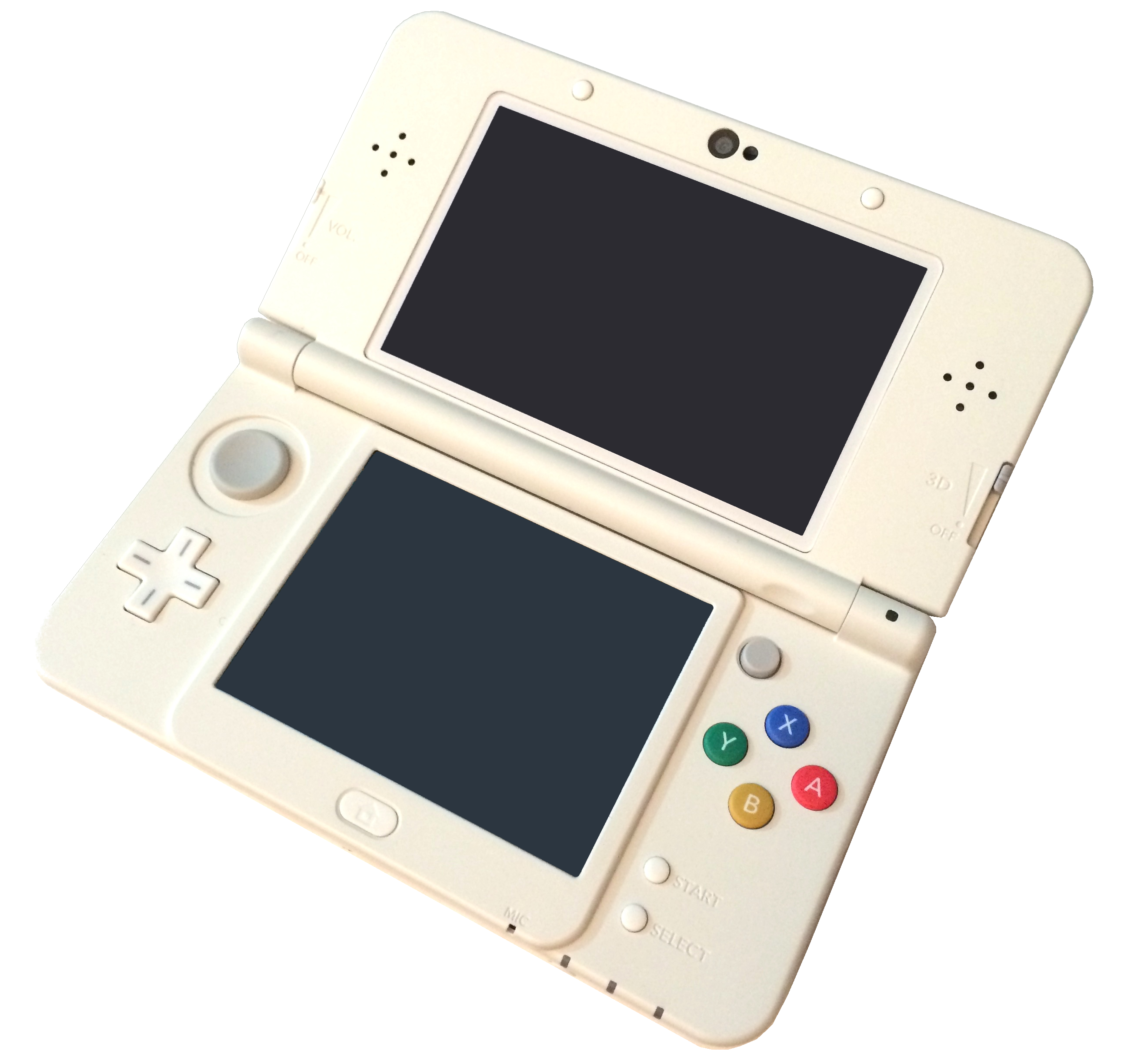
New Nintendo 3DS da Nintendo de 2014
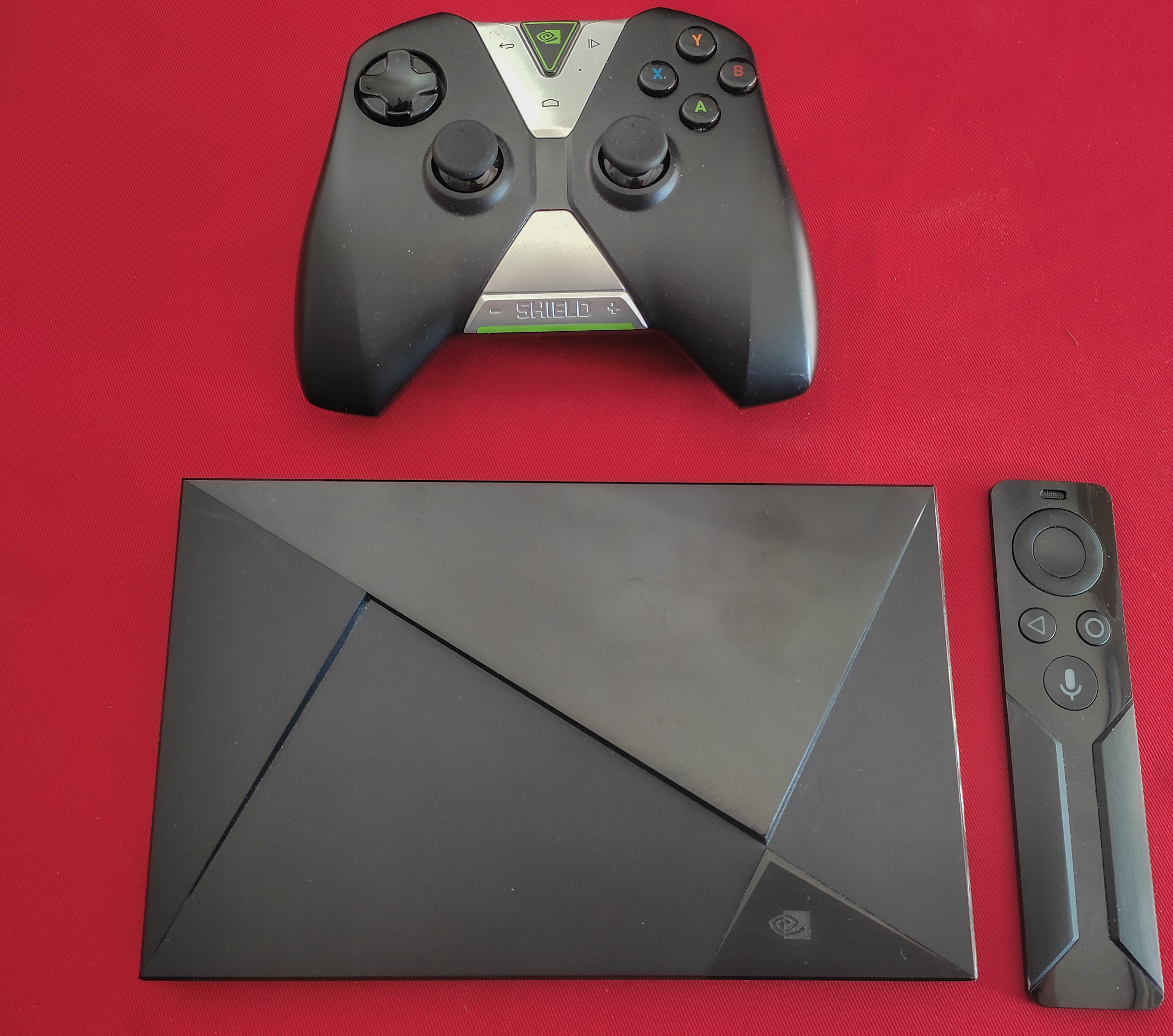
Nvidia Shield TV da Nvidia de 2015
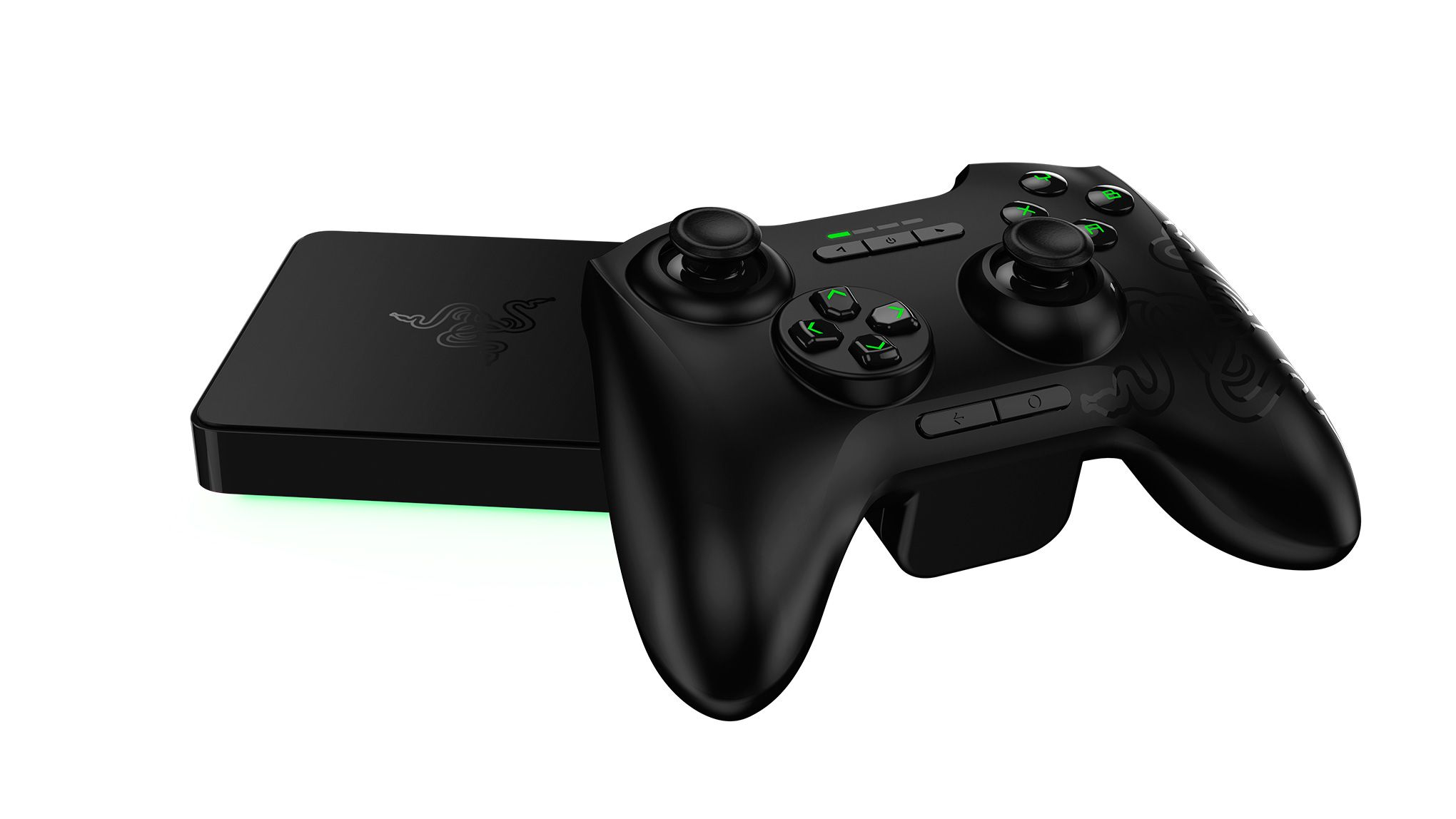
Razer Forge TV da Razer de 2015
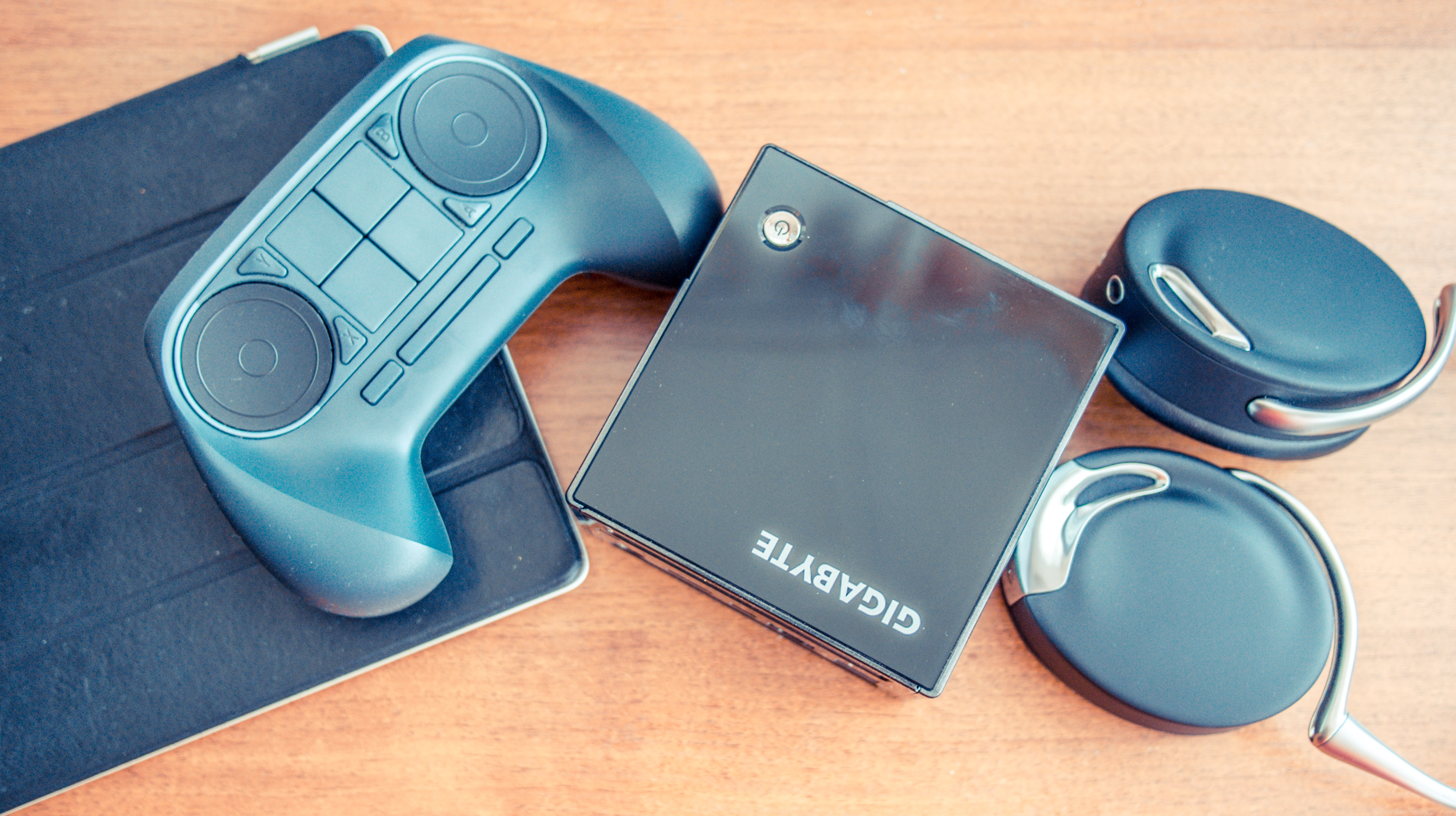
Gigabyte Steam Machine da Valve e Gigabyte de 2015
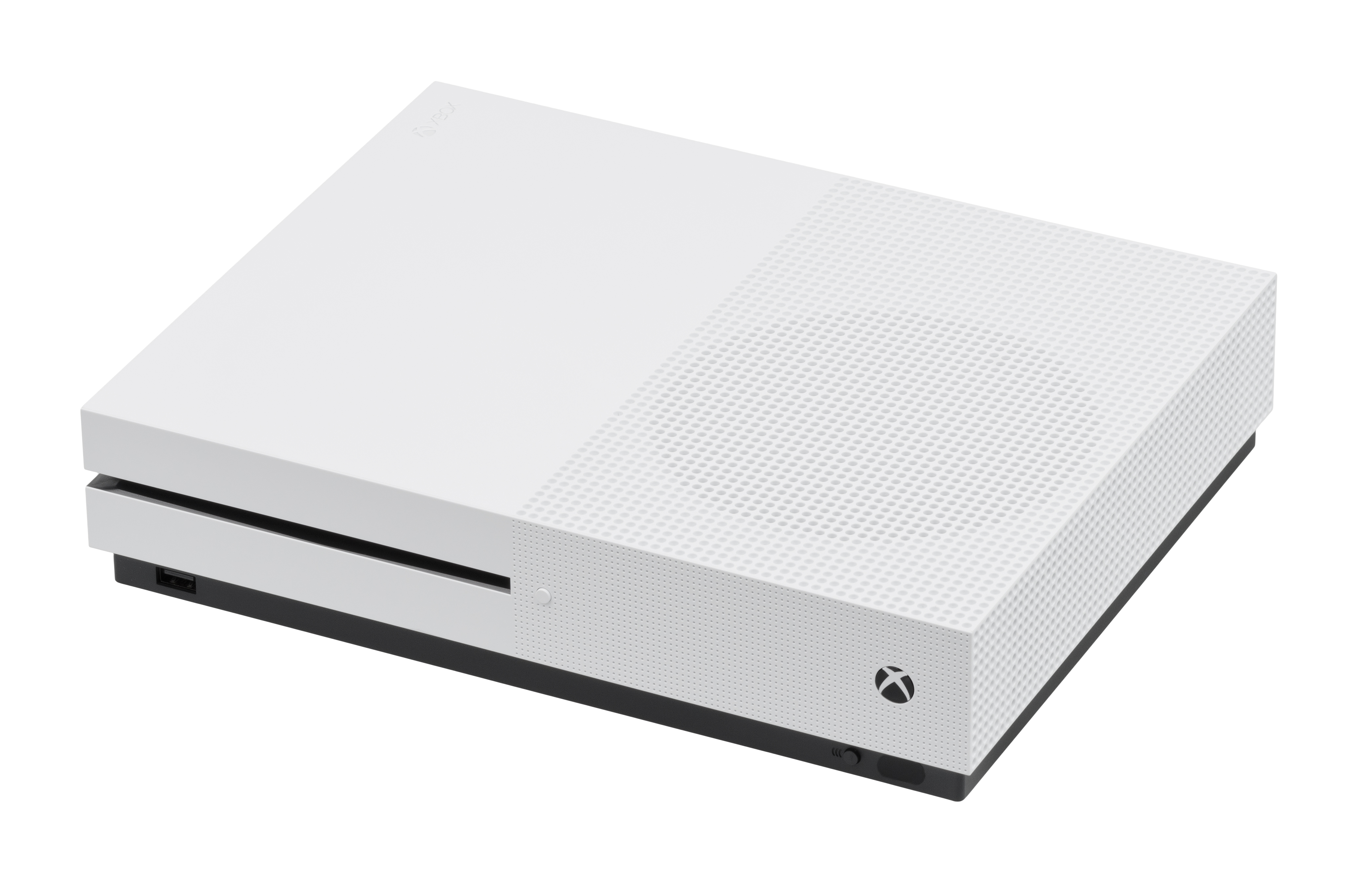
Xbox One S da Microsft de 2016
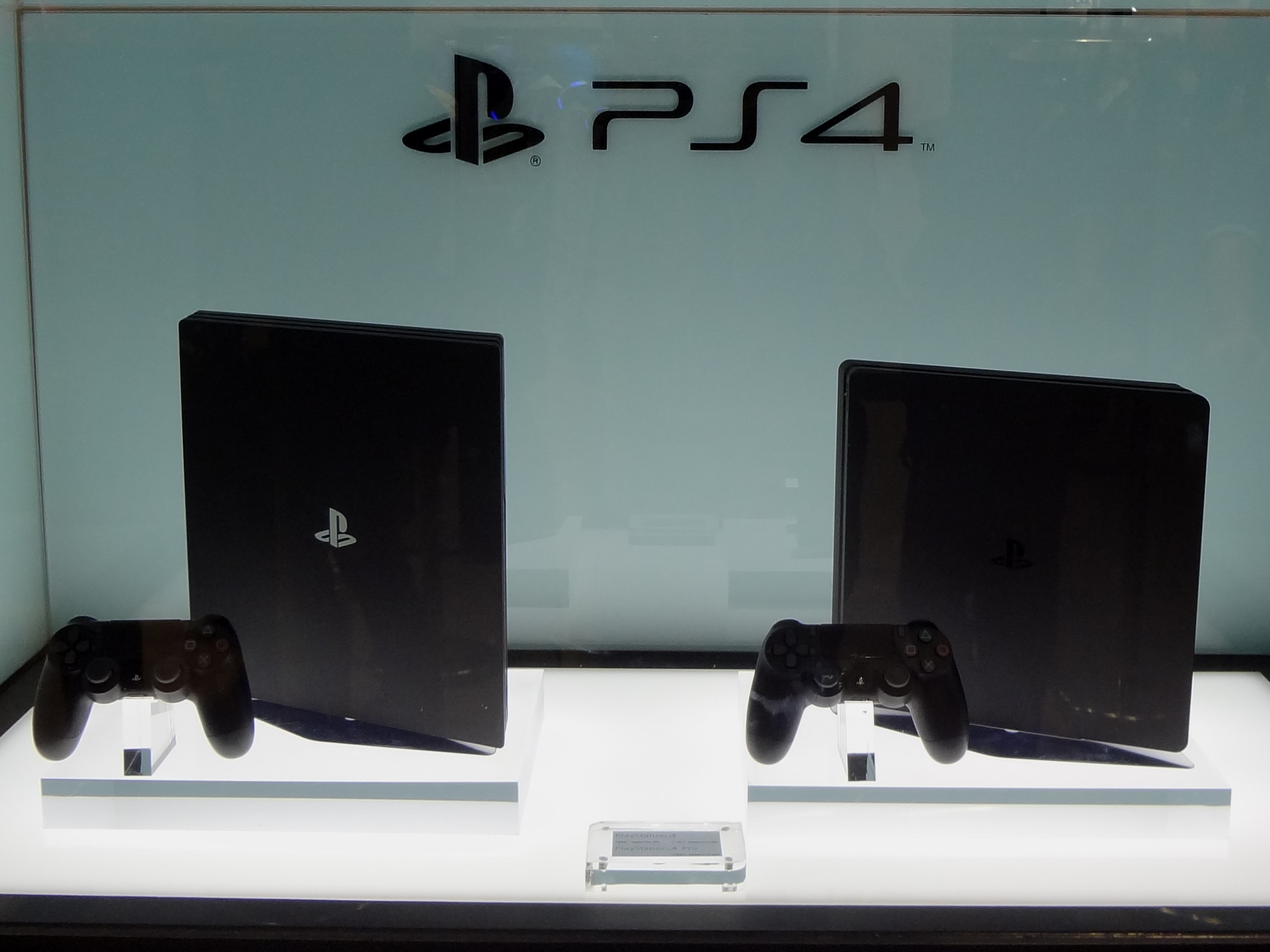
PlayStation Slim/Pro da Sony de 2016
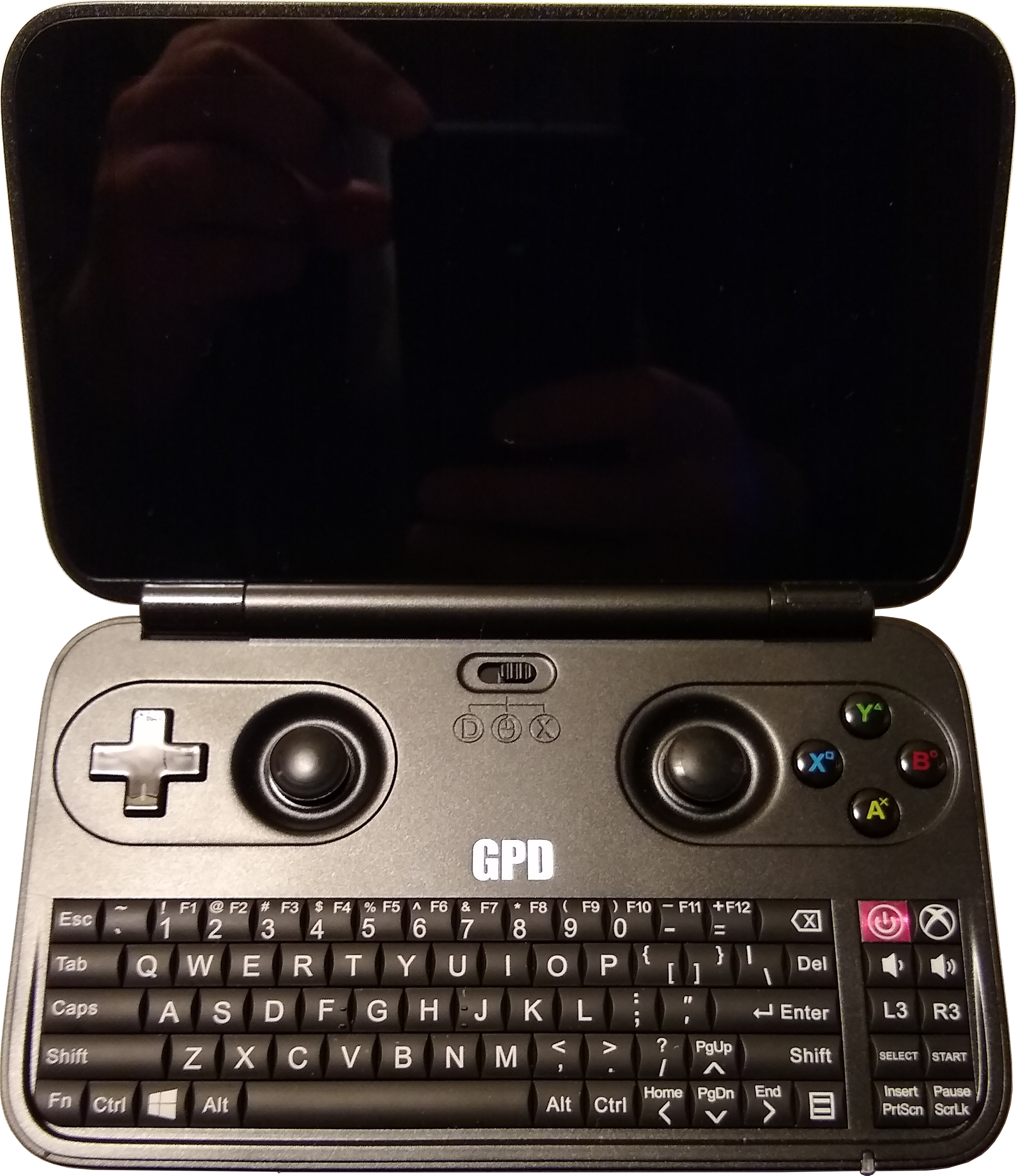
GPD Win da GPD Corporation de 2016
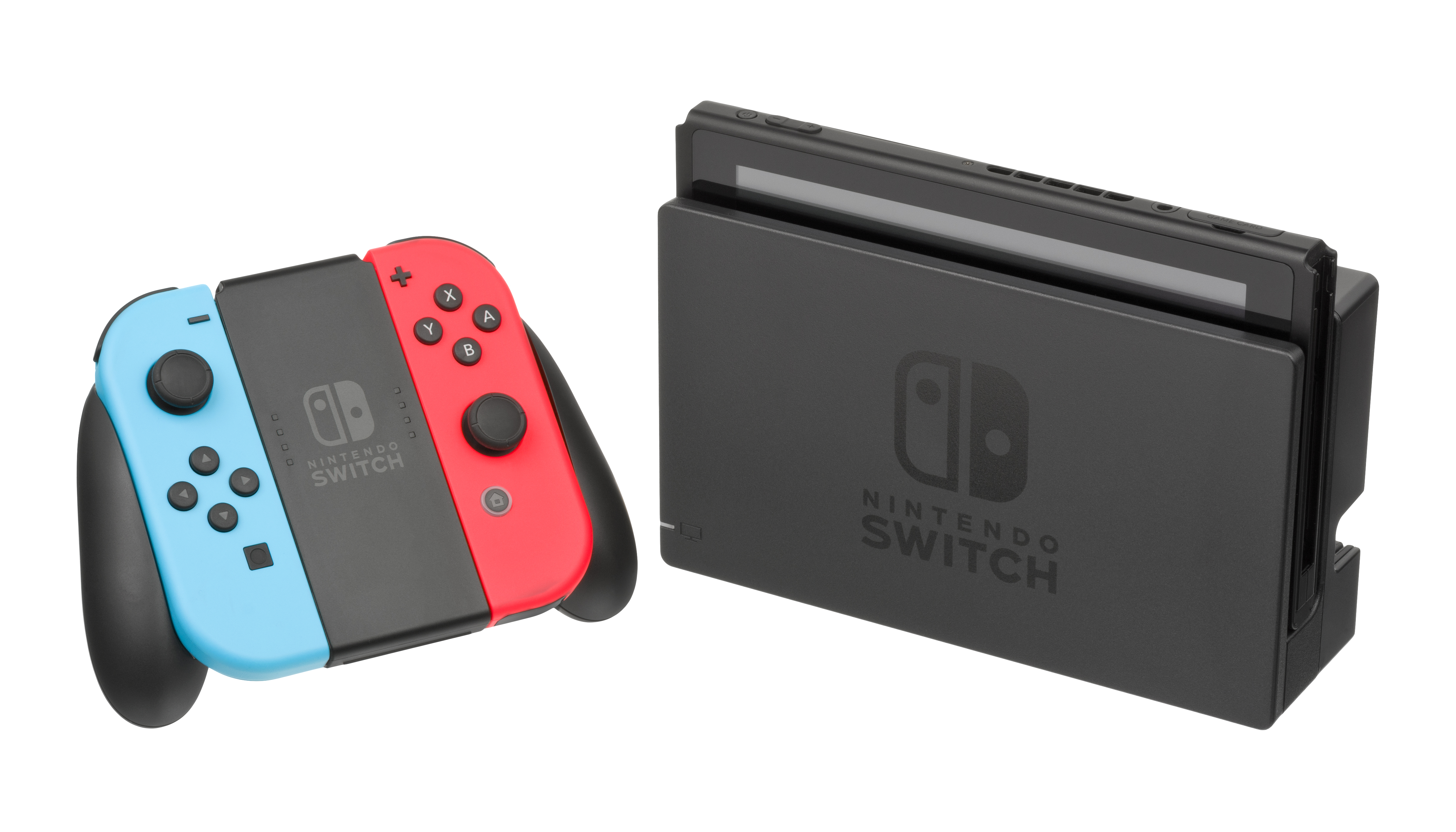
Nintendo Switch da Nintendo de 2017
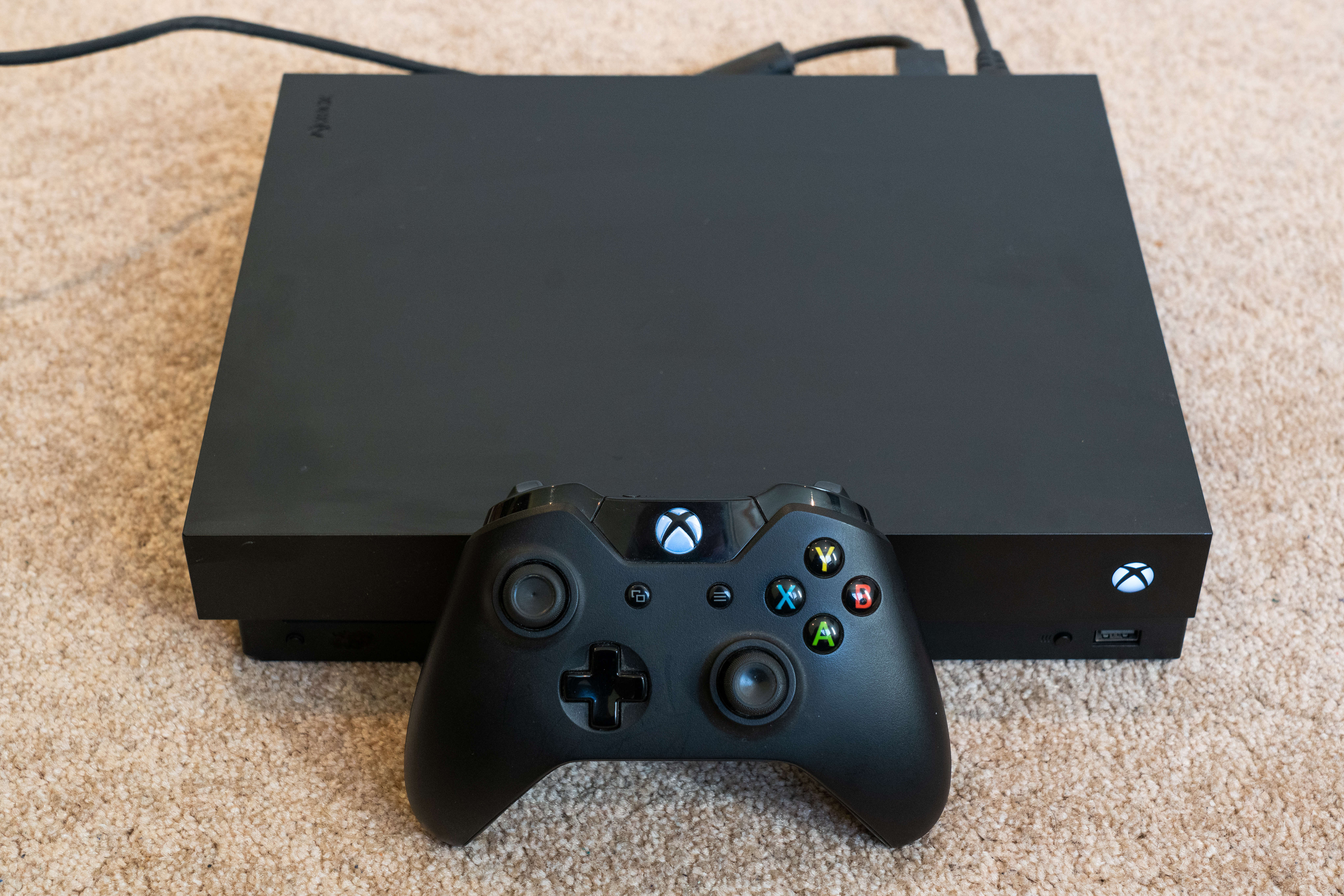
Xbox One X da Microsoft de 2017
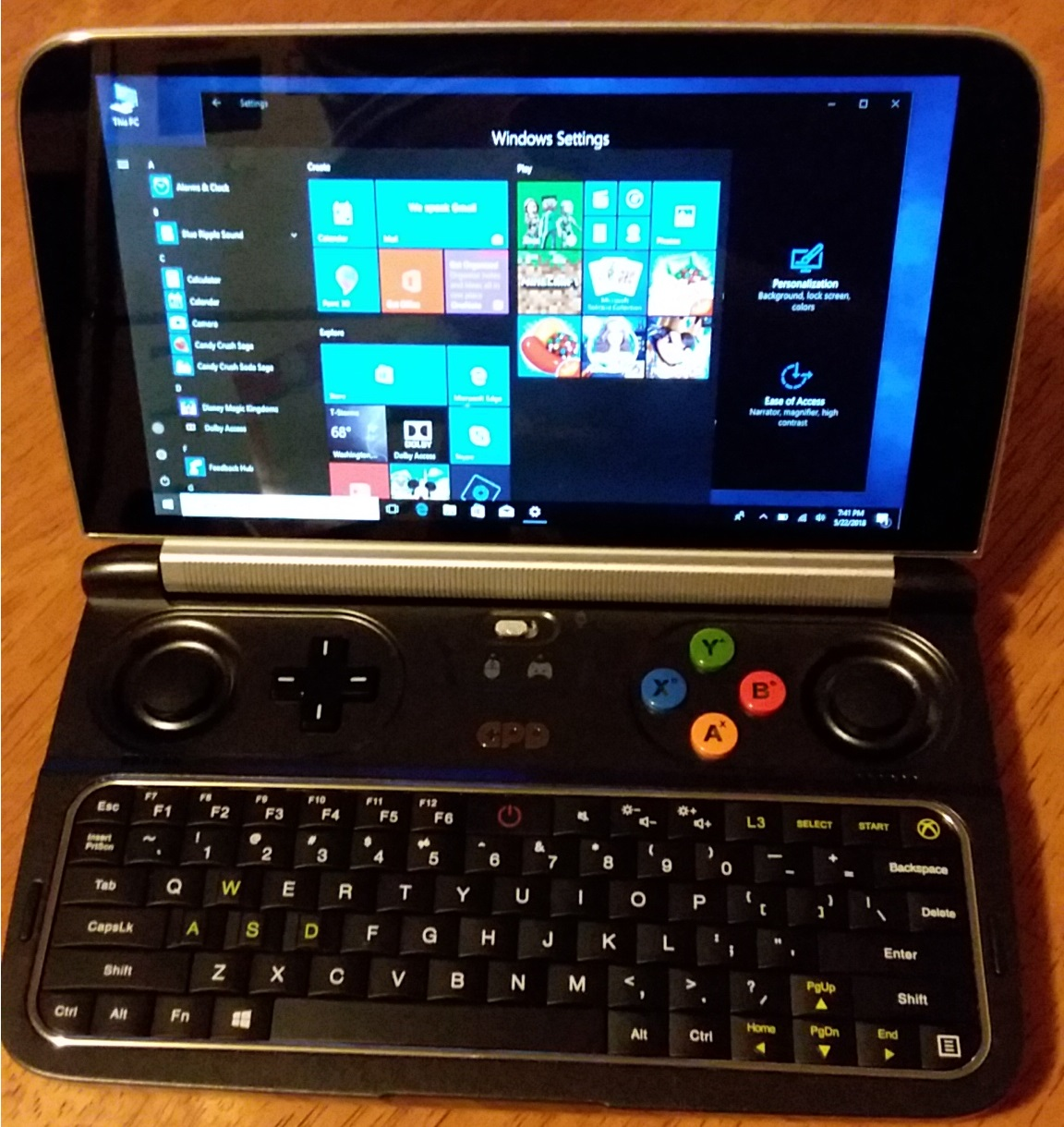
GPD Win 2 da GPD Corporation de 2018
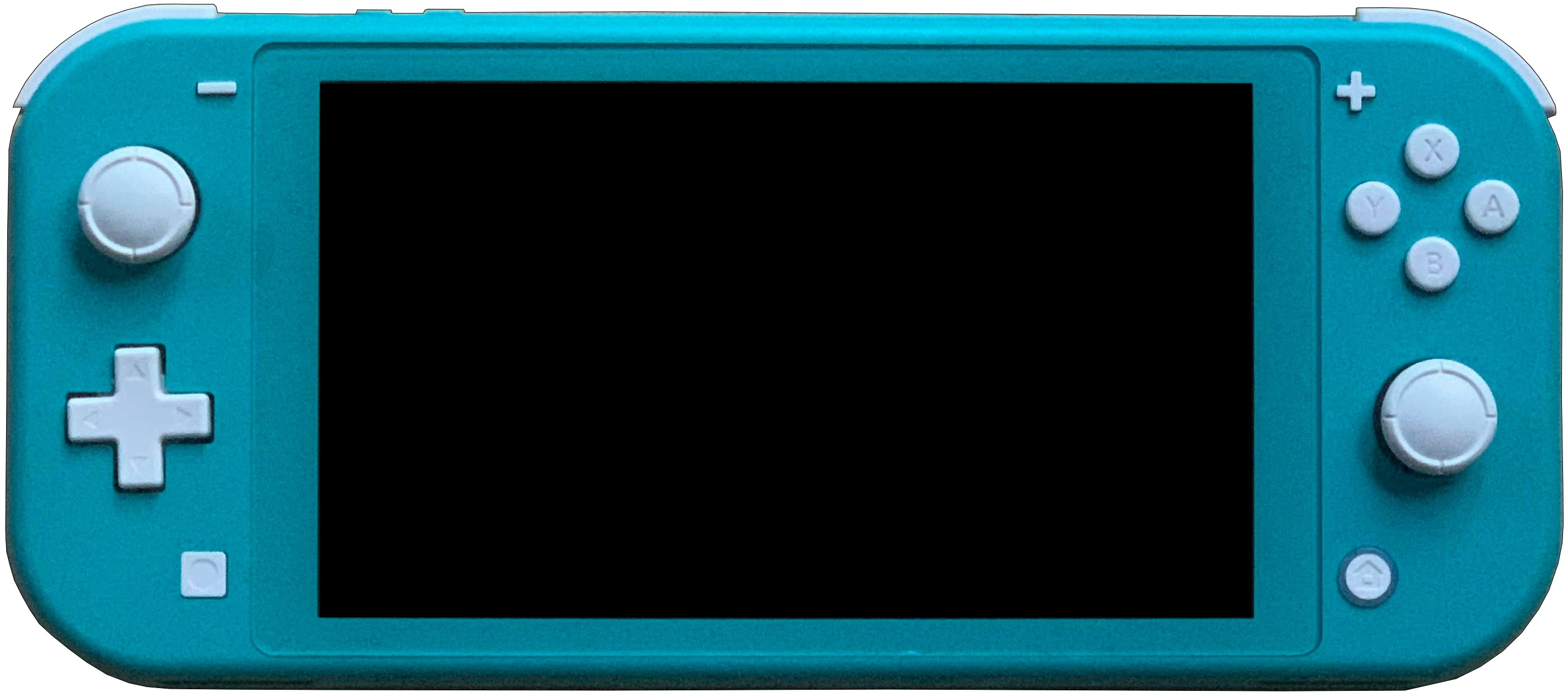
Nintendo Switch Light da Nintendo de 2019
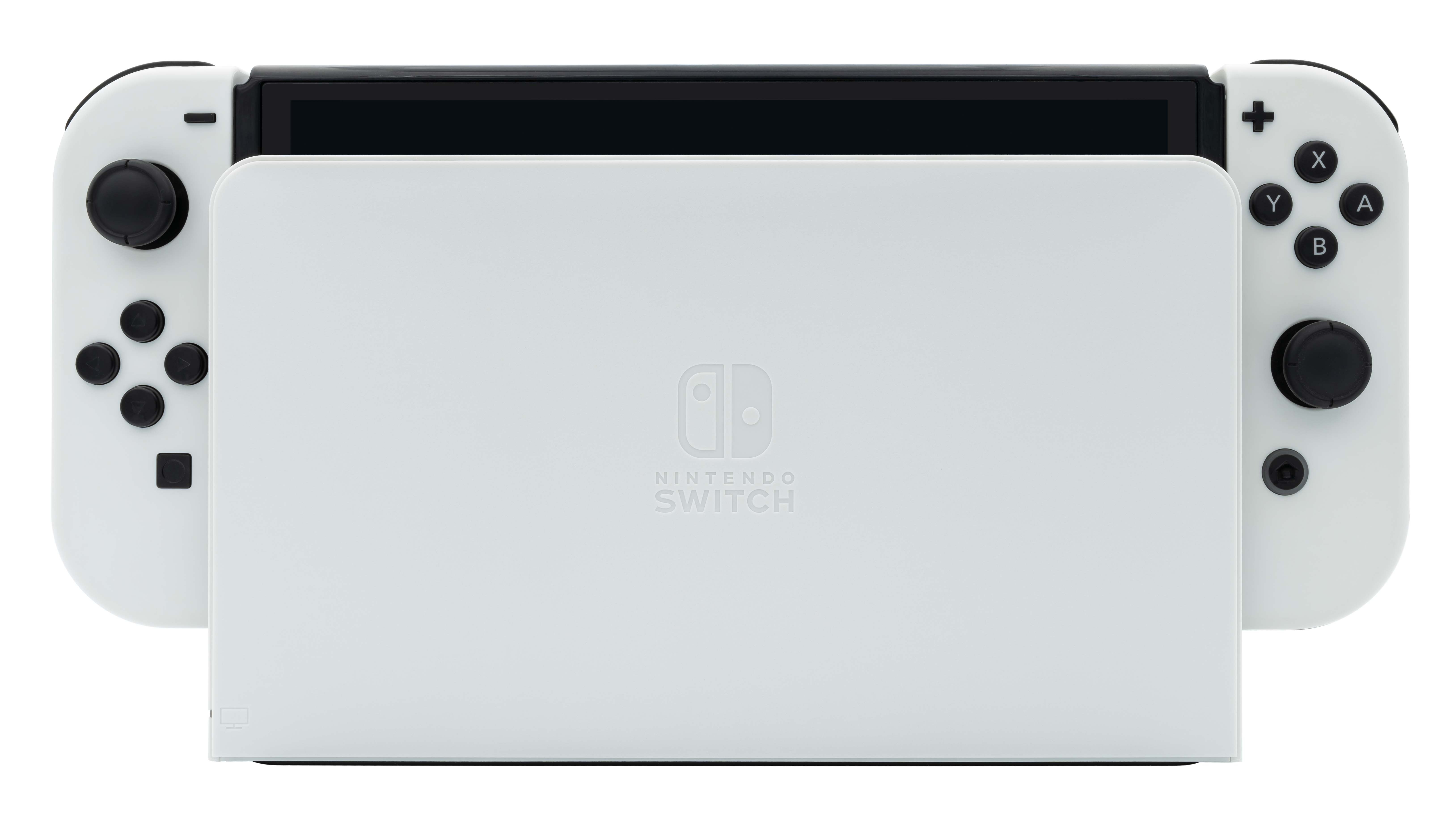
Nintendo Switch Oled da Nintendo de 2021

## Nona geração(2019-hoje)
| Console           | Fabricante          | Lançamento |
| ----------------- | ------------------- | ---------- |
| Oculus/Meta Quest | Meta                | 2019       |
| Google Stadia     | Alphabet            | 2019       |
| Xbox Series X/S   | Microsoft           | 2020       |
| PlayStation 5     | Sony                | 2020       |
| Atari VCS         | Atari               | 2020       |
| Playdate          | Panic Inc.          | 2021       |
| Polymega          | Playmaji            | 2021       |
| Evercade VS       | Blaze Entertainment | 2021       |
| Aya Neo           | Ayaneo              | 2021       |
| OneXPlayer        | One-Netbook         | 2021       |
| Steam Deck        | Valve               | 2022       |
| Logitech G Cloud  | Logitech            | 2022       |
| Rog Ally          | Asus                | 2023       |
| AYN Loki          | AYN                 | 2023       |
| Legion Go         | Lenovo              | 2023       |
| Orange Pi Neo     | Orange Pi/Manjaro   | 2024       |
| MSI Claw          | MSI                 | 2024       |
| Legion Go S       | Lenovo              | 2025       |
| Nintendo Switch 2 | Nintendo            | 2025       |
| Xbox Ally         | Asus/Microsoft      | 2025       |

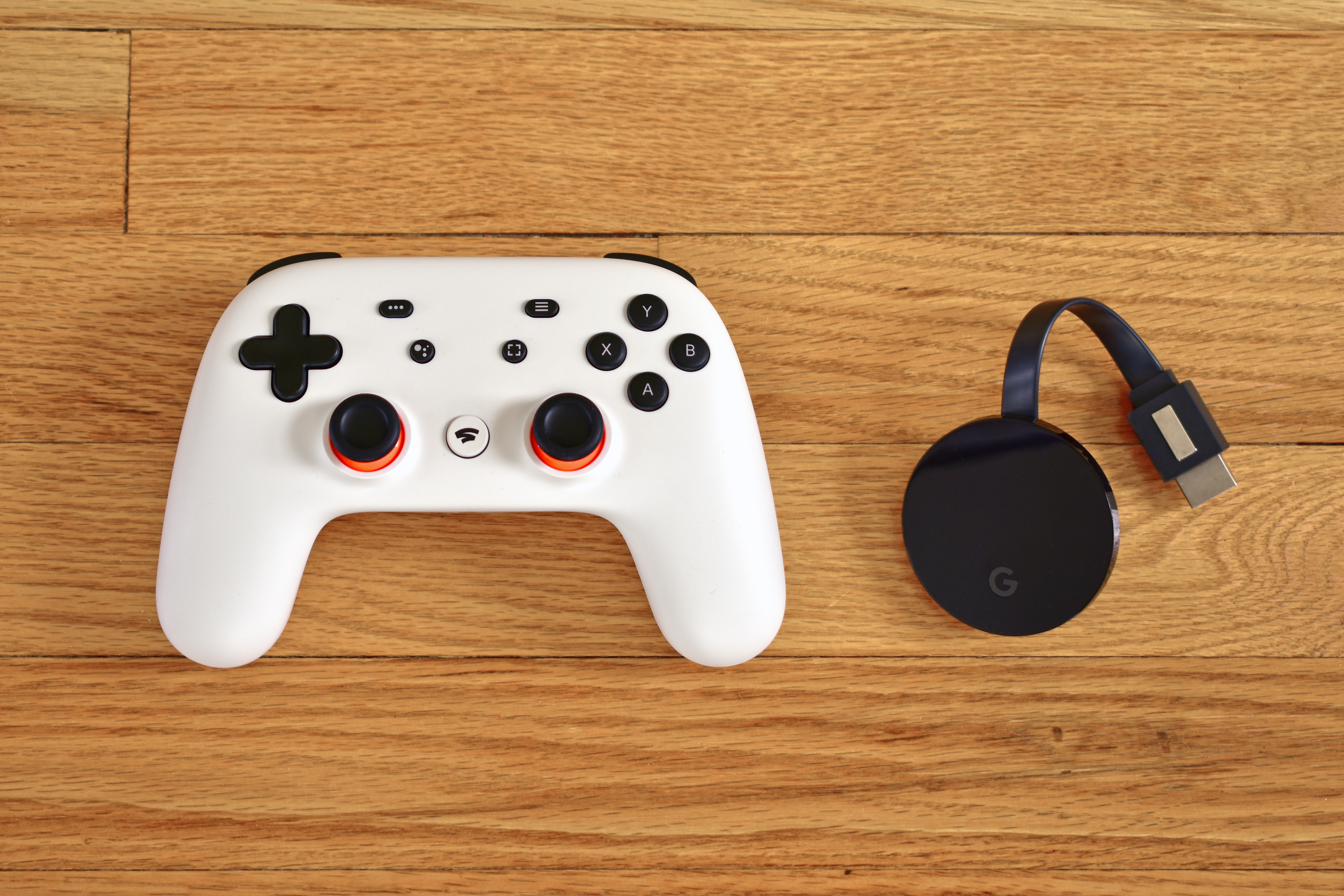
Google Stadia da Alphabet de 2019
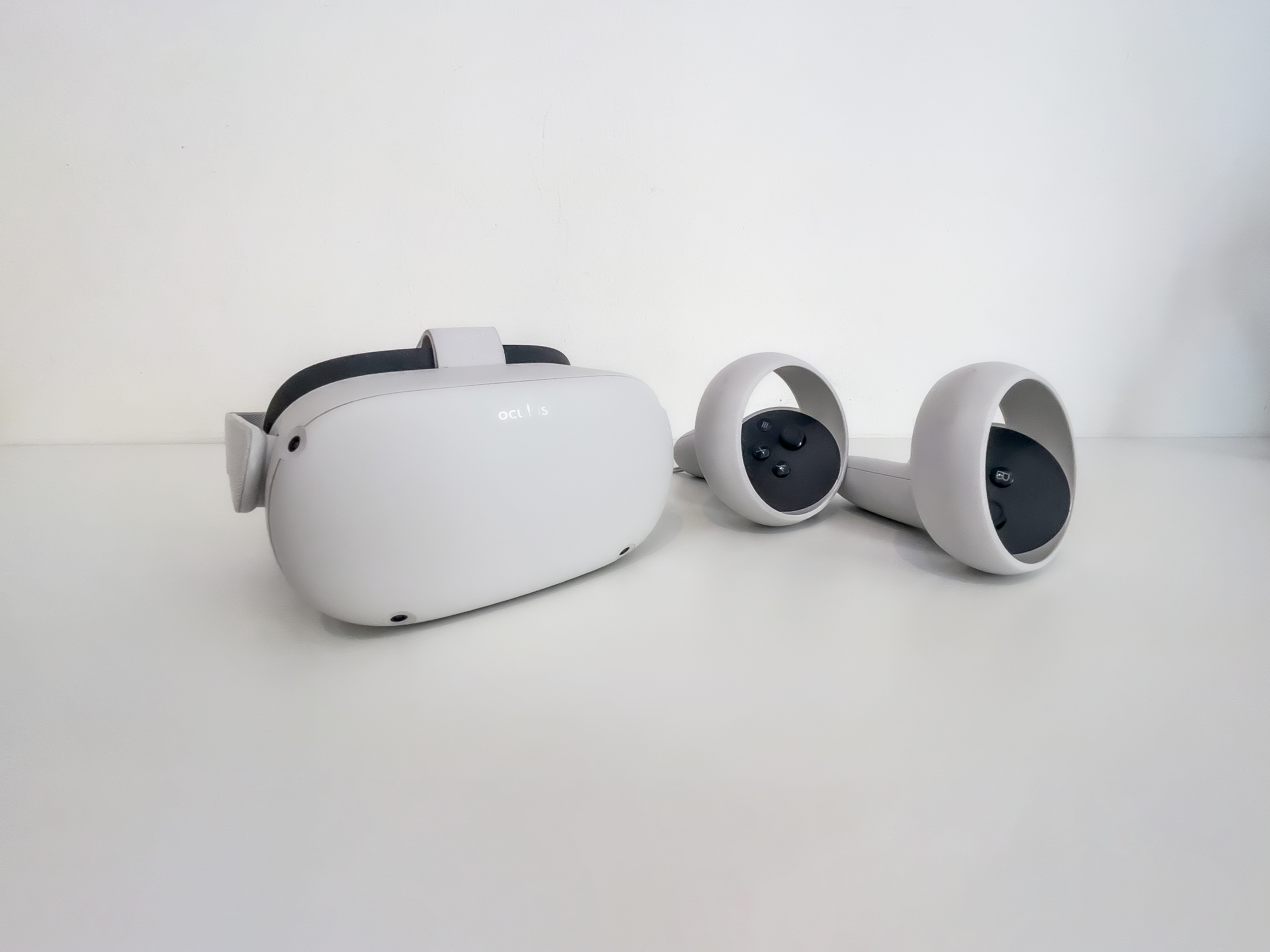
Oculus/Meta Quest II da Meta de 2020
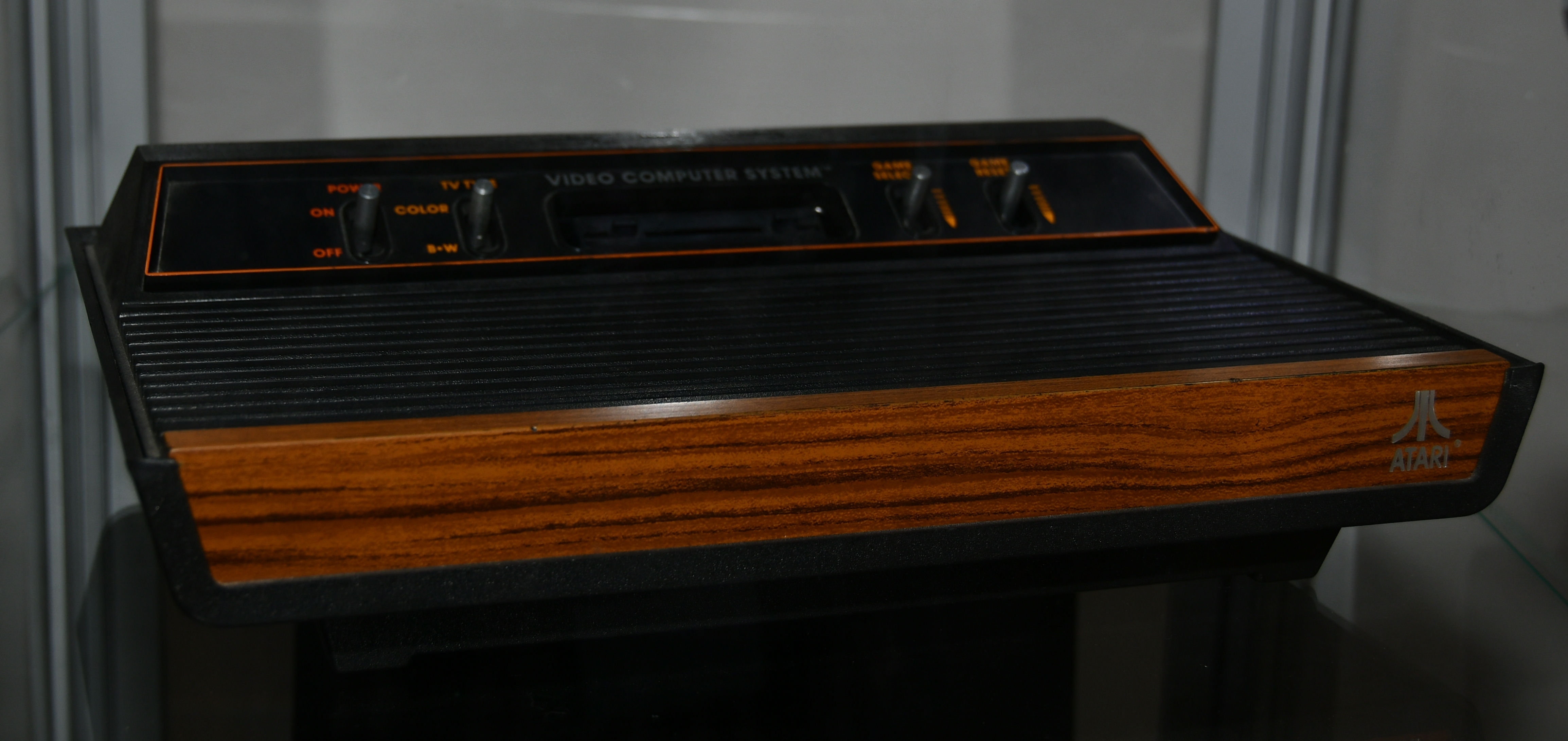
Atari VCS da Atari de 2020
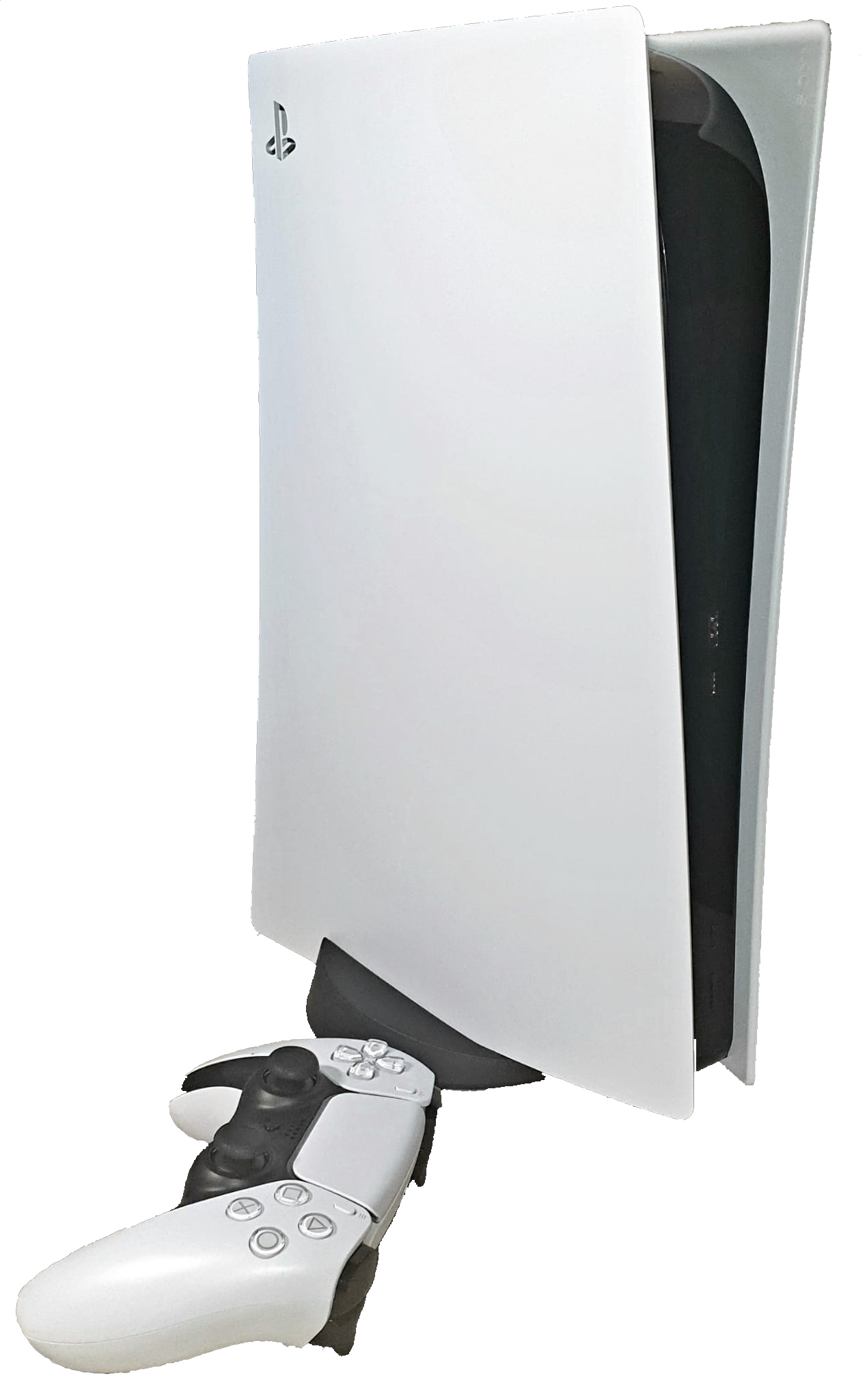
PlayStation 5 da Sony de 2020
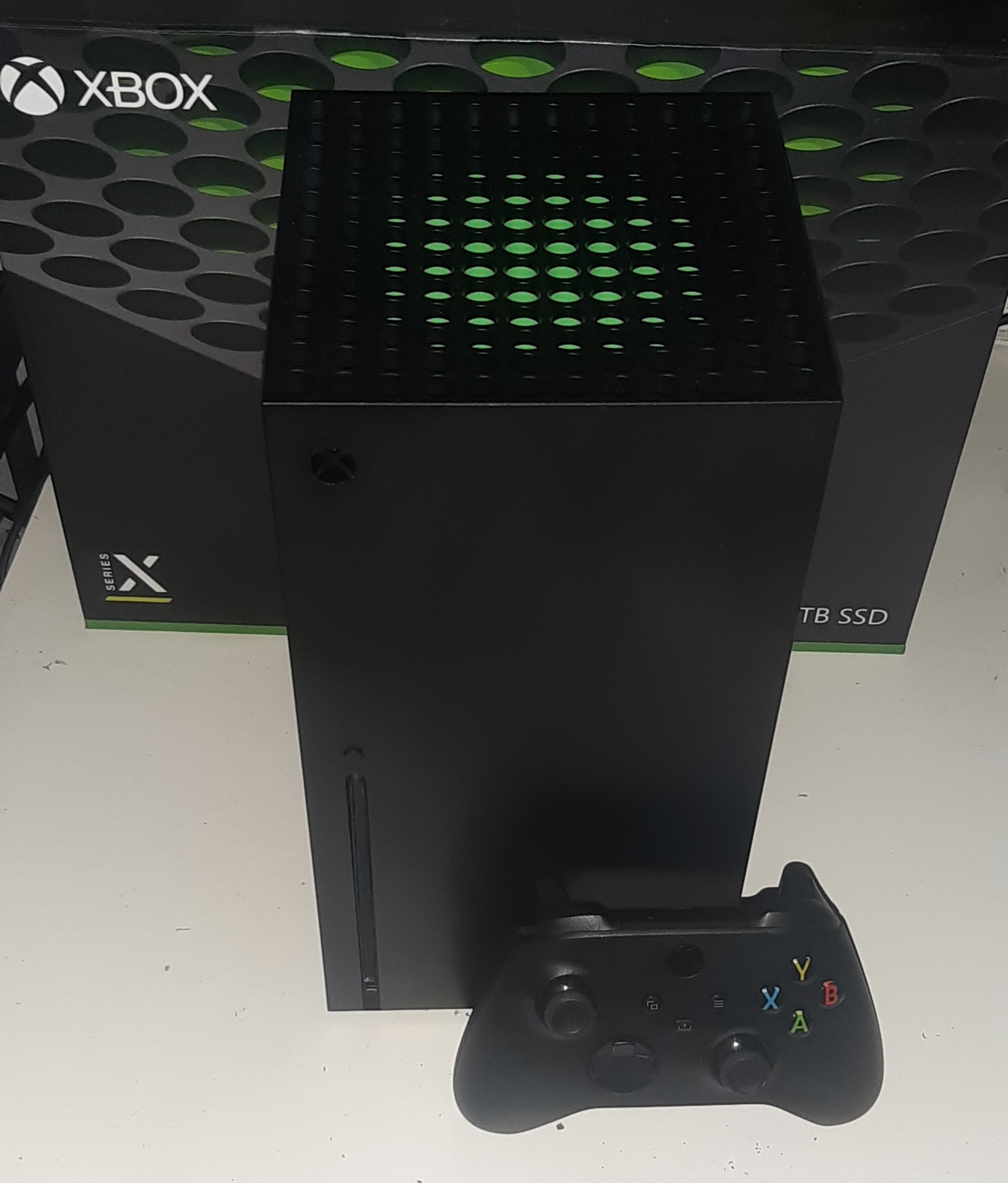
Xbox Series X da Microsoft de 2020
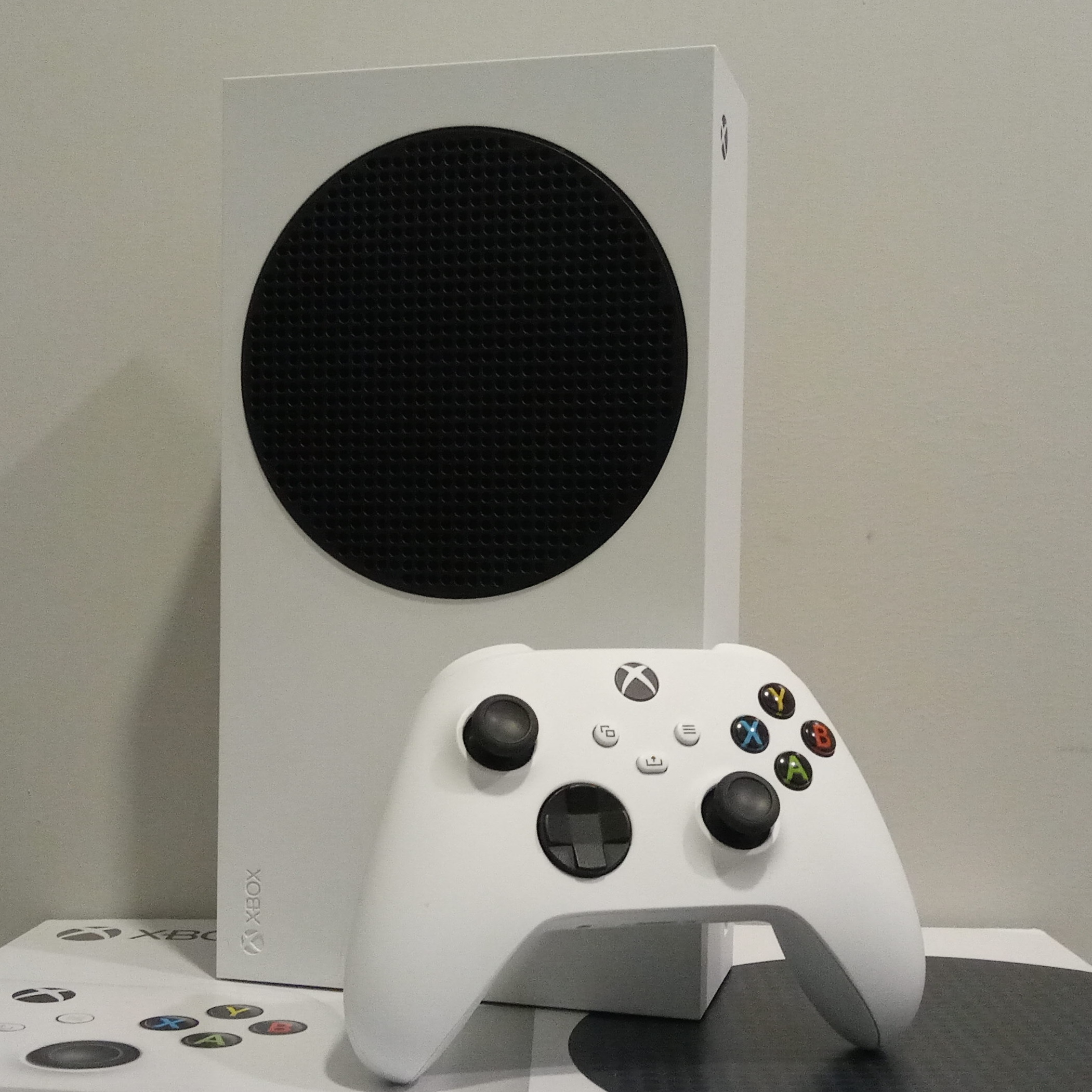
Xbox Series S da Microsoft de 2020
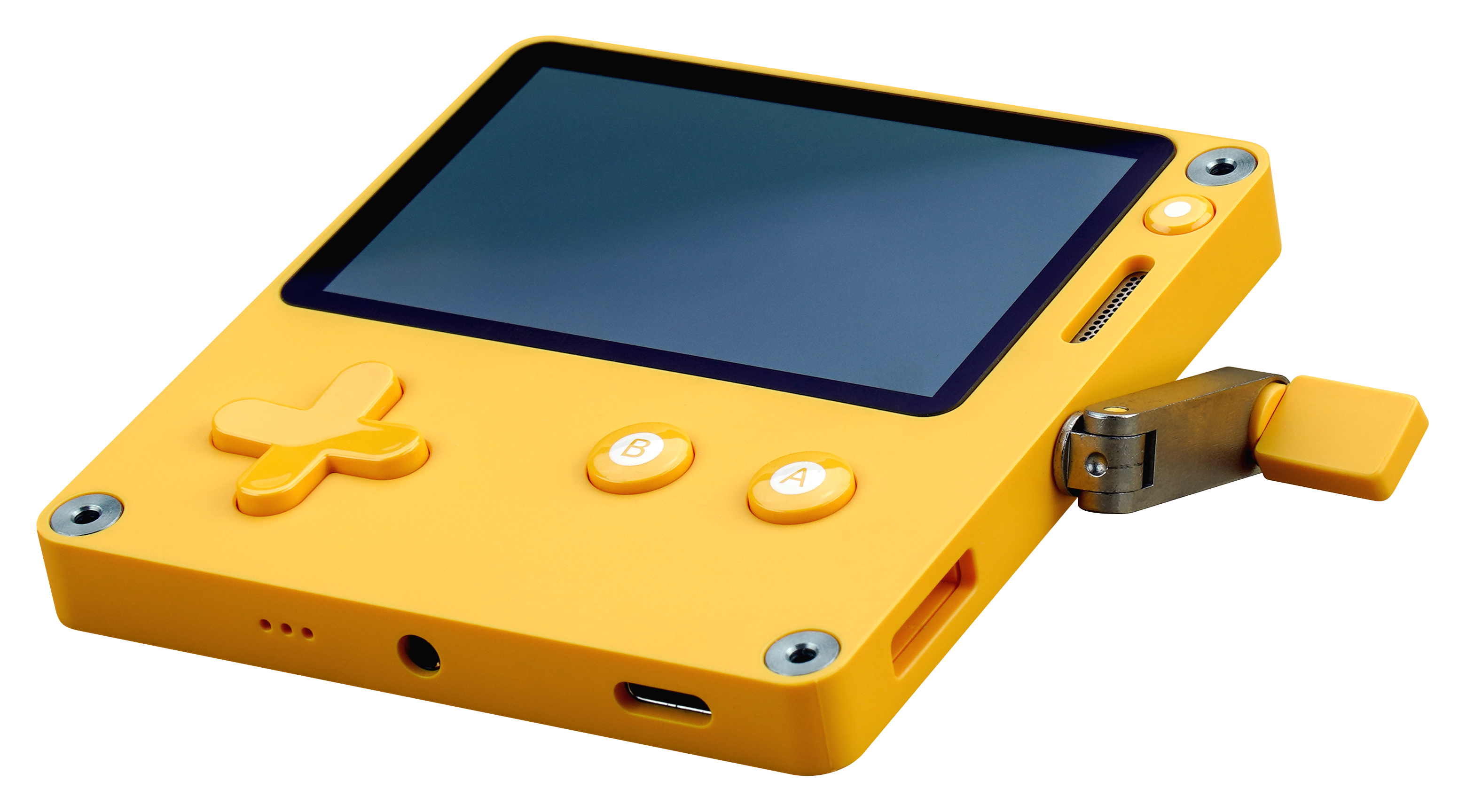
Playdate da Panic Inc. de 2021
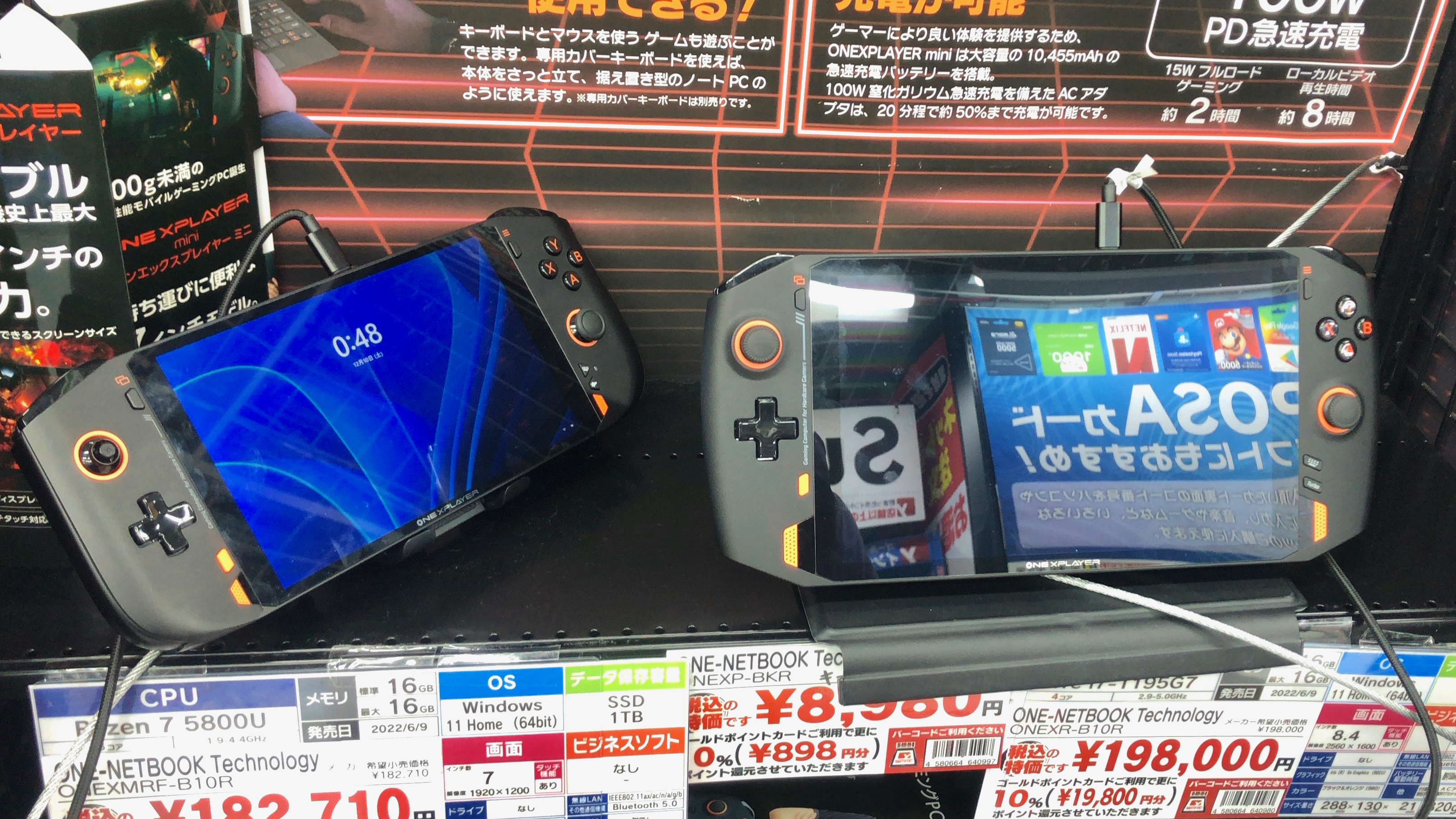
OneXPlayer da One-Netbook de 2021
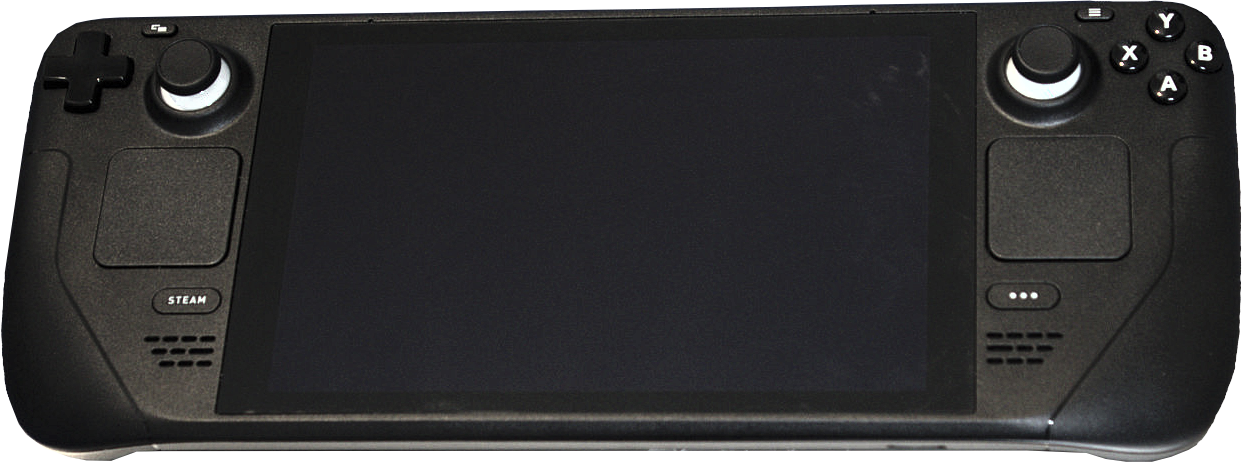
Steam Deck da Valve de 2022
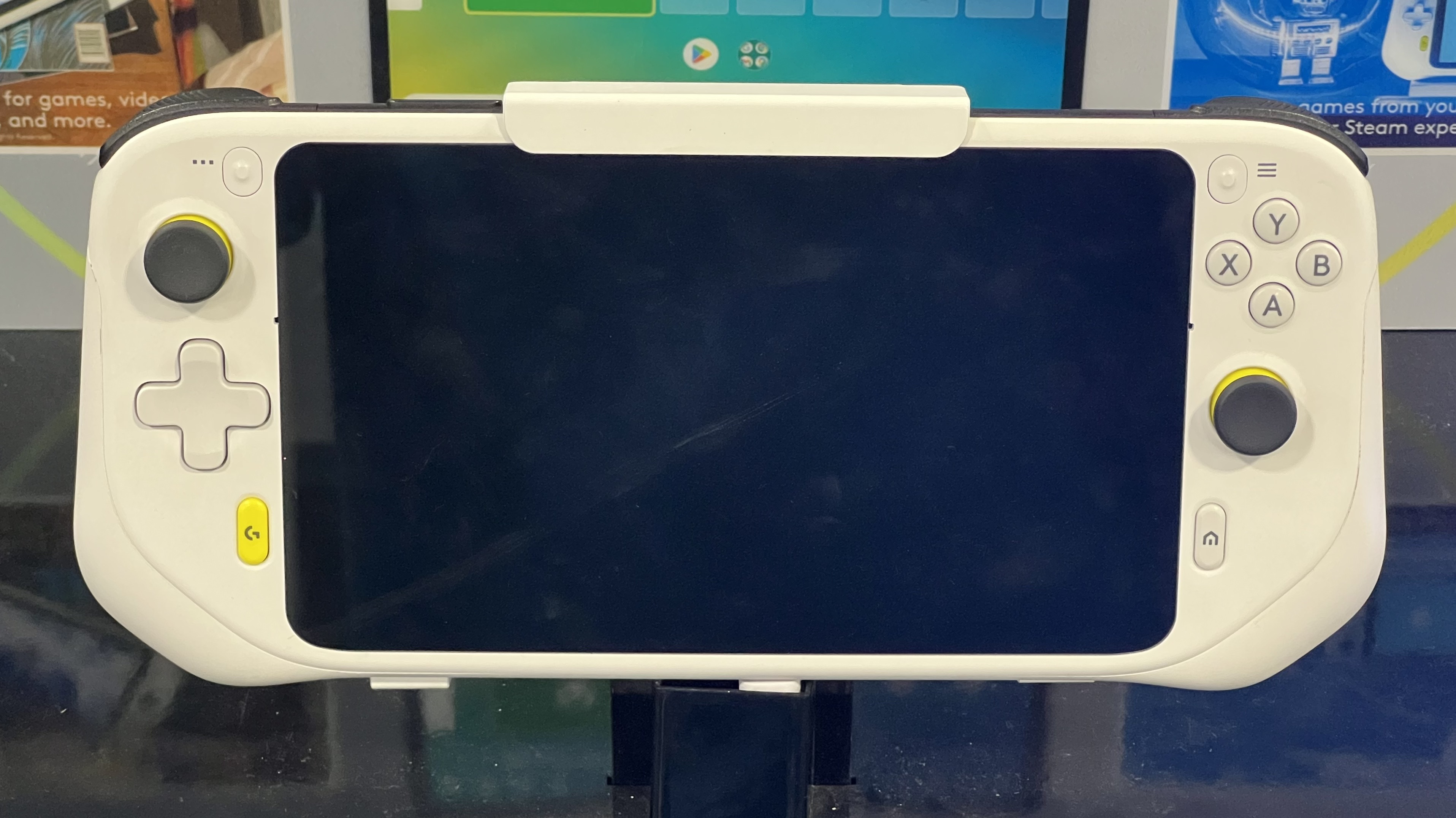
Logitech G Cloud da Logitech de 2022
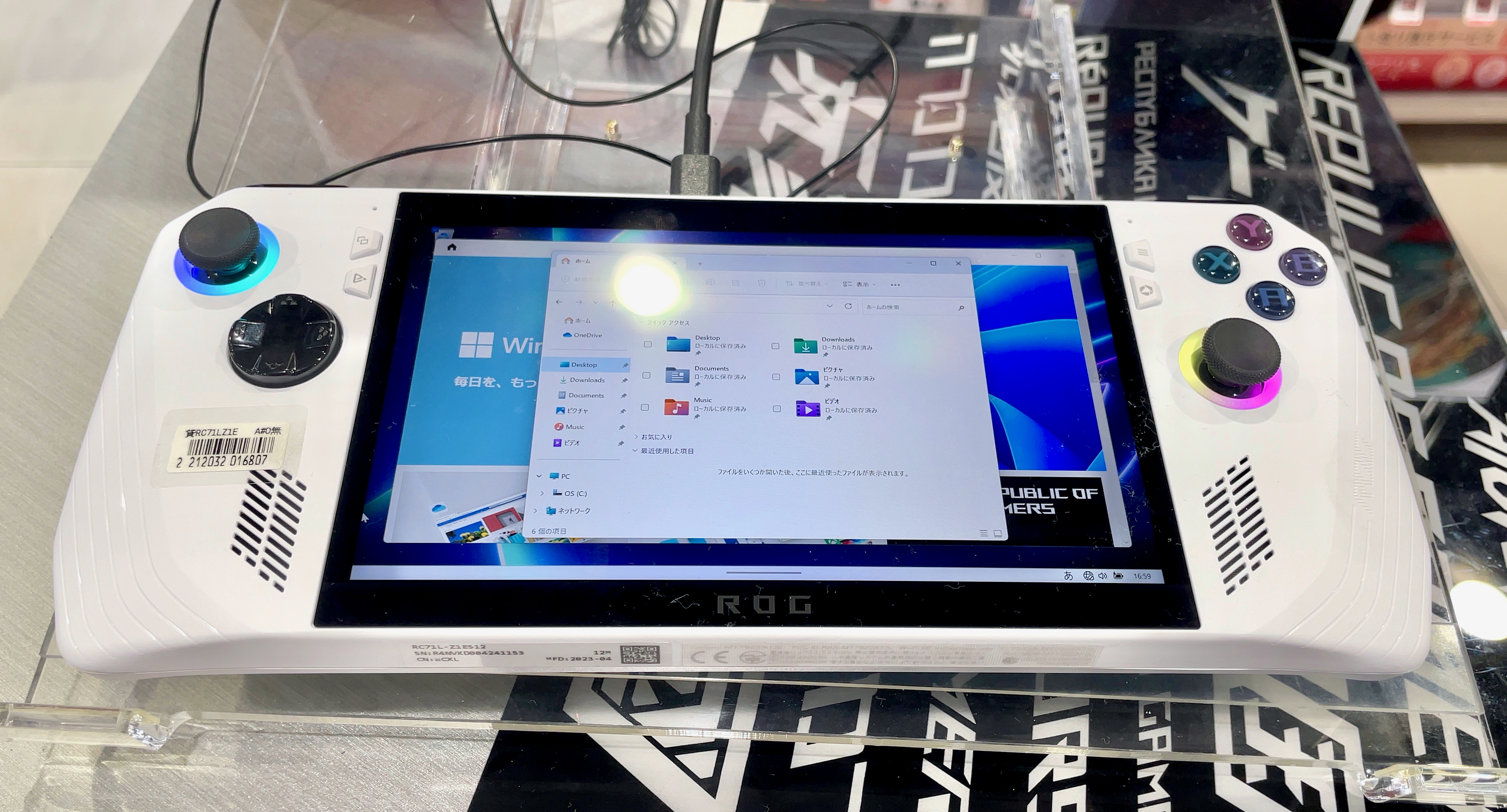
Rog Ally da Asus de 2023
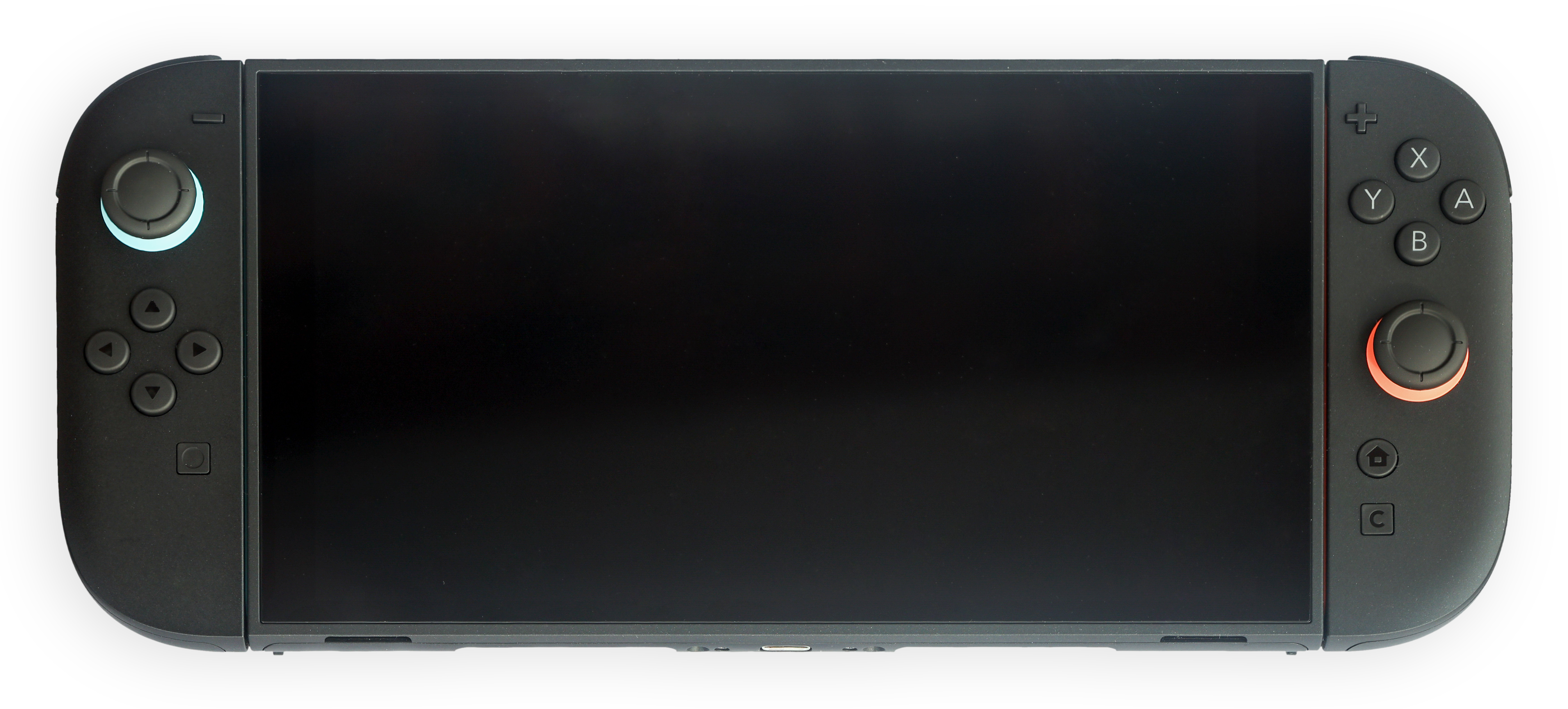
Nintendo Switch 2 da Nintendo de 2025